# Список птахів Бразилії

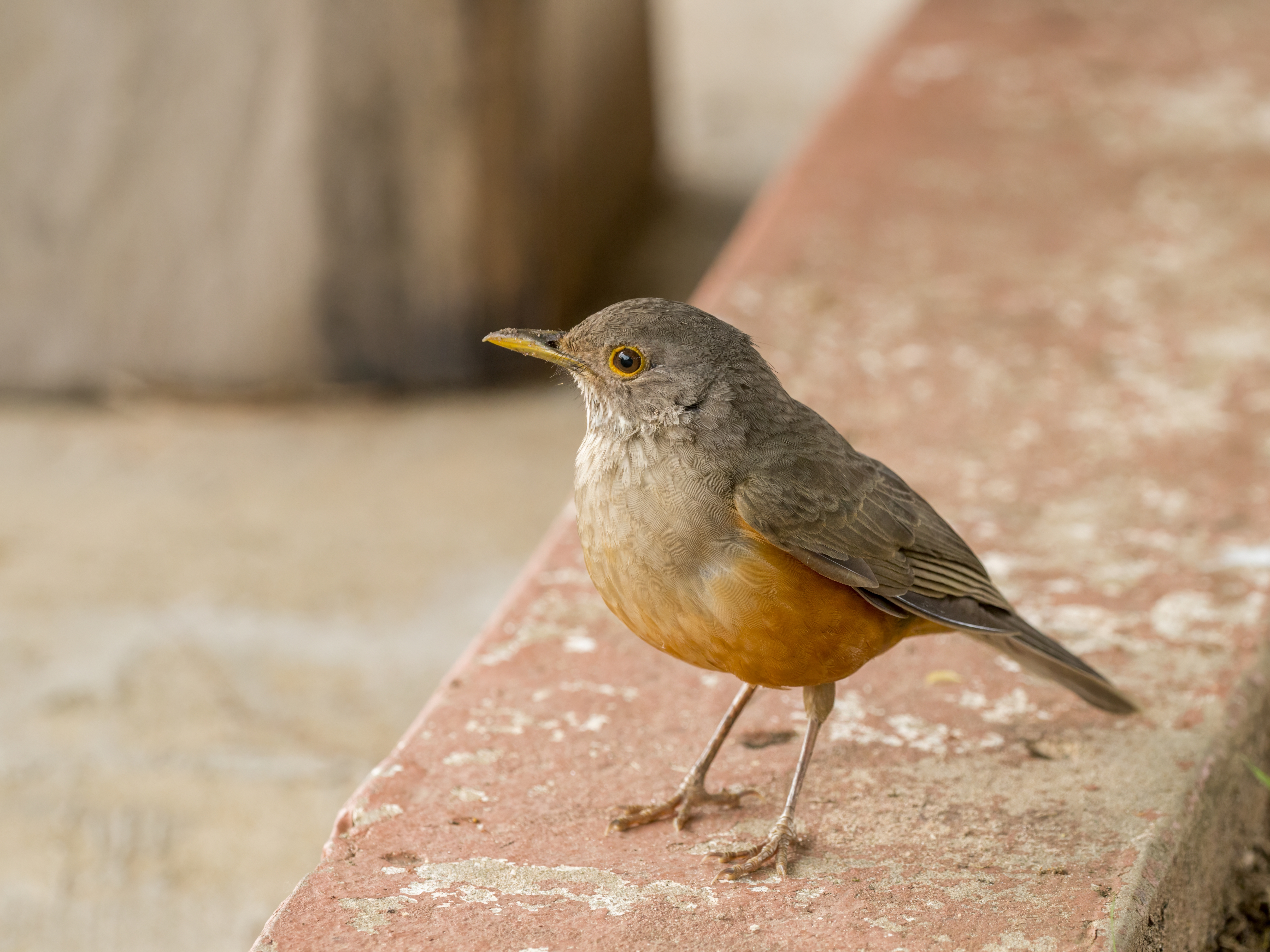
Дрізд рудочеревий (Turdus rufiventris) є національним птахом Бразилії

Це перелік видів птахів, зафіксованих на території Бразилії. Бразилія є однією з найбагатших за біорізноманіттям країн світу. Вона є третьою країною в світі за кількістю зафіксованих видів птахів і третьою за кількістю ендемічних видів птахів.
Авіфауна Бразилії налічує загалом 1830 видів, з яких 241 є ендемічними. 5 видів були інтродуковані людьми. 78 видів є рідкісними або випадковими. 4 види є вимерлими або зникли на території Бразилії. 21 вид не був зафіксований, однак, імовірно, присутній на території країни.
В Бразилії мешкає понад 60 % видів птахів, зареєстрованих в Південній Америці. Тим не менш, близько 10 % видів птахів, зареєстрованих на території Бразилії, перебувають під загрозою зникнення.
Кількість видів Бразилії збільшується щороку через відкриття нових, не описаних досі видів, або розділення існуючих видів. В червні 2013 року було повідомлено про відкриття одразу 15 нових видів птахів, вперше з 1871 року, коли Август фон Пельцельн описав сорок нових видів. 11 нових видів є ендеміками Бразилії, а 4 також мешкають в Болівії і Перу.

## Позначки
Наступні теги використані для виділення деяких категорій птахів.
- (V) Випадковий — вид, який рідко або випадково трапляється в Бразилії
- (Е) Ендемічий — вид, який є ендеміком Бразилії
- (I) Інтродукований — вид, завезений до Бразилії як наслідок, прямих чи непрямих дій людських дій
- (H) Гіпотетичний — не зафіксований вид, який, однак, імовірно, присутній на території Бразилії

## Нандуподібні(Rheiformes)

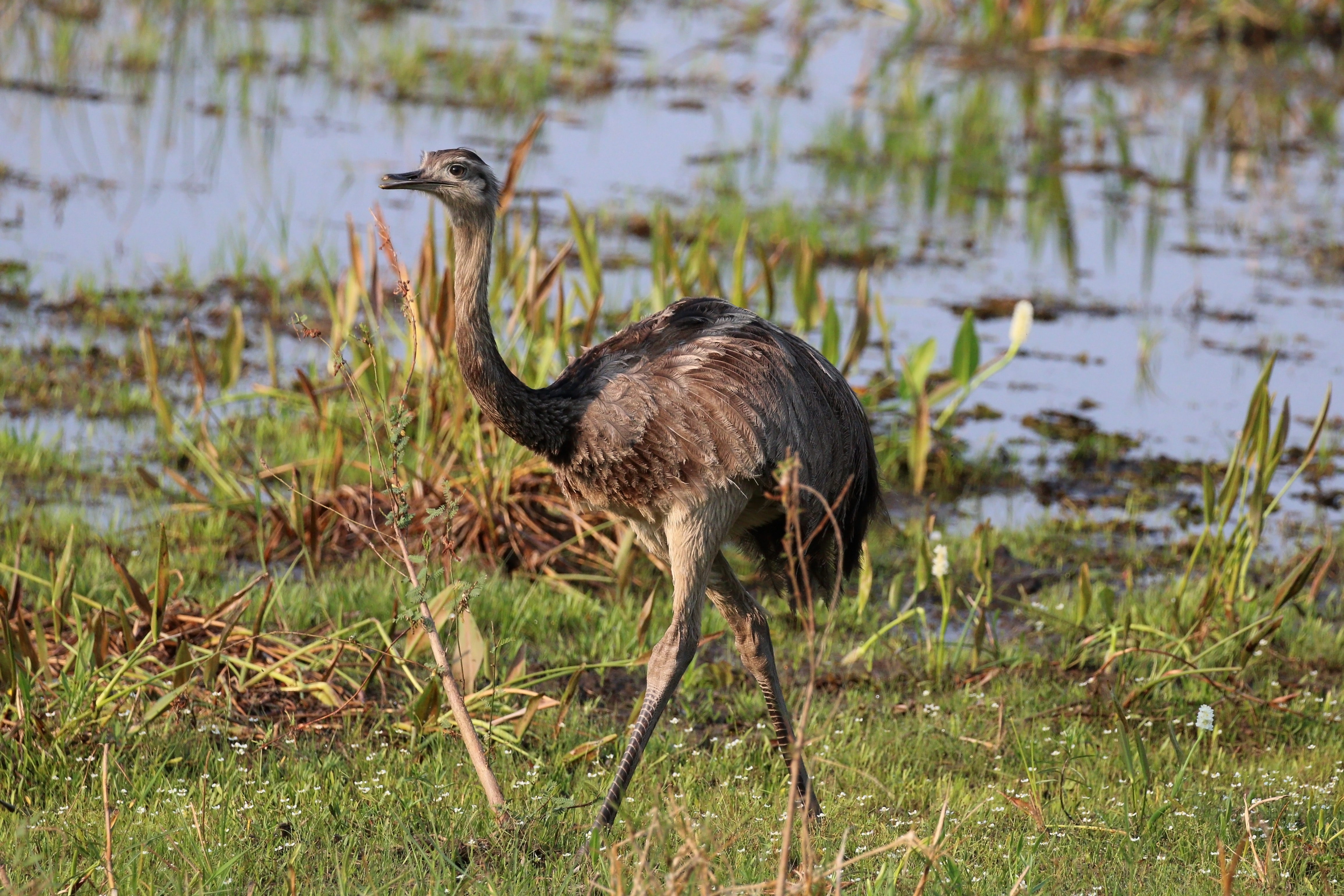
Нанду великий (Rhea americana)

### Родина:Нандуві(Rheidae)
- Нанду великий, Rhea americana  NT

## Тинамуподібні(Tinamiformes)

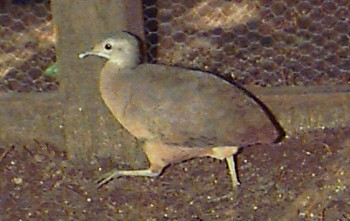
Татаупа малий (Crypturellus soui)

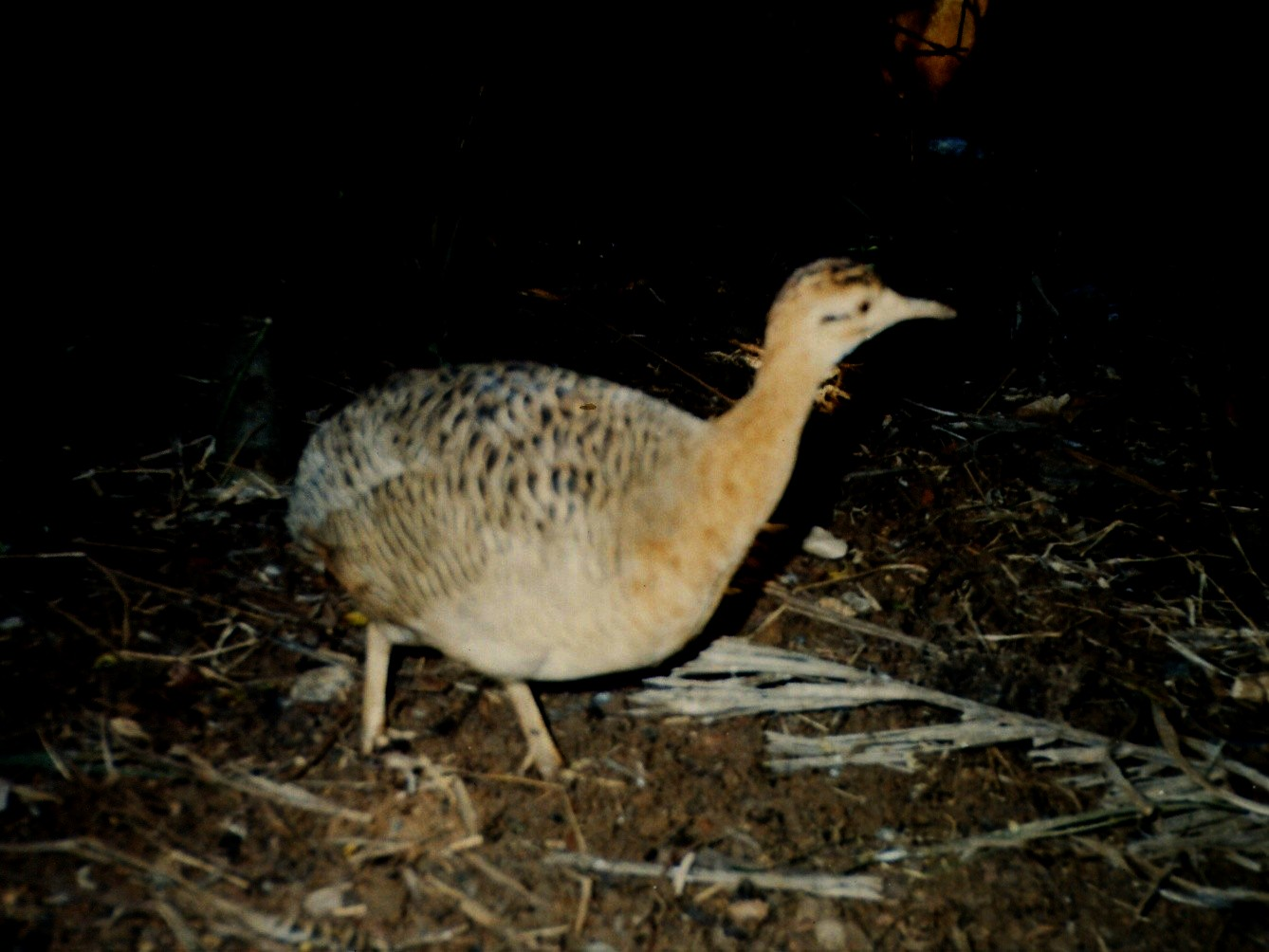
Інамбу рудошиїй (Rhynchotus rufescens)

### Родина:Тинамові(Tinamidae)
- Тао, Tinamus tao
- Тинаму-самітник, Tinamus solitarius  NT
- Тинаму великий, Tinamus major
- Тинаму білогорлий, Tinamus guttatus
- Татаупа сірий, Crypturellus cinereus
- Татаупа малий, Crypturellus soui
- Татаупа каштановий, Crypturellus obsoletus
- Татаупа блідий, Crypturellus undulatus
- Татаупа бразильський, Crypturellus strigulosus
- Татаупа сіроногий, Crypturellus duidae
- Татаупа червононогий, Crypturellus erythropus
- Татаупа жовтоногий, Crypturellus noctivagus (E)  NT
- Татаупа темноголовий, Crypturellus atrocapillus
- Татаупа амазонійський, Crypturellus variegatus
- Татаупа короткодзьобий, Crypturellus brevirostris
- Татаупа перуанський, Crypturellus bartletti
- Татаупа червонодзьобий, Crypturellus parvirostris
- Татаупа сіроголовий, Crypturellus tataupa
- Інамбу рудошиїй, Rhynchotus rufescens
- Нотура білочеревий, Nothura boraquira
- Нотура-крихітка, Nothura minor  VU
- Нотура строкатий, Nothura maculosa
- Інамбу карликовий, Taoniscus nanus  VU

## Гусеподібні(Anseriformes)

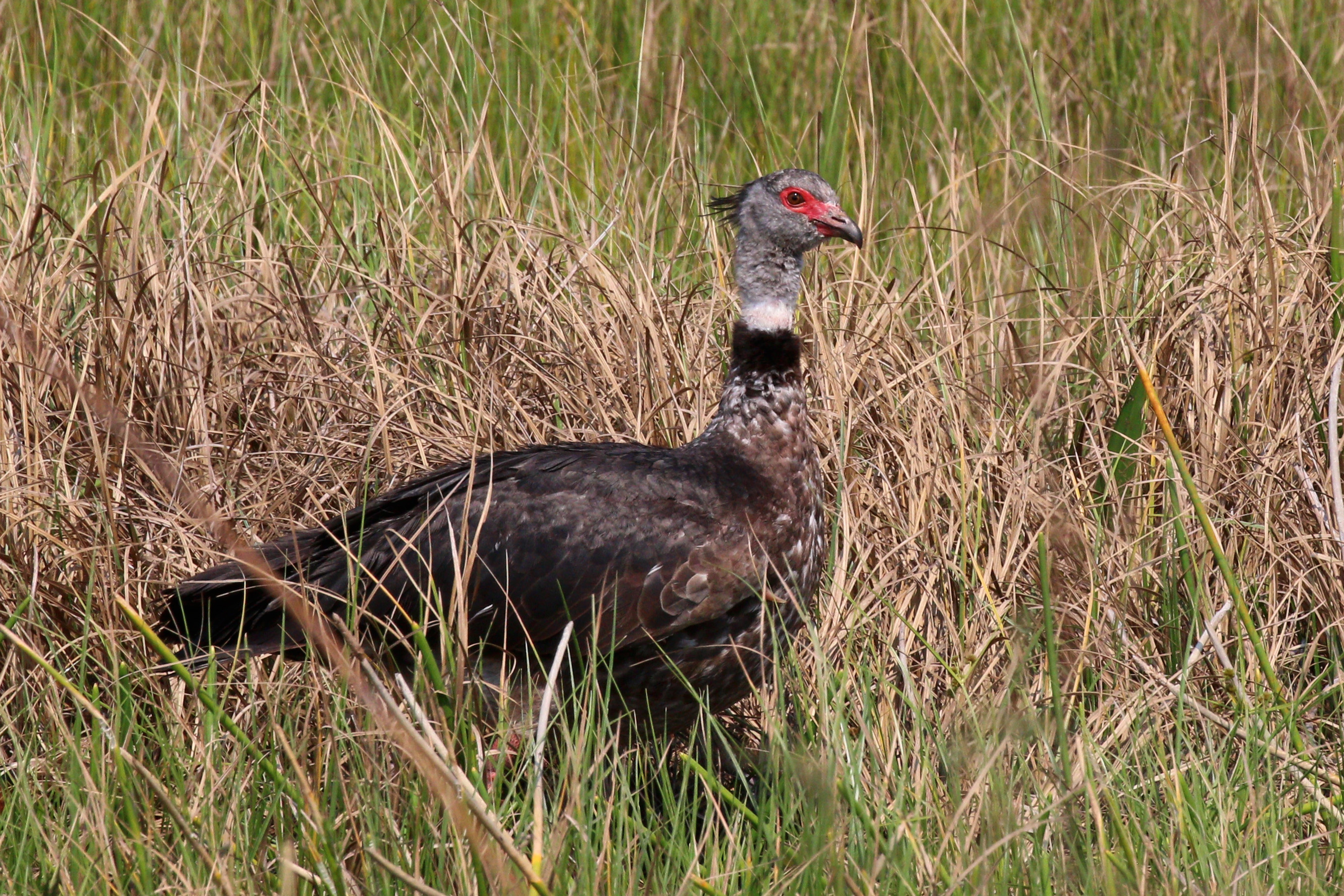
Чайя аргентинська (Chauna torquata)

### Родина:Паламедеєві(Anhimidae)
- Паламедея, Anhima cornuta
- Чайя аргентинська, Chauna torquata

### Родина:Качкові(Anatidae)

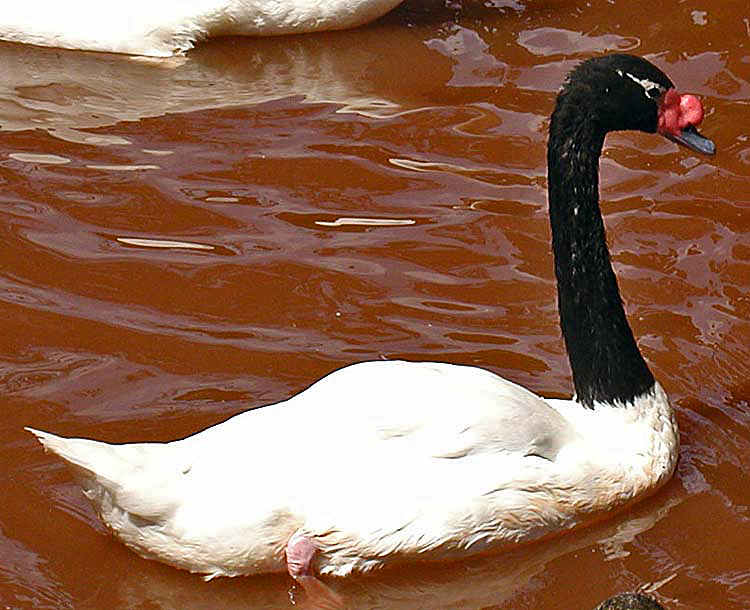
Лебідь чорношиїй (Cygnus melancoryphus)

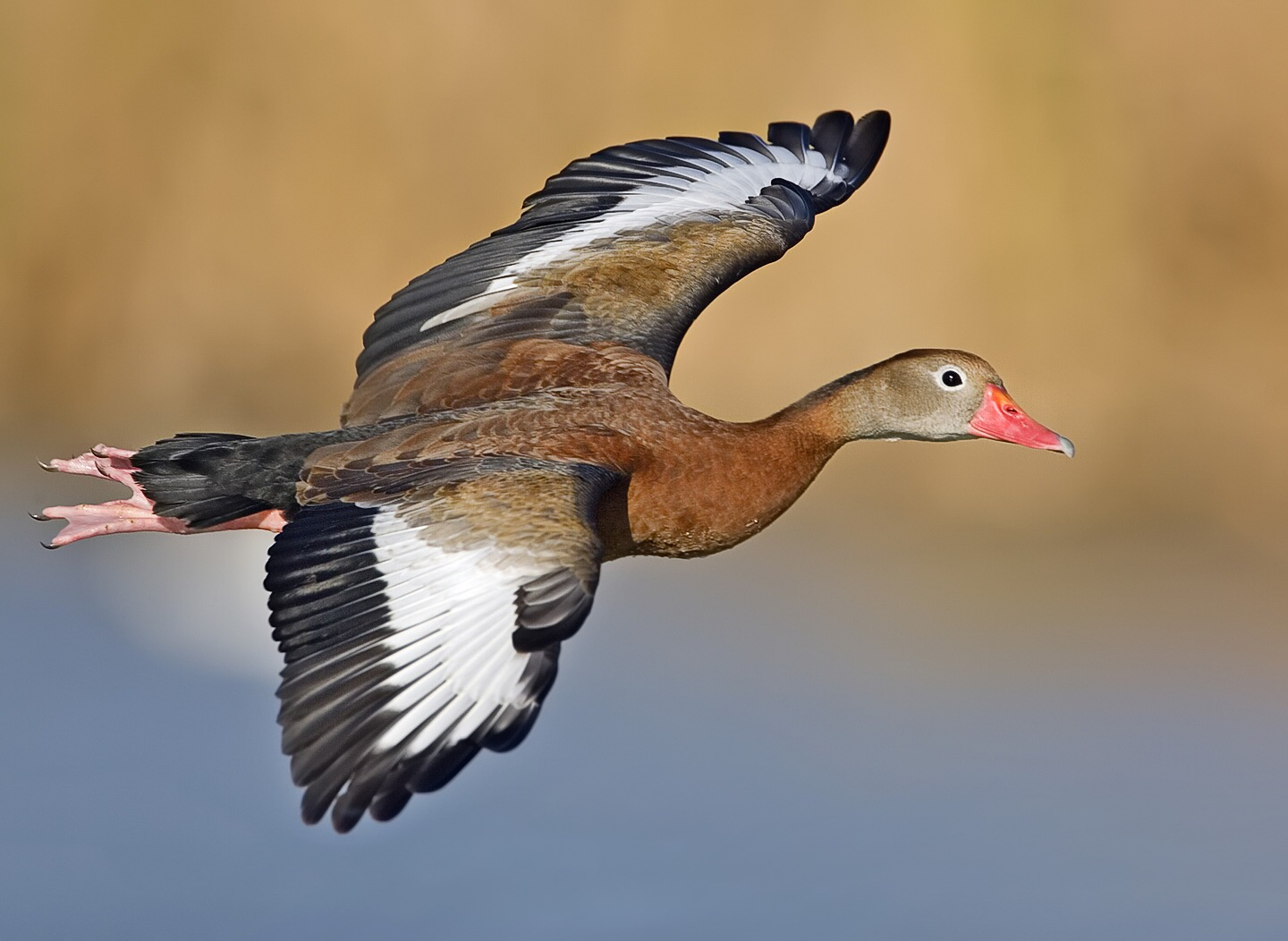
Свистач червонодзьобий (Dendrocygna autumnalis)

- Свистач рудий, Dendrocygna bicolor
- Свистач білоголовий, Dendrocygna viduata
- Свистач червонодзьобий, Dendrocygna autumnalis
- Лебідь чорношиїй, Cygnus melancoryphus
- Коскороба, Coscoroba coscoroba
- Каргарка гриваста, Neochen jubata  NT
- Chloephaga pictus (V)
- Качка мускусна, Cairina moschata
- Качка американська, Sarkidiornis sylvicola
- Чирянка болівійська, Callonetta leucophrys
- Чирянка бразильська, Amazonetta brasiliensis
- Чирянка чорноголова, Spatula versicolor
- Широконіска аргентинська, Spatula platalea
- Чирянка блакитнокрила, Spatula discors (V)
- Чирянка руда, Spatula cyanoptera (V)
- Свищ чилійський, Mareca sibilatrix
- Шилохвіст білощокий, Anas bahamensis
- Шилохвіст північний, Anas acuta (V)
- Шилохвіст жовтодзьобий, Anas georgica
- Чирянка жовтодзьоба, Anas flavirostris
- Чернь червоноока, Netta erythrophthalma
- Чернь аргентинська, Netta peposaca
- Крех бразильський, Mergus octosetaceus  CR
- Качка чорноголова, Heteronetta atricapilla
- Савка маскова, Nomonyx dominicus
- Савка аргентинська, Oxyura vittata

## Куроподібні(Galliformes)

### Родина:Краксові(Cracidae)
- Пенелопа гаянська, Penelope marail
- Пенелопа рудобока, Penelope superciliaris
- Пенелопа амазонійська, Penelope jacquacu
- Пенелопа парагвайська, Penelope obscura
- Пенелопа тапайська, Penelope pileata (E)  VU
- Пенелопа бразильська, Penelope ochrogaster (E)  VU
- Пенелопа білоброва, Penelope jacucaca (E)  VU
- Абурі-крикун білоголовий, Pipile cumanensis
- Абурі-крикун червоногорлий, Pipile cujubi
- Абурі-крикун чорнолобий, Pipile jacutinga  VU
- Чачалака бура, Ortalis canicollis
- Чачалака цяткована, Ortalis guttata
- Чачалака східнобразильська, Ortalis araucuan (E)
- Чачалака луската, Ortalis squamata (E)
- Чачалака мала, Ortalis motmot
- Чачалака бразильська, Ortalis ruficeps (E)
- Чачалака світлоброва, Ortalis superciliaris (E)
- Гоко, Nothocrax urumutum
- Кракс тонкодзьобий, Crax alector
- Кракс амазонійський, Crax globulosa  VU
- Кракс жовтодзьобий, Crax fasciolata
- Кракс червонодзьобий, Crax blumenbachii (E)  EN
- Міту малий, Mitu tomentosum
- Міту гребенедзьобий, Mitu tuberosum
- Міту горбодзьобий, Mitu mitu (E) (вимерлий в дикій природі)

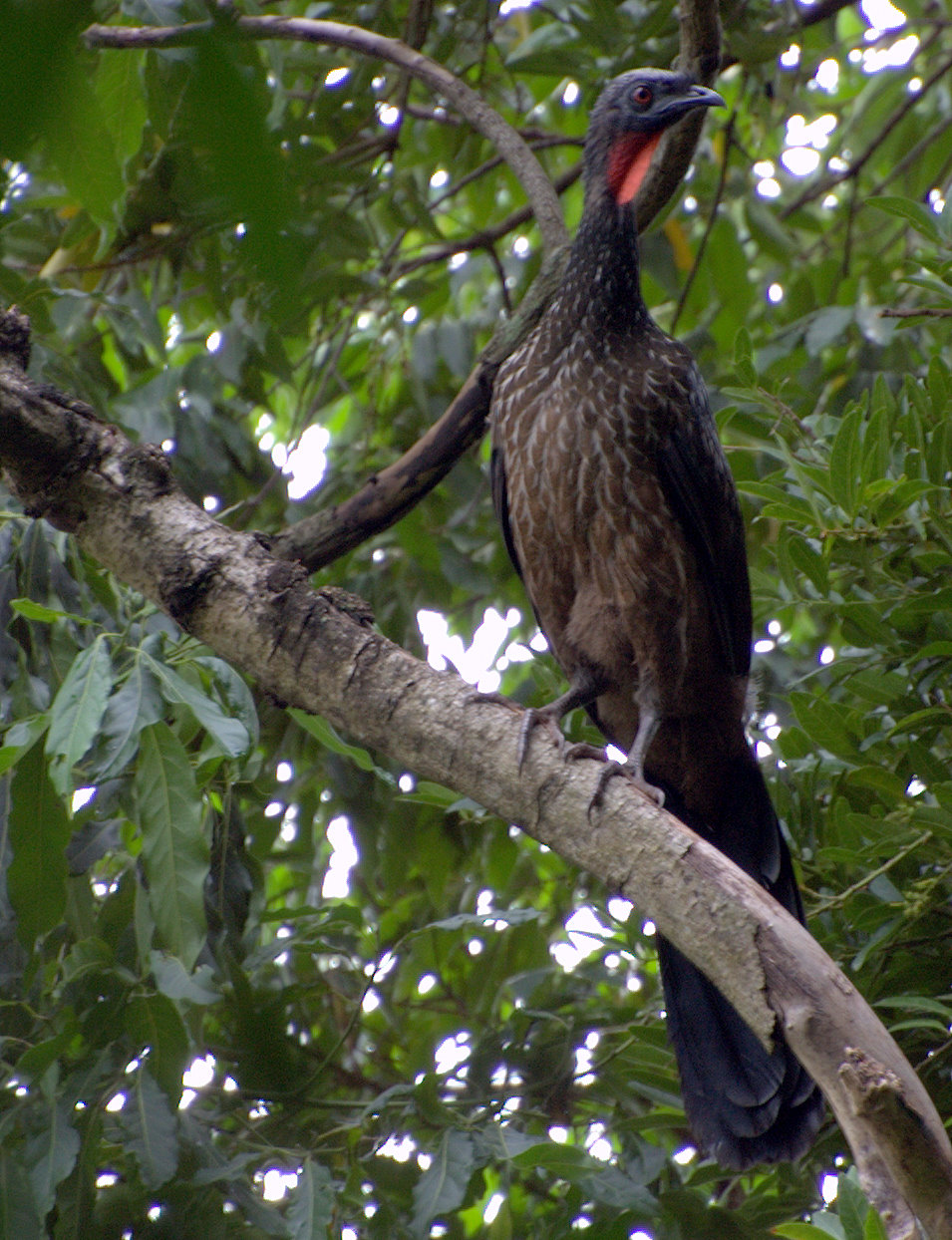
Пенелопа парагвайська (Penelope obscura)
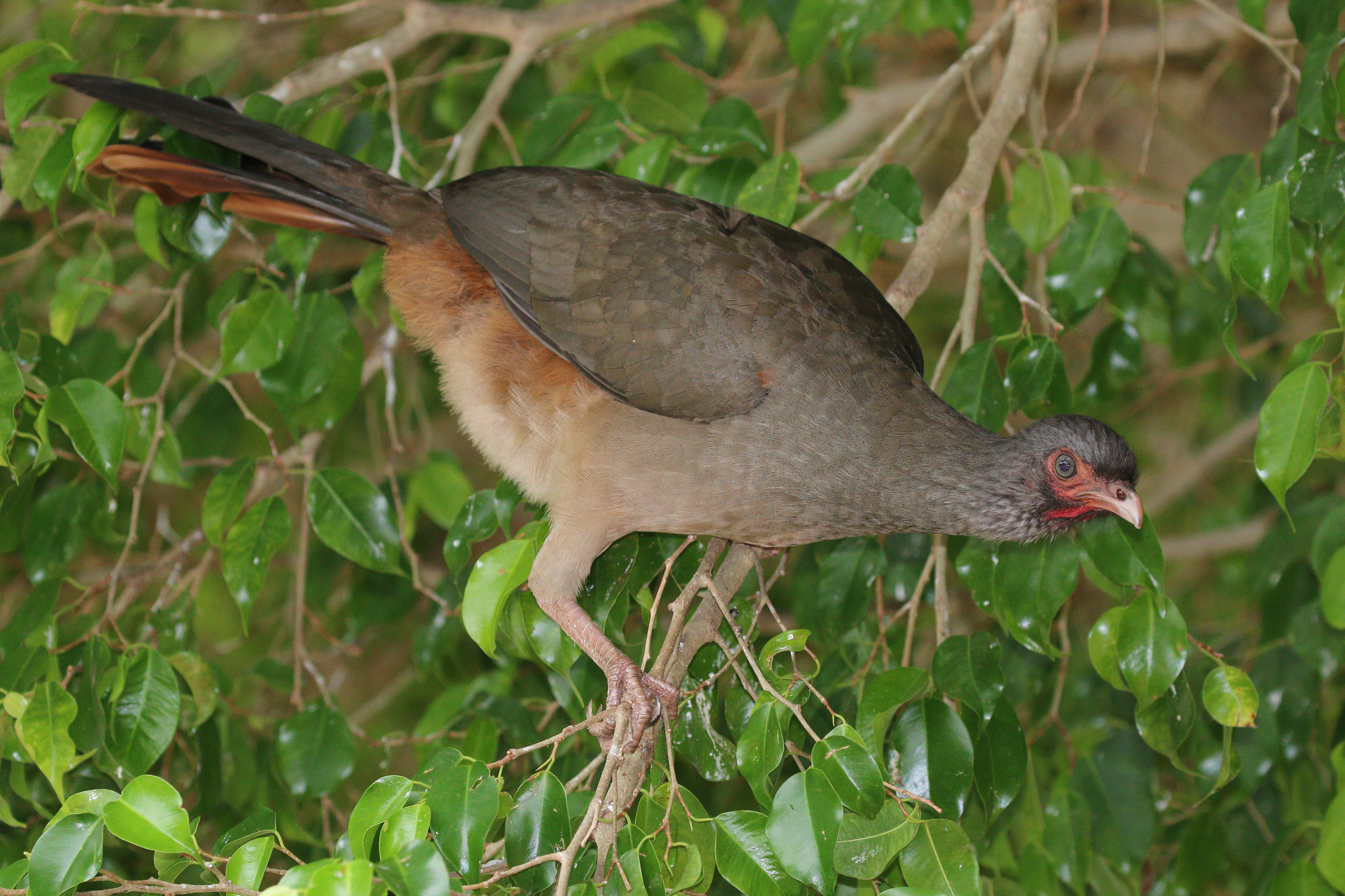
Чачалака бура (Ortalis canicollis)
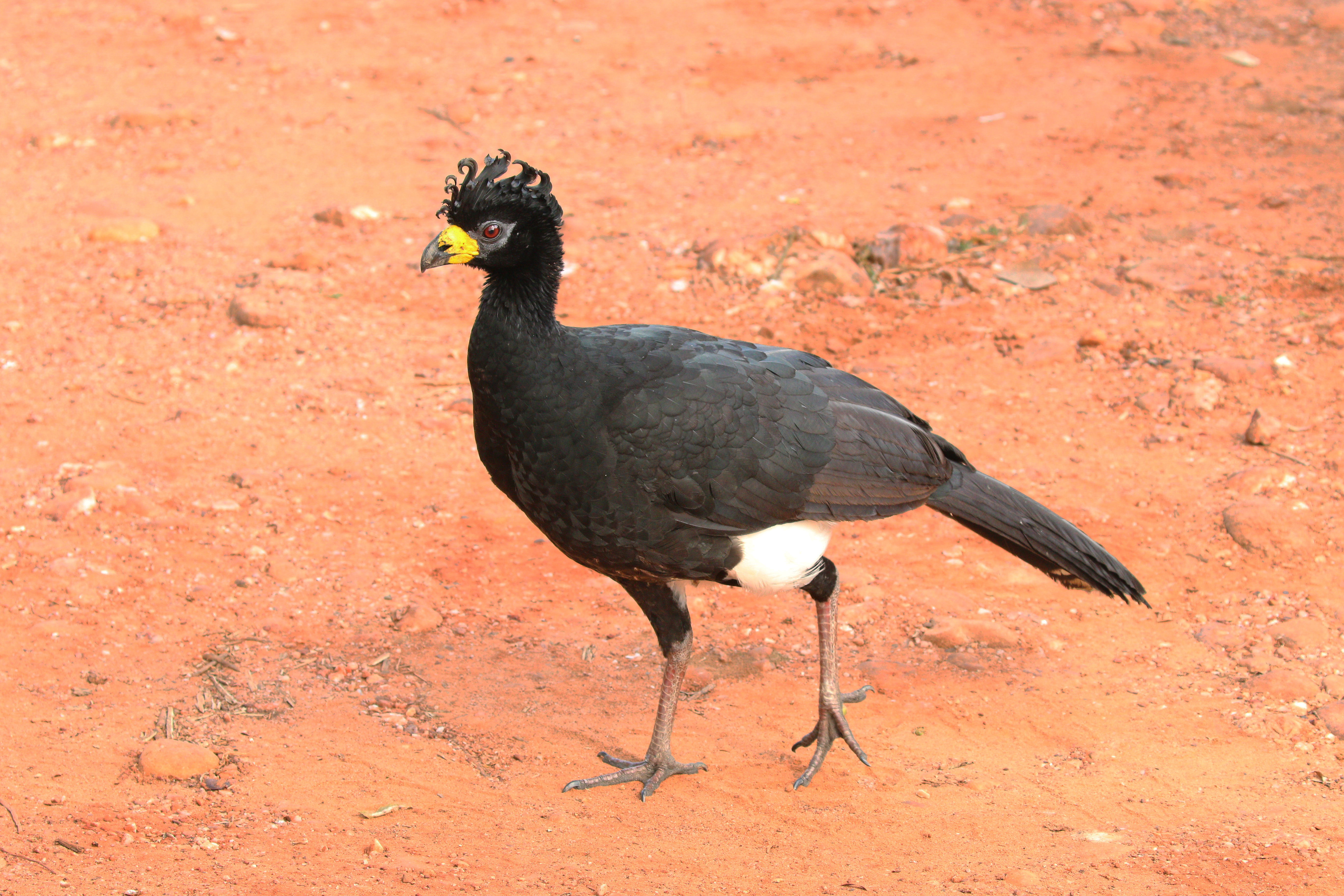
Кракс жовтодзьобий (Crax fasciolata)

### Родина:Токрові(Odontophoridae)
- Перепелиця чубата, Colinus cristatus
- Токро гвіанський, Odontophorus gujanensis
- Токро бразильський, Odontophorus capueira
- Токро рудочубий, Odontophorus stellatus

## Фламінгоподібні(Phoenicopteriformes)

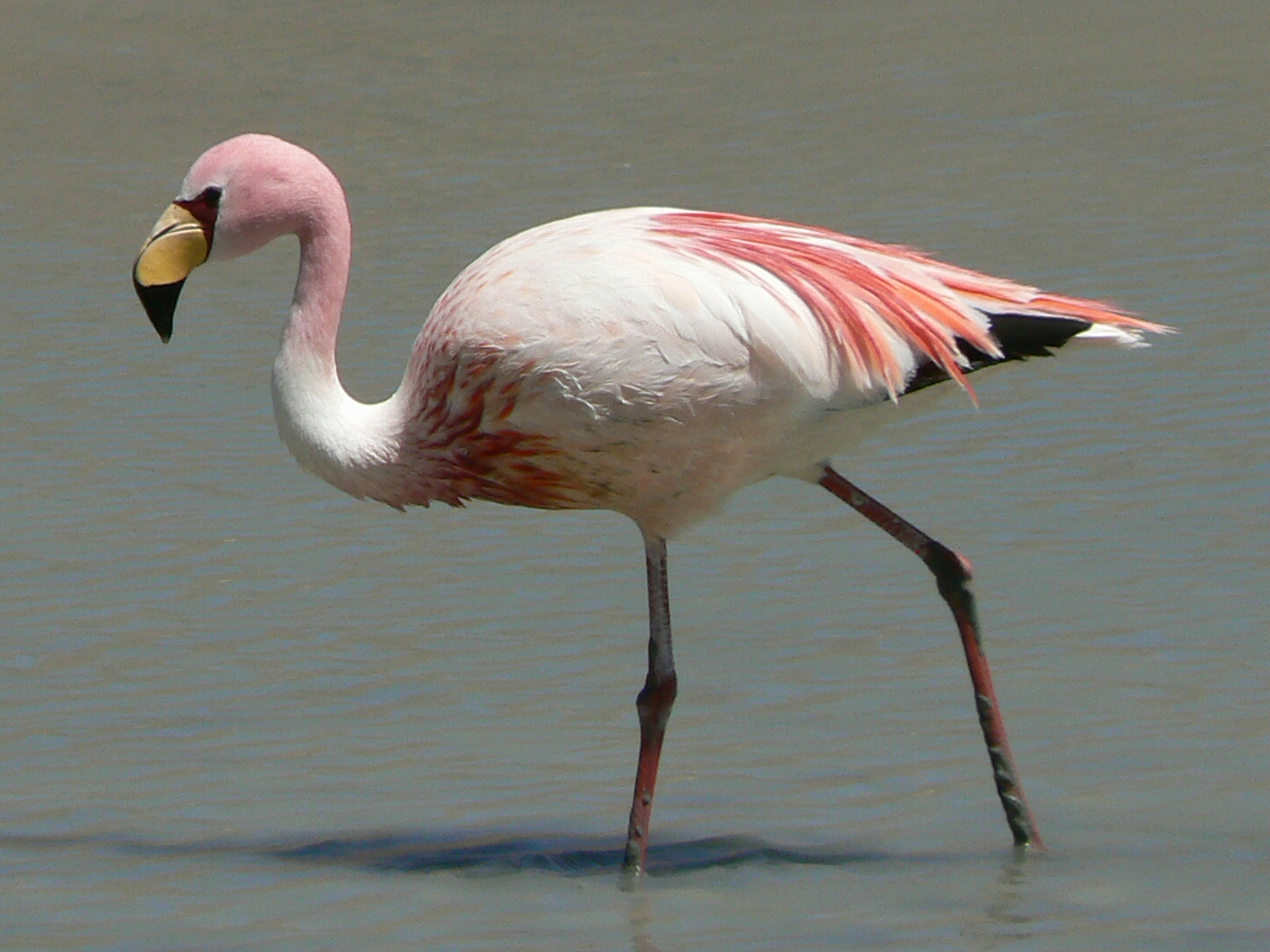
Фламінго жовтодзьобий (Phoenicoparrus jamesi)

### Родина:Фламінгові(Phoenicopteridae)
- Фламінго чилійський, Phoenicopterus chilensis  NT
- Фламінго червоний, Phoenicopterus ruber
- Фламінго андійський, Phoenicoparrus andinus (V)
- Фламінго жовтодзьобий, Phoenicoparrus jamesi (V)

## Пірникозоподібні(Podicipediformes)

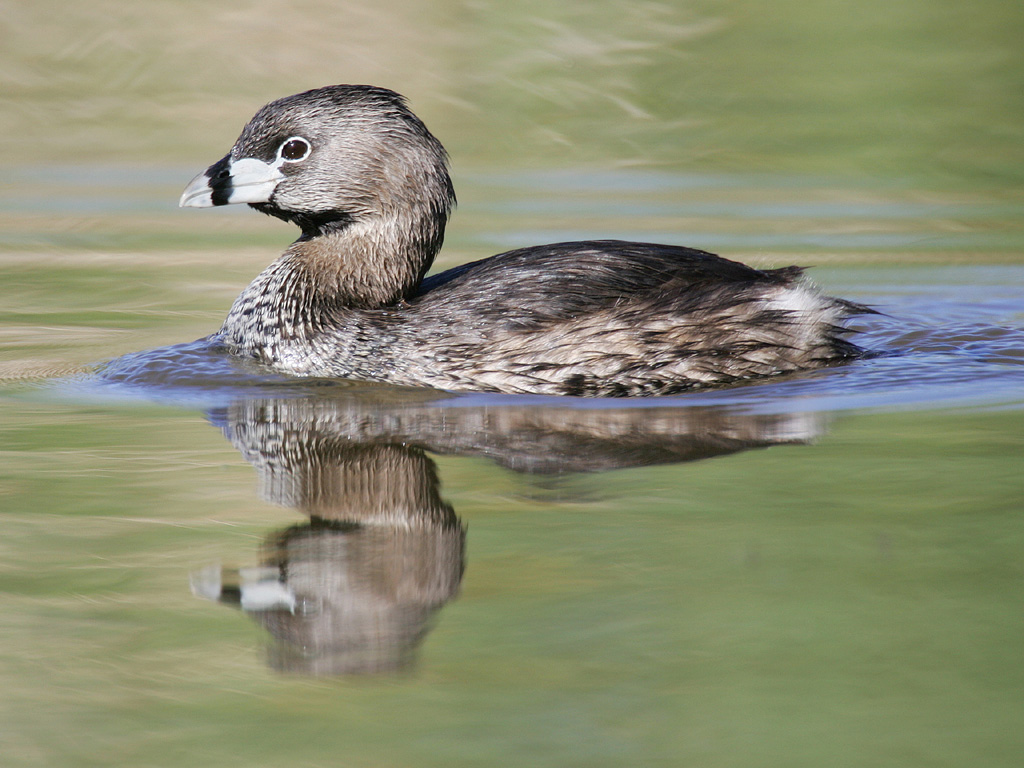
Пірникоза рябодзьоба (Podilymbus podiceps)

### Родина:Пірникозові(Podicipedidae)
- Пірникоза Роланда, Rollandia rolland
- Пірникоза домініканська, Tachybaptus dominicus
- Пірникоза рябодзьоба, Podilymbus podiceps
- Пірникоза-голіаф, Podiceps major
- Пірникоза срібляста, Podiceps occipitalis

## Голубоподібні(Columbiformes)

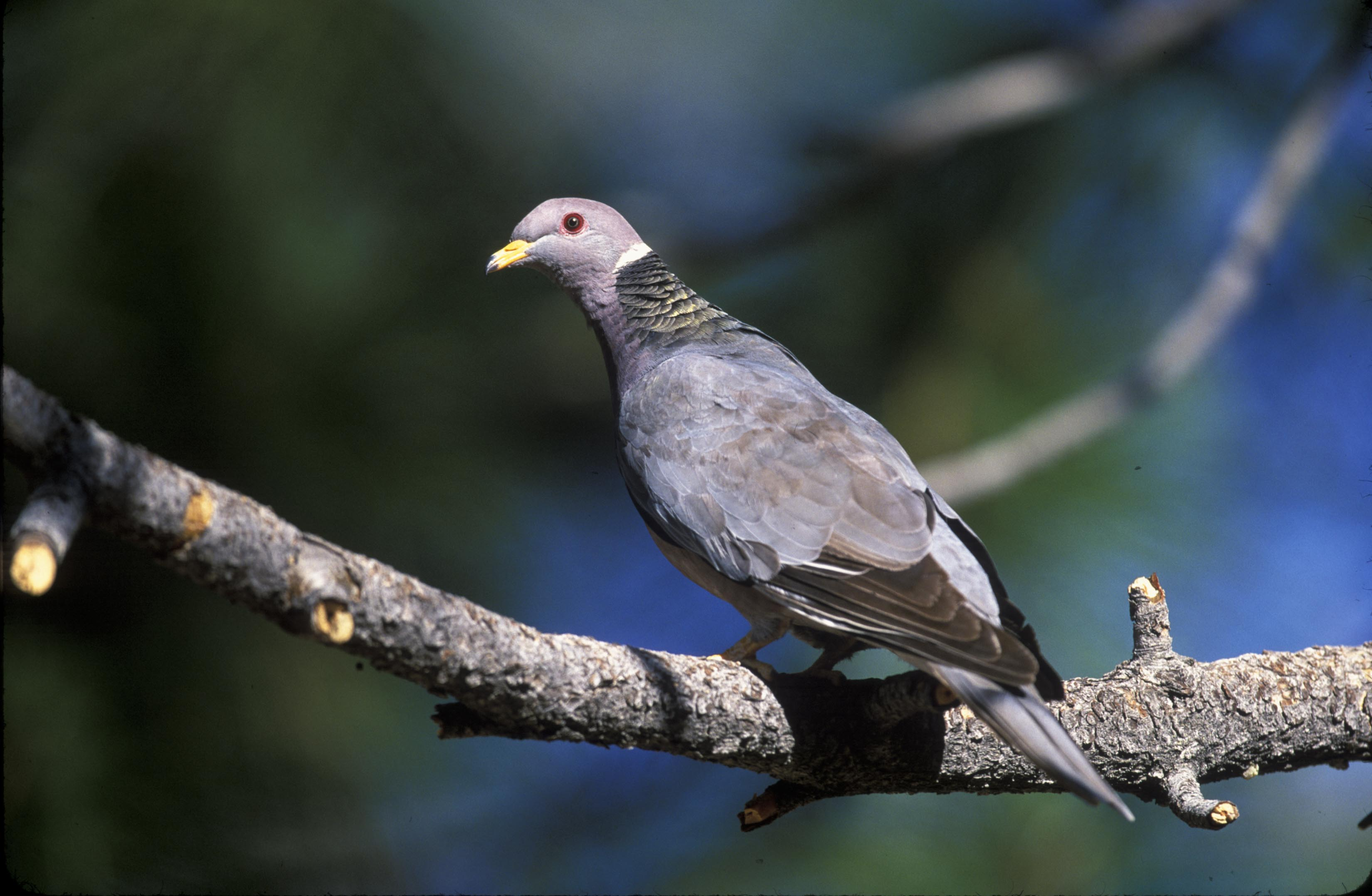
Голуб каліфорнійський (Patagioenas fasciata)

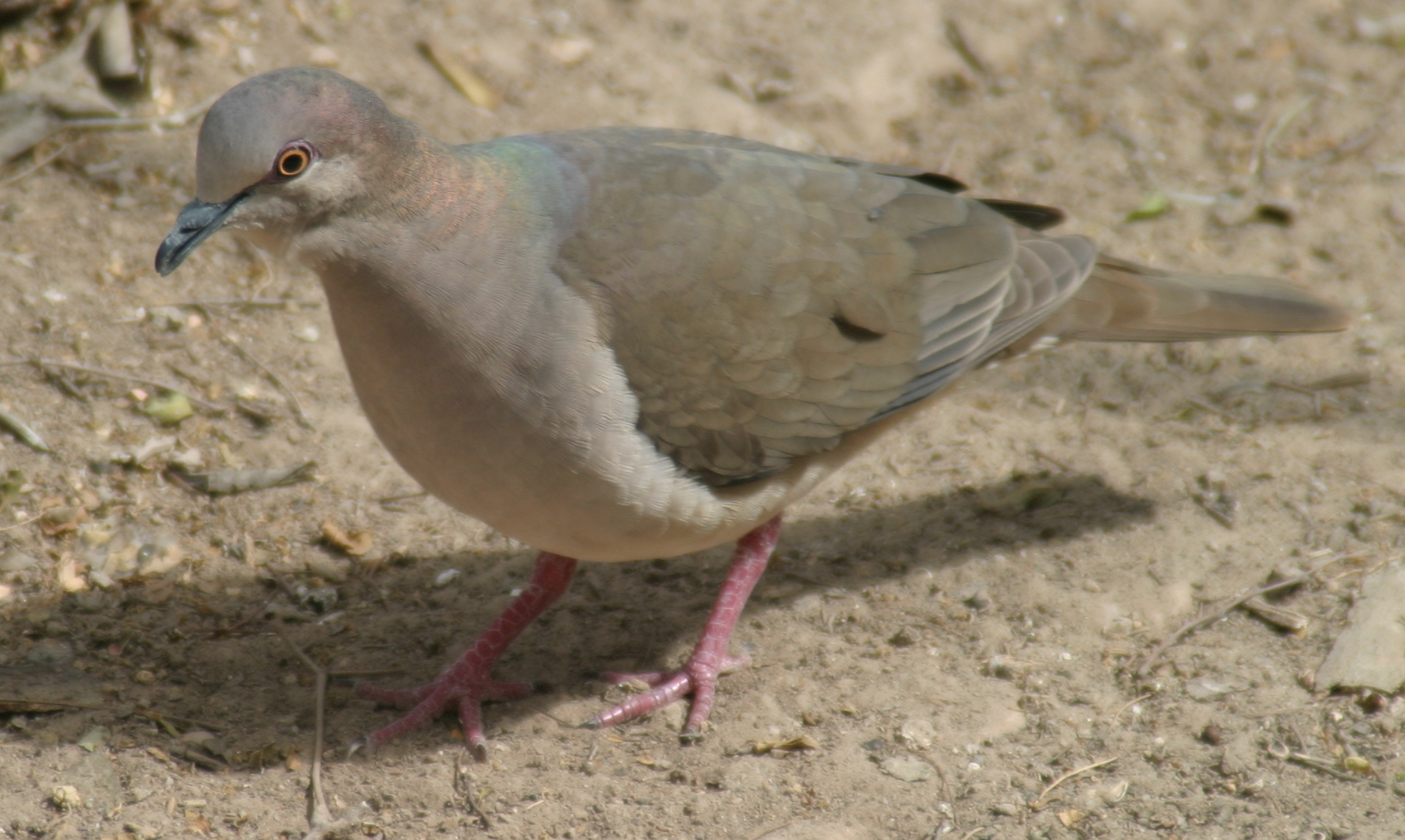
Горличка білолоба (Leptotila verreauxi)

### Родина:Голубові(Columbidae)
- Голуб сизий, Columba livia (I)
- Голуб строкатий, Patagioenas speciosa
- Голуб аргентинський, Patagioenas picazuro
- Голуб парагвайський, Patagioenas maculosa
- Голуб каліфорнійський, Patagioenas fasciata
- Голуб рожевошиїй, Patagioenas cayennensis
- Голуб сірошиїй, Patagioenas plumbea
- Голуб коста-риканський, Patagioenas subvinacea
- Голубок сапфіровий, Geotrygon saphirina
- Голубок бурий, Geotrygon montana
- Голубок фіолетовий, Geotrygon violacea
- Горличка білолоба, Leptotila verreauxi
- Горличка сіроголова, Leptotila rufaxilla
- Zenaida auriculata(інші мови)
- Талпакоті сірий, Claravis pretiosa
- Горличка довгохвоста, Uropelia campestris
- Paraclaravis geoffroyi(інші мови)  CR
- Талпакоті строкатоголовий, Columbina passerina
- Талпакоті малий, Columbina minuta
- Талпакоті коричневий, Columbina talpacoti
- Горличка-інка бразильська, Columbina squammata
- Пікуї, Columbina picui
- Талпакоті рудий, Columbina cyanopis (E)  CR

## Зозулеподібні(Cuculiformes)

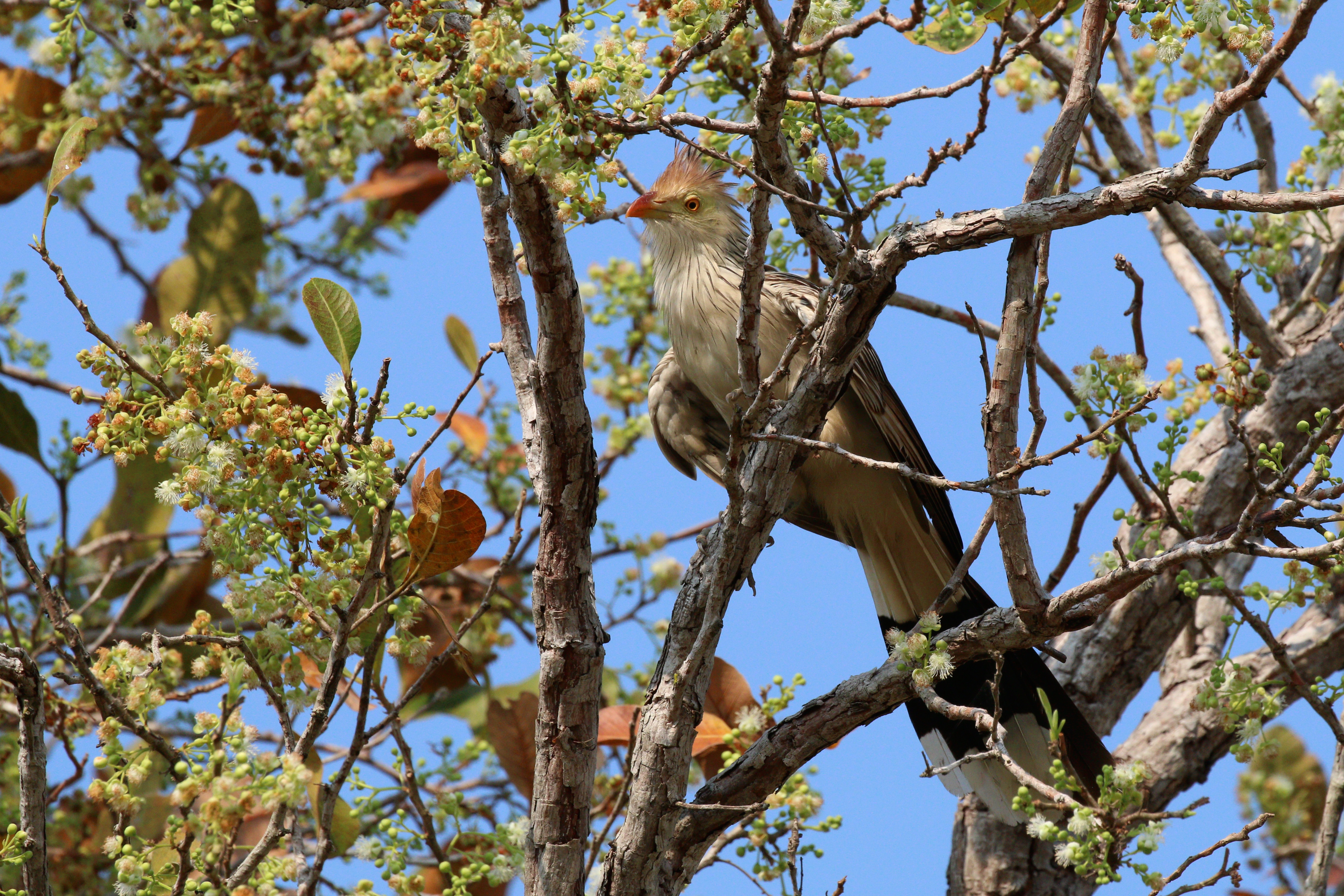
Гуїра (Guira guira)

### Родина:Зозулеві(Cuculidae)
- Гуїра, Guira guira
- Ані великий, Crotophaga major
- Ані товстодзьобий, Crotophaga ani
- Тахете, Tapera naevia
- Таязура-клинохвіст велика, Dromococcyx phasianellus
- Таязура-клинохвіст мала, Dromococcyx pavoninus
- Таязура рудогуза, Neomorphus geoffroyi  VU
- Таязура тапайоська, Neomorphus squamiger (E)
- Таязура чорнодзьоба, Neomorphus rufipennis
- Таязура червонодзьоба, Neomorphus pucheranii
- Піая мала, Coccycua minuta
- Кукліло карликовий, Coccycua pumila (H)
- Кукліло попелястоволий, Coccycua cinerea
- Піая велика, Piaya cayana
- Піая червонодзьоба, Piaya melanogaster
- Кукліло бурий, Coccyzus melacoryphus
- Кукліло північний, Coccyzus americanus
- Кукліло білочеревий, Coccyzus euleri
- Кукліло мангровий, Coccyzus minor
- Кукліло чорнодзьобий, Coccyzus erythropthalmus (V)

## Дрімлюгоподібні(Caprimulgiformes)

### Родина:Гуахарові(Steatornithidae)
- Гуахаро, Steatornis caripensis

### Родина:Потуєві(Nyctibiidae)
- Поту великий, Nyctibius grandis

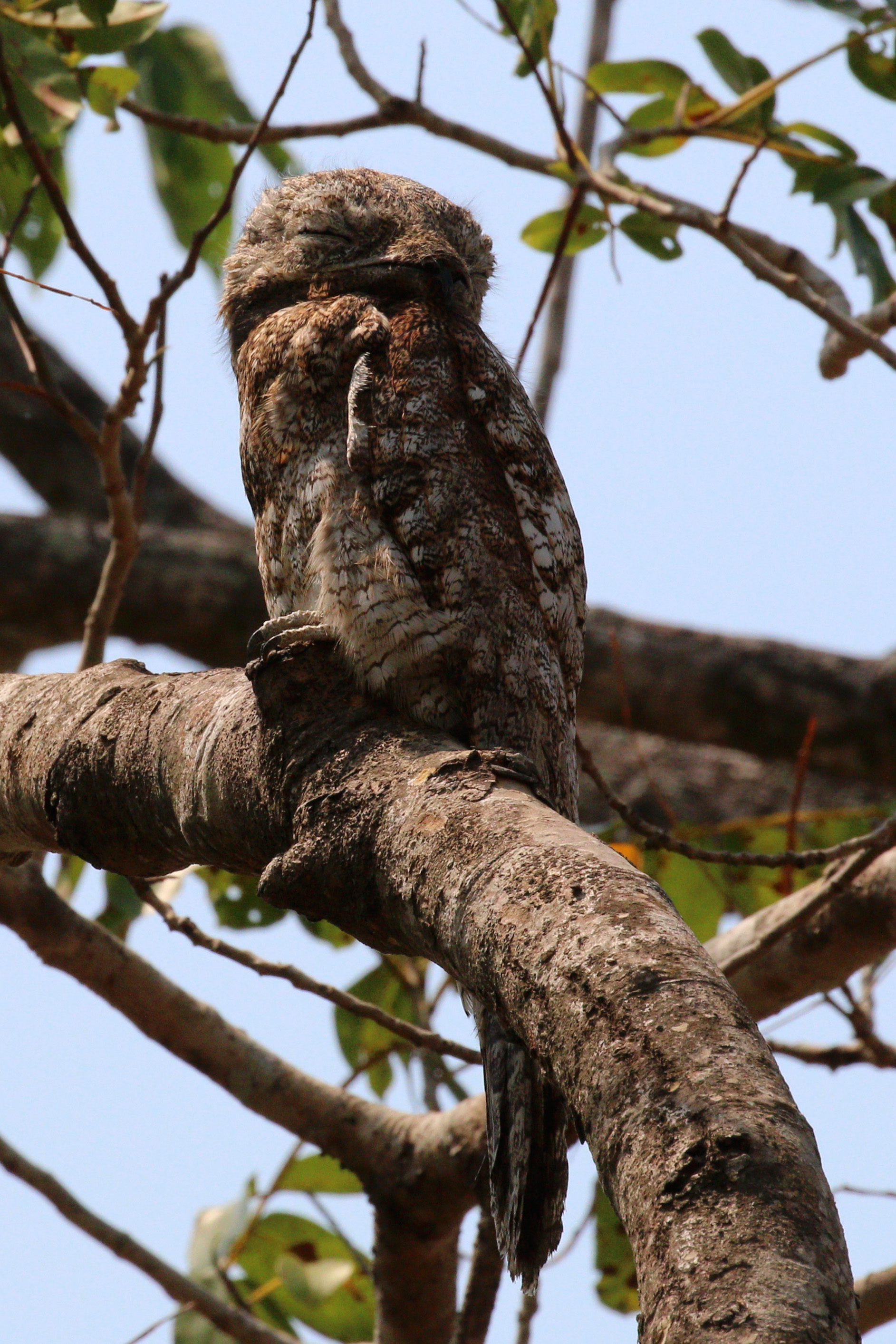
Поту великий (Nyctibius grandis)

- Поту довгохвостий, Nyctibius aethereus
- Поту малий, Nyctibius griseus
- Поту білокрилий, Nyctibius leucopterus
- Поту рудий, Nyctibius bracteatus

### Родина:Дрімлюгові(Caprimulgidae)
- Накунда, Chordeiles nacunda

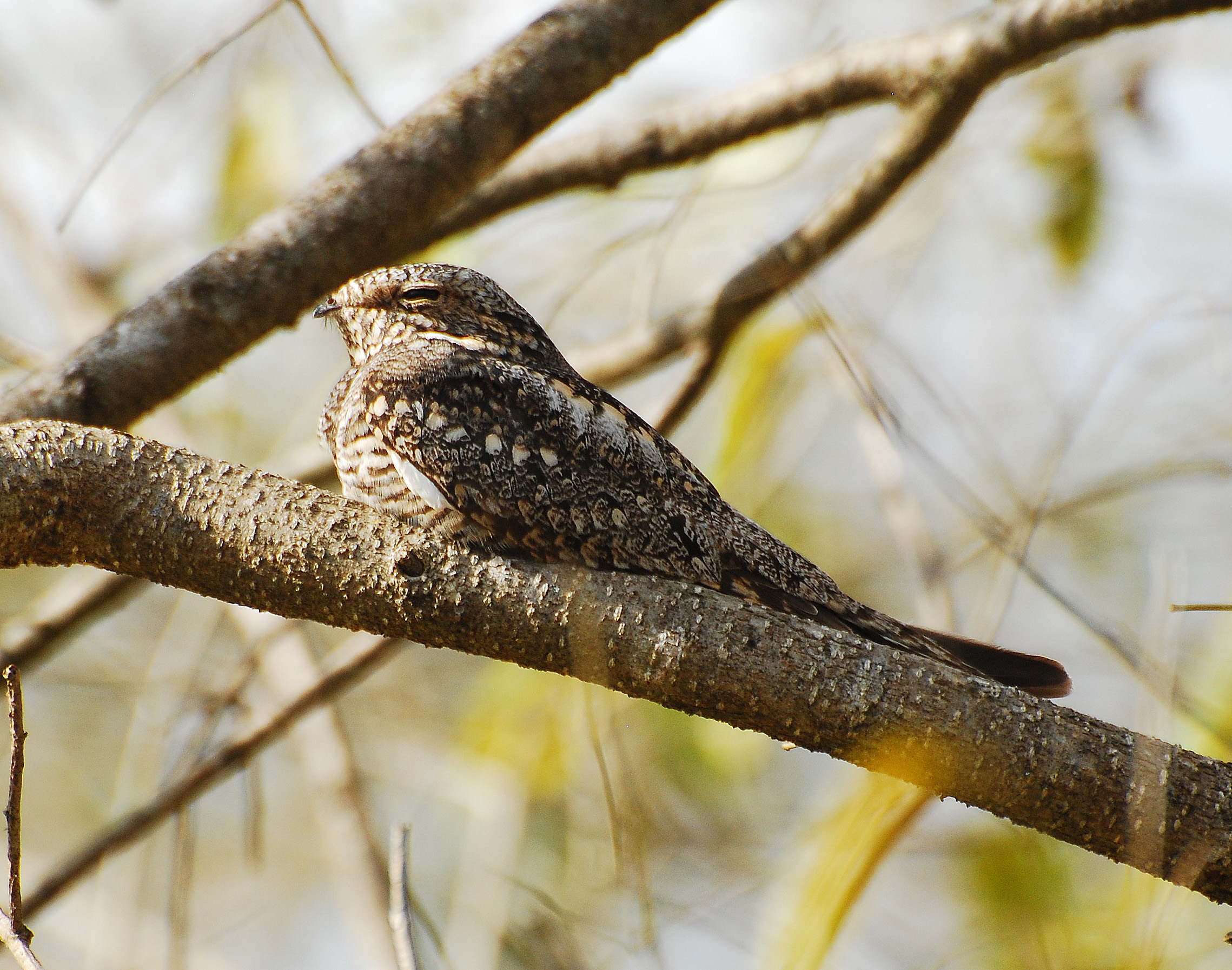
Анаперо малий (Chordeiles acutipennis)

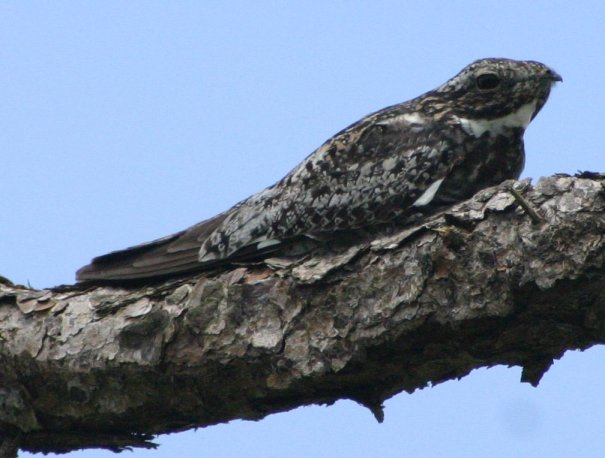
Анаперо віргинський (Chordeiles minor)

- Анаперо карликовий, Chordeiles pusillus
- Анаперо блідий, Chordeiles rupestris
- Анаперо малий, Chordeiles acutipennis
- Анаперо віргінський, Chordeiles minor
- Анаперо-довгокрил бурий, Lurocalis semitorquatus
- Анаперо смугастохвостий, Nyctiprogne leucopyga
- Анаперо багійський, Nyctiprogne vielliardi (E)
- Дрімлюга траурний, Nyctipolus nigrescens
- Дрімлюга бразильський, Nyctipolus hirundinaceus (E)
- Дрімлюга довгодзьобий, Systellura longirostris
- Пораке рудощокий, Nyctidromus albicollis
- Дрімлюга білокрилий, Eleothreptus candicans  VU
- Дрімлюга-короткохвіст, Eleothreptus anomalus  VU
- Дрімлюга колумбійський, Setopagis heterura
- Дрімлюга малий, Setopagis parvula
- Дрімлюга венесуельський, Setopagis whitelyi
- Дрімлюга білохвостий, Hydropsalis cayennensis
- Дрімлюга світлобровий, Hydropsalis maculicaudus
- Дрімлюга-вилохвіст колумбійський, Hydropsalis climacocerca
- Дрімлюга-вилохвіст бразильський, Hydropsalis torquata
- Дрімлюга-лірохвіст бразильський, Macropsalis forcipata
- Леляк бразильський, Nyctiphrynus ocellatus
- Дрімлюга парагвайський, Antrostomus sericocaudatus
- Дрімлюга рудий, Antrostomus rufus

## Серпокрильцеподібні(Apodiformes)

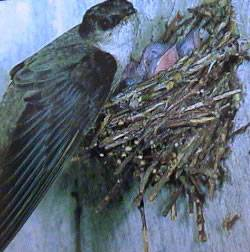
Голкохвіст східний (Chaetura pelagica)

### Родина:Серпокрильцеві(Apodidae)
- Свіфт нікарагуанський, Cypseloides cryptus
- Свіфт західний, Cypseloides niger
- Свіфт білогрудий, Cypseloides lemosi (H)
- Свіфт парагвайський, Cypseloides fumigatus
- Свіфт світлоголовий, Cypseloides senex
- Свіфт венесуельський, Streptoprocne phelpsi
- Свіфт болівійський, Streptoprocne zonaris
- Свіфт бразильський, Streptoprocne biscutata
- Голкохвіст сірогузий, Chaetura cinereiventris
- Голкохвіст анапайський, Chaetura spinicaudus
- Голкохвіст еквадорський, Chaetura egregia
- Голкохвіст східний, Chaetura pelagica (H)
- Голкохвіст колумбійський, Chaetura chapmani
- Голкохвіст південний, Chaetura meridionalis
- Голкохвіст вохристогузий, Chaetura brachyura
- Серпокрилець гірський, Aeronautes montivagus
- Серпокрилець-крихітка неотропічний, Tachornis squamata
- Серпокрилець-вилохвіст малий, Panyptila cayennensis

### Родина:Колібрієві(Trochilidae)
- Колібрі-топаз малиновий, Topaza pella
- Колібрі-топаз вогнистий, Topaza pyra
- Колібрі-якобін синьоголовий, Florisuga mellivora
- Колібрі-якобін чорний, Florisuga fusca
- Ерміт прибережний, Ramphodon naevius (E)
- Ерміт-самітник багійський, Glaucis dohrnii (E)  EN
- Ерміт-самітник бразильський, Glaucis hirsutus
- Ерміт світлохвостий, Threnetes leucurus
- Ерміт чорногорлий, Threnetes niger
- Ерміт бразильський, Anopetia gounellei (E)
- Ерміт санта-катаринський, Phaethornis squalidus (E)
- Ерміт гаянський, Phaethornis rupurumii
- Ерміт амазонійський, Phaethornis aethopygus (E)
- Ерміт малий, Phaethornis idaliae (E)
- Ерміт болівійський, Phaethornis nattereri
- Ерміт сірогорлий, Phaethornis griseogularis
- Ерміт рудий, Phaethornis ruber
- Ерміт вохристий, Phaethornis subochraceus
- Ерміт сіроволий, Phaethornis augusti
- Ерміт парагвайський, Phaethornis pretrei
- Ерміт багійський, Phaethornis eurynome
- Ерміт сірогузий, Phaethornis hispidus
- Ерміт тонкодзьобий, Phaethornis philippii
- Ерміт прямодзьобий, Phaethornis bourcieri
- Ерміт венесуельський, Phaethornis superciliosus
- Ерміт довгодзьобий, Phaethornis malaris
- Колібрі-довгодзьоб синьолобий, Doryfera johannae
- Колібрі-капуцин гіацинтовий, Augastes scutatus (E)
- Колібрі-капуцин рудохвостий, Augastes lumachella (E)  NT
- Колібрі бурий, Colibri delphinae
- Колібрі синьочеревий, Colibri coruscans
- Колібрі зеленочеревий, Colibri serrirostris
- Колібрі рогатий, Heliactin bilophus
- Колібрі-фея зеленолобий, Heliothryx auritus
- Колібрі-зеленохвіст золотистий, Polytmus guainumbi
- Колібрі-зеленохвіст тепуйський, Polytmus milleri
- Колібрі-зеленохвіст гвіанський, Polytmus theresiae
- Колібрі-манго шилодзьобий, Avocettula recurvirostris
- Колібрі-рубін, Chrysolampis mosquitus
- Колібрі-манго зеленогорлий, Anthracothorax viridigula
- Колібрі-манго чорногорлий, Anthracothorax nigricollis
- Колібрі-голкохвіст чорногрудий, Discosura langsdorffi
- Рабудито, Discosura longicaudus
- Колібрі-кокетка золотовусий, Lophornis ornatus
- Колібрі-кокетка плямистовусий, Lophornis gouldii
- Колібрі-кокетка смугастовусий, Lophornis magnificus (E)
- Колібрі-кокетка плямисточубий, Lophornis stictolophus
- Lophornis verreauxii
- Колібрі-кокетка рудохвостий, Lophornis chalybeus
- Колібрі-кокетка зеленовусий, Lophornis pavoninus
- Колібрі-діамант венесуельський, Heliodoxa xanthogonys
- Колібрі-діамант чорногорлий, Heliodoxa schreibersii
- Колібрі-діамант золотистий, Heliodoxa aurescens
- Колібрі вогнехвостий, Heliodoxa rubricauda (E)
- Колібрі-ангел синьоголовий, Heliomaster longirostris
- Колібрі-ангел фіолетововусий, Heliomaster squamosus (E)
- Колібрі-ангел синьогрудий, Heliomaster furcifer
- Колібрі-аметист білочеревий, Calliphlox amethystina
- Колібрі-смарагд синьохвостий, Chlorostilbon mellisugus
- Колібрі-смарагд золоточеревий, Chlorostilbon lucidus
- Колібрі сапфіровочубий, Stephanoxis lalandi (E)
- Колібрі пурпуровочубий, Stephanoxis loddigesii
- Колібрі-шаблекрил сірогрудий, Campylopterus largipennis
- Колібрі-шаблекрил бразильський, Campylopterus calcirupicola (E)
- Campylopterus diamantinensis (E)
- Колібрі-шаблекрил пантепуйський, Campylopterus hyperythrus
- Колібрі-шаблекрил гірський, Campylopterus duidae
- Колібрі-лісовичок буроголовий, Thalurania furcata
- Колібрі-лісовичок довгохвостий, Thalurania watertonii (E)
- Колібрі-лісовичок синьоголовий, Thalurania glaucopis
- Колібрі-шаблекрил вилохвостий, Eupetomena macroura
- Колібрі-шаблекрил бронзовий, Eupetomena cirrochloris (E)
- Колібрі колумбійський, Talaphorus chlorocercus
- Амазилія-берил зеленочерева, Saucerottia viridigaster
- Агиртрія бразильська, Chrysuronia versicolor
- Колібрі-сапфір золотохвостий, Chrysuronia oenone
- Агиртрія білогорла, Chrysuronia brevirostris
- Агиртрія прибережна, Chrysuronia leucogaster
- Колібрі білогорлий, Leucochloris albicollis
- Аріан венесуельський, Chionomesa fimbriata
- Аріан сапфіровогорлий, Chionomesa lactea
- Колібрі-сапфір кактусовий, Hylocharis sapphirina
- Колібрі-сапфір золотистий, Hylocharis chrysura
- Колібрі білочеревий, Elliotomyia chionogaster
- Колібрі-сапфір білобородий, Chlorestes cyanus
- Колібрі-смарагд синьогорлий, Chlorestes notata

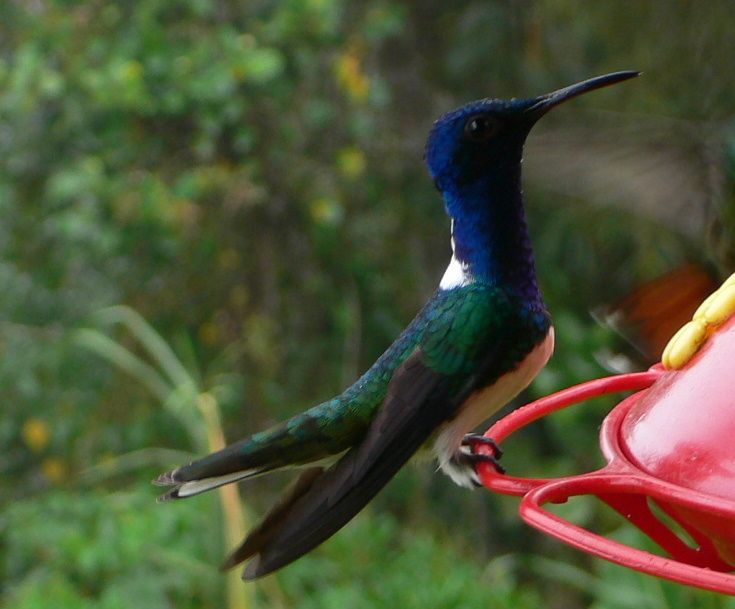
Колібрі-якобін синьоголовий (Florisuga mellivora)
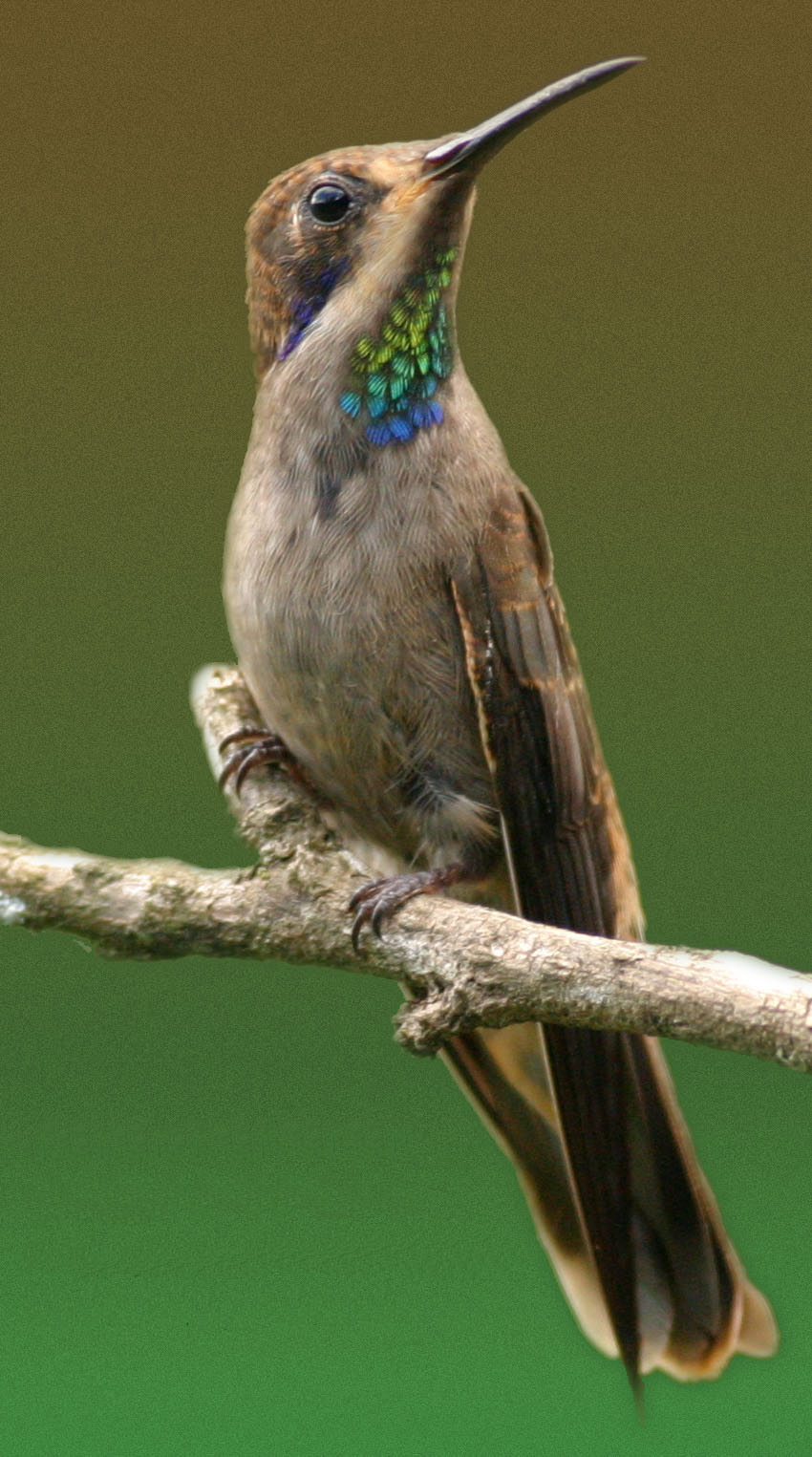
Колібрі бурий (Colibri delphinae)
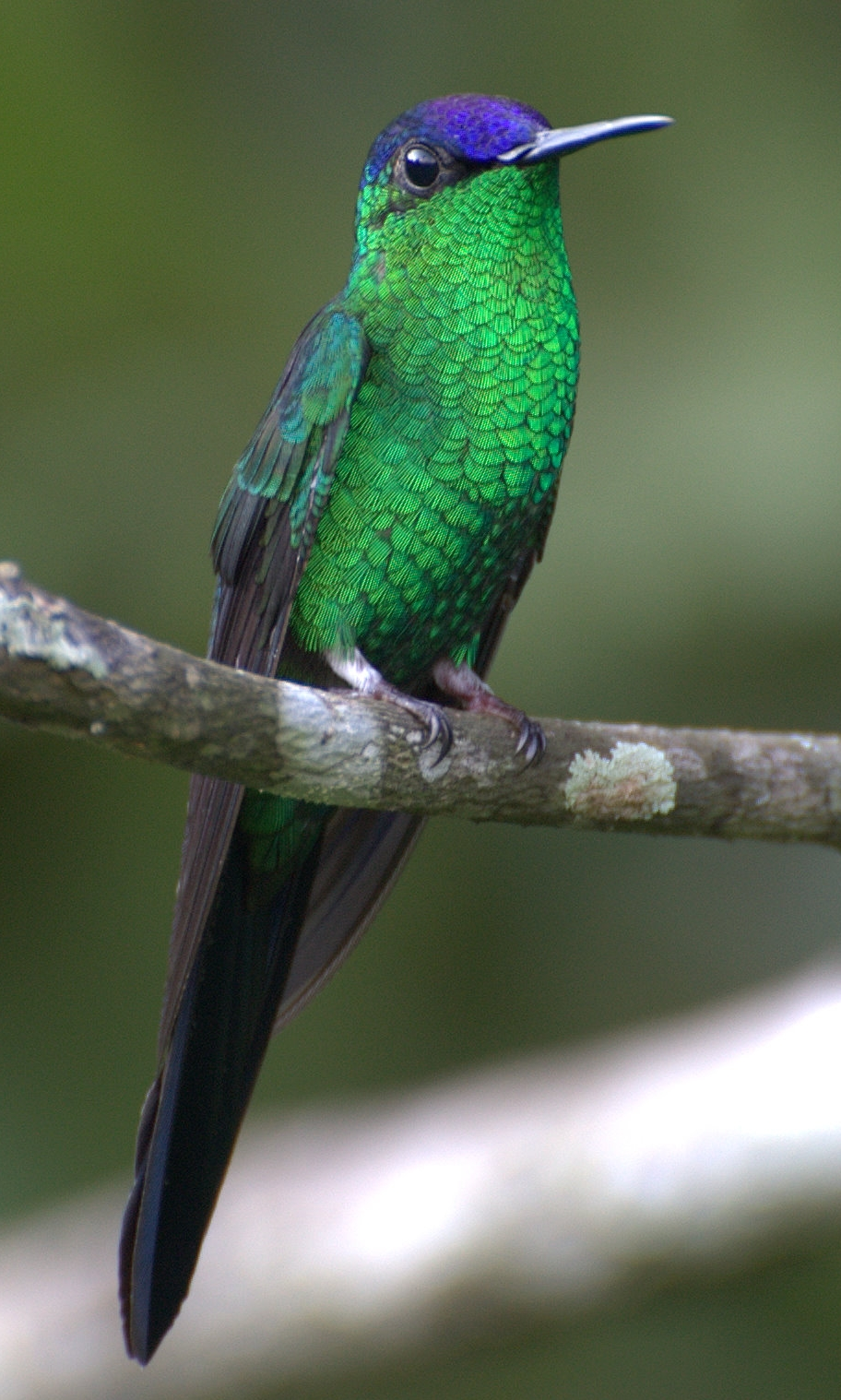
Колібрі-лісовичок синьоголовий (Thalurania glaucopis)
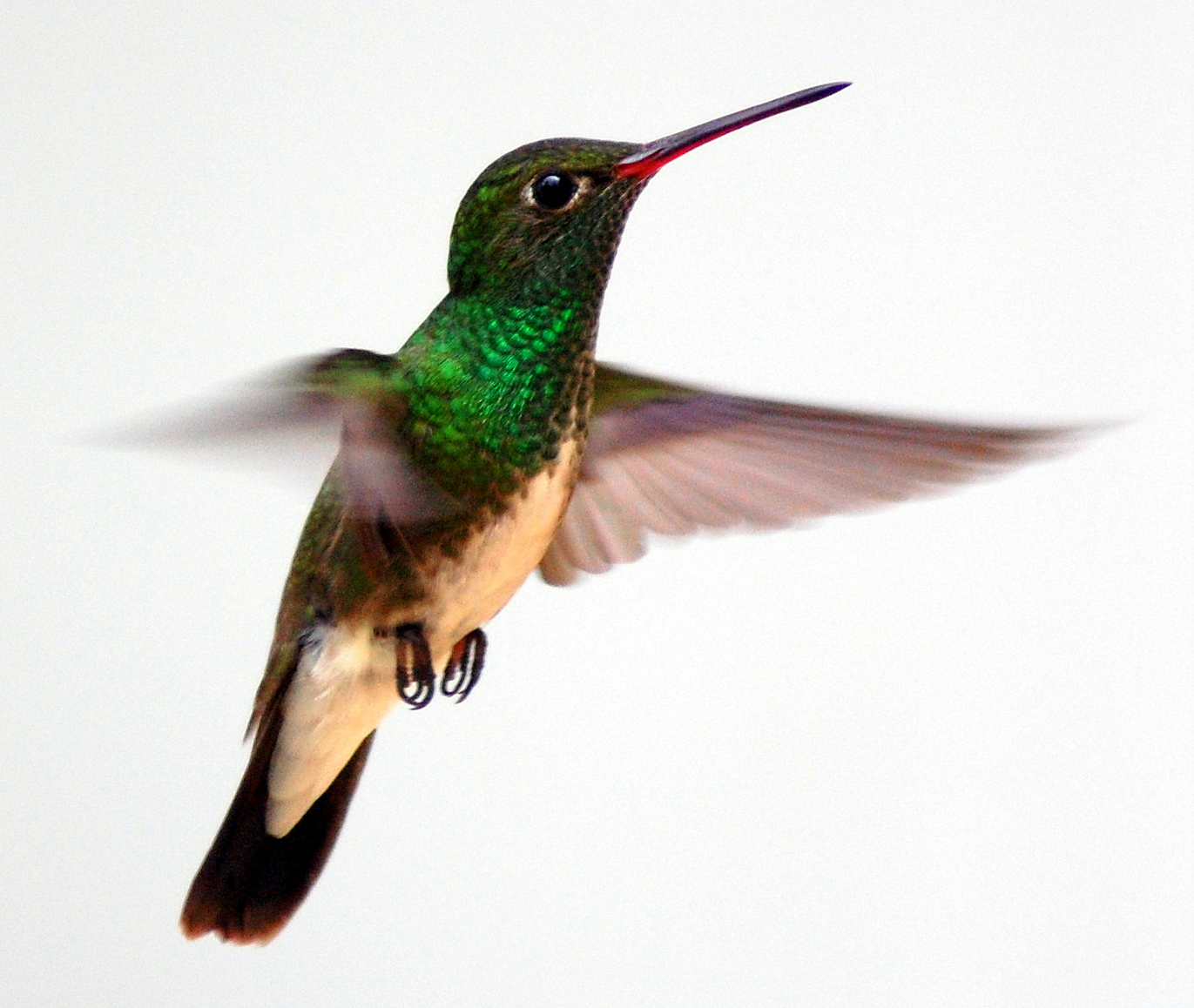
Аріан венесуельський (Chionomesa fimbriata)
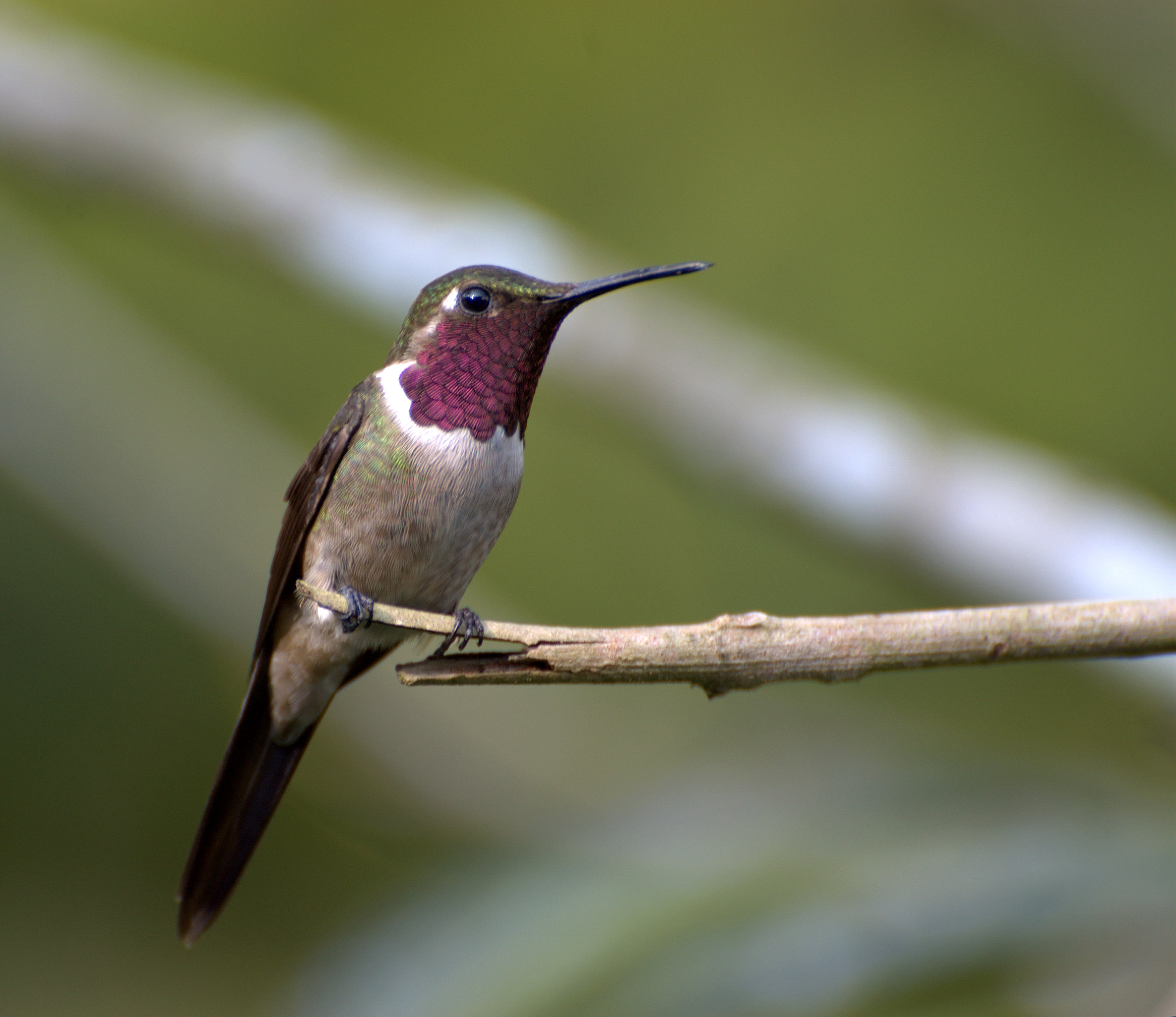
Колібрі-аметист білочеревий (Calliphlox amethystina)

## Гоациноподібні(Opisthocomiformes)

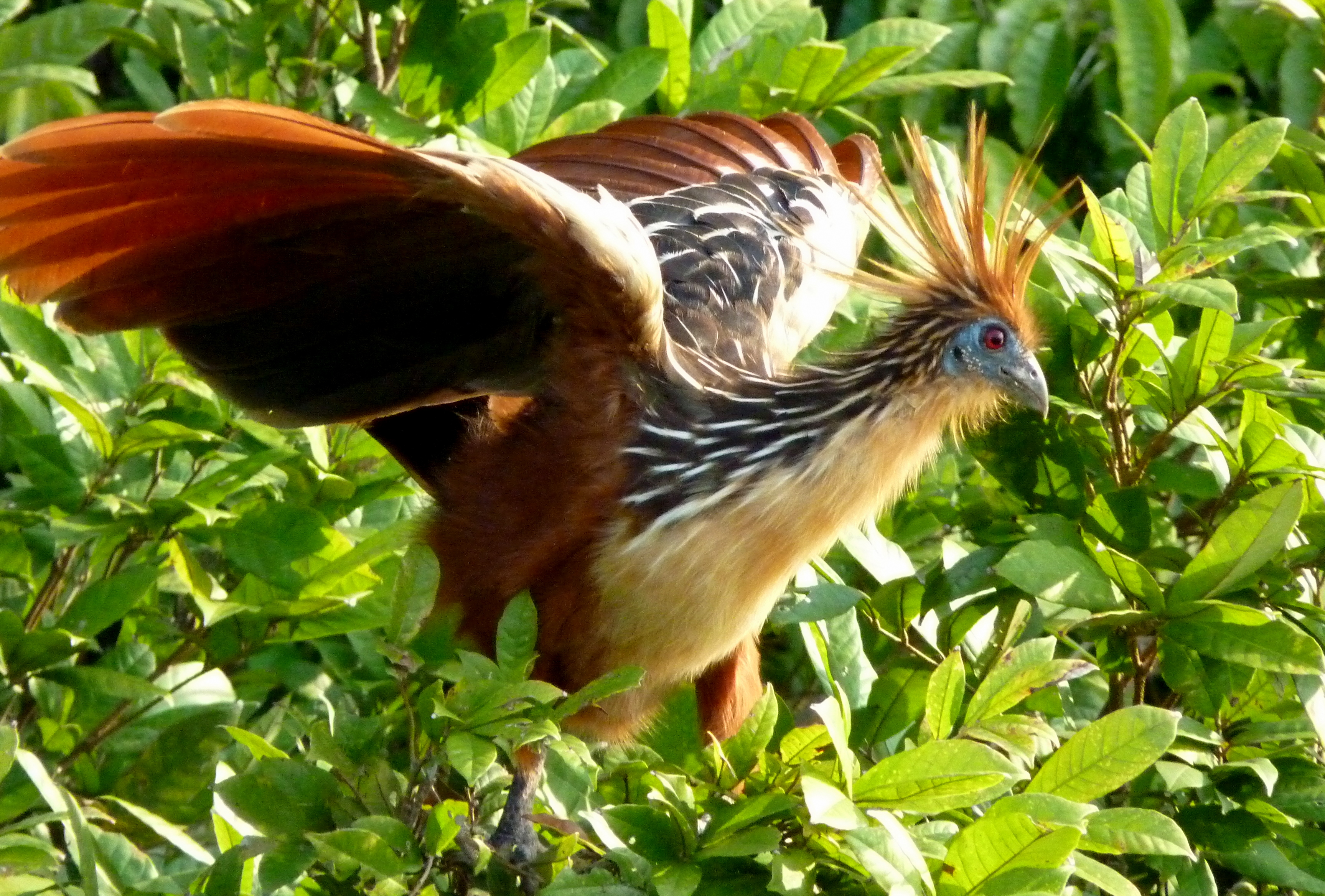
Гоацин Opisthocomus hoazin

### Родина:Гоацинові(Opisthocomidae)
- Гоацин, Opisthocomus hoazin

## Журавлеподібні(Gruiformes)

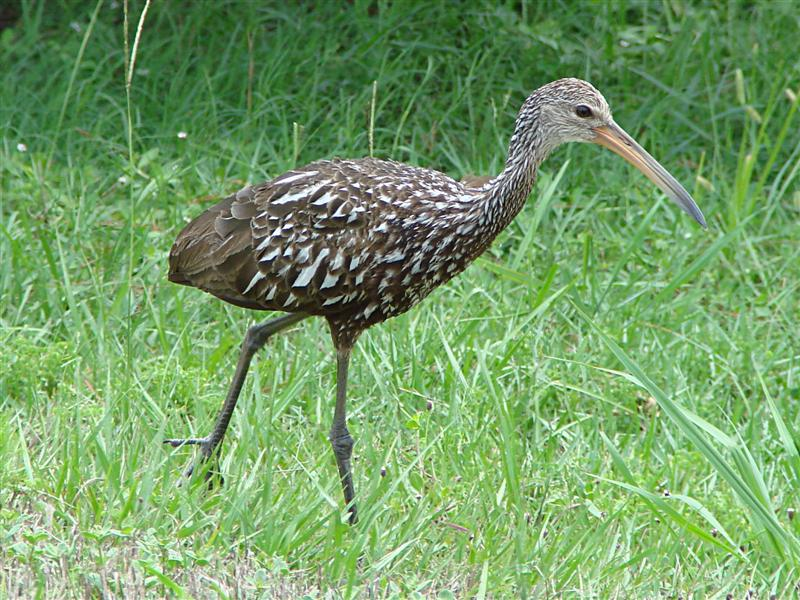
Арама (Aramus guarauna)

### Родина:Арамові(Aramidae)
- Арама, Aramus guarauna

### Родина:Агамієві(Psophiidae)
- Агамі сірокрилий, Psophia crepitans
- Агамі білокрилий, Psophia leucoptera
- Агамі зеленокрилий, Psophia viridis (E)

### Родина:Пастушкові(Rallidae)
- Деркач лучний, Crex crex (V)

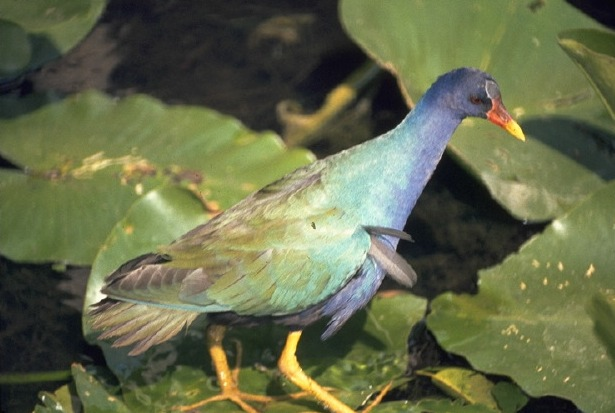
Султанка американська (Porphyrio martinica)

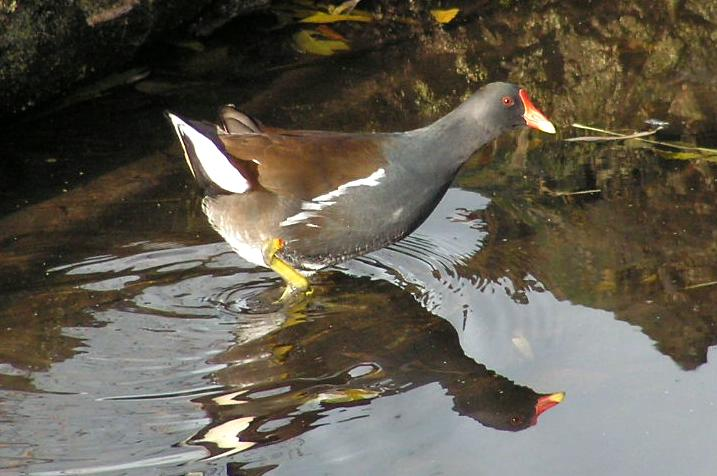
Курочка латиноамериканська (Gallinula galeata)

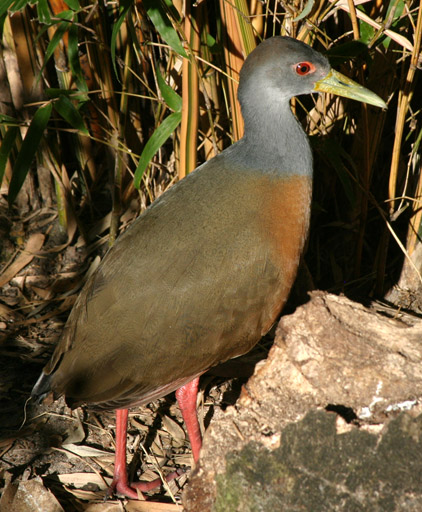
Пастушок сірошиїй (Aramides cajaneus)

- Пастушок-тріскунець, Rallus longirostris
- Султанка африканська, Porphyrio alleni (V)[3]
- Султанка американська, Porphyrio martinica
- Султанка жовтодзьоба, Porphyrio flavirostris
- Деркач еквадорський, Rufirallus castaneiceps
- Деркач каєнський, Rufirallus viridis
- Деркач колумбійський, Laterallus fasciatus
- Погонич жовтоволий, Laterallus flaviventer
- Погонич уругвайський, Laterallus spiloptera  VU
- Погонич оливковий, Laterallus melanophaius
- Погонич амазонійський, Laterallus exilis
- Погонич американський, Laterallus jamaicensis
- Погонич біловолий, Laterallus leucopyrrhus
- Погонич парагвайський, Laterallus xenopterus
- Погонич-пігмей чорний, Coturnicops notatus
- Пастушок венесуельський, Micropygia schomburgkii
- Погонич попелястий, Mustelirallus albicollis
- Пастушок золотодзьобий, Mustelirallus erythrops
- Пастушок строкатий, Pardirallus maculatus
- Пастушок світлогорлий, Pardirallus nigricans
- Пастушок аргентинський, Pardirallus sanguinolentus
- Пастушок гігантський, Aramides ypecaha
- Пастушок оливковий, Aramides mangle (E)
- Пастушок сірошиїй, Aramides cajaneus
- Пастушок рудокрилий, Aramides calopterus
- Пастушок парагвайський, Aramides saracura
- Пастушок бурий, Amaurolimnas concolor
- Курочка плямистобока, Porphyriops melanops
- Погонич каролінський, Porzana carolina (V)
- Курочка латиноамериканська, Gallinula galeata
- Курочка мала, Paragallinula angulata (V)
- Лиска червонолоба, Fulica rufifrons
- Лиска жовтодзьоба, Fulica armillata
- Лиска золотолоба, Fulica leucoptera

### Родина:Лапчастоногові(Heliornithidae)
- Лапчастоніг неотропічний, Heliornis fulica

## Сивкоподібні(Charadriiformes)

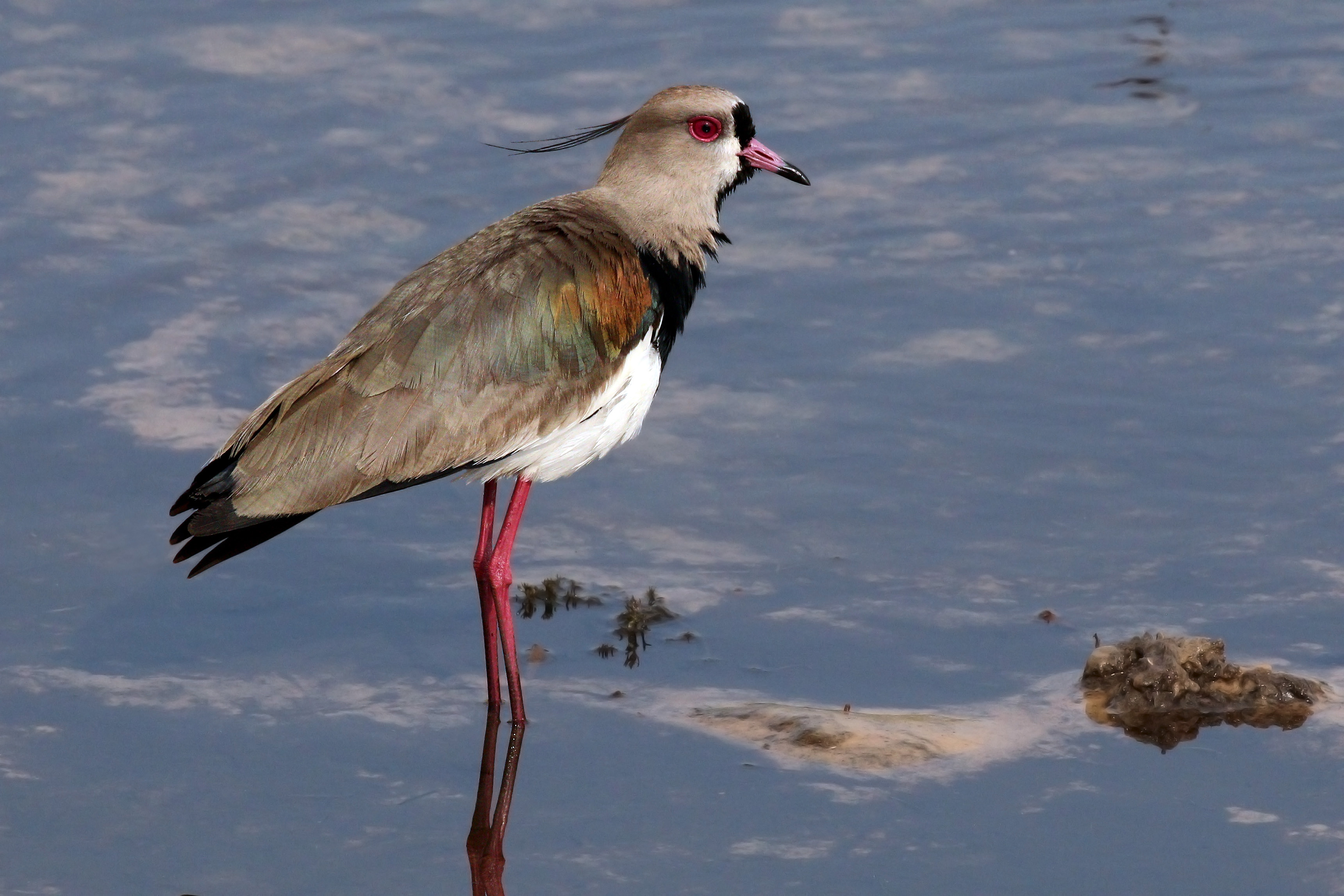
Чайка чилійська (Vanellus chilensis)

### Родина:Сивкові(Charadriidae)
- Сивка американська, Pluvialis dominica
- Сивка морська, Pluvialis squatarola
- Хрустан тонкодзьобий, Oreopholus ruficollis
- Чайка каєнська, Vanellus cayanus
- Чайка чилійська, Vanellus chilensis
- Пісочник сірощокий, Charadrius modestus
- Пісочник канадський, Charadrius semipalmatus
- Пісочник довгодзьобий, Charadrius wilsonia
- Пісочник пампасовий, Charadrius collaris
- Пісочник фолклендський, Charadrius falklandicus

### Родина:Куликосорокові(Haematopodidae)
- Кулик-сорока американський, Haematopus palliatus

### Родина:Чоботарові(Recurvirostridae)
- Himantopus mexicanus

### Родина:Лежневі(Burhinidae)
- Лежень американський, Burhinus bistriatus

### Родина:Сніжницеві(Chionidae)
- Сніжниця жовтодзьоба, Chionis alba

### Родина:Баранцеві(Scolopacidae)
- Бартрамія, Bartramia longicauda

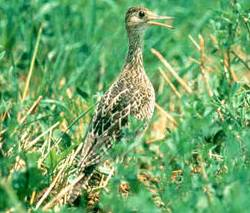
Бартрамія (Bartramia longicauda)

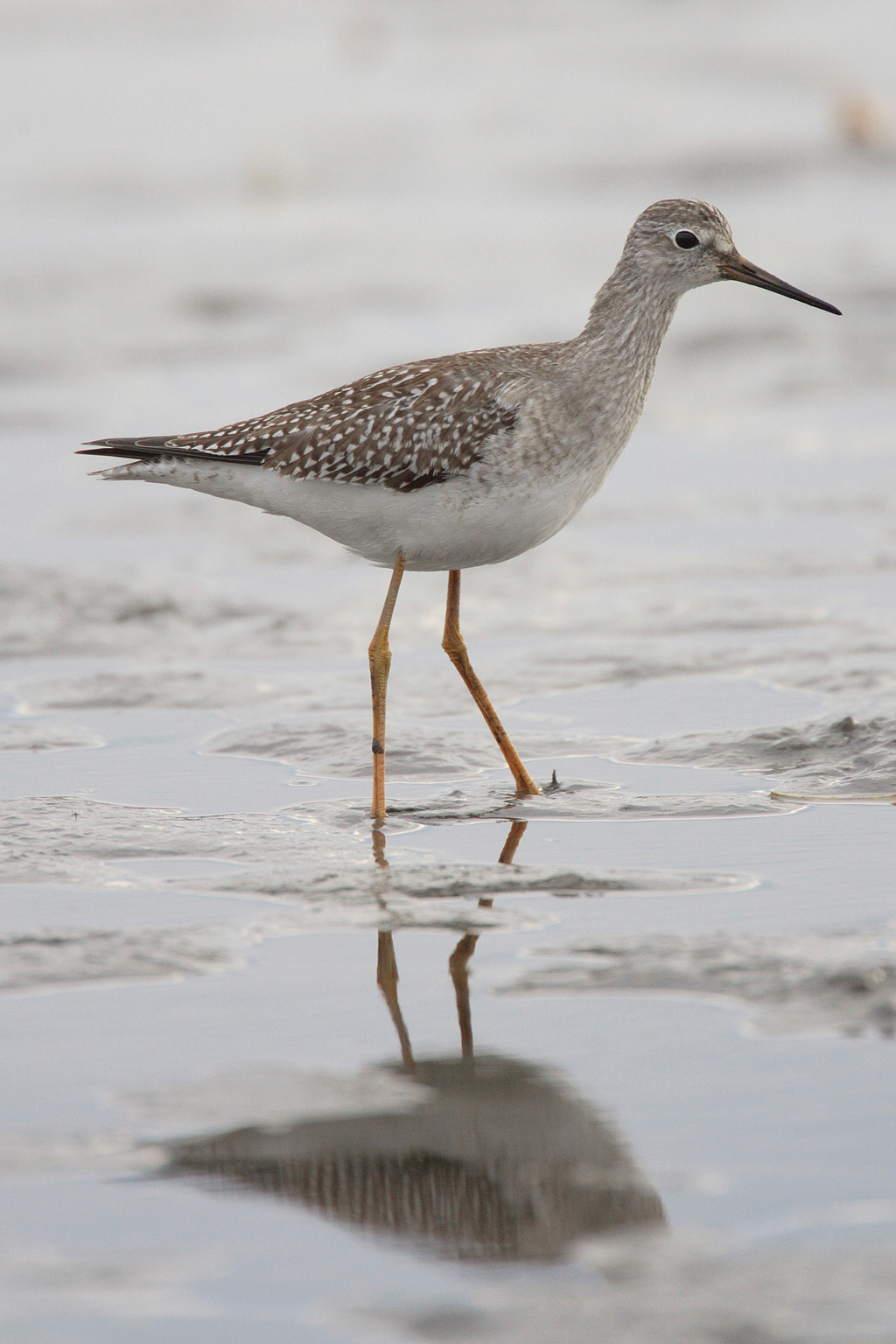
Коловодник жовтоногий (Tringa flavipes)

- Кульон ескімоський, Numenius borealis (ймовірно вимер)  CR
- Numenius phaeopus
- Грицик малий, Limosa lapponica (V)
- Грицик канадський, Limosa haemastica
- Грицик чорнохвостий, Limosa fedoa (H)
- Крем'яшник звичайний, Arenaria interpres
- Побережник ісландський, Calidris canutus
- Брижач, Calidris pugnax (V)
- Побережник довгоногий, Calidris himantopus
- Побережник червоногрудий, Calidris ferruginea (V)
- Побережник білий, Calidris alba
- Побережник канадський, Calidris bairdii
- Побережник малий, Calidris minuta (V)
- Побережник-крихітка, Calidris minutilla
- Побережник білогрудий, Calidris fuscicollis
- Жовтоволик, Calidris subruficollis  NT
- Побережник арктичний, Calidris melanotos
- Побережник тундровий, Calidris pusilla
- Неголь короткодзьобий, Limnodromus griseus
- Баранець-велетень, Gallinago undulata
- Баранець неотропічний, Gallinago paraguaiae
- Плавунець довгодзьобий, Phalaropus tricolor
- Плавунець круглодзьобий, Phalaropus lobatus (V)
- Плавунець плоскодзьобий, Phalaropus fulicarius (V)
- Мородунка, Xenus cinereus (V)
- Набережник плямистий, Actitis macularia
- Коловодник малий, Tringa solitaria
- Коловодник строкатий, Tringa melanoleuca
- Коловодник американський, Tringa semipalmata
- Коловодник жовтоногий, Tringa flavipes

### Родина:Тинокорові(Thinocoridae)
- Тинокор чилійський, Thinocorus rumicivorus (V)

### Родина:Яканові(Jacanidae)

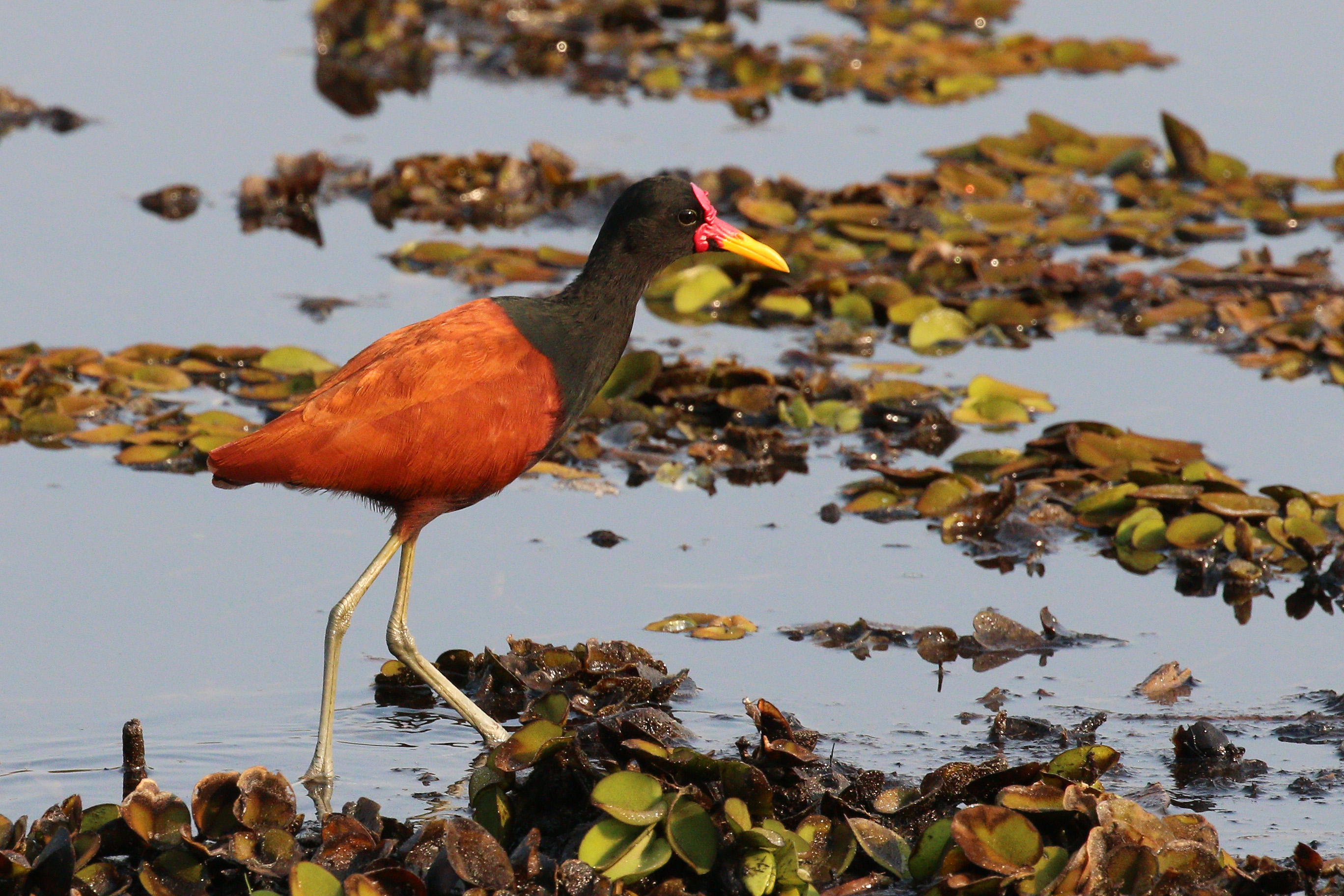
Якана червонолоба (Jacana jacana)

- Якана червонолоба, Jacana jacana

### Родина:Мальованцеві(Rostratulidae)
- Мальованець аргентинський, Nycticryphes semicollaris

### Родина:Поморникові(Stercorariidae)

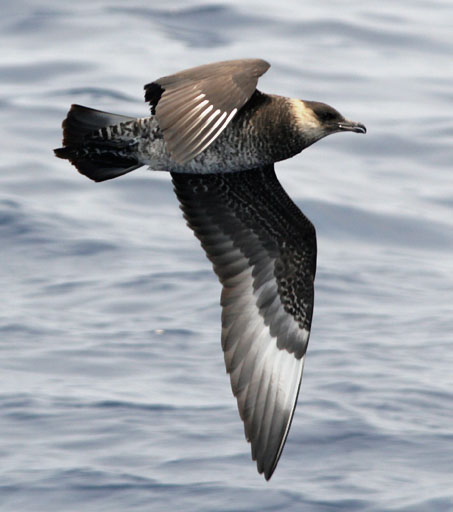
Поморник середній (Stercorarius pomarinus)

- Поморник великий, Stercorarius skua
- Поморник чилійський, Stercorarius chilensis
- Поморник антарктичний, Stercorarius maccormicki
- Поморник фолклендський, Stercorarius antarcticus
- Поморник середній, Stercorarius pomarinus
- Поморник короткохвостий, Stercorarius parasiticus
- Поморник довгохвостий, Stercorarius longicaudus

### Родина:Мартинові(Laridae)

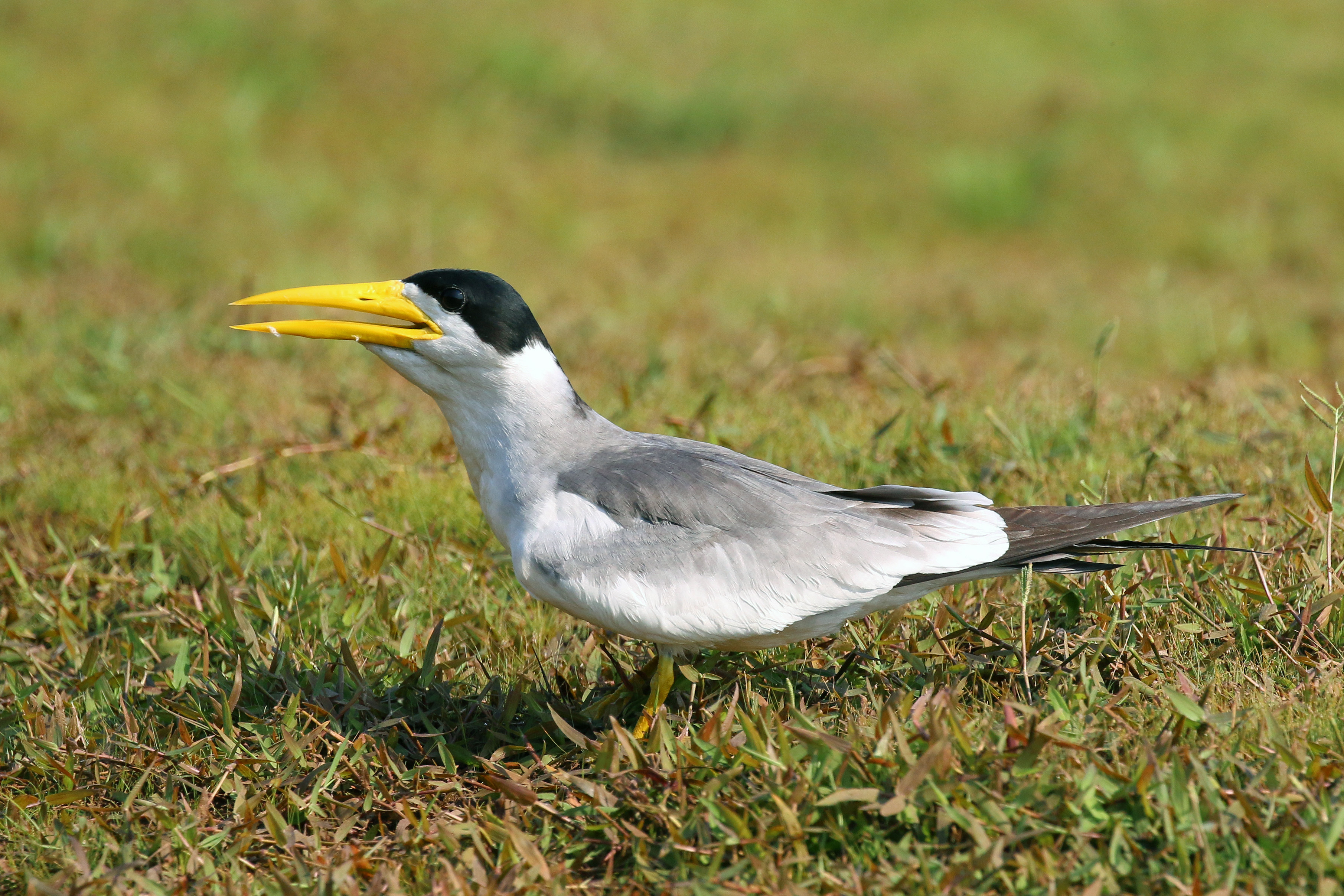
Крячок великодзьобий (Phaetusa simplex)

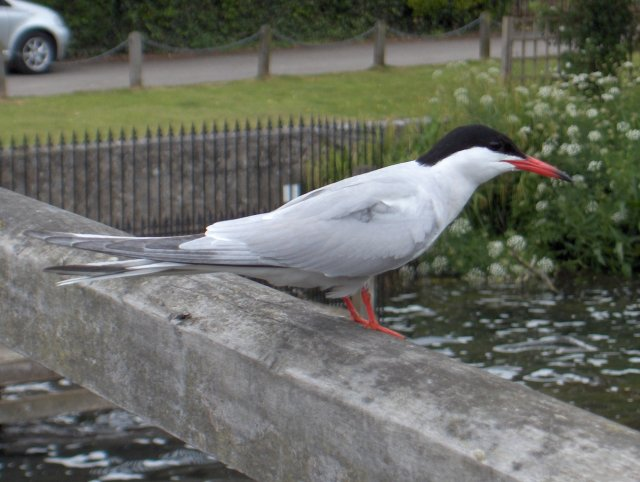
Крячок річковий (Sterna hirundo)

- Мартин вилохвостий, Xema sabini (V)
- Мартин патагонський, Chroicocephalus maculipennis
- Мартин сіроголовий, Chroicocephalus cirrocephalus
- Leucophaeus atricilla
- Мартин ставковий, Leucophaeus pipixcan (V)
- Мартин аргентинський, Larus atlanticus
- Мартин делаверський, Larus delawarensis (V)
- Мартин домініканський, Larus dominicanus
- Мартин чорнокрилий, Larus fuscus (V)
- Крячок бурий, Anous stolidus
- Крячок атоловий, Anous minutus
- Крячок білий, Gygis alba
- Крячок строкатий, Onychoprion fuscata
- Крячок карибський, Sternula antillarum
- Крячок амазонський, Sternula superciliaris
- Крячок великодзьобий, Phaetusa simplex
- Крячок чорнодзьобий, Gelochelidon nilotica
- Крячок чорний, Chlidonias niger
- Крячок білокрилий, Chlidonias leucopterus (V)
- Крячок річковий, Sterna hirundo
- Крячок рожевий, Sterna dougallii
- Крячок полярний, Sterna paradisaea
- Крячок американський, Sterna hirundinacea
- Крячок антарктичний, Sterna vittata (V)
- Крячок білоголовий, Sterna trudeaui
- Крячок рябодзьобий, Thalasseus sandvicensis
- Крячок королівський, Thalasseus maximus
- Водоріз американський, Rynchops niger

## Тіганоподібні(Eurypygiformes)

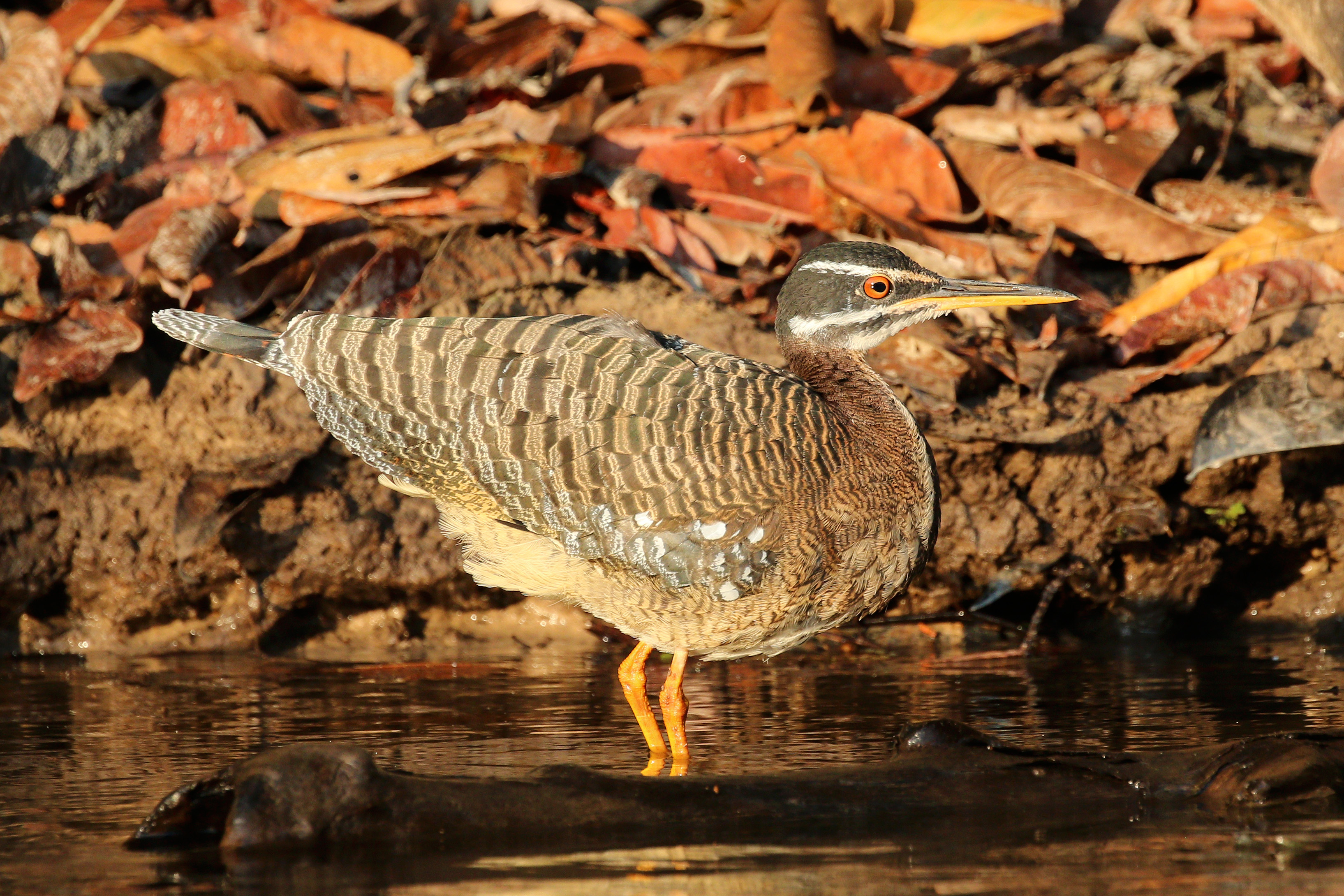
Тігана (Eurypyga helias)

### Родина:Тіганові(Eurypygidae)
- Тігана, Eurypyga helias

## Фаетоноподібні(Phaethontiformes)

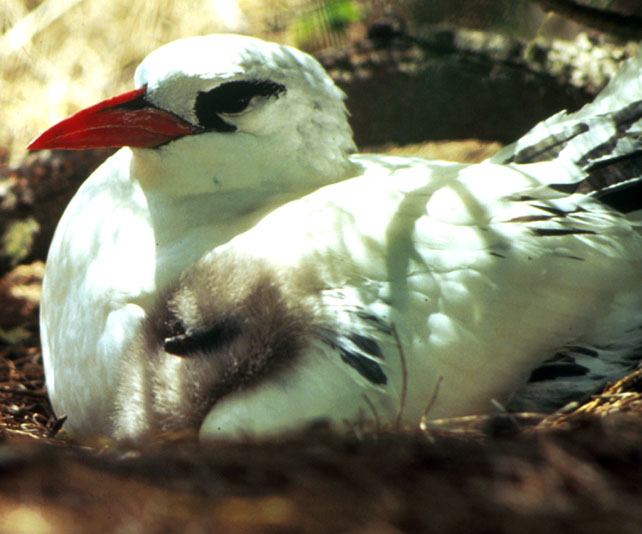
Red-tailed tropicbird

### Родина:Фаетонові(Phaethontidae)
- Фаетон червонодзьобий, Phaethon aethereus
- Фаетон червонохвостий, Phaethon rubricauda (V)
- Фаетон білохвостий, Phaethon lepturus

## Пінгвіноподібні(Sphenisciformes)

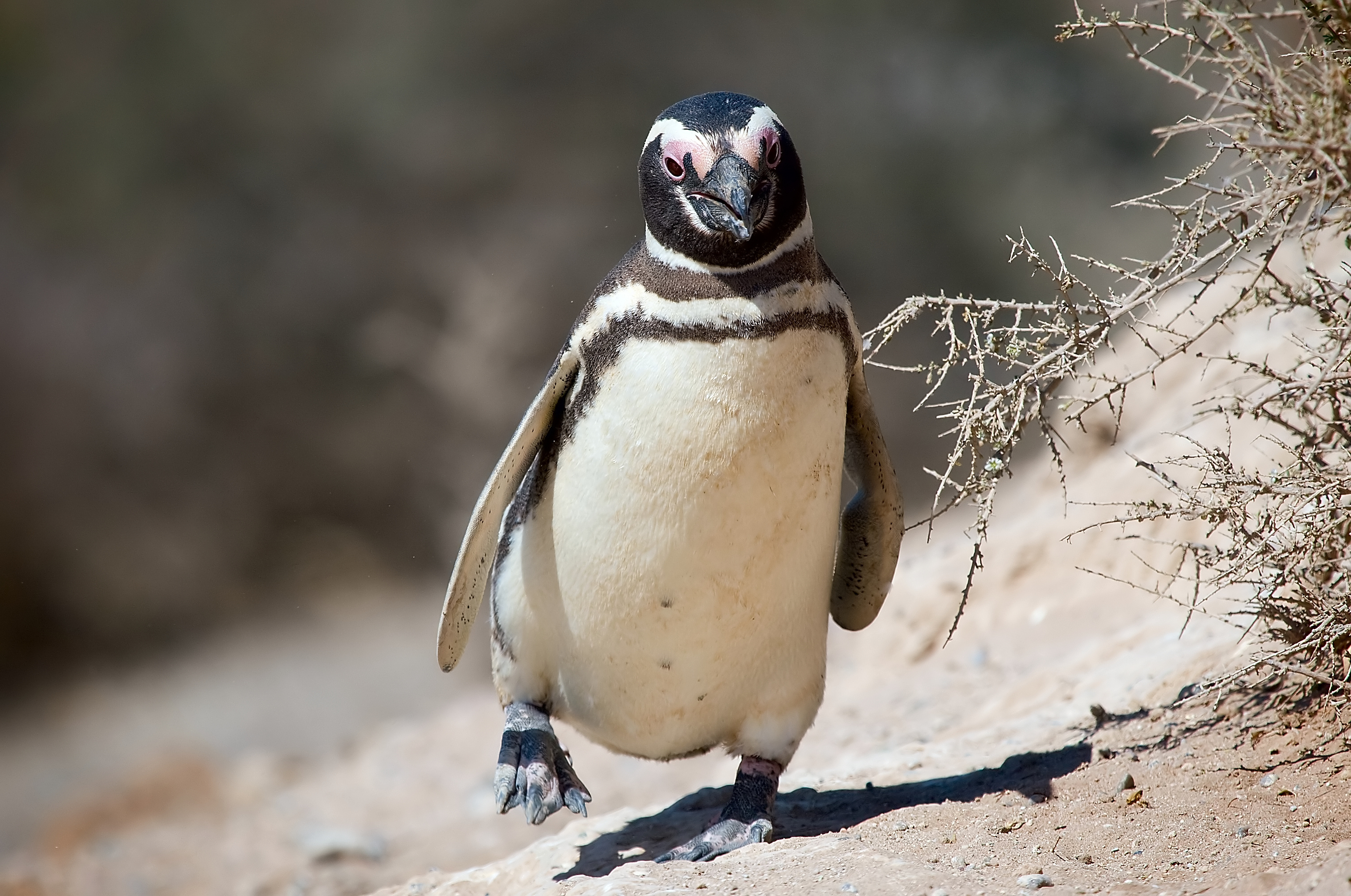
Пінгвін магеланський (Spheniscus magellanicus)

### Родина:Пінгвінові(Spheniscidae)
- Пінгвін королівський, Aptenodytes patagonicus (V)
- Пінгвін магеланський, Spheniscus magellanicus
- Пінгвін золотоволосий, Eudyptes chrysolophus (V)  VU
- Пінгвін чубатий, Eudyptes chrysocome (V)  VU

## Буревісникоподібні(Procellariiformes)

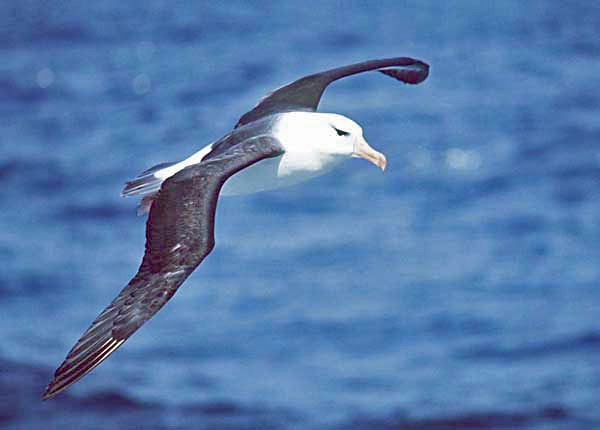
Альбатрос чорнобровий (Thalassarche melanophris)

### Родина:Альбатросові(Diomedeidae)
- Альбатрос королівський, Diomedea epomophora
- Альбатрос мандрівний, Diomedea exulans
- Альбатрос бурий, Phoebetria fusca  EN
- Альбатрос довгохвостий, Phoebetria palpebrata
- Альбатрос смугастодзьобий, Thalassarche chlororhynchos
- Альбатрос чорнобровий, Thalassarche melanophris
- Альбатрос сіроголовий, Thalassarche chrysostoma (V)  EN
- Альбатрос сірощокий, Thalassarche cauta (V)  NT

### Родина:Океанникові(Oceanitidae)

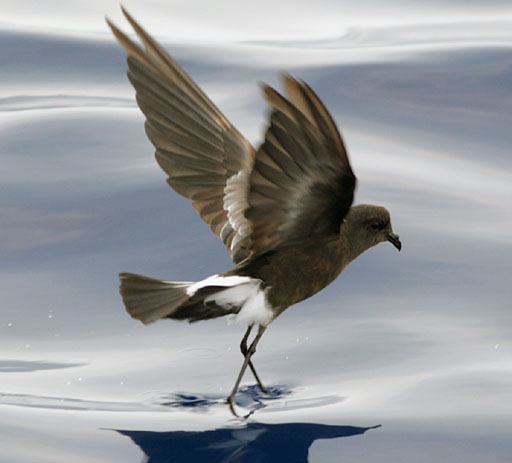
Океанник Вільсона (Oceanites oceanicus)

- Фрегета білочерева, Fregetta grallaria
- Фрегета чорночерева, Fregetta tropica
- Океанник Вільсона, Oceanites oceanicus
- Океанник білобровий, Pelagodroma marina (V)

### Родина:Качуркові(Hydrobatidae)
- Качурка мадерійська, Hydrobates castro (H)
- Качурка північна, Hydrobates leucorhoa

### Родина:Буревісникові(Procellariidae)

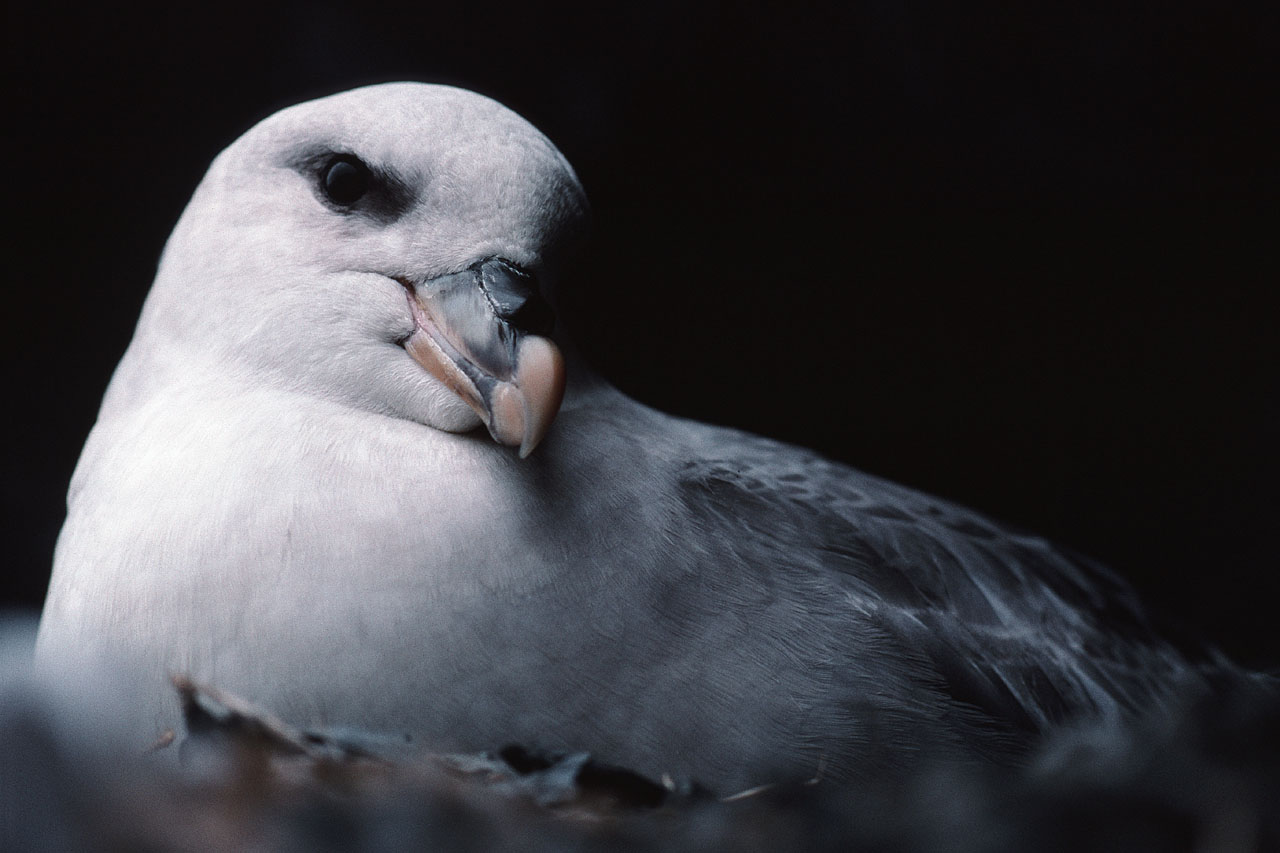
Буревісник південний (Fulmarus glacialoides)

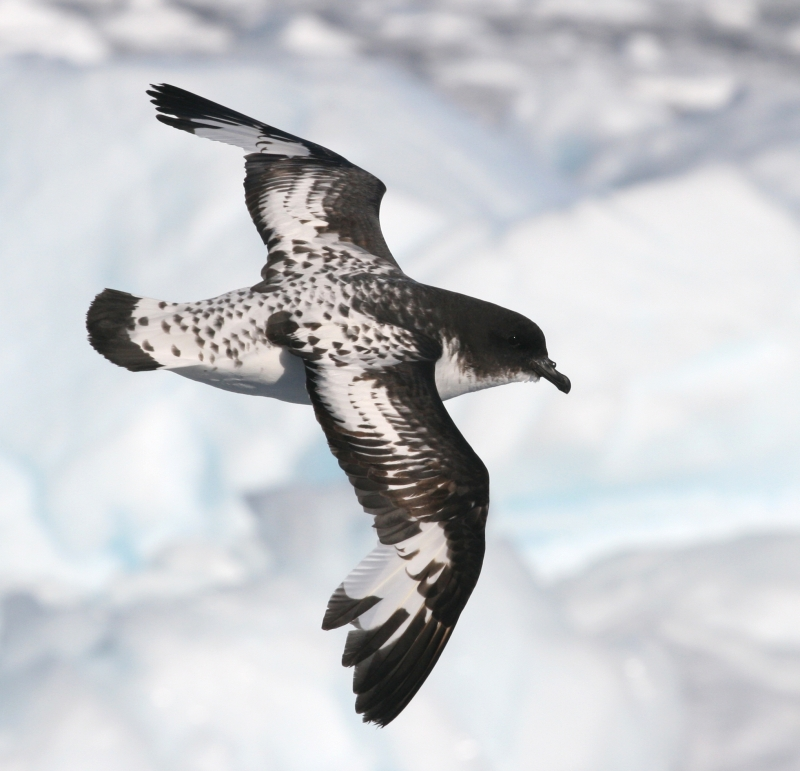
Пінтадо (Daption capense)

- Буревісник гігантський, Macronectes giganteus
- Буревісник велетенський, Macronectes halli
- Буревісник південний, Fulmarus glacialoides
- Пінтадо, Daption capense
- Тайфунник кергеленський, Aphrodroma brevirostris (V)
- Тайфунник довгокрилий, Pterodroma macroptera (V)
- Тайфунник м'якоперий, Pterodroma mollis
- Тайфунник кубинський, Pterodroma hasitata (H)  EN
- Тайфунник атлантичний, Pterodroma incerta  EN
- Тайфунник білоголовий, Pterodroma lessonii (V)
- Тайфунник тринідадський, Pterodroma arminjoniana
- Тайфунник азорський, Pterodroma feae
- Буревісник блакитний, Halobaena caerulea
- Пріон широкодзьобий, Pachyptila vittata (V)
- Пріон антарктичний, Pachyptila desolata
- Пріон тонкодзьобий, Pachyptila belcheri
- Бульверія тонкодзьоба, Bulweria bulwerii
- Буревісник сірий, Procellaria cinerea (V)  NT
- Буревісник білогорлий, Procellaria aequinoctialis
- Буревісник тристанський, Procellaria conspicillata
- Calonectris diomedea
- Буревісник кабо-вердійський, Calonectris edwardsii
- Буревісник тонкодзьобий, Ardenna tenuirostris (V)
- Буревісник сивий, Ardenna grisea
- Буревісник великий, Ardenna gravis
- Буревісник малий, Puffinus puffinus
- Буревісник-крихітка каприкорновий, Puffinus assimilis (H)
- Буревісник екваторіальний, Puffinus lherminieri
- Пуфінур магеланський, Pelecanoides magellani (V)

## Лелекоподібні(Ciconiiformes)

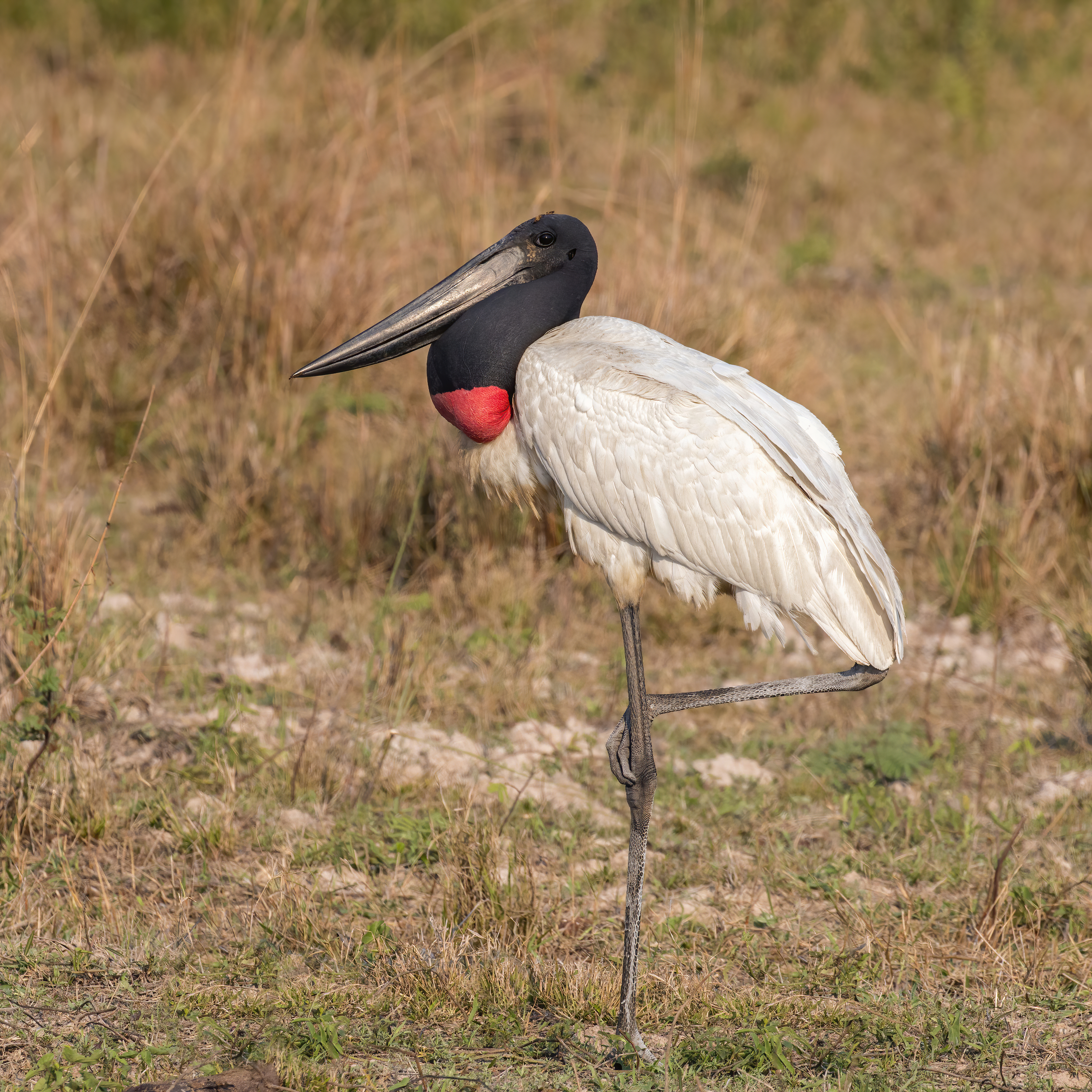
Ябіру неотропічний (Jabiru mycteria)

### Родина:Лелекові(Ciconiidae)
- Магуарі, Ciconia maguari
- Ябіру неотропічний, Jabiru mycteria
- Міктерія, Mycteria americana

## Сулоподібні(Suliformes)

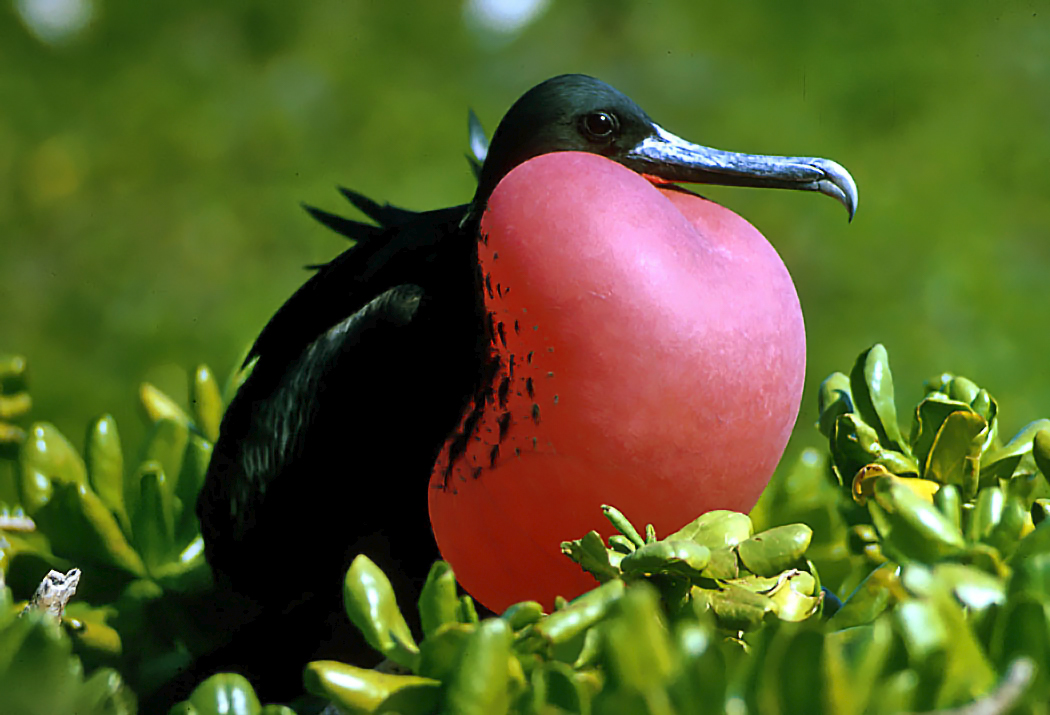
Фрегат карибський (Fregata magnificens)

### Родина:Фрегатові(Fregatidae)
- Фрегат-арієль, Fregata ariel
- Фрегат вознесенський, Fregata aquila (V)
- Фрегат карибський, Fregata magnificens
- Фрегат тихоокеанський, Fregata minor

### Родина:Сулові(Sulidae)
- Сула африканська, Morus capensis (V)  EN
- Сула австралійська, Morus serrator (V)
- Сула жовтодзьоба, Sula dactylatra
- Сула червононога, Sula sula
- Сула білочерева, Sula leucogaster

### Родина:Змієшийкові(Anhingidae)

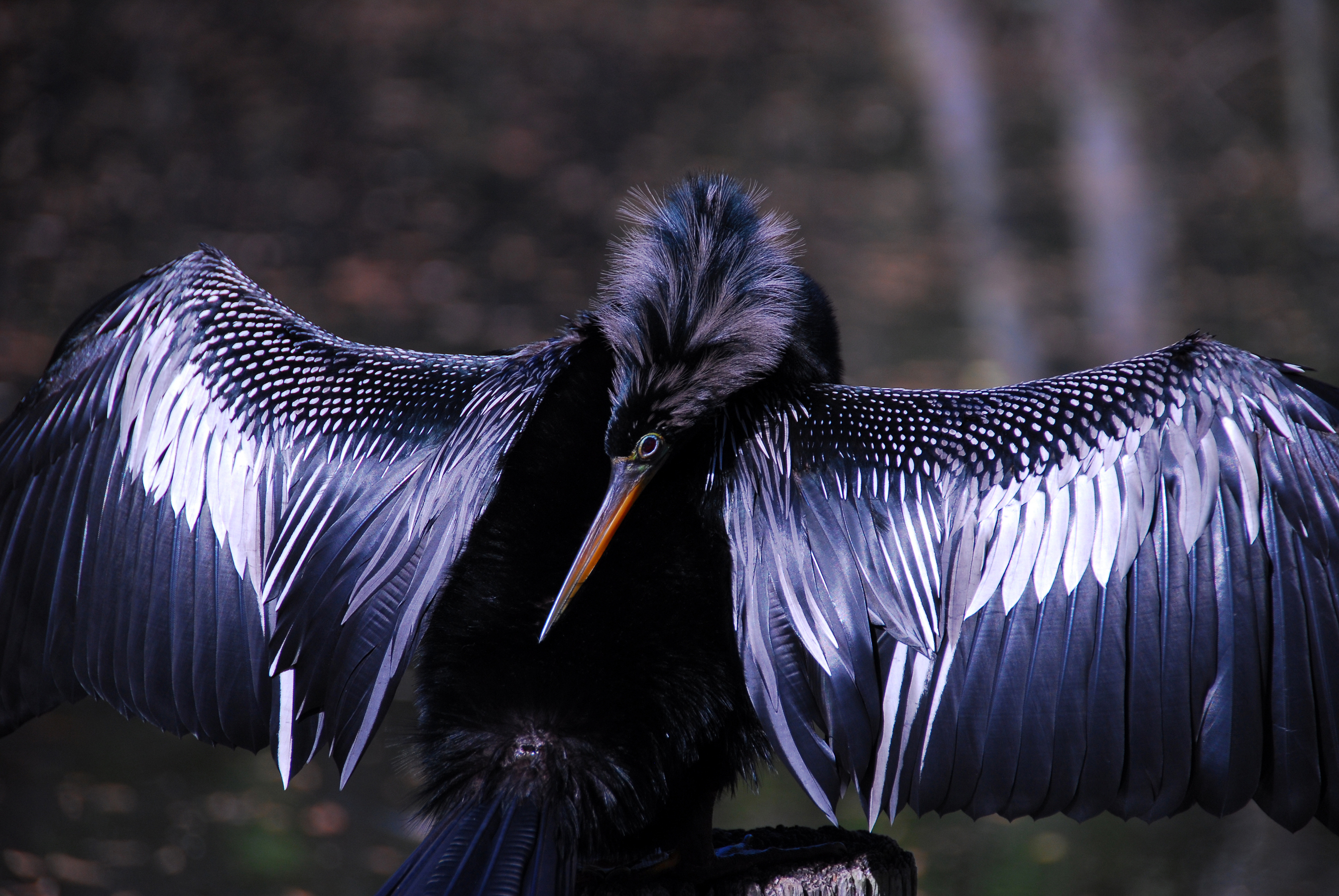
Змієшийка американська (Anhinga anhinga)

- Змієшийка американська, Anhinga anhinga

### Родина:Бакланові(Phalacrocoracidae)
- Баклан бразильський, Phalacrocorax brasilianus
- Баклан імператорський, Phalacrocorax atriceps (H)

## Пеліканоподібні(Pelecaniformes)

### Родина:Пеліканові(Pelecanidae)
- Пелікан бурий, Pelecanus occidentalis (V)

### Родина:Чаплеві(Ardeidae)
- Бушля рудошия, Tigrisoma lineatum

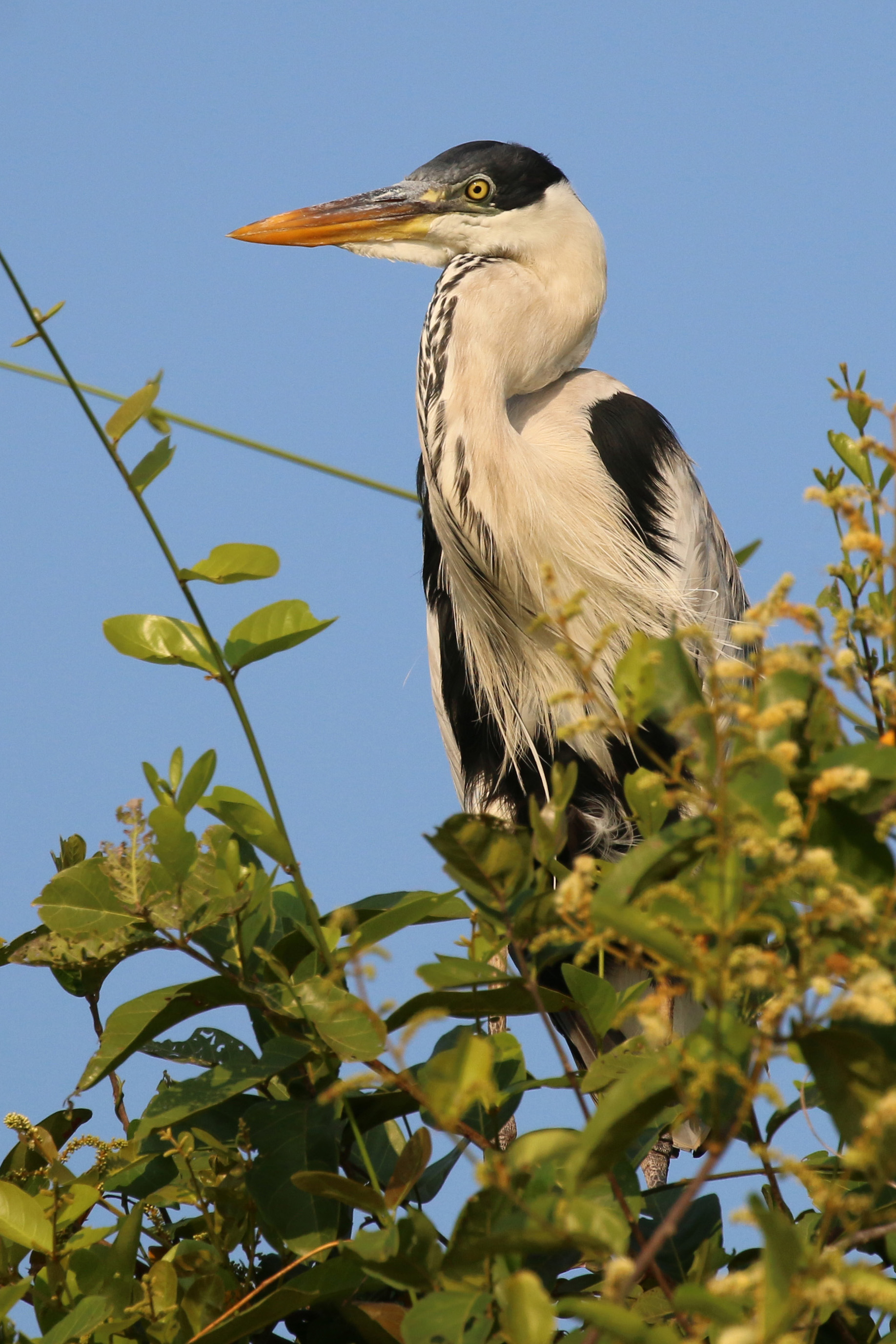
Кокої (Ardea cocoi)

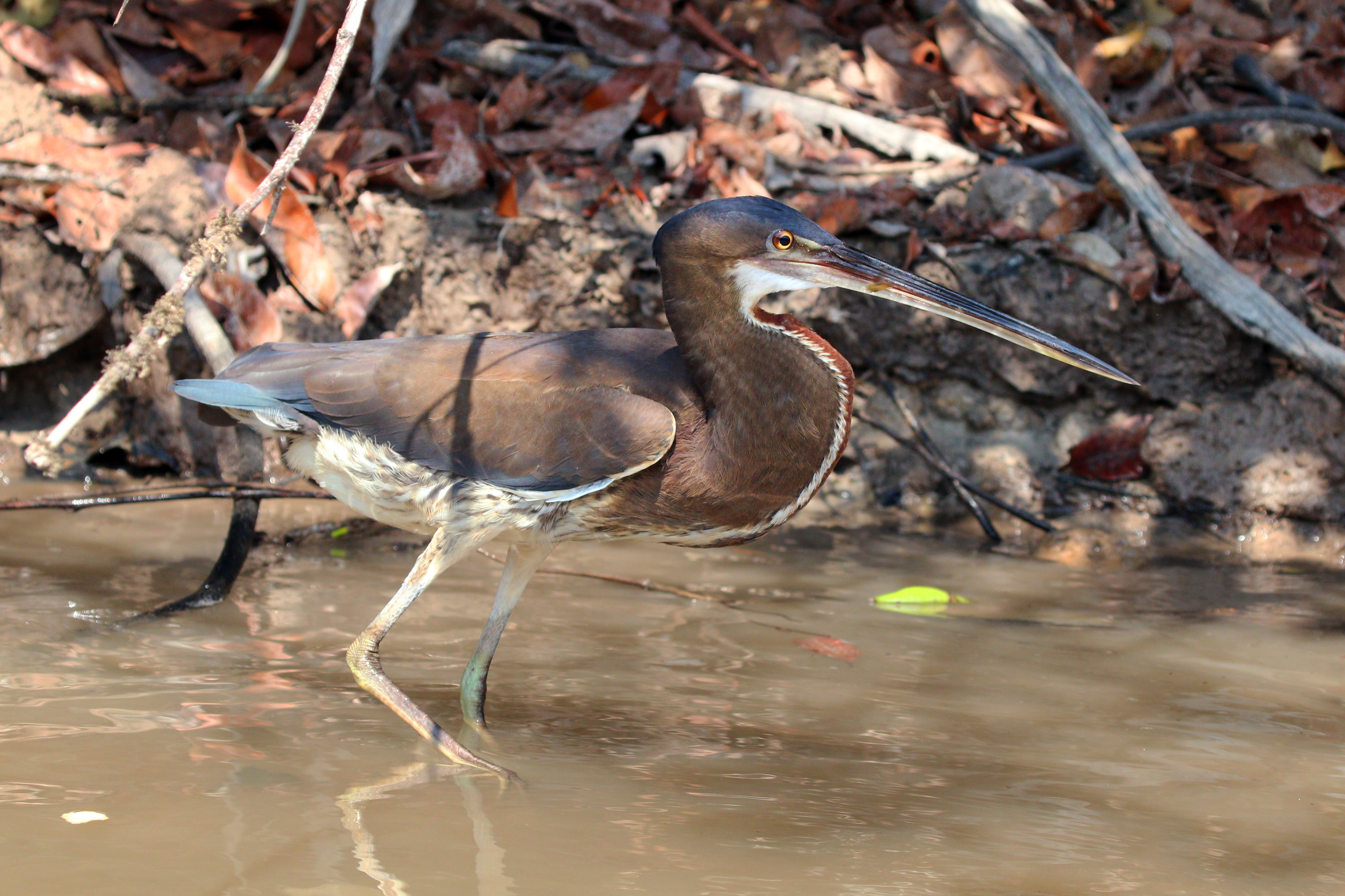
Агамія (Agamia agami)

- Бушля чорношия, Tigrisoma fasciatum
- Агамія, Agamia agami
- Квак широкодзьобий, Cochlearius cochlearius
- Гова, Zebrilus undulatus
- Бугай строкатий, Botaurus pinnatus
- Бугайчик американський, Ixobrychus exilis
- Бугайчик аргентинський, Ixobrychus involucris
- Квак звичайний, Nycticorax nycticorax
- Квак чорногорлий, Nyctanassa violacea
- Чапля мангрова, Butorides striata
- Чапля жовта, Ardeola ralloides (V)
- Чапля єгипетська, Bubulcus ibis
- Чапля сіра, Ardea cinerea (V)
- Чапля північна, Ardea herodias (H)
- Кокої, Ardea cocoi
- Чапля руда, Ardea purpurea (V)
- Чепура велика, Ardea alba
- Чапля-свистун, Syrigma sibilatrix
- Чапля неотропічна, Pilherodius pileatus
- Чепура трибарвна, Egretta tricolor
- Чапля рифова, Egretta gularis (V)
- Чепура мала, Egretta garzetta (V)
- Чепура американська, Egretta thula
- Чепура блакитна, Egretta caerulea

### Родина:Ібісові(Threskiornithidae)
- Ібіс червоний, Eudocimus ruber

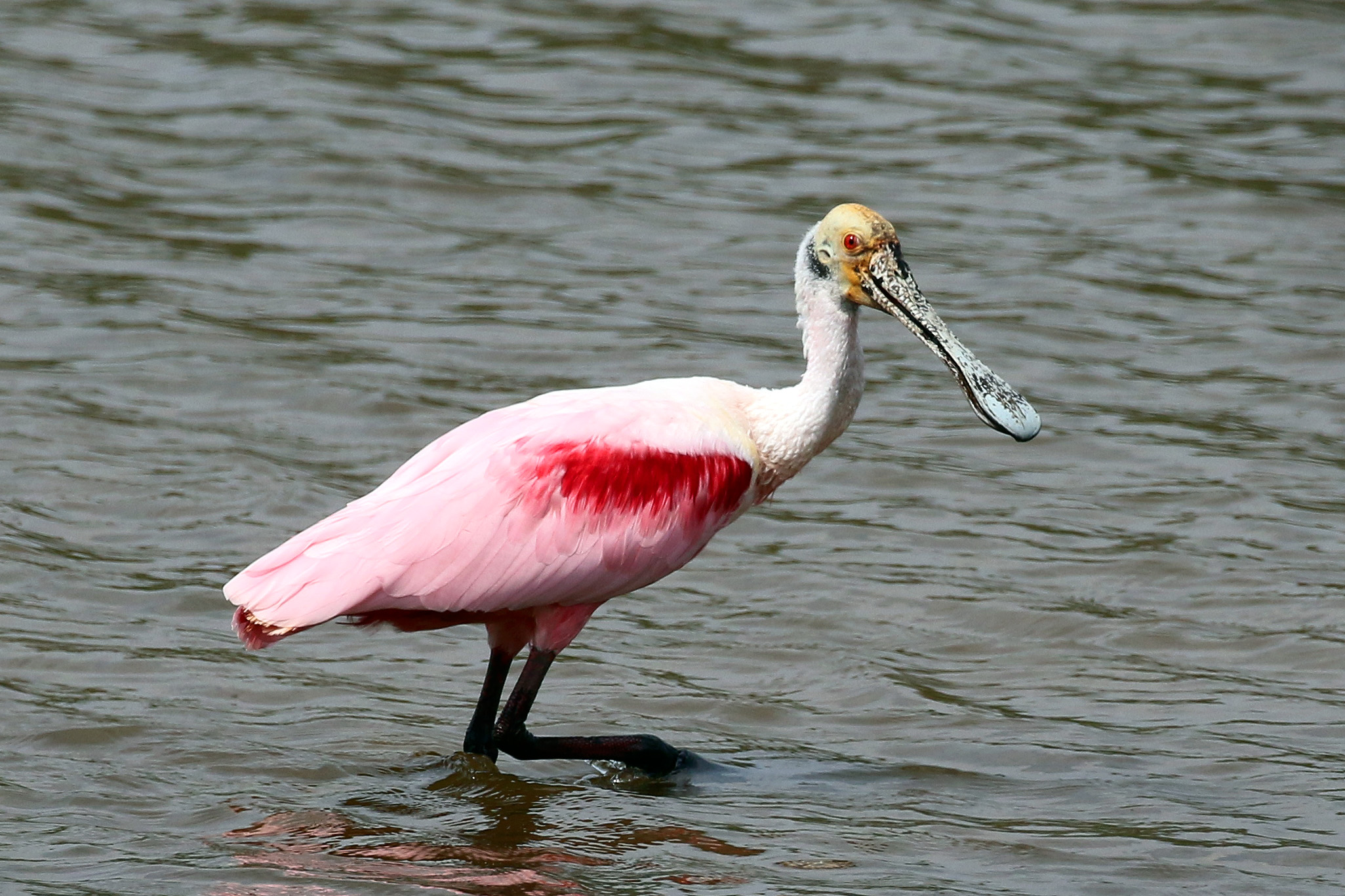
Косар рожевий (Platalea ajaja)

- Коровайка американська, Plegadis chihi
- Ібіс-довгохвіст, Cercibis oxycerca
- Ібіс каєнський, Mesembrinibis cayennensis
- Ібіс чорний, Phimosus infuscatus
- Ібіс блакитний, Theristicus caerulescens
- Ібіс білокрилий, Theristicus caudatus
- Косар білий, Platalea leucorodia (H)
- Косар рожевий, Platalea ajaja

## Катартоподібні(Cathartiformes)

### Родина:Катартові(Cathartidae)
- Кондор королівський, Sarcoramphus papa
- Кондор андійський, Vultur gryphus (H)
- Урубу, Coragyps atratus
- Катарта червоноголова, Cathartes aura
- Катарта саванова, Cathartes burrovianus
- Катарта лісова, Cathartes melambrotus

## Яструбоподібні(Accipitriformes)

### Родина:Скопові(Pandionidae)
- Скопа, Pandion haliaetus

### Родина:Яструбові(Accipitridae)
- Шуліка-крихітка, Gampsonyx swainsonii
- Шуліка білохвостий, Elanus leucurus
- Chondrohierax uncinatus(інші мови)
- Шуляк каєнський, Leptodon cayanensis
- Шуляк білоголовий, Leptodon forbesi (E)  EN
- Elanoides forficatus(інші мови)
- Гарпія гвіанська, Morphnus guianensis  NT
- Гарпія велика, Harpia harpyja  NT
- Spizaetus tyrannus(інші мови)
- Spizaetus melanoleucus(інші мови)
- Spizaetus ornatus(інші мови)
- Канюк-рибалка, Busarellus nigricollis
- Шуліка-слимакоїд червоноокий, Rostrhamus sociabilis
- Helicolestes hamatus(інші мови)
- Harpagus bidentatus(інші мови)
- Harpagus diodon(інші мови)
- Ictinia mississippiensis(інші мови)
- Ictinia plumbea(інші мови)
- Circus cinereus(інші мови)
- Circus buffoni(інші мови)
- Яструб сірочеревий, Accipiter poliogaster
- Яструб-крихітка, Accipiter superciliosus
- Яструб неоарктичний, Accipiter striatus
- Яструб неотропічний, Accipiter bicolor
- Шуліка чорний, Milvus migrans (V)
- Geranospiza caerulescens(інші мови)
- Buteogallus schistaceus(інші мови)
- Buteogallus anthracinus(інші мови) (H)
- Buteogallus aequinoctialis(інші мови)
- Buteogallus meridionalis(інші мови)
- Buteogallus lacernulatus(інші мови) (E)  VU
- Buteogallus urubitinga(інші мови)
- Buteogallus coronatus(інші мови)  EN
- Канюк великодзьобий, Rupornis magnirostris
- Канюк пустельний, Parabuteo unicinctus
- Parabuteo leucorrhous(інші мови)
- Канюк білохвостий, Geranoaetus albicaudatus
- Geranoaetus polyosoma(інші мови) (H)
- Агуя, Geranoaetus melanoleucus
- Pseudastur polionotus(інші мови)  NT
- Pseudastur albicollis(інші мови)
- Канюк жовтодзьобий, Leucopternis melanops
- Канюк білобровий, Leucopternis kuhli
- Buteo nitidus(інші мови)
- Канюк ширококрилий, Buteo platypterus
- Buteo brachyurus(інші мови)
- Канюк прерієвий, Buteo swainsoni
- Buteo albonotatus(інші мови)

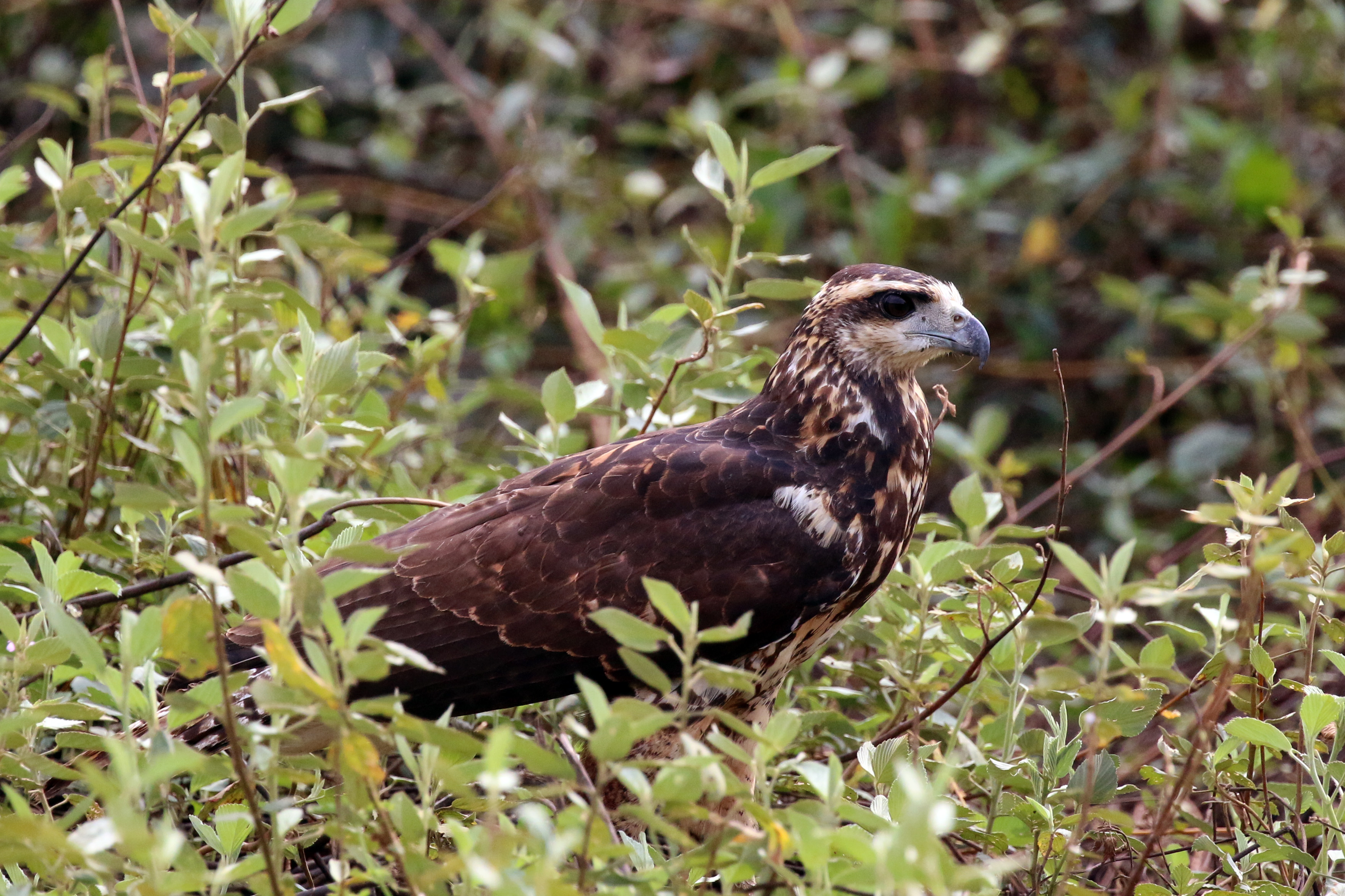
Канюк-крабоїд великий(інші мови) (Buteogallus urubitinga)
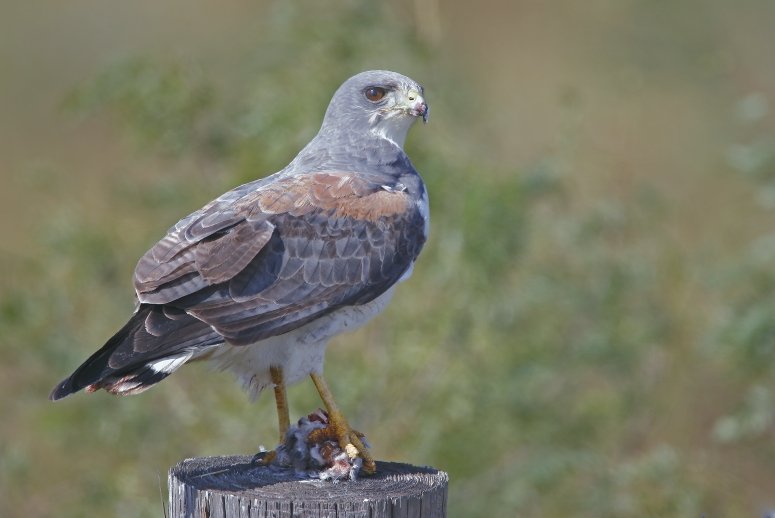
Канюк білохвостий (Geranoaetus albicaudatus)
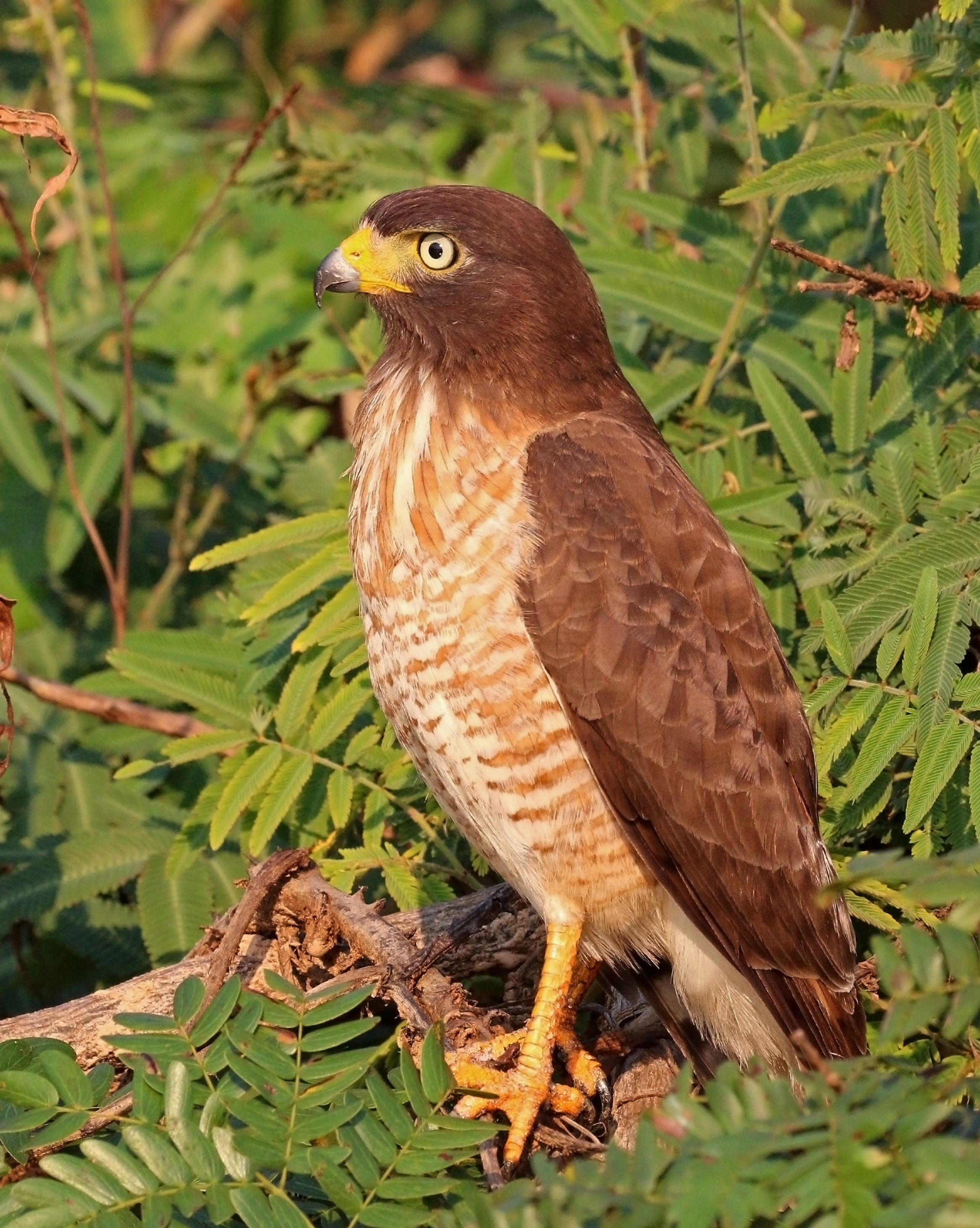
Канюк великодзьобий (Rupornis magnirostris)
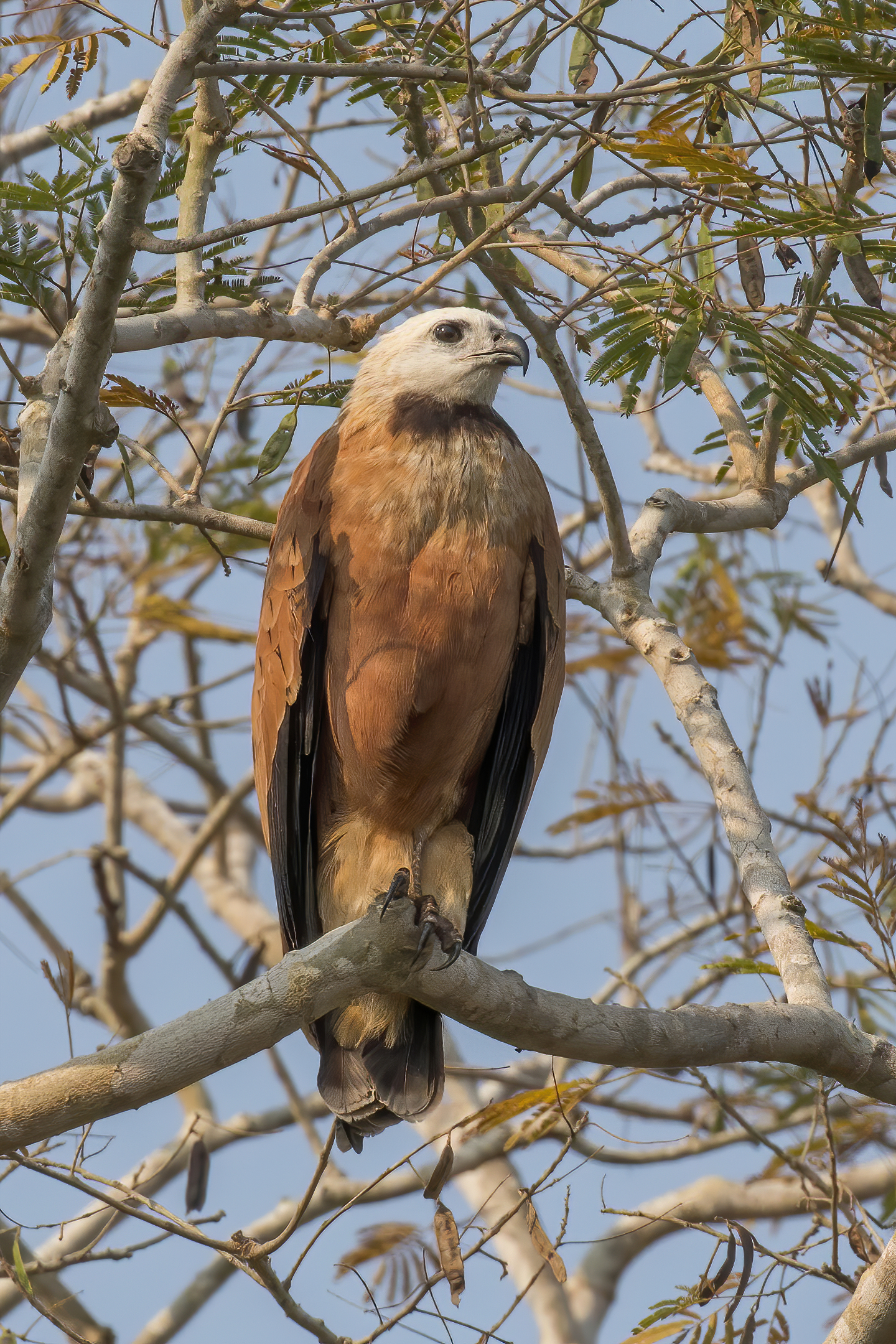
Канюк-рибалка (Busarellus nigricollis)

## Совоподібні(Strigiformes)

### Родина:Сипухові(Tytonidae)
- Сипуха крапчаста, Tyto alba

### Родина:Совові(Strigidae)

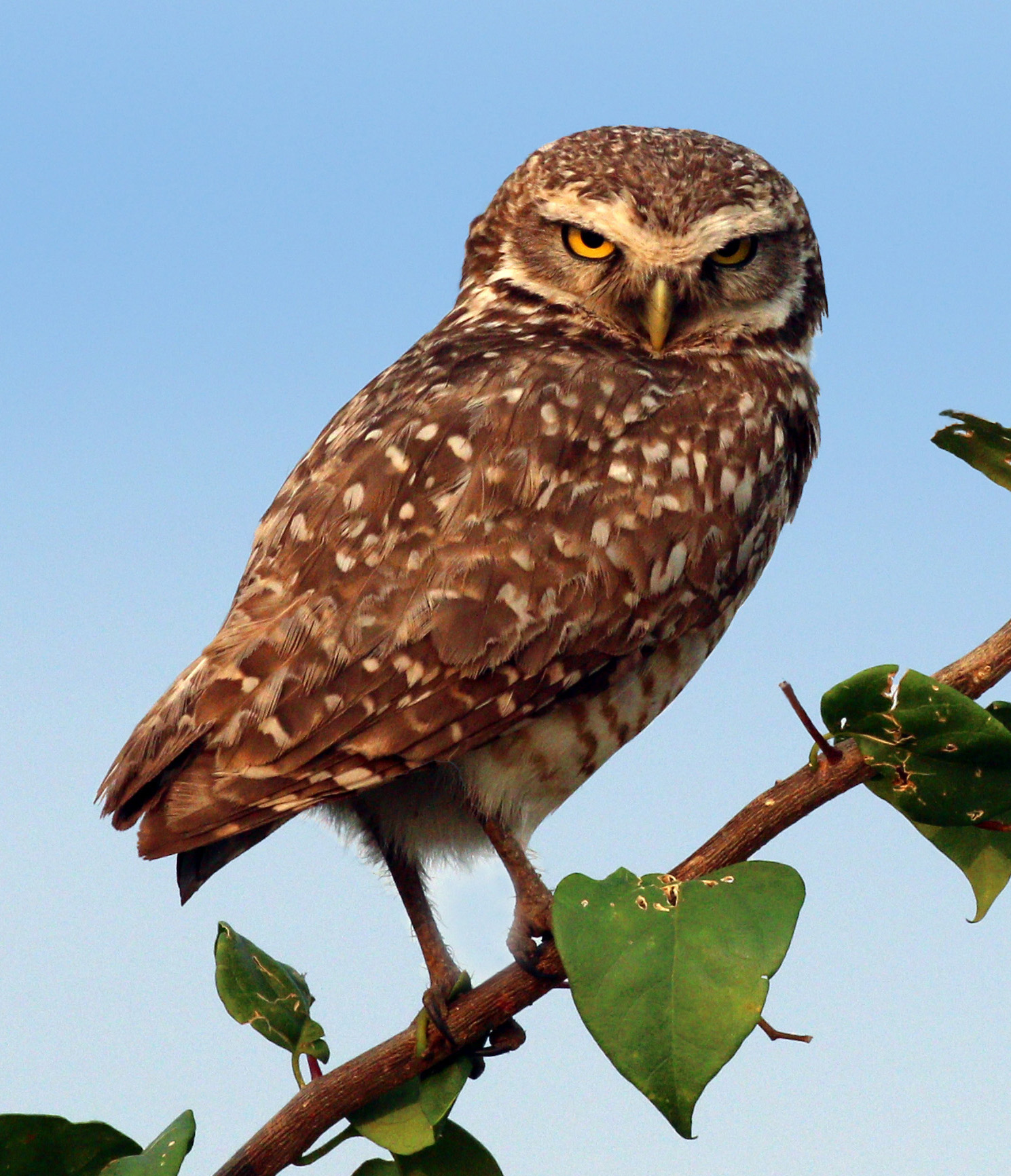
Сич американський (Athene cunicularia)

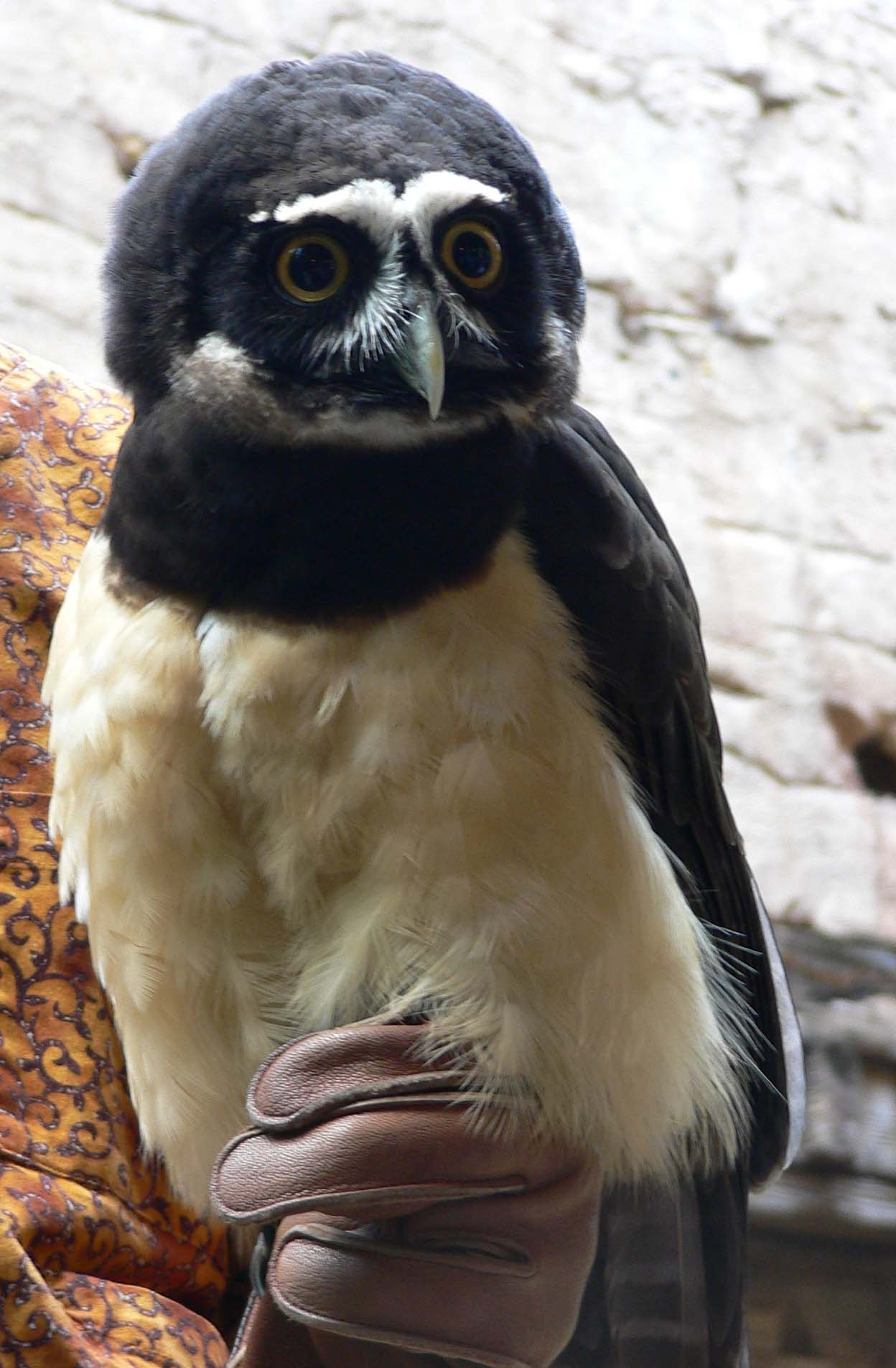
Сова вохристочерева (Pulsatrix perspicillata)

- Сплюшка неотропічна, Megascops choliba
- Сплюшка нагірна, Megascops roraimae
- Сплюшка санта-катаринська, Megascops sanctaecatarinae
- Сплюшка амазонійська, Megascops watsonii
- Сплюшка темноголова, Megascops atricapilla
- Сова-рогань бура, Lophostrix cristata
- Сова вохристочерева, Pulsatrix perspicillata
- Сова вохристоброва, Pulsatrix koeniswaldiana
- Пугач віргінський, Bubo virginianus
- Сова бразильська, Strix hylophila
- Сова-лісовик бура, Ciccaba virgata
- Сова-лісовик смугаста, Ciccaba huhula
- Сичик-горобець бразильський, Glaucidium hardyi
- Пернамбуко, Glaucidium mooreorum (E)  CR
- Сичик-горобець крихітний, Glaucidium minutissimum (E)
- Сичик-горобець рудий, Glaucidium brasilianum
- Сич американський, Athene cunicularia
- Сич вохристолобий, Aegolius harrisii
- Сова-крикун, Asio clamator
- Сова темна, Asio stygius
- Сова болотяна, Asio flammeus

## Трогоноподібні(Trogoniformes)

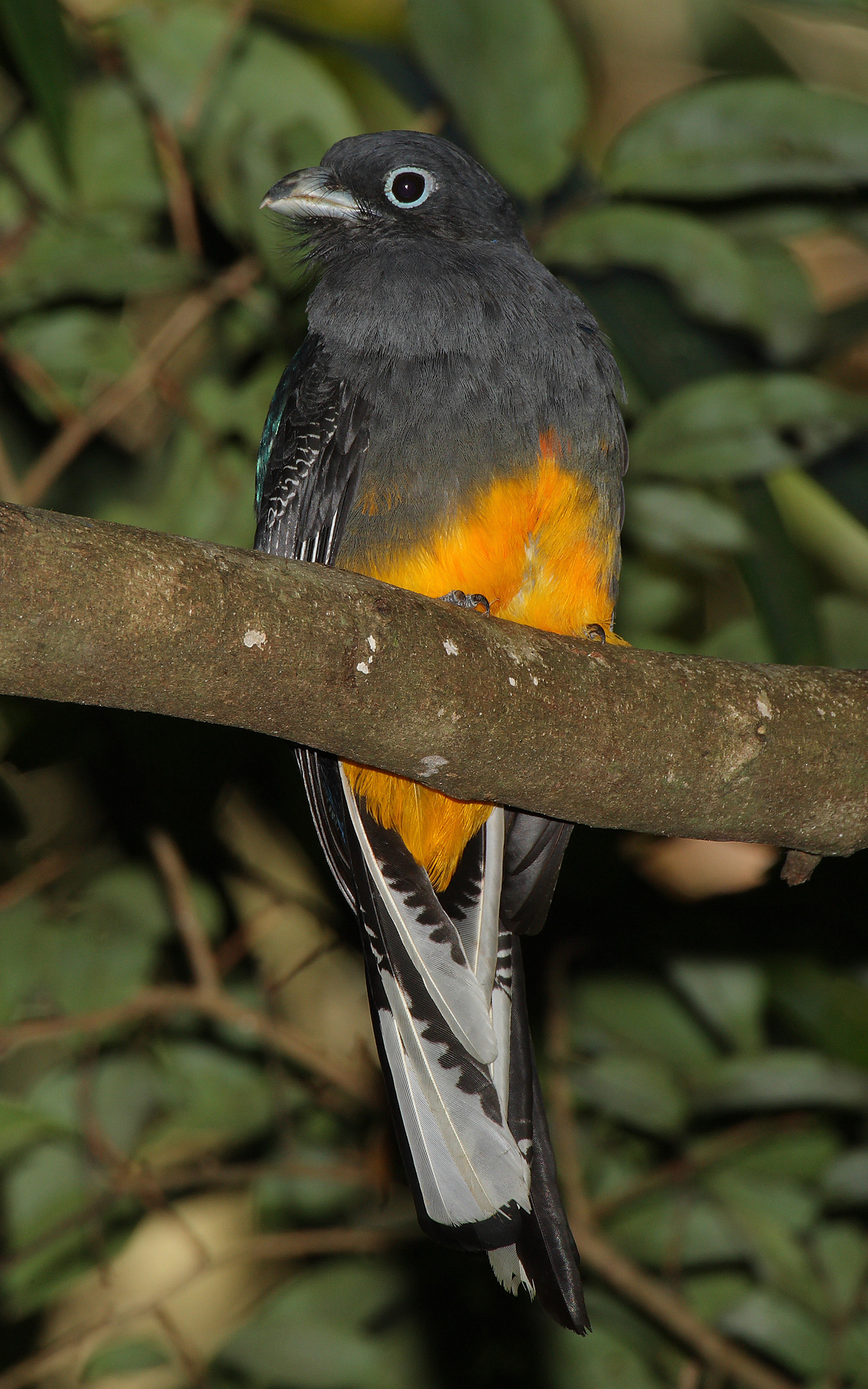
Трогон синьоволий (Trogon viridis)

### Родина:Трогонові(Trogonidae)
- Квезал червонодзьобий, Pharomachrus pavoninus
- Трогон чорнохвостий, Trogon melanurus
- Трогон синьоволий, Trogon viridis
- Трогон амазонійський, Trogon ramonianus
- Трогон фіолетововолий, Trogon violaceus
- Курукуї, Trogon curucui
- Сурукура, Trogon surrucura
- Трогон жовтогрудий, Trogon rufus
- Трогон темноволий, Trogon collaris
- Трогон масковий, Trogon personatus

## Сиворакшоподібні(Coraciiformes)

### Родина:Момотові(Momotidae)
- Момот широкодзьобий, Electron platyrhynchum
- Момот амазонійський, Baryphthengus martii
- Момот рудоголовий, Baryphthengus ruficapillus
- Момот чорнощокий, Momotus momota

### Родина:Рибалочкові(Alcedinidae)

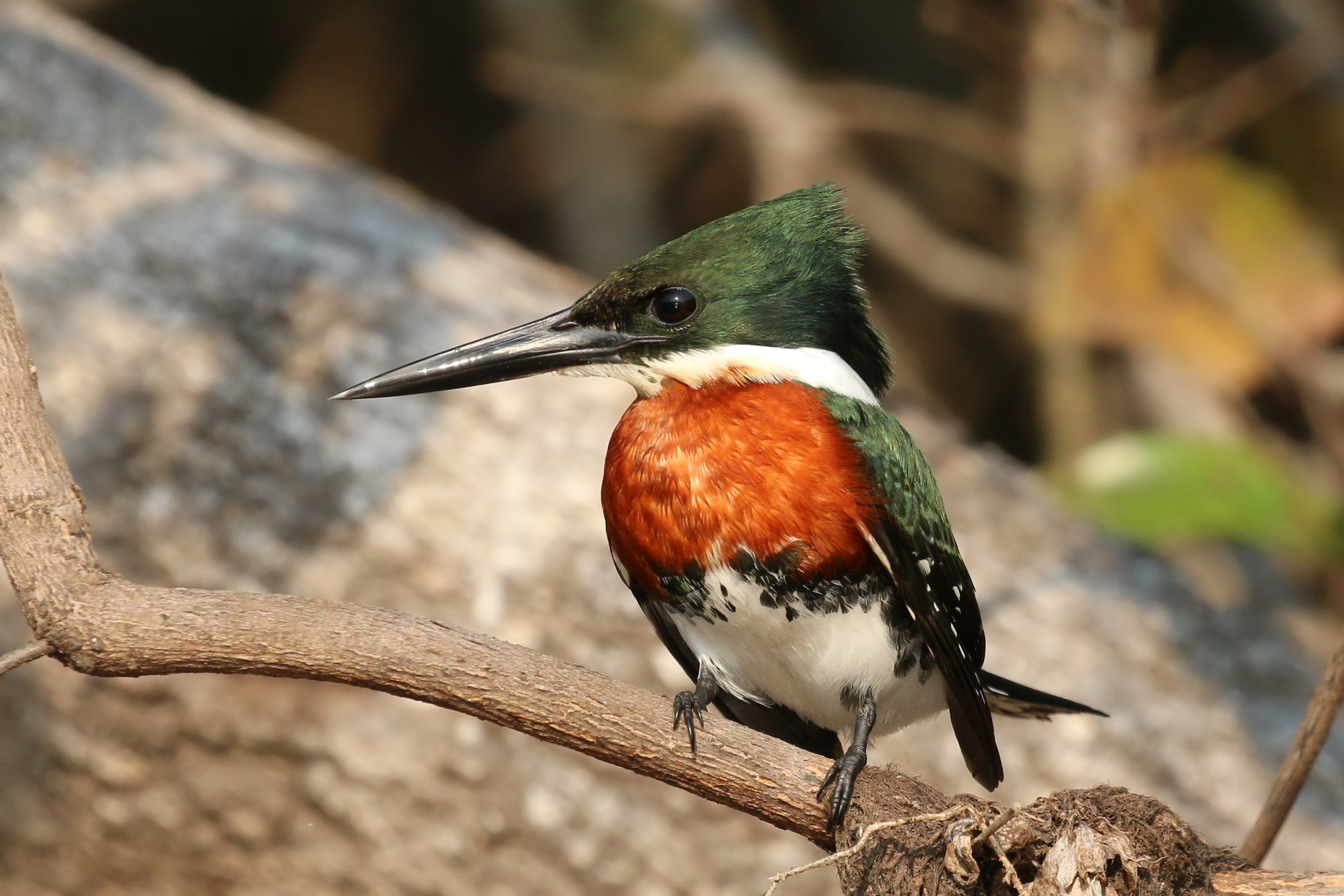
Рибалочка зелений (Chloroceryle americana)

- Рибалочка-чубань неотропічний, Megaceryle torquata
- Рибалочка амазонійський, Chloroceryle amazona
- Рибалочка карликовий, Chloroceryle aenea
- Рибалочка зелений, Chloroceryle americana
- Рибалочка рудогрудий, Chloroceryle inda

## Дятлоподібні(Piciformes)

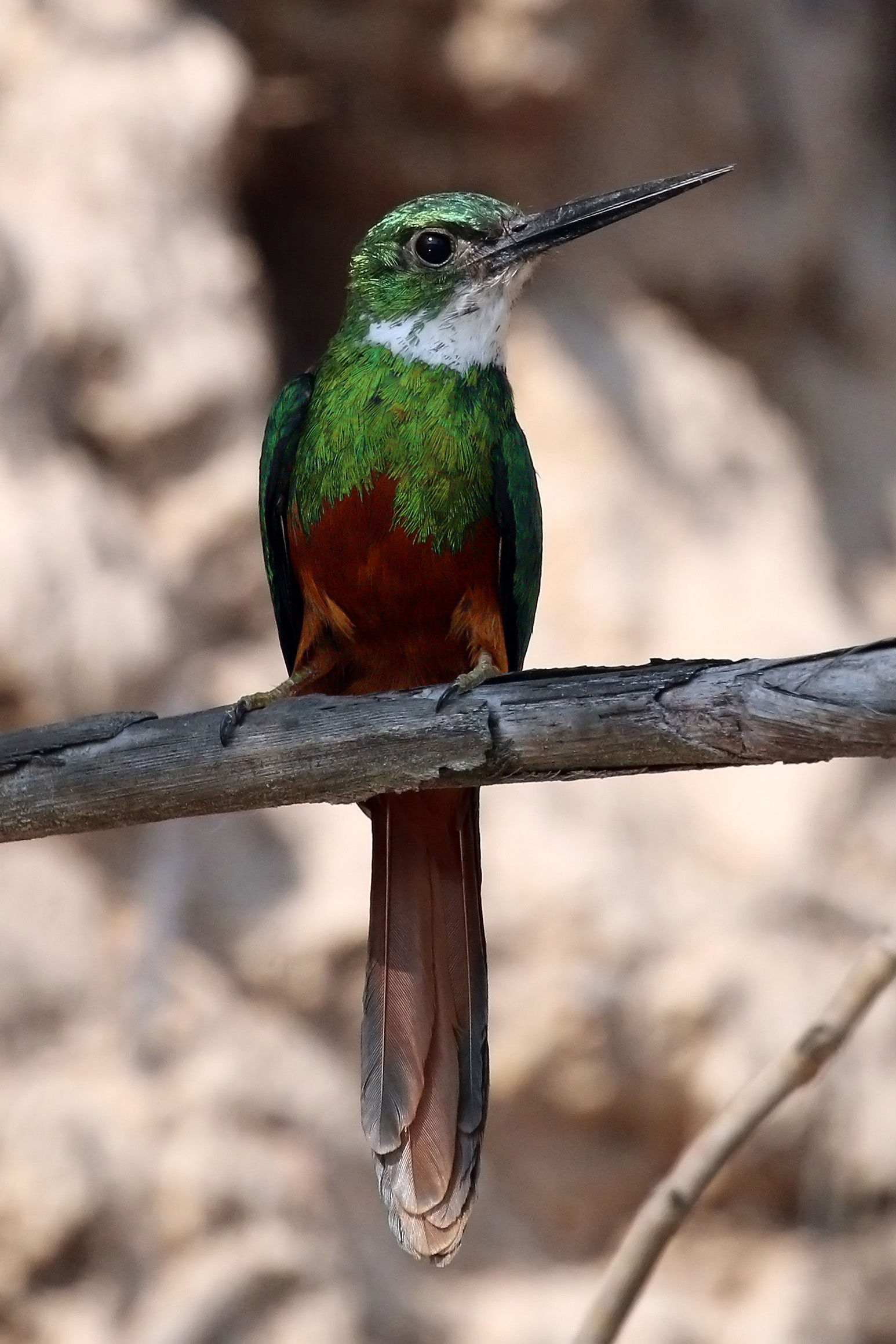
Якамара рудохвоста (Galbula ruficauda)

### Родина:Якамарові(Galbulidae)
- Якамара-куцохвіст колумбійська, Galbalcyrhynchus leucotis
- Якамара-куцохвіст каштанова, Galbalcyrhynchus purusianus
- Якамара білогорла, Brachygalba albogularis
- Якамара бура, Brachygalba lugubris
- Якамара трипала, Jacamaralcyon tridactyla (E)  VU
- Якамара жовтодзьоба, Galbula albirostris
- Якамара синьоголова, Galbula cyanicollis
- Якамара рудохвоста, Galbula ruficauda
- Якамара зелена, Galbula galbula
- Якамара еквадорська, Galbula tombacea
- Якамара синьолоба, Galbula cyanescens
- Якамара пурпурова, Galbula chalcothorax
- Якамара білочерева, Galbula leucogastra
- Якамара турмалінова, Galbula dea
- Якамара велика, Jacamerops aureus

### Родина:Лінивкові(Bucconidae)

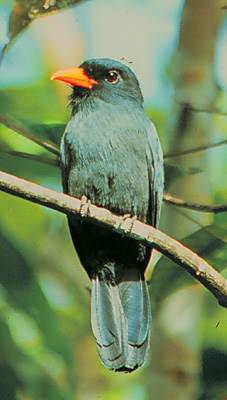
Лінивка-чорнопер червонодзьоба (Monasa nigrifrons)

- Лінивка-строкатка білошия, Notharchus hyperrhynchus
- Лінивка-строкатка великодзьоба, Notharchus macrorhynchos
- Лінивка-строкатка вохристочерева, Notharchus swainsoni
- Лінивка-строкатка буровола, Notharchus ordii
- Лінивка-строкатка маскова, Notharchus tectus
- Лінивка довгопала, Bucco macrodactylus
- Лінивка плямистогруда, Bucco tamatia
- Лінивка рудоголова, Bucco capensis
- Лінивка-смугохвіст західна, Nystalus obamai
- Лінивка-смугохвіст білогорла, Nystalus striolatus
- Лінивка-смугохвіст чорнощока, Nystalus chacuru
- Лінивка-смугохвіст чакоанська, Nystalus striatipectus
- Лінивка-смугохвіст плямистобока, Nystalus maculatus (E)
- Таматія світлогруда, Malacoptila fusca
- Таматія болівійська, Malacoptila semicincta
- Таматія біловола, Malacoptila striata (E)
- Таматія рудошия, Malacoptila rufa
- Лінивка мала, Micromonacha lanceolata
- Лінивка-коротун сіроголова, Nonnula rubecula
- Лінивка-коротун сірошия, Nonnula sclateri
- Лінивка-коротун сірощока, Nonnula ruficapilla
- Лінивка-коротун руда, Nonnula amaurocephala (E)
- Лінивка-чорнопер білоплеча, Monasa atra
- Лінивка-чорнопер червонодзьоба, Monasa nigrifrons
- Лінивка-чорнопер білолоба, Monasa morphoeus
- Лінивка-чорнопер жовтодзьоба, Monasa flavirostris
- Лінивка ластівкова, Chelidoptera tenebrosa

### Родина:Бородаткові(Capitonidae)
- Бородатка оливкова, Capito aurovirens
- Бородатка бурогорла, Capito dayi
- Бородатка золотоголова, Capito brunneipectus (E)
- Бородатка червоногорла, Capito niger
- Бородатка золотиста, Capito auratus
- Евбуко золотогорлий, Eubucco richardsoni
- Евбуко перуанський, Eubucco tucinkae

### Родина:Туканові(Ramphastidae)

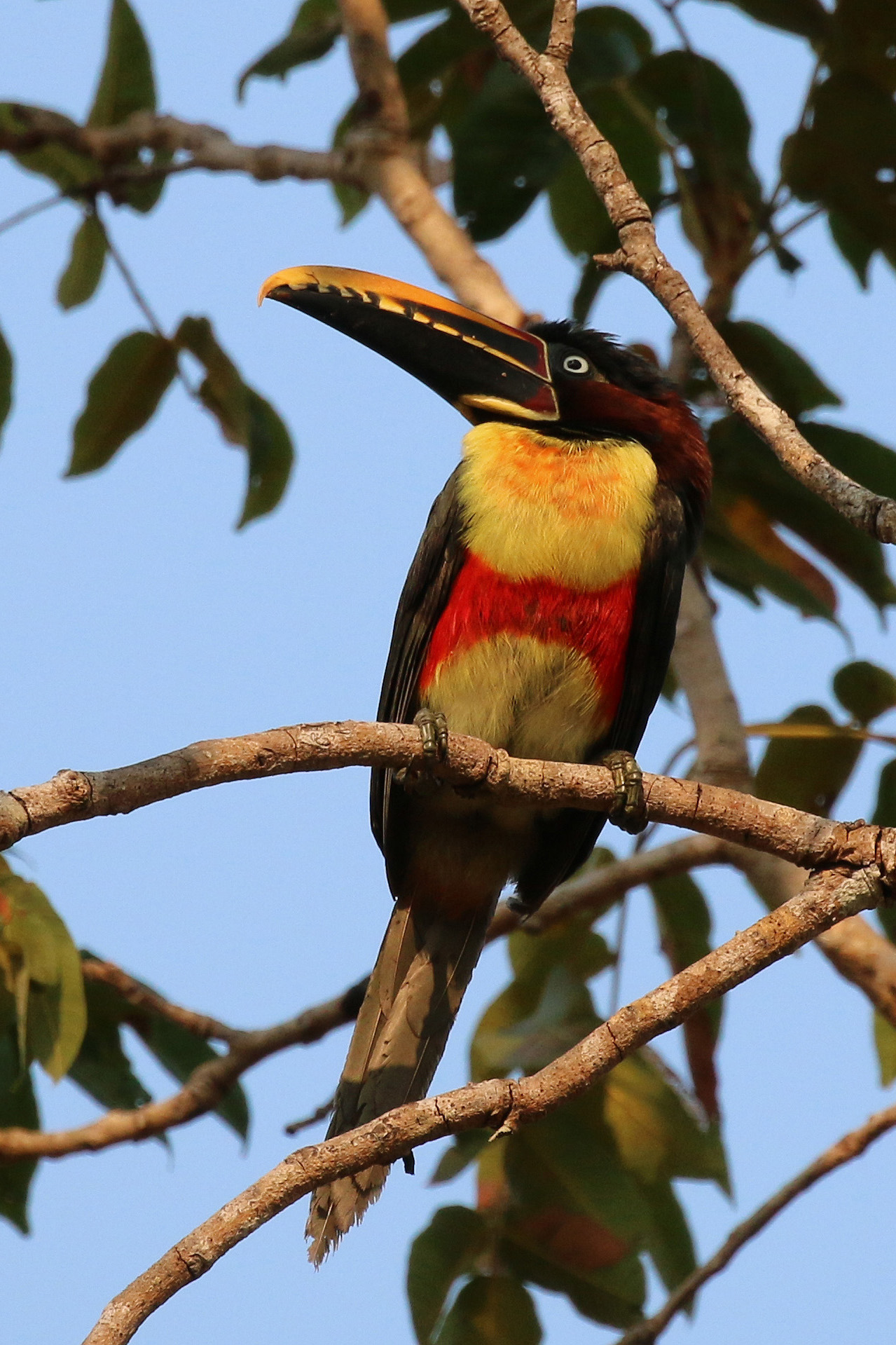
Аракарі каштановошиїй (Pteroglossus castanotis)

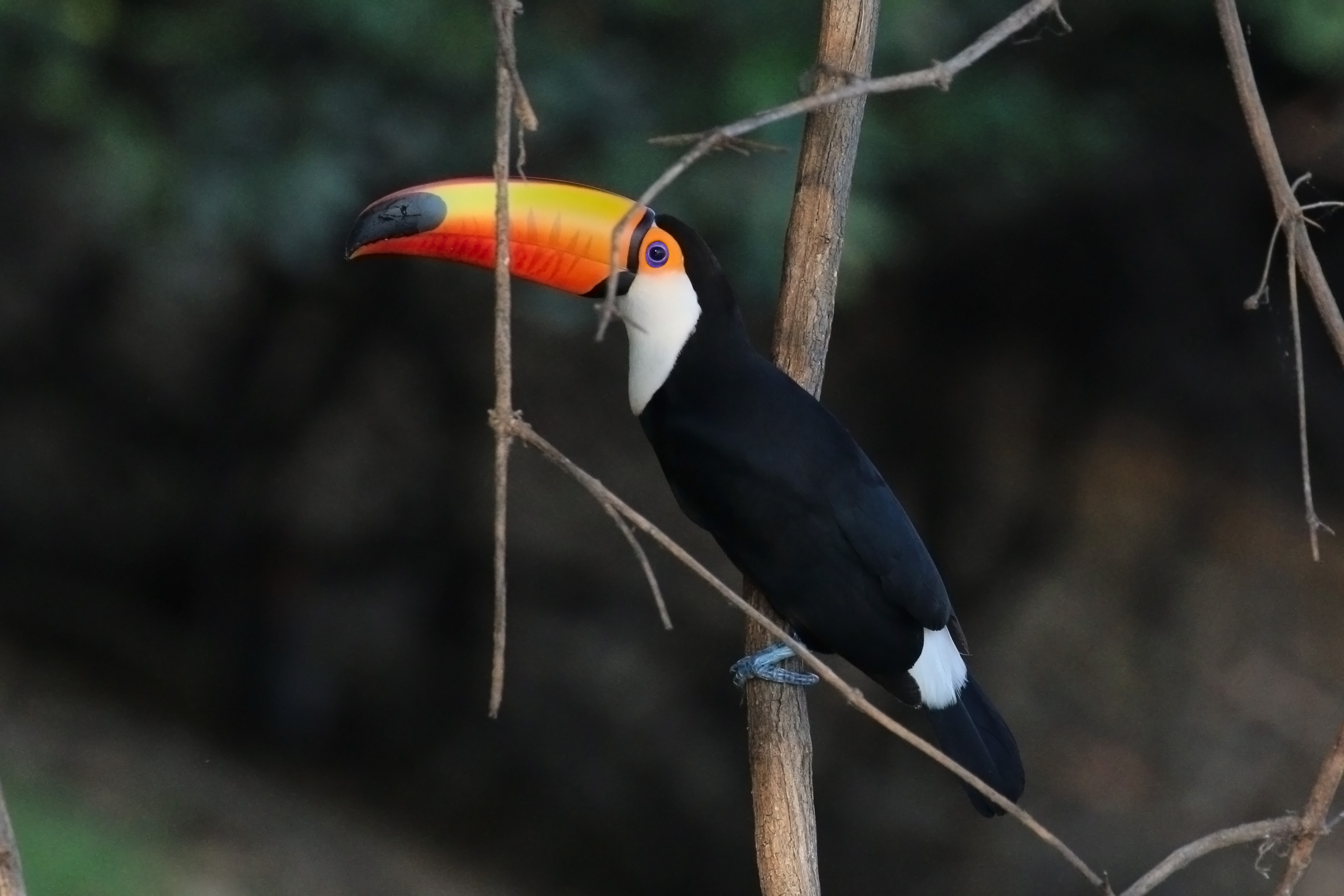
Тукан великий (Ramphastos toco)

- Тукан білогорлий, Aulacorhynchus albivitta
- Тукан тепуйський, Aulacorhynchus whitelianus
- Андигена золотогуза, Pteroglossus bailloni  NT
- Аракарі чорноголовий, Pteroglossus viridis
- Аракарі синьобровий, Pteroglossus inscriptus
- Аракарі чорношиїй, Pteroglossus aracari
- Аракарі каштановошиїй, Pteroglossus castanotis
- Аракарі смугастоволий, Pteroglossus pluricinctus
- Аракарі чорногрудий, Pteroglossus azara
- Аракарі кучерявий, Pteroglossus beauharnaesii
- Аракарі червоношиїй, Pteroglossus bitorquatus
- Тукан гвіанський, Selenidera piperivora
- Тукан перуанський, Selenidera reinwardtii
- Тукан колумбійський, Selenidera nattereri
- Тукан бразильський, Selenidera gouldii
- Тукан смугастодзьобий, Selenidera maculirostris
- Тукан великий, Ramphastos toco
- Тукан червонодзьобий, Ramphastos tucanus
- Тукан чорнодзьобий, Ramphastos vitellinus
- Тукан строкатий, Ramphastos dicolorus

### Родина:Дятлові(Picidae)

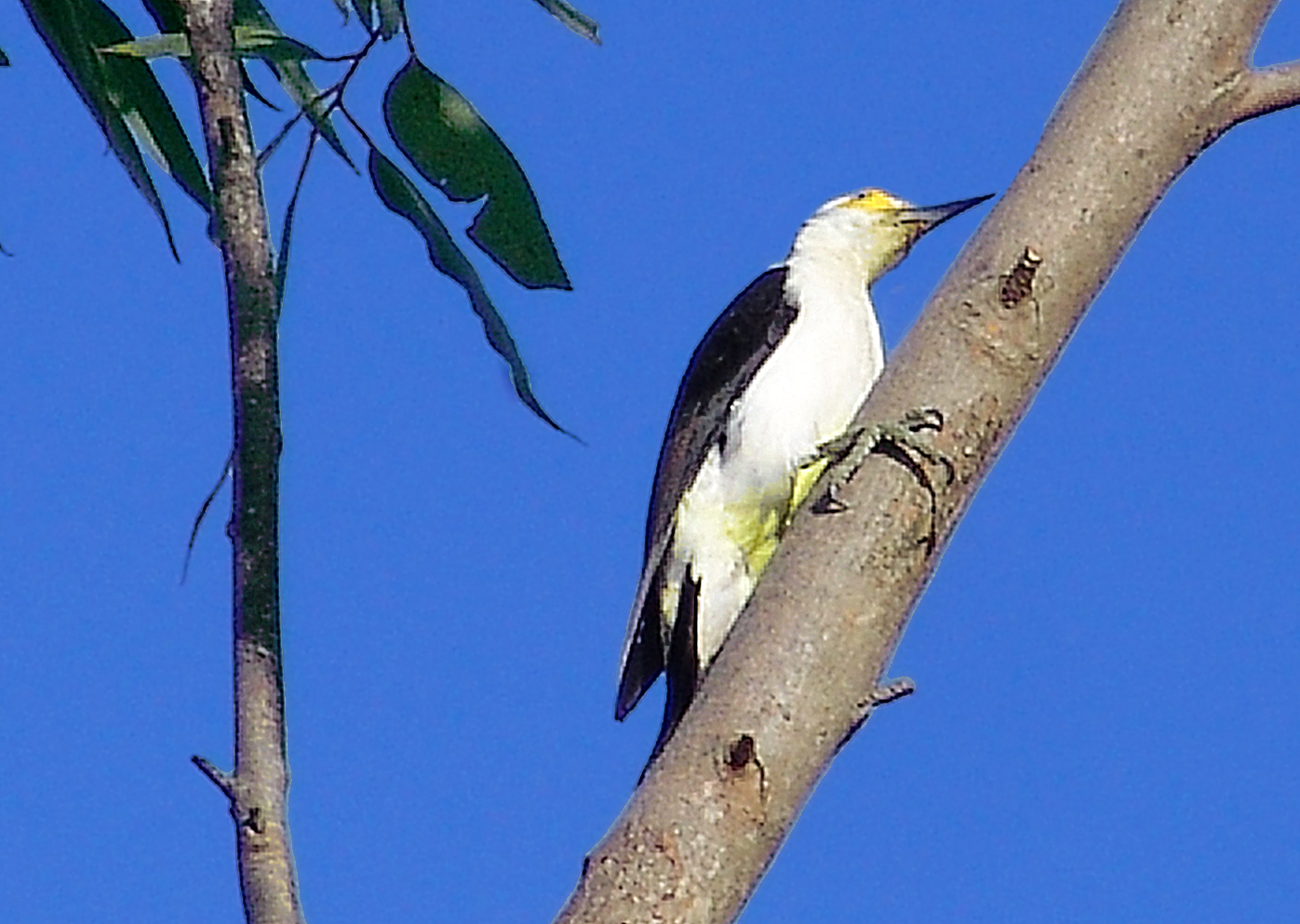
Гіла біла (Melanerpes candidus)

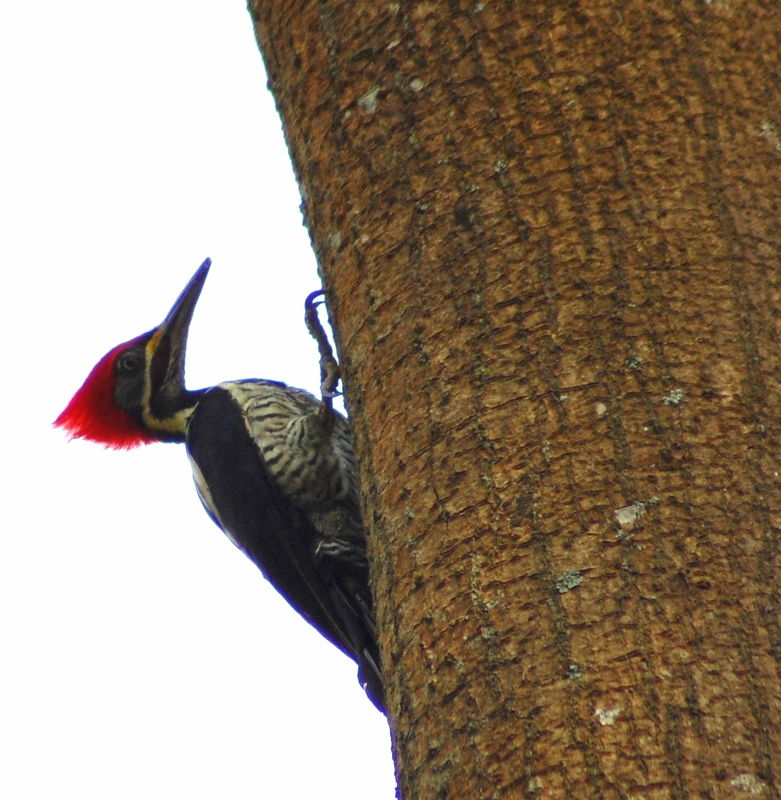
(Dryocopus lineatus)

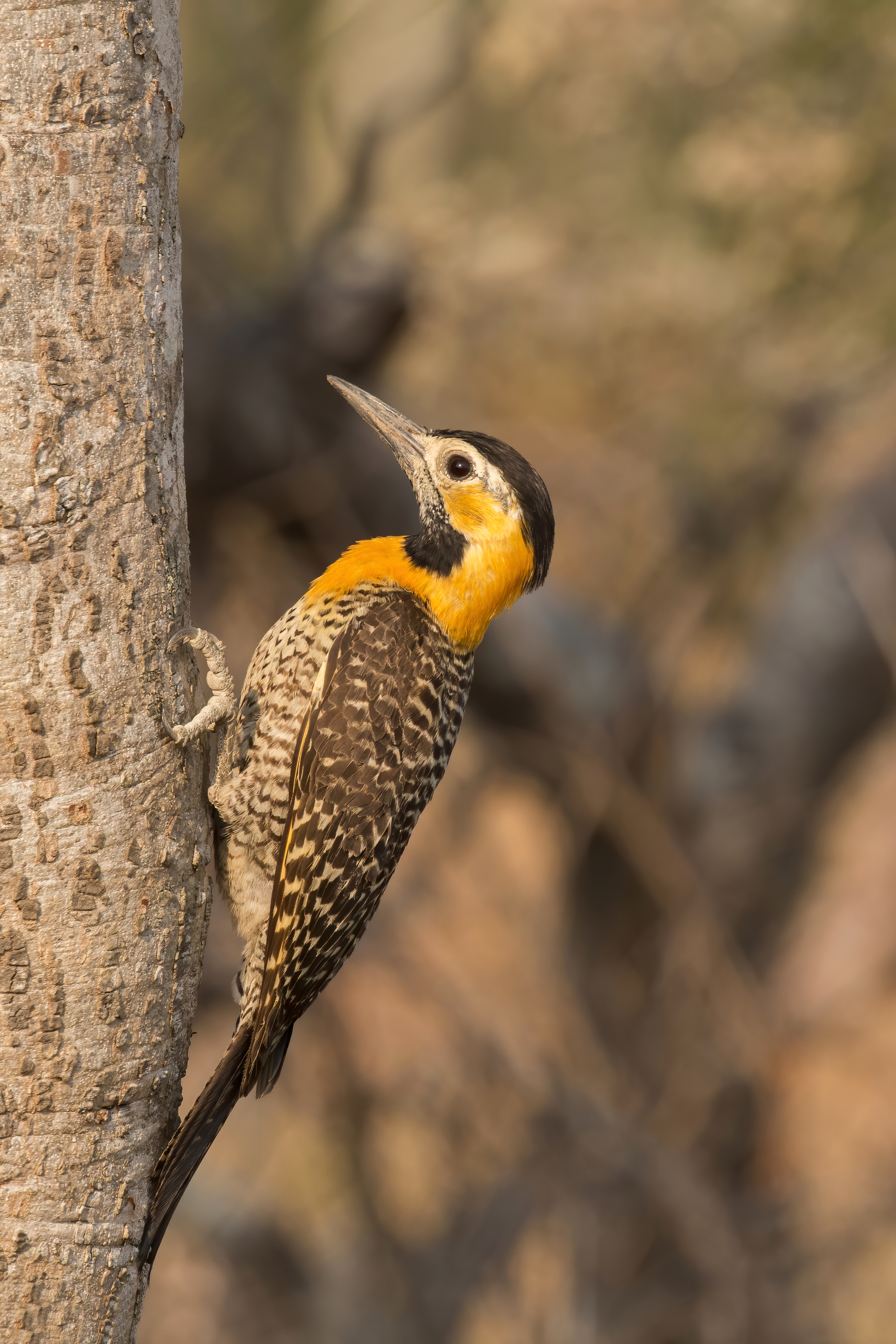
(Colaptes campestris)

- Добаш золотолобий, Picumnus aurifrons
- Добаш ориноцький, Picumnus pumilus
- Добаш смугастогрудий, Picumnus lafresnayi
- Добаш малий, Picumnus exilis
- Добаш світлочеревий, Picumnus spilogaster
- Добаш вохристий, Picumnus limae (E)
- Добаш плямистий, Picumnus pygmaeus (E)
- Добаш бурий, Picumnus varzeae (E)
- Добаш зебровий, Picumnus cirratus
- Добаш парагвайський, Picumnus temminckii
- Добаш болівійський, Picumnus albosquamatus
- Добаш чорнолобий, Picumnus fuscus
- Добаш рудогрудий, Picumnus rufiventris
- Добаш бразильський, Picumnus nebulosus
- Добаш андійський, Picumnus castelnau
- Добаш вохристогорлий, Picumnus subtilis
- Гіла біла, Melanerpes candidus
- Melanerpes cruentatus(інші мови)
- Melanerpes flavifrons(інші мови)
- Melanerpes cactorum(інші мови)
- Дзьоган червоногузий, Veniliornis kirkii
- Дзьоган гаянський, Veniliornis cassini
- Дзьоган смугастокрилий, Veniliornis spilogaster
- Дятел смугастохвостий, Veniliornis mixtus
- Дзьоган малий, Veniliornis passerinus
- Дзьоган червонокрилий, Veniliornis affinis
- Дзьоган багійський, Veniliornis maculifrons (E)
- Campephilus rubricollis(інші мови)
- Campephilus robustus(інші мови)
- Campephilus melanoleucos(інші мови)
- Campephilus leucopogon(інші мови)
- Dryocopus lineatus(інші мови)
- Celeus torquatus(інші мови)
- Celeus galeatus(інші мови)  VU
- Celeus grammicus(інші мови)
- Celeus undatus(інші мови)
- Celeus flavus(інші мови)
- Celeus spectabilis(інші мови)
- Celeus obrieni(інші мови) (E)
- Celeus ochraceus(інші мови) (E)
- Celeus elegans(інші мови)
- Celeus lugubris(інші мови)
- Celeus flavescens(інші мови)
- Дятел-смугань білогорлий, Piculus leucolaemus
- Дятел-смугань жовтогорлий, Piculus flavigula
- Дятел-смугань жовтовусий, Piculus chrysochloros
- Дятел-смугань жовтобровий, Piculus aurulentus  NT
- Colaptes rubiginosus(інші мови)
- Colaptes punctigula(інші мови)
- Colaptes melanochloros(інші мови)
- Colaptes campestris(інші мови)

## Каріамоподібні(Cariamiformes)

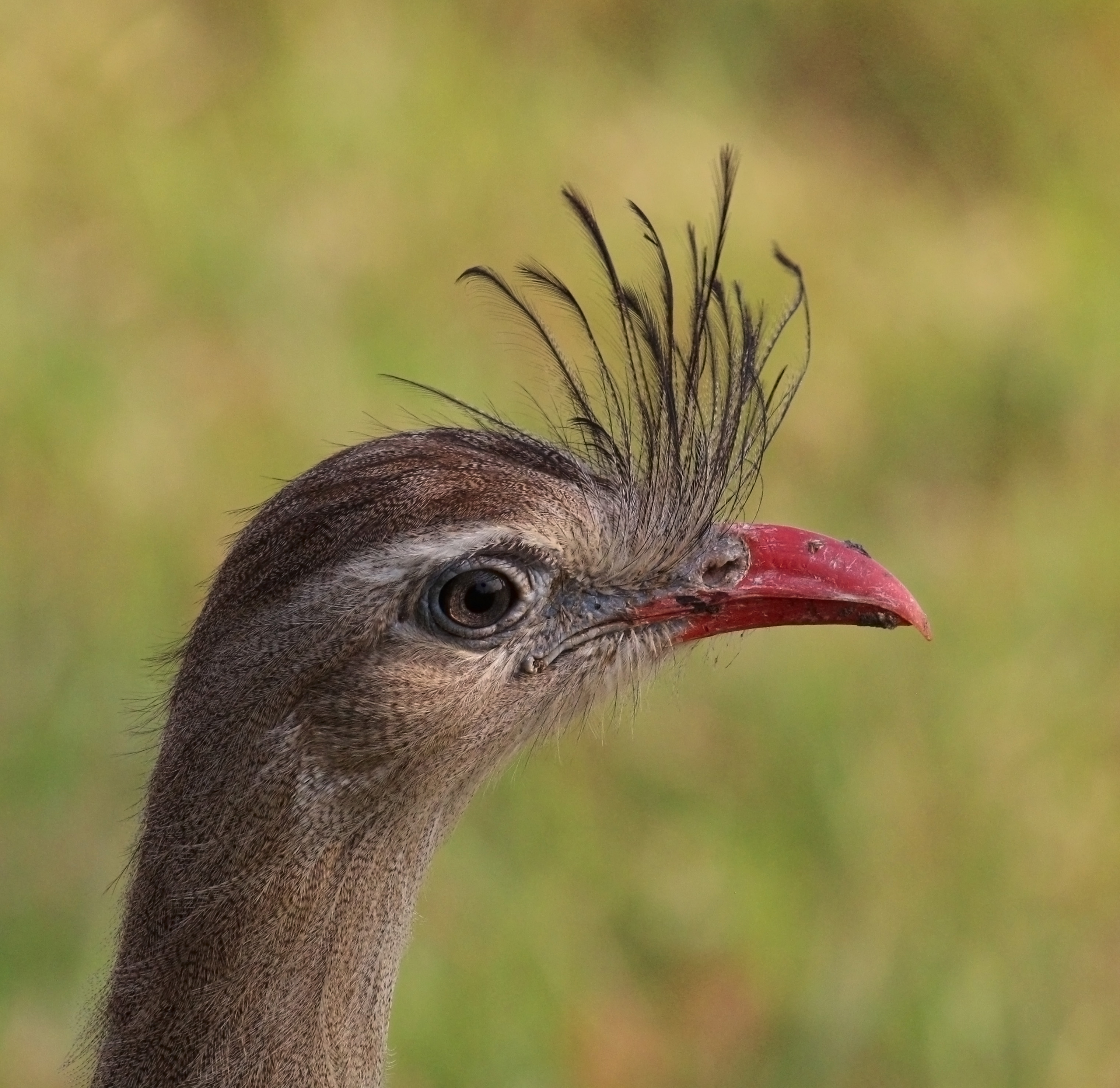
Каріама червононога (Cariama cristata)

### Родина:Каріамові(Cariamidae)
- Каріама червононога, Cariama cristata

## Соколоподібні(Falconiformes)

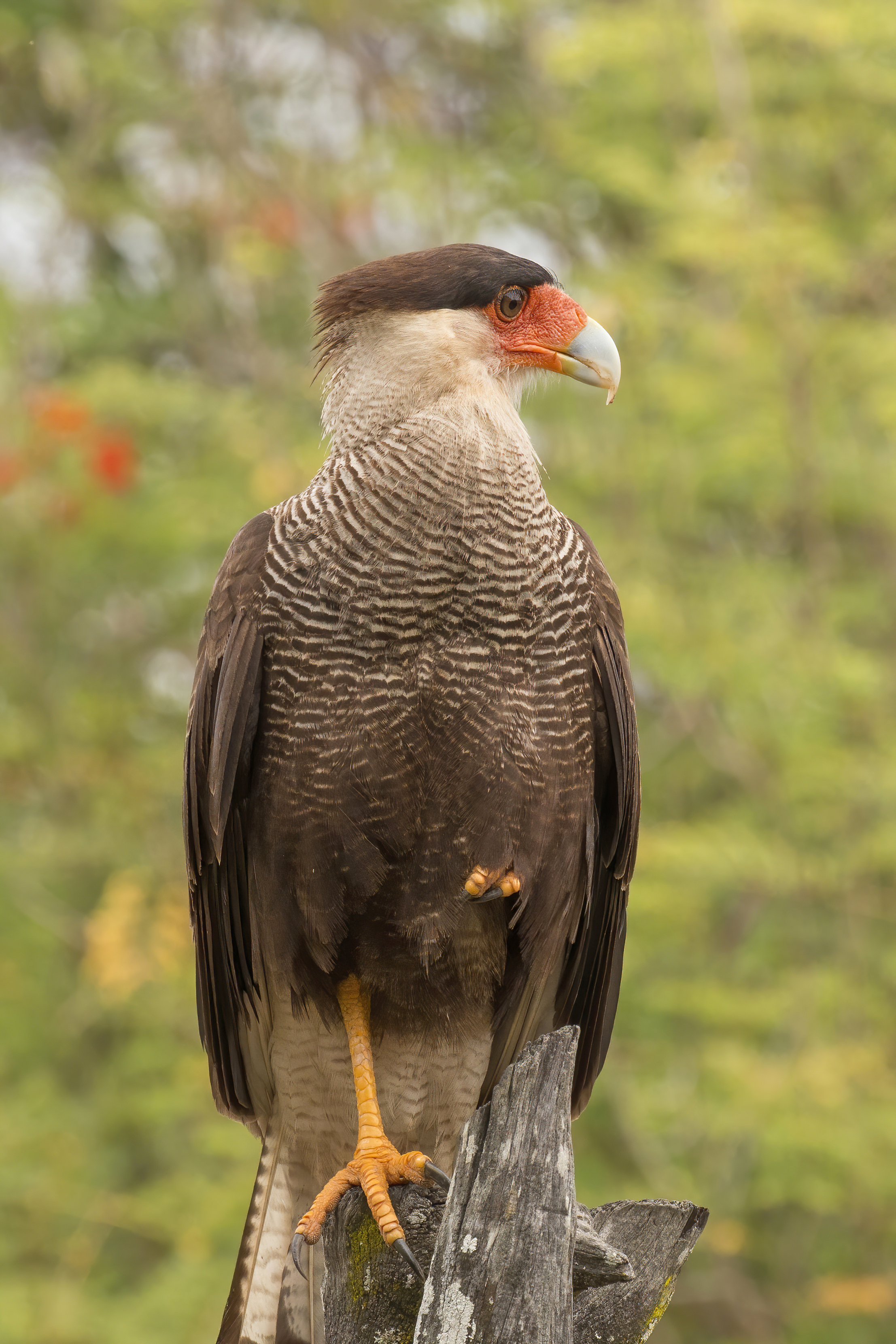
Каракара аргентинська (Caracara plancus)

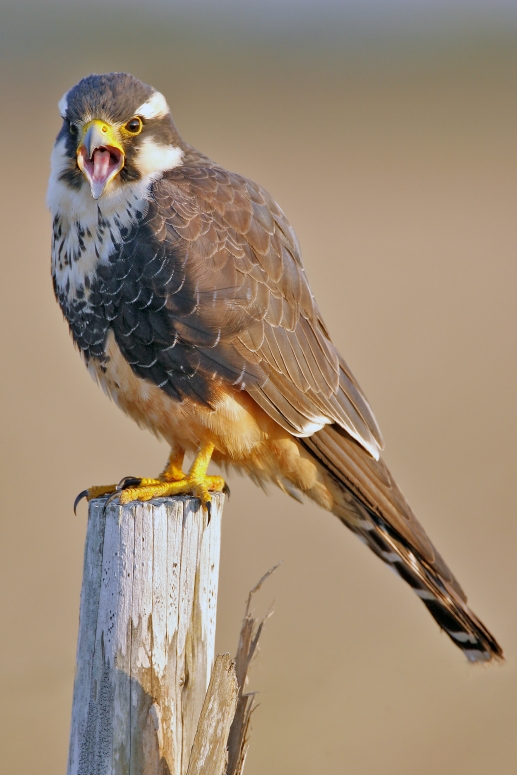
Сокіл мексиканський (Falco femoralis)

### Родина:Соколові(Falconidae)
- Макагуа, Herpetotheres cachinnans
- Рарія бразильська, Micrastur ruficollis
- Рарія венесуельська, Micrastur gilvicollis
- Рарія темнохвоста, Micrastur mintoni
- Рарія білочерева, Micrastur mirandollei
- Рарія білошия, Micrastur semitorquatus
- Рарія амазонійська, Micrastur buckleyi
- Каракара аргентинська, Caracara plancus
- Каракара червоногорла (Ibycter americanus)
- Каракара чорна, Daptrius ater
- Хімахіма, Milvago chimachima
- Хіманго, Milvago chimango
- Боривітер звичайний, Falco tinnunculus (V)
- Боривітер американський, Falco sparverius
- Підсоколик малий, Falco columbarius (V)
- Підсоколик смугастогрудий, Falco rufigularis
- Підсоколик рудогрудий, Falco deiroleucus
- Сокіл мексиканський, Falco femoralis
- Сапсан, Falco peregrinus

## Папугоподібні(Psittaciformes)

### Родина:Папугові(Psittacidae)
- Папуга синьокрилий, Touit huetii
- Папуга бразильський, Touit purpuratus
- Папуга багійський, Touit melanonotus (E)  VU
- Папуга жовтохвостий, Touit surdus (E)  VU
- Тепуї венесуельський, Nannopsittaca panychlora
- Тепуї перуанський, Nannopsittaca dachilleae
- Калита сіроволий, Myiopsitta monachus
- Тіріка жовтолобий, Brotogeris sanctithomae
- Тіріка бронзовоплечий, Brotogeris tirica (E)
- Тіріка амазонійський, Brotogeris versicolurus
- Хірірі, Brotogeris chiriri
- Тіріка синьокрилий, Brotogeris cyanoptera
- Тіріка жовтокрилий, Brotogeris chrysoptera
- Каїка червонолобий, Pionopsitta pileata
- Папуга синьочеревий, Triclaria malachitacea (E)  NT
- Каїка жовтощокий, Pyrilia barrabandi
- Каїка чорноголовий, Pyrilia caica
- Каїка гологоловий, Pyrilia aurantiocephala (E)
- Каїка грифовий, Pyrilia vulturina (E)
- Папуга-червоногуз брунатний, Pionus fuscus
- Папуга-червоногуз зеленощокий, Pionus maximiliani
- Папуга-червоногуз синьоголовий, Pionus menstruus
- Папуга короткохвостий, Graydidascalus brachyurus
- Амазон жовточеревий, Alipiopsitta xanthops  NT
- Амазон червонолобий, Amazona festiva
- Амазон пурпуровий, Amazona vinacea  EN
- Амазон червоноплечий, Amazona pretrei (E)  VU
- Амазон жовтощокий, Amazona autumnalis
- Амазон синьощокий, Amazona dufresniana  NT
- Амазон червонобровий, Amazona rhodocorytha (E)  VU
- Амазон тринідадський, Amazona ochrocephala
- Амазон синьолобий, Amazona aestiva
- Амазон жовтолобий, Amazona farinosa
- Амазон бразильський, Amazona kawalli (E)
- Амазон червонохвостий, Amazona brasiliensis (E)  NT
- Амазон венесуельський, Amazona amazonica
- Папуга-горобець темнодзьобий, Forpus modestus
- Forpus crassirostris
- Папуга-горобець синьокрилий, Forpus xanthopterygius
- Папуга-горобець гвіанський, Forpus passerinus
- Папуга-білочеревець чорноголовий, Pionites melanocephalus
- Папуга-білочеревець рудоголовий, Pionites leucogaster
- Папуга білолобий, Deroptyus accipitrinus
- Котора синьоволий, Pyrrhura cruentata (E)  VU
- Котора болівійський, Pyrrhura devillei  NT
- Котора рудочеревий, Pyrrhura frontalis
- Котора синьощокий, Pyrrhura lepida (E)  VU
- Котора червоногрудий, Pyrrhura perlata  VU
- Котора зеленощокий, Pyrrhura molinae
- Котора масковий, Pyrrhura pfrimeri (E)  EN
- Котора сіроволий, Pyrrhura griseipectus (E)  EN
- Котора бразильський, Pyrrhura leucotis (E)  VU
- Котора синьолобий, Pyrrhura picta
- Котора амазонійський, Pyrrhura amazonum
- Котора буроголовий, Pyrrhura lucianii (Е)
- Котора червонолобий, Pyrrhura roseifrons
- Котора гаянський, Pyrrhura egregia
- Котора темнохвостий, Pyrrhura melanura
- Котора перуанський, Pyrrhura rupicola
- Ара гіацинтовий, Anodorhynchus hyacinthinus  VU
- Ара лазуровий, Anodorhynchus glaucus  CR [4]
- Ара синій, Anodorhynchus leari (E)  EN
- Аратинга бразильський, Eupsittula aurea
- Аратинга рудоволий, Eupsittula pertinax
- Аратинга кактусовий, Eupsittula cactorum (E)
- Аратинга сіроголовий, Aratinga weddellii
- Нандая, Aratinga nenday
- Аратинга золотистоперий, Aratinga solstitialis
- Аратинга паранський, Aratinga maculata
- Аратинга вогнистогрудий, Aratinga jandaya (E)
- Аратинга золотолобий, Aratinga auricapillus (E)
- Cyanopsitta spixii (E) (вимерлий в дикій природі)
- Ара жовтощокий, Orthopsittaca manilatus
- Маракана червоночеревий, Primolius maracana  NT
- Маракана гірський, Primolius couloni
- Маракана жовтошиїй, Primolius auricollis
- Араурана, Ara ararauna
- Ара синьокрилий, Ara severus
- Араканга, Ara macao
- Ара червоно-зелений, Ara chloropterus
- Гуаруба, Guaruba guarouba (E)  VU
- Аратинга синьолобий, Thectocercus acuticaudatus
- Ара червоноплечий, Diopsittaca nobilis
- Аратинга венесуельський, Psittacara leucophthalmus

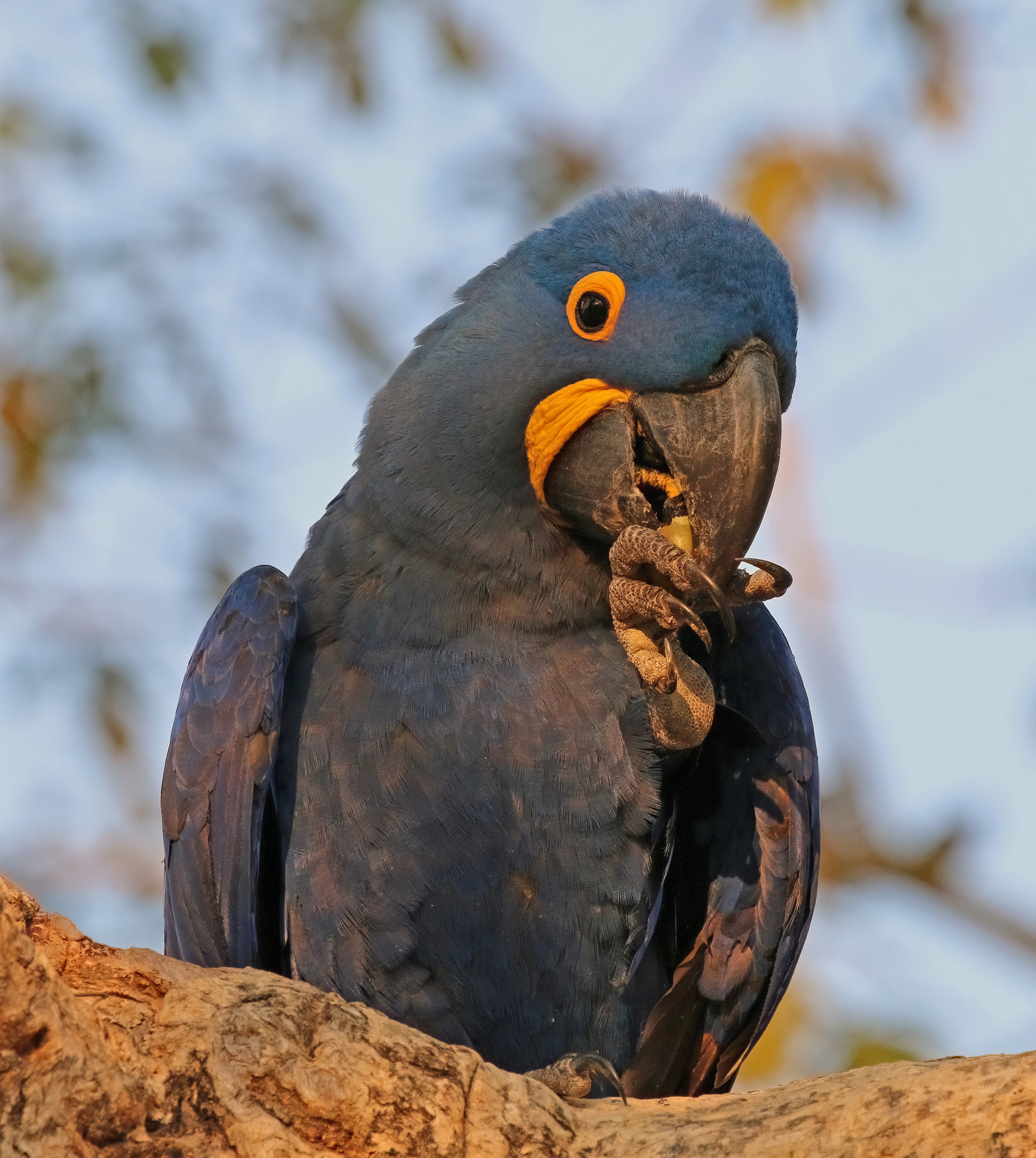
Ара гіацинтовий (Anodorhynchus hyacinthinus)
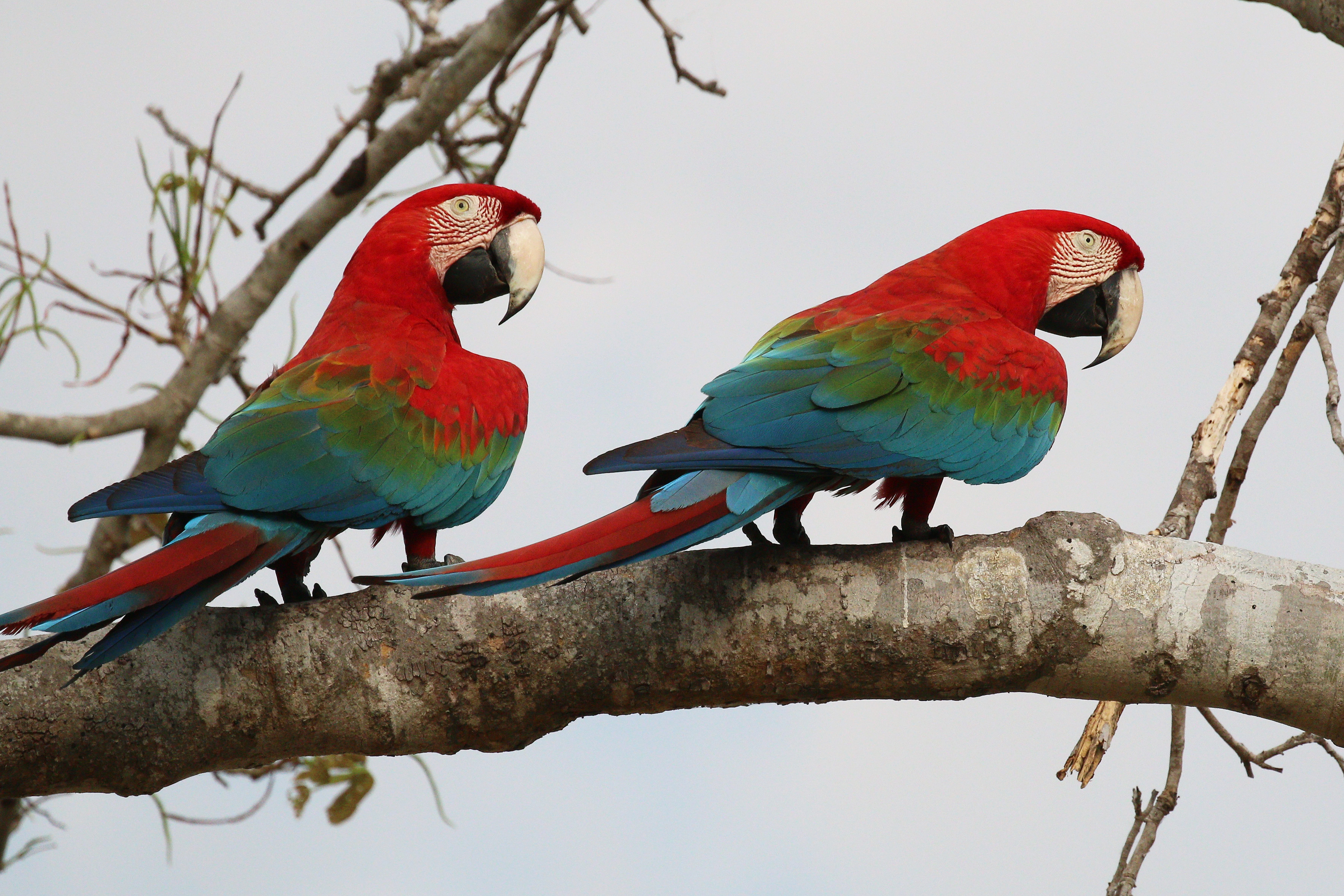
Ара червоно-зелений (Ara chloropterus)
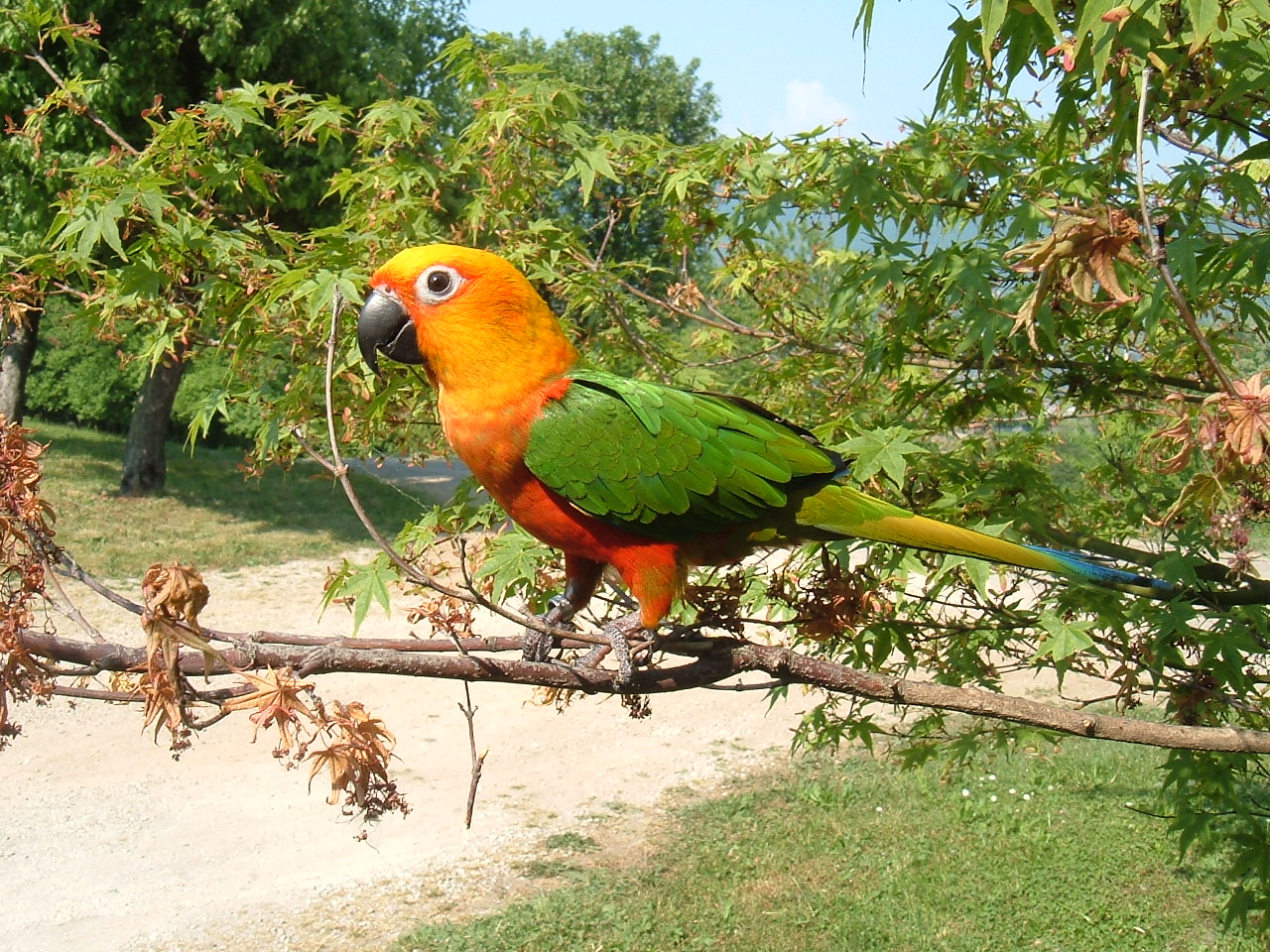
Аратинга вогнистогрудий (Aratinga jandaya)
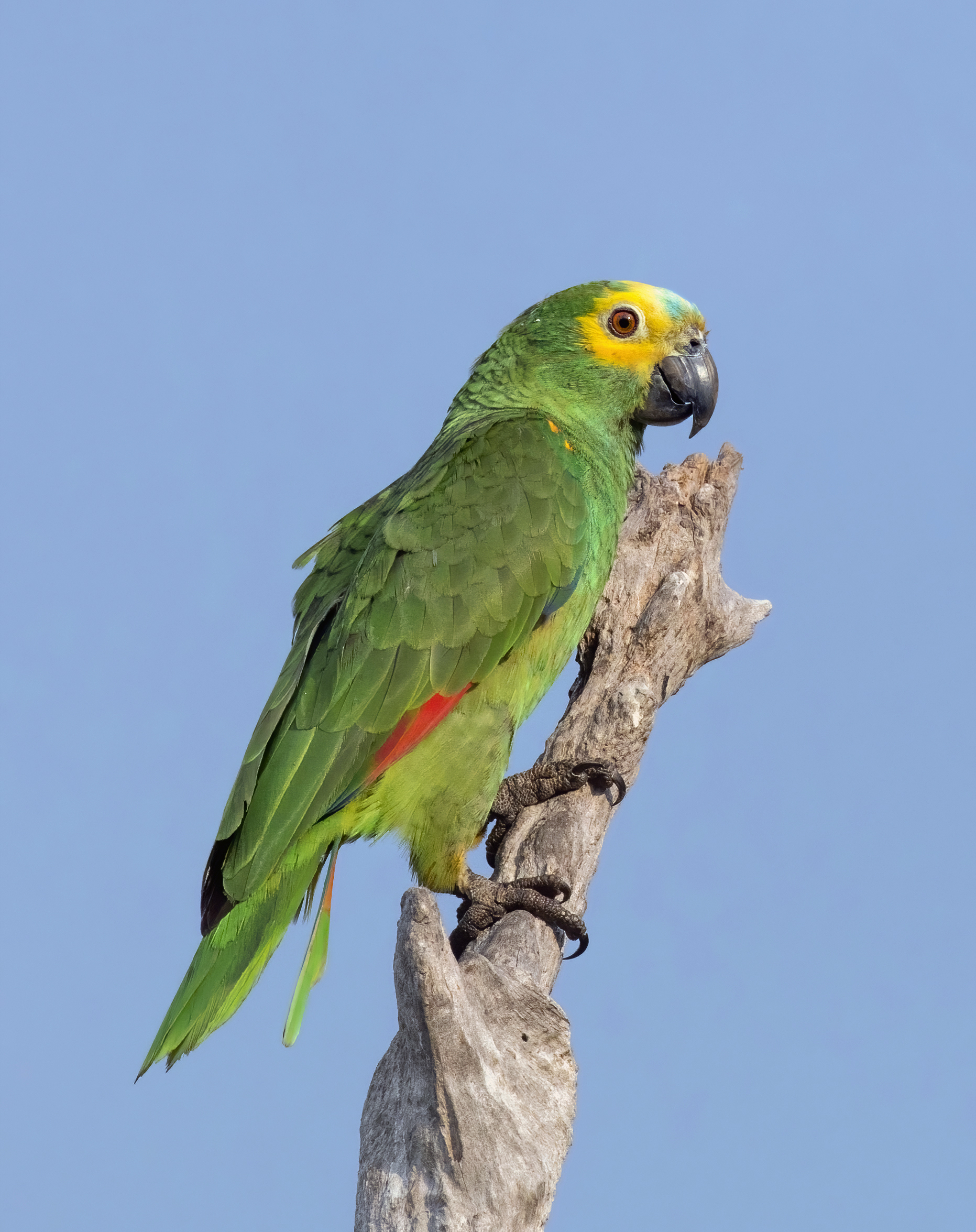
Амазон синьолобий (Amazona aestiva)
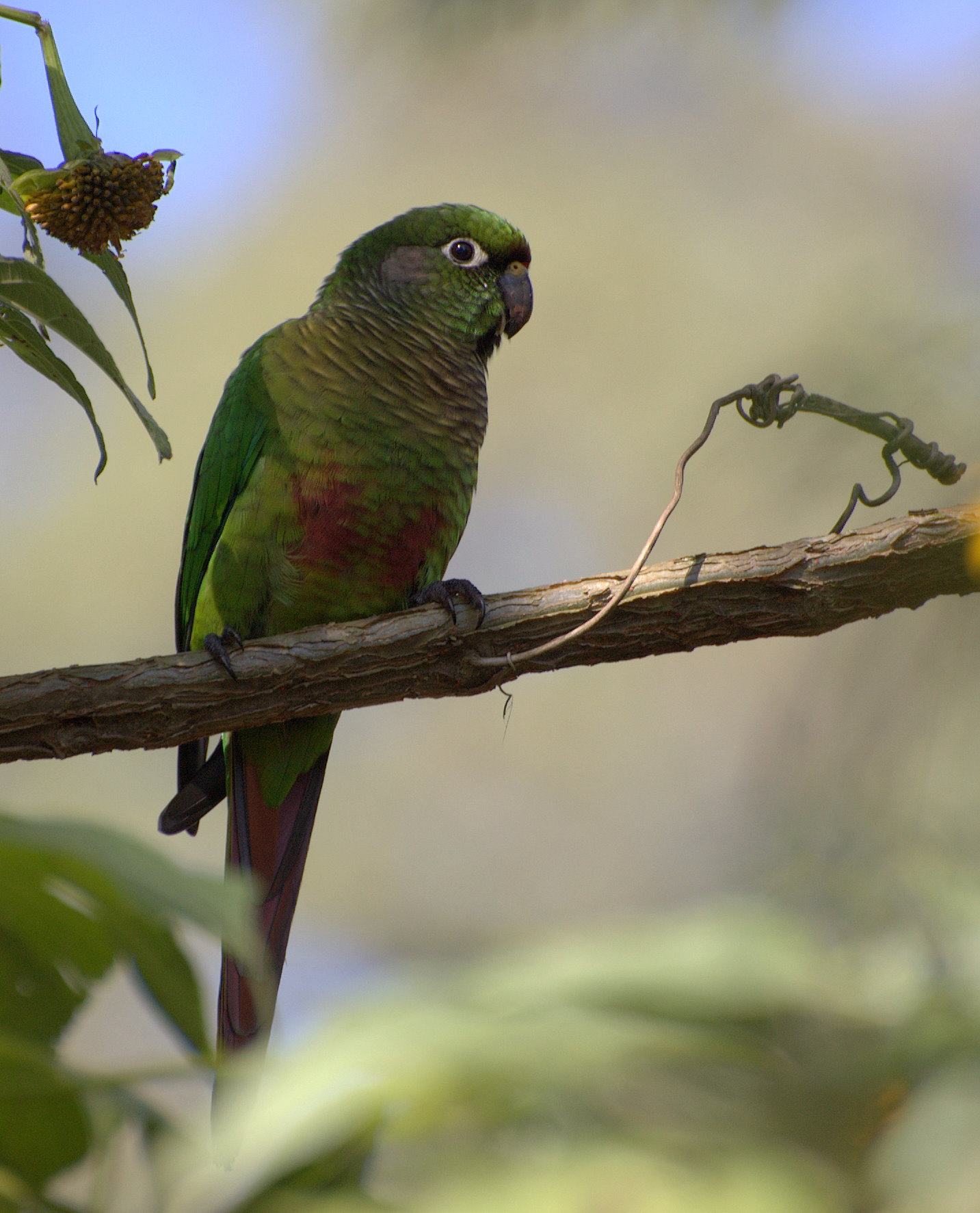
Котора рудочеревий (Pyrrhura frontalis)
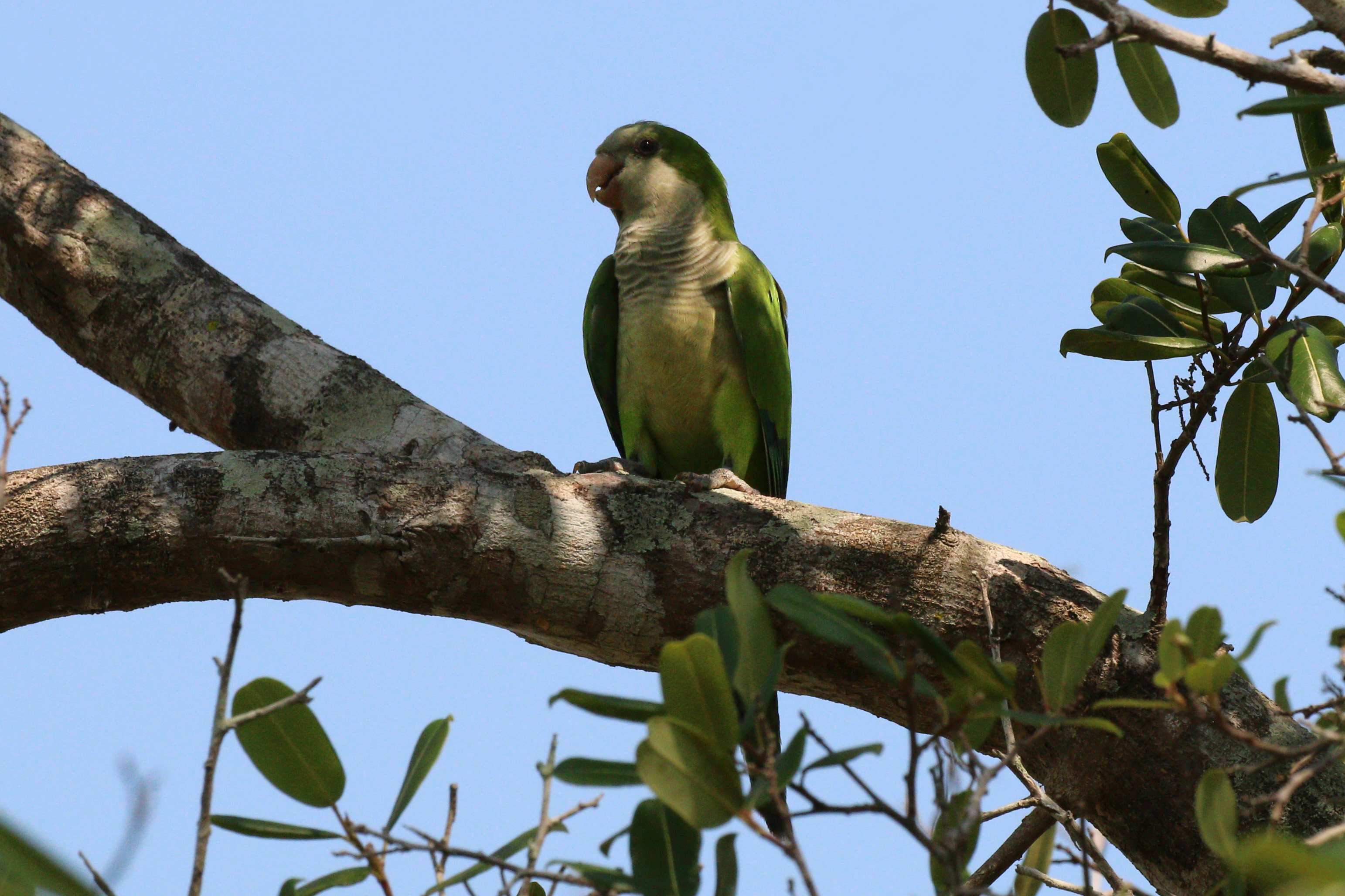
Калита сіроволий (Myiopsitta monachus)
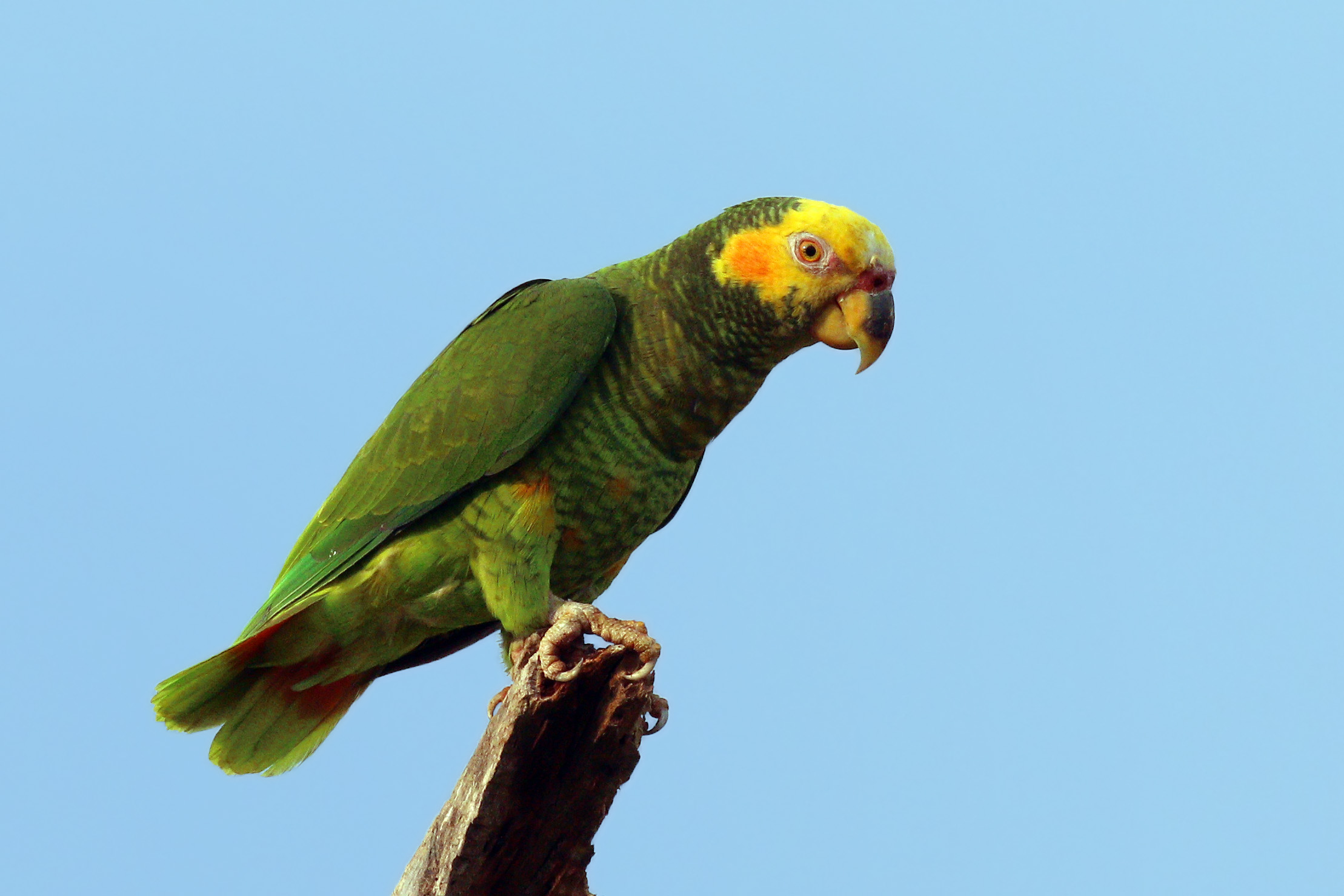
Амазон жовточеревий (Alipiopsitta xanthops)

## Горобцеподібні(Passeriformes)

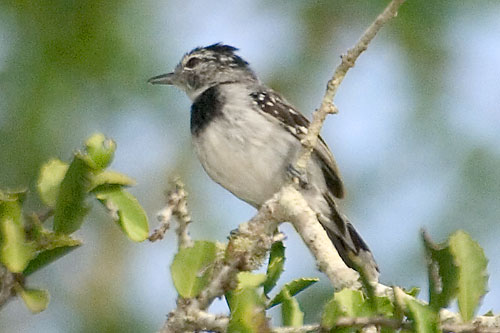
Каатинга смугастовола (Herpsilochmus pectoralis)

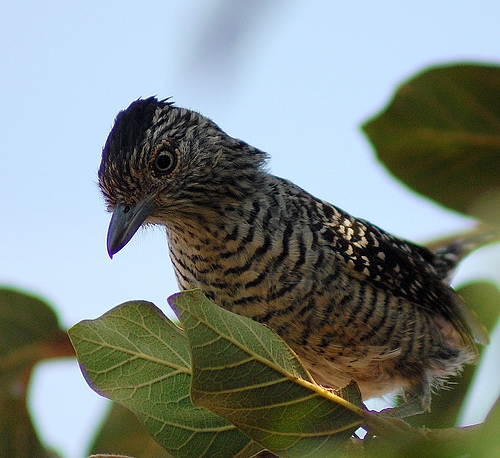
Сорокуш смугастий (Thamnophilus doliatus)

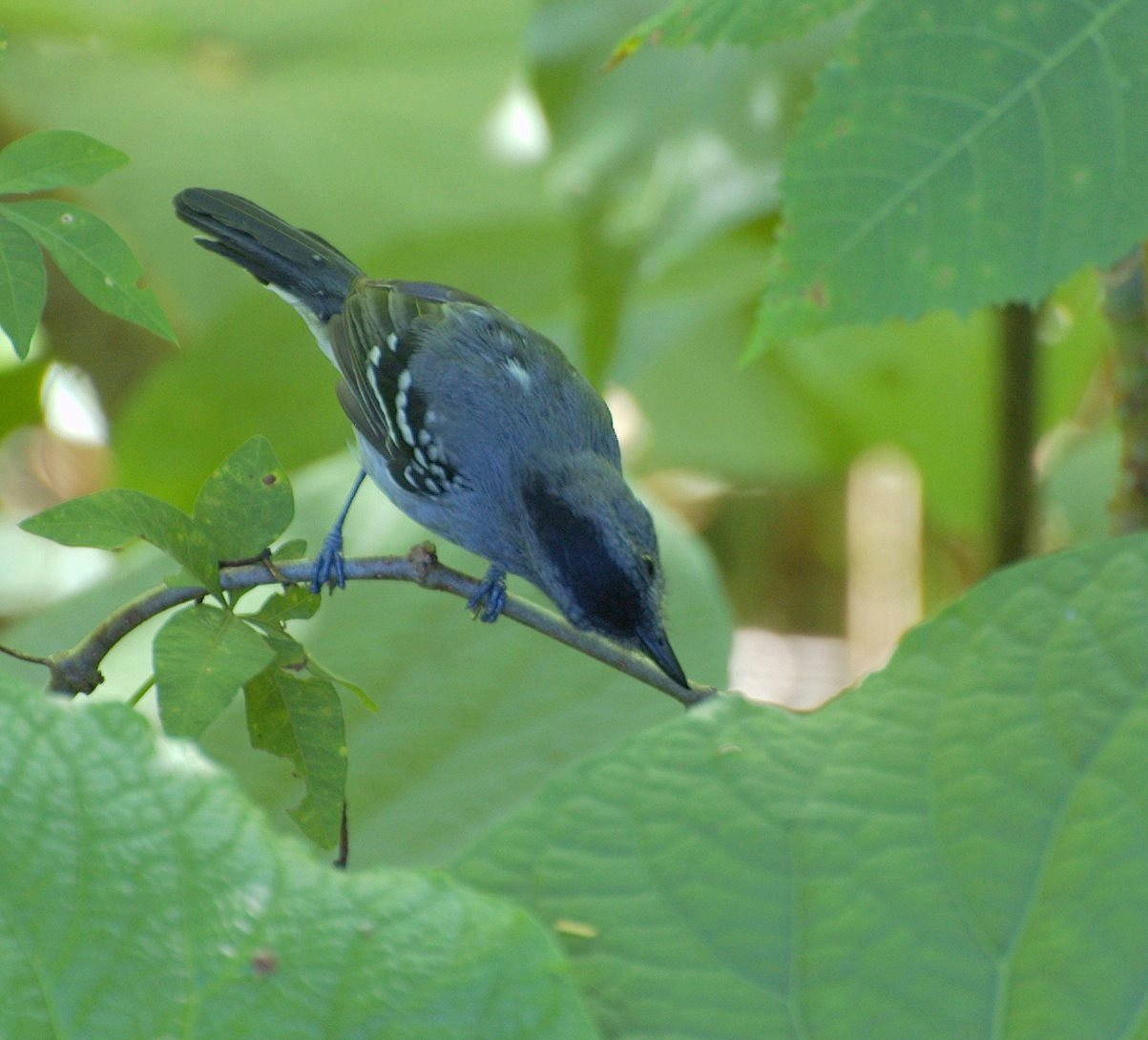
Сорокуш сірий (Thamnophilus caerulescens)

### Родина:Сорокушові(Thamnophilidae)
- Мурахолюб жовточеревий, Euchrepomis humeralis
- Мурахолюб червоногузий, Euchrepomis spodioptila
- Колючник смугастий, Cymbilaimus lineatus
- Колючник чубатий, Cymbilaimus sanctaemariae
- Кущівник плямистий, Hypoedaleus guttatus
- Батара, Batara cinerea
- Кущівник довгохвостий, Mackenziaena leachii
- Кущівник червоноокий, Mackenziaena severa
- Кущівник-чубань східний, Frederickena viridis
- Кущівник-чубань західний, Frederickena unduliger
- Кущівник-чубань перуанський, Frederickena fulva
- Тараба, Taraba major
- Сорокуш-малюк північний, Sakesphorus canadensis
- Сорокуш-малюк чорний, Sakesphorus luctuosus (E)
- Каатинга східна, Radinopsyche sellowi (E)
- Сорокуш білобородий, Biatas nigropectus  VU
- Сорокуш смугастий, Thamnophilus doliatus
- Сорокуш рудоголовий, Thamnophilus ruficapillus
- Сорокуш бразильський, Thamnophilus torquatus
- Сорокуш рудоспинний, Thamnophilus palliatus
- Сорокуш чорноголовий, Thamnophilus schistaceus
- Сорокуш сріблястий, Thamnophilus murinus
- Сорокуш білоспинний, Thamnophilus cryptoleucus
- Сорокуш сірочеревий, Thamnophilus nigrocinereus
- Сорокуш плямистий, Thamnophilus punctatus
- Сорокуш світлогорлий, Thamnophilus stictocephalus
- Сорокуш болівійський, Thamnophilus sticturus
- Сорокуш східний, Thamnophilus pelzelni (E)
- Сорокуш прибережний, Thamnophilus ambiguus (E)
- Сорокуш сірий, Thamnophilus caerulescens
- Сорокуш білоплечий, Thamnophilus aethiops
- Сорокуш-малюк білоплечий, Thamnophilus melanothorax
- Сорокуш амазонійський, Thamnophilus amazonicus
- Сорокуш венесуельський, Thamnophilus insignis
- Сорокуш перуанський, Thamnophilus divisorius
- Кадук перлистогорлий, Rhopias gularis (E)
- Кущівник перлистий, Megastictus margaritatus
- Кущівник чорний, Neoctantes niger
- Clytoctantes atrogularis(інші мови) (E)  VU
- Сорокуш-малюк бразильський, Sakesphoroides cristatus (E)
- Sakesphoroides niedeguidonae
- Батарито плямистоволий, Dysithamnus stictothorax (E)  NT
- Батарито лісовий, Dysithamnus mentalis
- Батарито бразильський, Dysithamnus xanthopterus (E)
- Батарито прибережний, Dysithamnus plumbeus (E)  VU
- Кущівник сірий, Thamnomanes ardesiacus
- Кущівник чорногорлий, Thamnomanes saturninus
- Кущівник шиферний, Thamnomanes caesius
- Кущівник західний, Thamnomanes schistogynus
- Кадук плямистохвостий, Isleria hauxwelli
- Кадук рудочеревий, Isleria guttata
- Кущівник-тонкодзьоб, Pygiptila stellaris
- Кадук блідий, Epinecrophylla gutturalis
- Кадук білоокий, Epinecrophylla leucophthalma
- Кадук перуанський, Epinecrophylla haematonota
- Epinecrophylla amazonica
- Кадук чорногорлий, Epinecrophylla ornata
- Кадук рудохвостий, Epinecrophylla erythrura
- Кадук карликовий, Myrmotherula brachyura
- Кадук панамський, Myrmotherula ignota
- Кадук жовтогорлий, Myrmotherula ambigua
- Кадук жовточеревий, Myrmotherula sclateri
- Кадук смугастий, Myrmotherula surinamensis
- Кадук чагарниковий, Myrmotherula multostriata
- Кадук венесуельський, Myrmotherula cherriei
- Кадук річковий, Myrmotherula klagesi (E)  VU
- Кадук білобокий, Myrmotherula axillaris
- Кадук сунський, Myrmotherula sunensis
- Кадук малий, Myrmotherula minor (E)  VU
- Кадук амазонійський, Myrmotherula longipennis
- Кадук виноградний, Myrmotherula urosticta (E)  VU
- Кадук бразильський, Myrmotherula iheringi
- Кадук чорночеревий, Myrmotherula fluminensis (E)
- Кадук ріо-грандський, Myrmotherula unicolor (E)
- Кадук алагоазький, Myrmotherula snowi (E)  CR
- Кадук чорногрудий, Myrmotherula behni
- Кадук сивий, Myrmotherula menetriesii
- Кадук сірий, Myrmotherula assimilis
- Кадук жовтосмугий, Dichrozona cincta
- Кадук світлобровий, Myrmorchilus strigilatus
- Каатинга бразильська, Herpsilochmus praedictus (E)
- Каатинга арипуанська, Herpsilochmus stotzi (E)
- Каатинга чорноголова, Herpsilochmus atricapillus
- Каатинга білоброва, Herpsilochmus pileatus (E)  VU
- Каатинга сива, Herpsilochmus sticturus
- Каатинга гвіанська, Herpsilochmus stictocephalus
- Каатинга сіра, Herpsilochmus dorsimaculatus
- Каатинга попеляста, Herpsilochmus roraimae
- Каатинга смугастовола, Herpsilochmus pectoralis (E)  VU
- Каатинга великодзьоба, Herpsilochmus longirostris
- Herpsilochmus frater
- Каатинга рудокрила, Herpsilochmus rufimarginatus
- Каатинга плямистокрила, Microrhopias quixensis
- Рестинга бразильська, Formicivora iheringi (E)  NT
- Рестинга чорноголова, Formicivora erythronotos (E)  EN
- Рестинга бура, Formicivora grisea
- Рестинга гірська, Formicivora serrana (E)
- Рестинга чорночерева, Formicivora melanogaster
- Рестинга руда, Formicivora rufa
- Рестинга скельна, Formicivora grantsaui (E)  EN
- Рестинга паранайська, Formicivora acutirostris (E)  NT
- Тілугі рудий, Drymophila ferruginea (E)
- Тілугі бамбуковий, Drymophila rubricollis
- Тілугі рудохвостий, Drymophila genei (E)
- Тілугі бразильський, Drymophila ochropyga (E)  NT
- Тілугі сірохвостий, Drymophila malura
- Тілугі строкатий, Drymophila squamata (E)
- Тілугі строкатоголовий, Drymophila devillei
- Мурав'янка-прудкокрил співоча, Hypocnemis cantator
- Мурав'янка-прудкокрил рудобока, Hypocnemis flavescens
- Мурав'янка-прудкокрил перуанська, Hypocnemis peruviana
- Мурав'янка-прудкокрил жовтовола, Hypocnemis subflava
- Мурав'янка-прудкокрил манікорська, Hypocnemis rondoni (E)
- Мурав'янка-прудкокрил рондонійська, Hypocnemis ochrogyna
- Мурав'янка-прудкокрил паранська, Hypocnemis striata (E)
- Мурав'янка-прудкокрил жовтоброва, Hypocnemis hypoxantha
- Мурахолюб рудочеревий, Terenura sicki (E)  CR
- Мурахолюб строкатоголовий, Terenura maculata
- Ману шиферний, Cercomacroides laeta
- Ману тирановий, Cercomacroides tyrannina
- Ману чорний, Cercomacroides serva
- Ману темний, Cercomacroides nigrescens
- Ману береговий, Cercomacroides fuscicauda
- Ману перуанський, Cercomacra manu
- Ману сірий, Cercomacra cinerascens
- Ману бразильський, Cercomacra brasiliana (E)  NT
- Ману південний, Cercomacra melanaria
- Ману річковий, Cercomacra ferdinandi (E)
- Ману вузькодзьобий, Cercomacra carbonaria  CR
- Pyriglena maura
- Pyriglena similis (E)
- Вогнеок західний, Pyriglena leuconota (E)
- Вогнеок багійський, Pyriglena atra (E)  EN
- Вогнеок східний, Pyriglena leucoptera
- Гевара, Rhopornis ardesiacus (E)  EN
- Гормігуеро білобровий, Myrmoborus leucophrys
- Гормігуеро білочеревий, Myrmoborus lugubris
- Гормігуеро чорнощокий, Myrmoborus myotherinus
- Гормігуеро чорний, Myrmoborus melanurus  VU
- Аляпі чубатий, Myrmoborus lophotes
- Мурав'янка-струмовик північна, Hypocnemoides melanopogon
- Мурав'янка-струмовик південна, Hypocnemoides maculicauda
- Myrmochanes hemileucus
- Аляпі сріблястий, Sclateria naevia
- Аляпі рудоголовий, Percnostola rufifrons
- Покривник білоплечий, Percnostola melanoceps
- Покривник червоноокий, Percnostola goeldii
- Покривник темний, Percnostola fortis
- Покривник амазонійський, Myrmelastes hyperythrus
- Аляпі темний, Myrmelastes schistaceus
- Аляпі рораїманський, Myrmelastes saturatus
- Аляпі плямистокрилий, Myrmelastes leucostigma
- Аляпі гумаїтський, Myrmelastes humaythae
- Аляпі бразильський, Myrmelastes rufifacies (E)
- Аляпі венесуельський, Myrmelastes caurensis
- Покривник білочеревий, Myrmeciza longipes
- Покривник бурохвостий, Sciaphylax hemimelaena
- Покривник чорнощокий, Myrmoderus ferrugineus
- Покривник прибережний, Myrmoderus ruficauda (E)  EN
- Покривник біловолий, Myrmoderus loricatus (E)
- Покривник бразильський, Myrmoderus squamosus (E)
- Покривник сірий, Aprositornis disjuncta
- Покривник чорногорлий, Myrmophylax atrothorax
- Покривник сірочеревий, Ammonastes pelzelni
- Мурав'янка сірочерева, Myrmornis torquata
- Аракура білочуба, Pithys albifrons
- Мурав'янка білощока, Gymnopithys leucaspis
- Мурав'янка рудогорла, Gymnopithys rufigula
- Мурав'янка сиза, Oneillornis salvini
- Окулярек чорноголовий, Rhegmatorhina gymnops (E)
- Окулярек масковий, Rhegmatorhina berlepschi (E)
- Окулярек білощокий, Rhegmatorhina hoffmannsi (E)
- Окулярек рудочубий, Rhegmatorhina cristata
- Окулярек волосочубий, Rhegmatorhina melanosticta
- Мурав'янка-куцохвіст гвіанська, Hylophylax naevius
- Мурав'янка-куцохвіст цяткована, Hylophylax punctulatus
- Мурав'янка-куцохвіст велика, Willisornis poecilinotus
- Мурав'янка-куцохвіст бразильська, Willisornis vidua (E)
- Рудоок плямистий, Phlegopsis nigromaculata
- Рудоок чорний, Phlegopsis erythroptera
- Окулярек білолобий, Phlegopsis borbae (E)

### Родина:Melanopareiidae
- Тапакуло північний, Melanopareia torquata

### Родина:Гусеницеїдові(Conopophagidae)

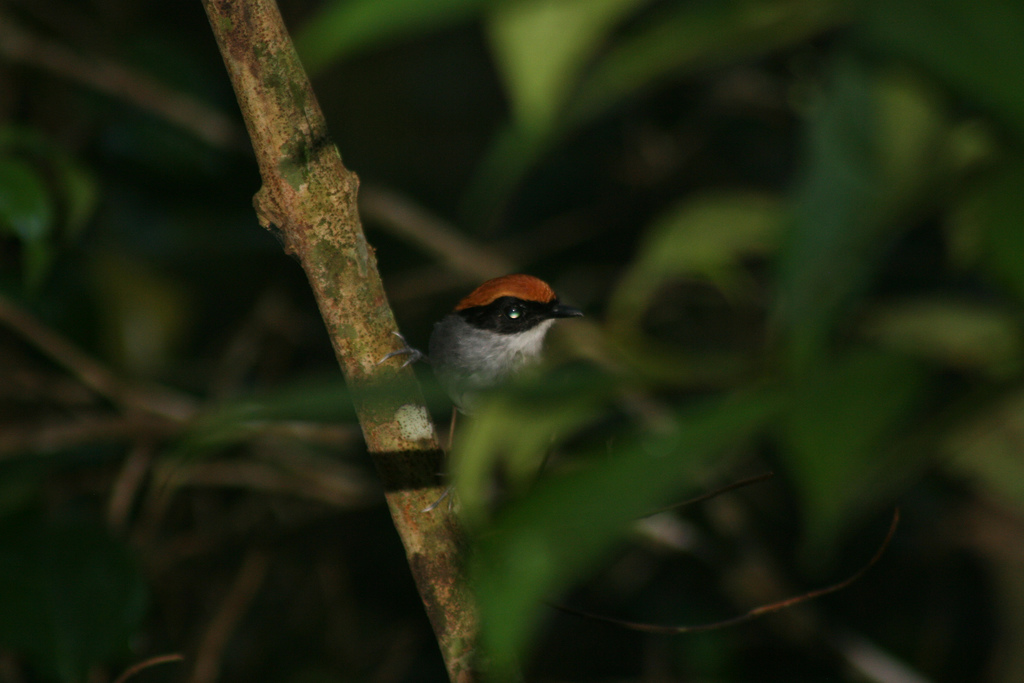
Гусеницеїд чорнощокий (Conopophaga melanops)

- Гусеницеїд чорночеревий, Conopophaga melanogaster (E)
- Гусеницеїд чорнощокий, Conopophaga melanops (E)
- Гусеницеїд золотистий, Conopophaga aurita
- Гусеницеїд сірошиїй, Conopophaga peruviana
- Гусеницеїд бразильський, Conopophaga cearae (E)
- Гусеницеїд чорноголовий, Conopophaga roberti (E)
- Гусеницеїд рудий, Conopophaga lineata

### Родина:Grallariidae
- Мурашниця королівська, Grallaria varia
- Мурашниця прудка, Grallaria eludens
- Мурашниця аргентинська, Cryptopezus nattereri
- Мурашниця білоброва, Hylopezus ochroleucus (E)  NT
- Мурашниця плямиста, Hylopezus macularius
- Мурашниця бразильська, Hylopezus whittakeri (E)
- Мурашниця паранська, Hylopezus paraensis (E)
- Мурашниця амазонійська, Hylopezus berlepschi
- Торорої малий, Myrmothera campanisona
- Торорої великий, Myrmothera simplex
- Торорої тапайоський, Myrmothera subcanescens (E)

### Родина:Галітові(Rhinocryptidae)
- Тапакуло бамбуковий, Psilorhamphus guttatus  NT
- Тапакуло каштановий, Liosceles thoracicus
- Макуквіно малий, Merulaxis ater (E)  NT
- Макуквіно великий, Merulaxis stresemanni (E)  CR
- Тапакуло рудобокий, Eleoscytalopus psychopompus (E)  EN
- Тапакуло біловолий, Eleoscytalopus indigoticus (E)  NT
- Тапакуло болотяний, Scytalopus iraiensis (E)  EN
- Scytalopus diamantinensis (E)
- Тапакуло бразильський, Scytalopus novacapitalis (E)  NT
- Scytalopus petrophilus (E)
- Scytalopus pachecoi
- Scytalopus gonzagai (E)
- Тапакуло аргентинський, Scytalopus speluncae (E)

### Родина:Мурахоловові(Formicariidae)
- Мурахолов рудоголовий, Formicarius colma
- Мурахолов рудошиїй, Formicarius analis
- Мурахолов рудолобий, Formicarius rufifrons
- Товака бурогуза, Chamaeza campanisona
- Товака велика, Chamaeza nobilis
- Товака-самітник, Chamaeza meruloides (E)
- Товака рудохвоста, Chamaeza ruficauda

### Родина:Горнерові(Furnariidae)

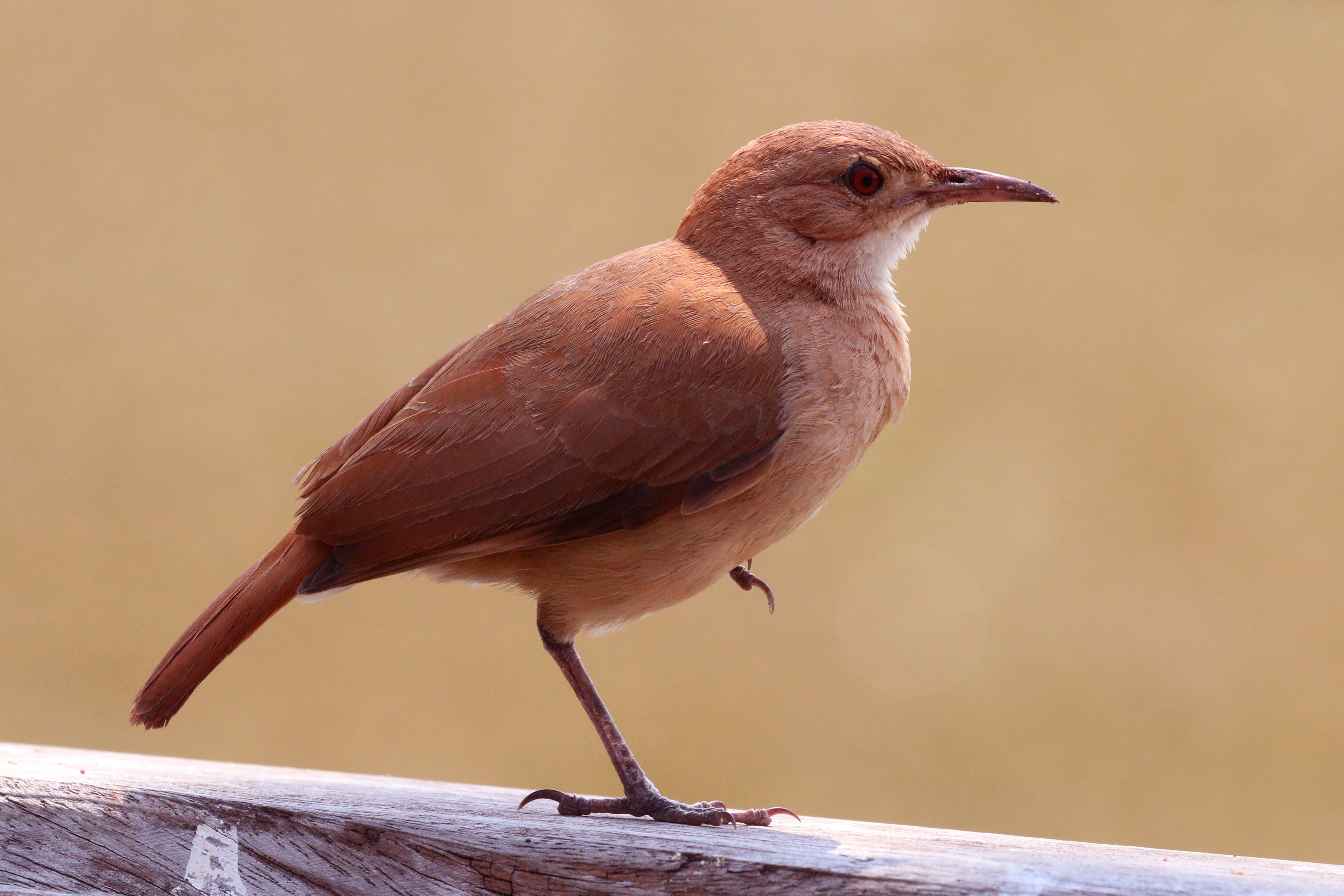
Горнеро рудий (Furnarius rufus)

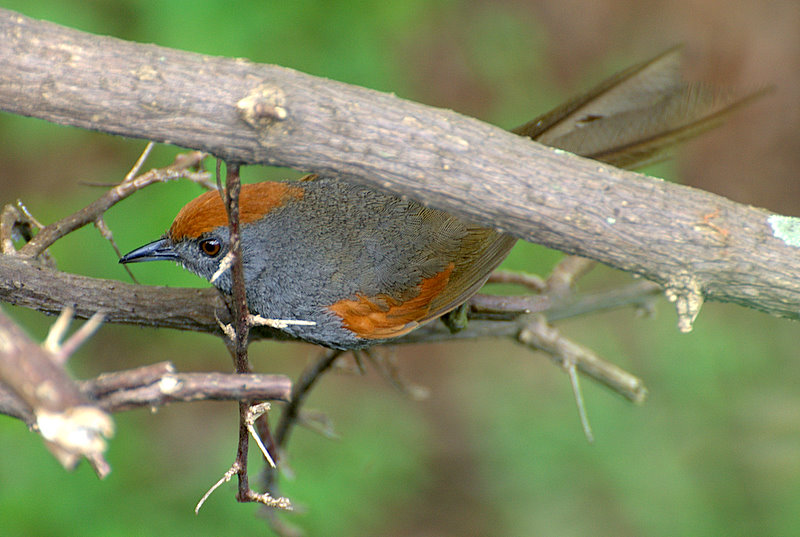
Пію аргентинський (Synallaxis spixi)

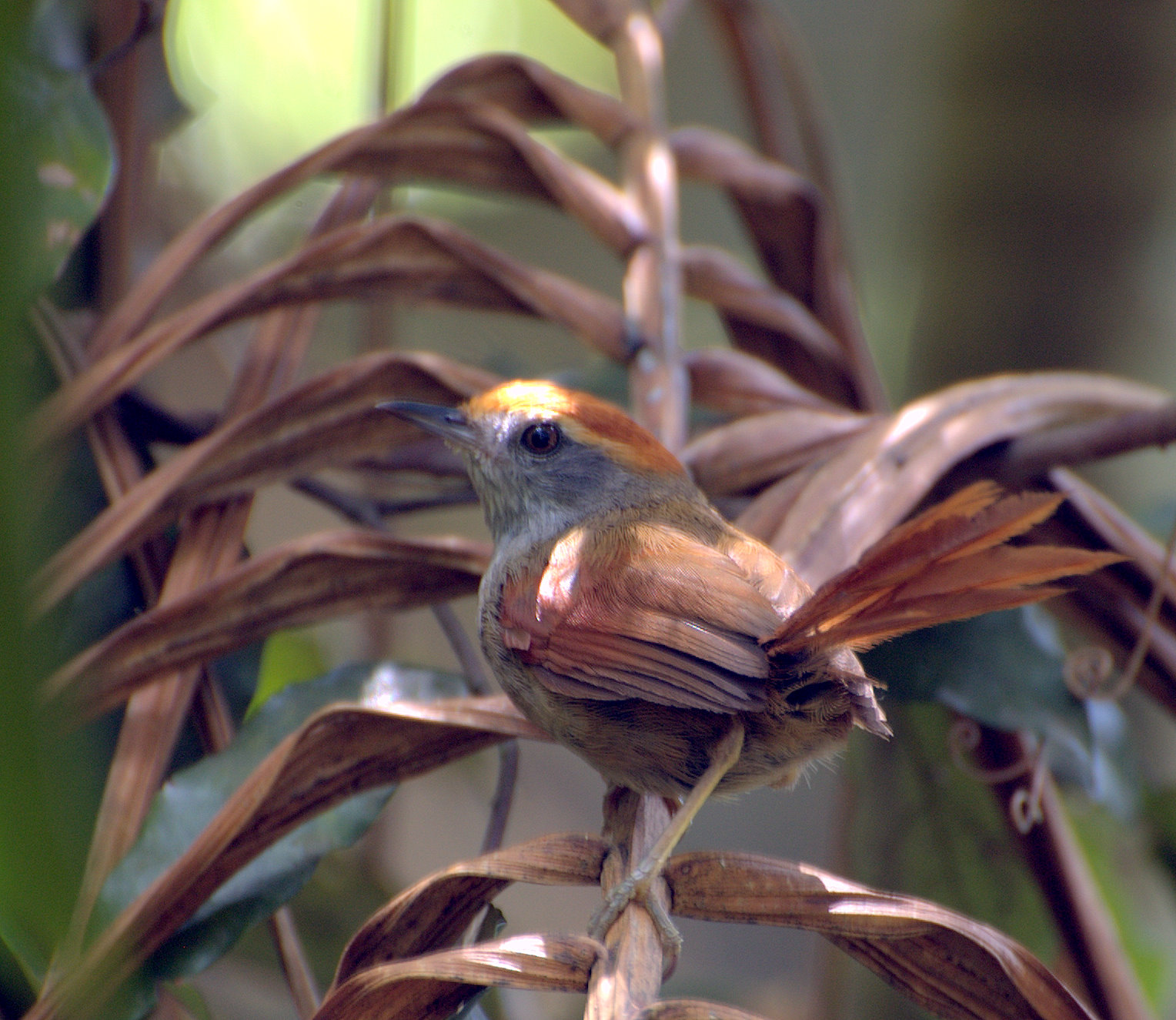
Пію рудоголовий (Synallaxis ruficapilla)

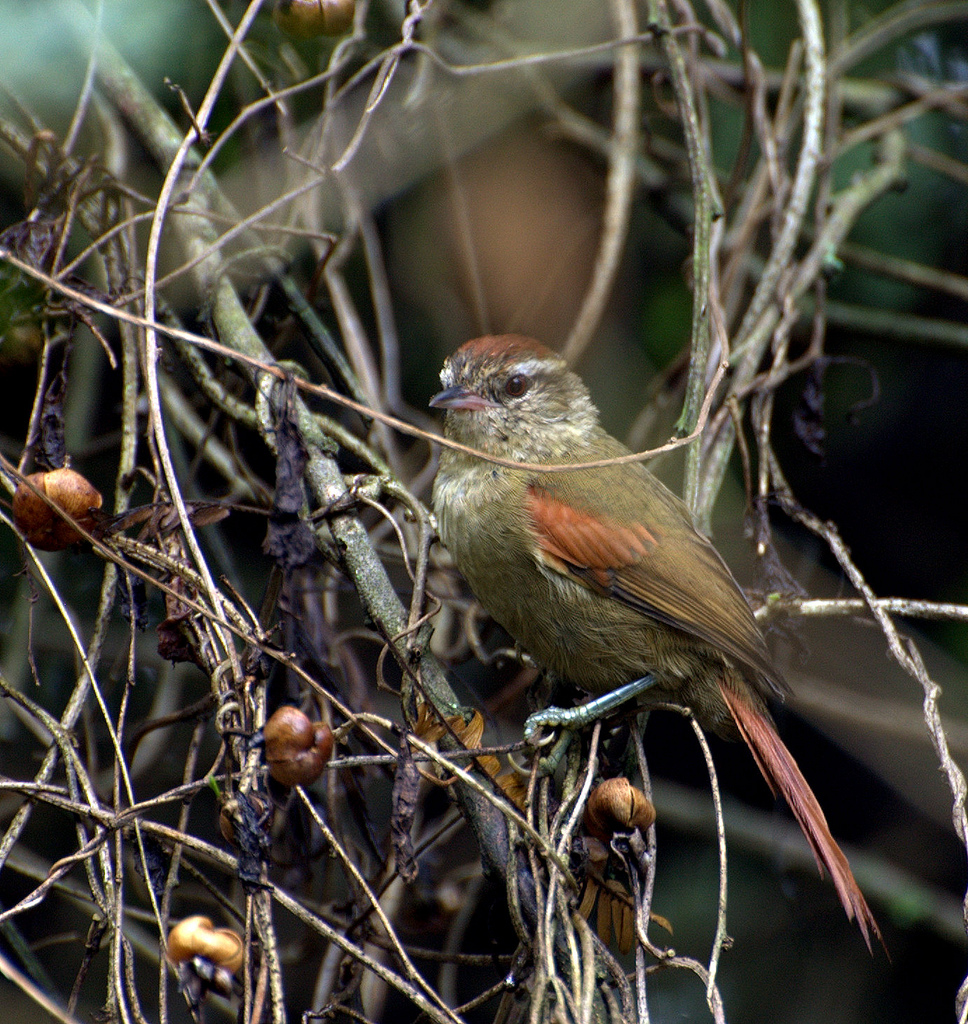
Курутія бліда (Cranioleuca pallida)

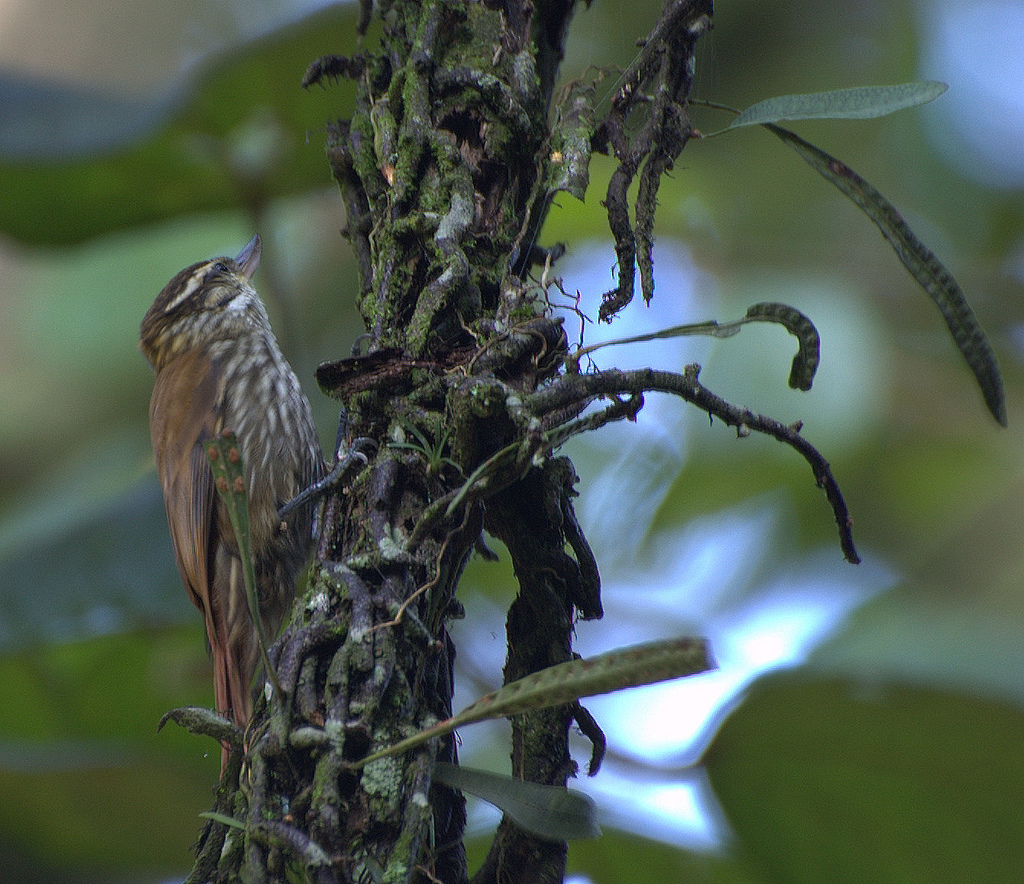
Піколезна руда (Xenops rutilans)

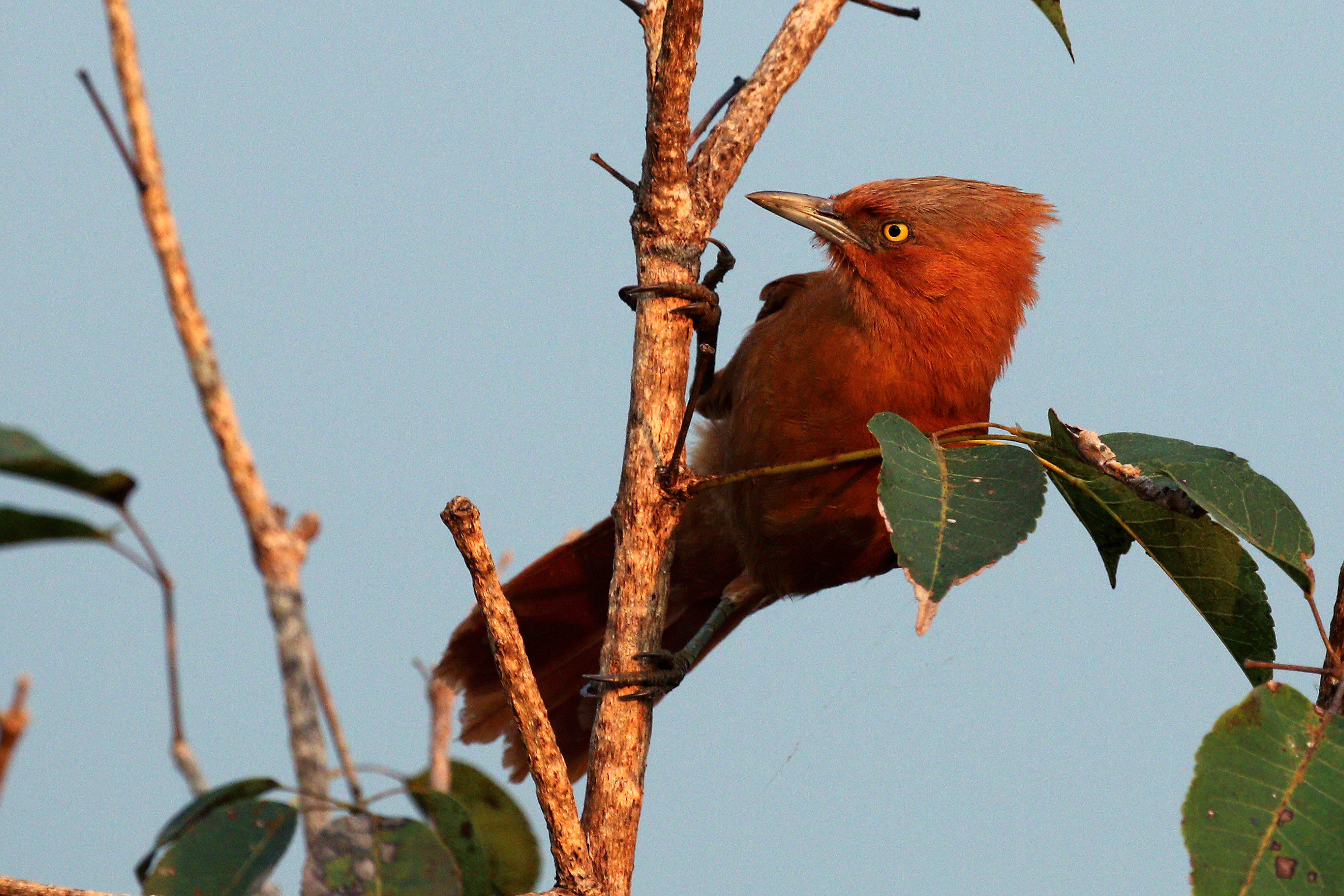
Качолота сірочуба (Pseudoseisura unirufa)

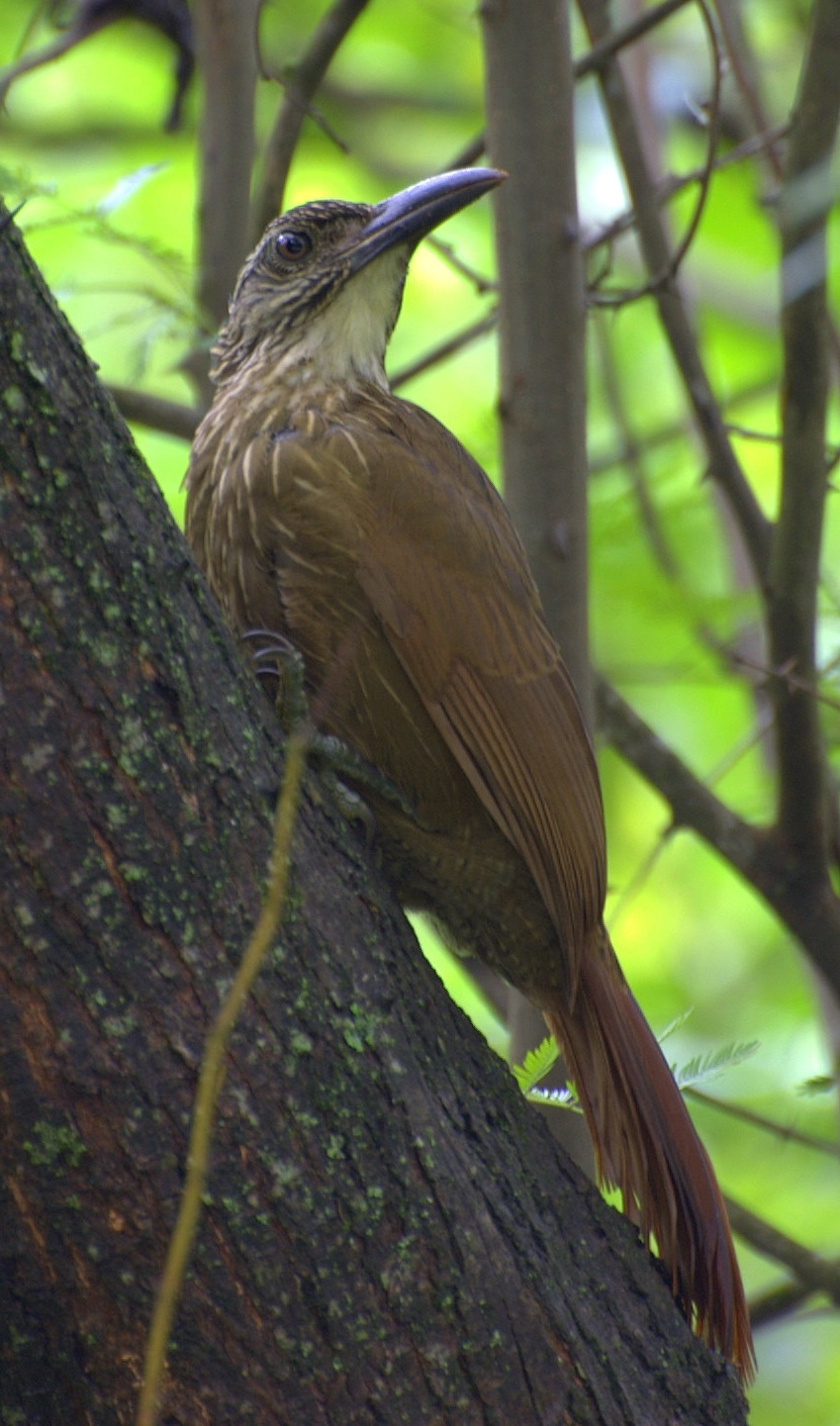
Дереволаз-міцнодзьоб бурий (Xiphocolaptes albicollis)

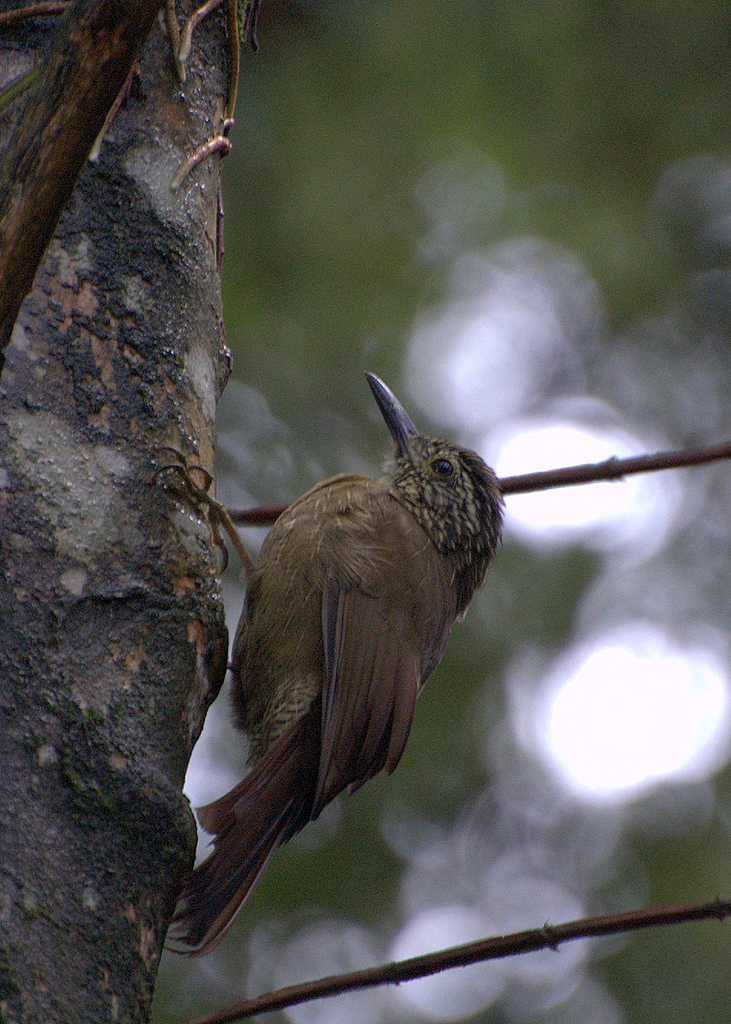
Дереволаз плоскодзьобий (Dendrocolaptes platyrostris)

- Листовик бурий, Sclerurus obscurior
- Листовик короткодзьобий, Sclerurus rufigularis
- Листовик білогорлий, Sclerurus caudacutus
- Листовик сірогорлий, Sclerurus albigularis
- Листовик бразильський, Sclerurus scansor
- Землекоп світлочеревий, Geositta cunicularia
- Землекоп бразильський, Geositta poeciloptera  VU
- Дереволаз-довгохвіст малий, Certhiasomus stictolaemus
- Дереволаз оливковий, Sittasomus griseicapillus
- Дереволаз-довгохвіст великий, Deconychura longicauda
- Грімпар білогорлий, Dendrocincla merula
- Грімпар сірощокий, Dendrocincla fuliginosa
- Грімпар бурий, Dendrocincla turdina
- Дереволаз-долотодзьоб, Glyphorynchus spirurus
- Дереволаз світлодзьобий, Dendrexetastes rufigula
- Дереволаз білогорлий, Nasica longirostris
- Дереволаз підкоришниковий, Dendrocolaptes certhia
- Дереволаз строкатощокий, Dendrocolaptes picumnus
- Дереволаз чорнодзьобий, Dendrocolaptes hoffmannsi (E)
- Дереволаз плоскодзьобий, Dendrocolaptes platyrostris
- Дереволаз-червонодзьоб смугасточеревий, Hylexetastes stresemanni
- Дереволаз-червонодзьоб східний, Hylexetastes perrotii
- Дереволаз-червонодзьоб бразильський, Hylexetastes uniformis
- Дереволаз-червонодзьоб паранський, Hylexetastes brigidai (Е)
- Дереволаз-міцнодзьоб середній, Xiphocolaptes promeropirhynchus
- Дереволаз-міцнодзьоб біловусий, Xiphocolaptes falcirostris (E)  VU
- Дереволаз-міцнодзьоб бурий, Xiphocolaptes albicollis
- Дереволаз-міцнодзьоб великий, Xiphocolaptes major
- Кокоа смугастошиїй, Xiphorhynchus obsoletus
- Кокоа сеарський, Xiphorhynchus atlanticus (E)
- Кокоа малий, Xiphorhynchus fuscus
- Кокоа леопардовий, Xiphorhynchus pardalotus
- Кокоа колумбійський, Xiphorhynchus ocellatus
- Кокоа плямистоголовий, Xiphorhynchus chunchotambo
- Кокоа західний, Xiphorhynchus elegans
- Кокоа амазонійський, Xiphorhynchus spixii (E)
- Кокоа жовтогорлий, Xiphorhynchus guttatus
- Кокоа світлодзьобий, Dendroplex picus
- Кокоа каштановий, Dendroplex kienerii
- Дереволаз-серподзьоб середній, Campylorhamphus trochilirostris
- Дереволаз-серподзьоб темнолобий, Campylorhamphus falcularius
- Дереволаз-серподзьоб амазонійський, Campylorhamphus procurvoides
- Дереволаз-шабледзьоб, Drymornis bridgesii
- Дереволаз строкатоголовий, Lepidocolaptes souleyetii
- Дереволаз вузькодзьобий, Lepidocolaptes angustirostris
- Дереволаз білогрудий, Lepidocolaptes squamatus (E)
- Дереволаз південний, Lepidocolaptes falcinellus
- Дереволаз дуїданський, Lepidocolaptes duidae
- Дереволаз амазонійський, Lepidocolaptes albolineatus
- Дереволаз інамбарійський, Lepidocolaptes fatimalimae
- Дереволаз смугастий, Lepidocolaptes fuscicapillus
- Піколезна тонкодзьоба, Xenops tenuirostris
- Піколезна мала, Xenops minutus
- Піколезна руда, Xenops rutilans
- Пальмолаз, Berlepschia rikeri
- Піколезна рудохвоста, Microxenops milleri
- Землелаз аргентинський, Tarphonomus certhioides (V)
- Furnarius figulus(інші мови) (E)
- Furnarius leucopus(інші мови)
- Горнеро річковий, Furnarius torridus
- Furnarius minor(інші мови)
- Горнеро рудий, Furnarius rufus
- Потічник, Lochmias nematura
- Ротакоа, Phleocryptes melanops
- Очеретник криводзьобий, Limnornis curvirostris
- Трясохвіст довгохвостий, Cinclodes pabsti (E)
- Трясохвіст смугастокрилий, Cinclodes fuscus
- Філідор-великодзьоб бурий, Anabazenops dorsalis
- Філідор-великодзьоб білошиїй, Anabazenops fuscus (E)
- Піколезна велика, Megaxenops parnaguae (E)
- Cichlocolaptes leucophrus(інші мови) (E)
- Cichlocolaptes mazarbarnetti(інші мови) (E)  CR [5][6]
- Heliobletus contaminatus(інші мови)
- Філідор рудогузий, Philydor erythrocercum
- Філідор лісовий, Philydor novaesi (E)  EX
- Філідор чорноголовий, Philydor atricapillus
- Філідор рудочеревий, Philydor pyrrhodes
- Філідор рудохвостий, Anabacerthia ruficaudata
- Тікотіко білобровий, Anabacerthia amaurotis  NT
- Філідор вохристий, Anabacerthia lichtensteini
- Філідор білогорлий, Syndactyla rufosuperciliata
- Філідор коричневий, Syndactyla dimidiata
- Філідор-лісовик білогорлий, Syndactyla roraimae
- Анабат перуанський, Syndactyla ucayalae  NT
- Тікотіко смугастобокий, Ancistrops strigilatus
- Філідор золотолобий, Dendroma rufa
- Філідор іржастокрилий, Dendroma erythroptera
- Філідор рудий, Clibanornis rectirostris
- М'якохвіст бамбуковий, Clibanornis dendrocolaptoides  NT
- Філідор-лісовик іржастий, Clibanornis rubiginosus
- Філідор-лісовик рудочеревий, Automolus rufipileatus
- Філідор-лісовик червоноокий, Automolus melanopezus
- Філідор-лісовик вохристогорлий, Automolus ochrolaemus
- Філідор рископерий, Automolus subulatus
- Філідор-лісовик бурочеревий, Automolus infuscatus
- Філідор паранський, Automolus paraensis (E)
- Філідор пернамбуцький, Automolus lammi (E)
- Філідор-лісовик білоокий, Automolus leucophthalmus
- Сікора чубата, Leptasthenura platensis
- Сікора строката, Leptasthenura striolata (E)
- Сікора араукарієва, Leptasthenura setaria  NT
- М'якохвіст рудолобий, Phacellodomus rufifrons
- Phacellodomus sibilatrix
- М'якохвіст вохристоволий, Phacellodomus striaticollis
- М'якохвіст великий, Phacellodomus ruber
- М'якохвіст червоноокий, Phacellodomus erythrophthalmus (E)
- М'якохвіст іржастоволий, Phacellodomus ferrugineigula
- Анумбі смугастоголовий, Anumbius annumbi
- Анумбі чубатий, Coryphistera alaudina
- Канастеро короткодзьобий, Asthenes baeri
- Канастеро сірочеревий, Asthenes luizae (E)
- Канастеро блідий, Asthenes hudsoni
- Корпуана чагарникова, Asthenes moreirae (E)
- Канастеро малий, Asthenes pyrrholeuca (V)
- Acrobatornis fonsecai(інші мови) (E)  VU
- Жовтощок, Metopothrix aurantiaca
- Рораїмія, Roraimia adusta
- Кошикороб широкохвостий, Thripophaga macroura (E)  VU
- Кошикороб мінливий, Thripophaga fusciceps
- Очеретник прямодзьобий, Limnoctites rectirostris  NT
- Курутія жовтогорла, Limnoctites sulphuriferus
- Курутія рудоспинна, Cranioleuca vulpina
- Курутія світлощока, Cranioleuca vulpecula
- Курутія білоброва, Cranioleuca pyrrhophia
- Курутія парагвайська, Cranioleuca obsoleta
- Курутія бліда, Cranioleuca pallida (E)
- Курутія попеляста, Cranioleuca semicinerea (E)
- Курутія тепуйська, Cranioleuca demissa
- Курутія амазонійська, Cranioleuca gutturata
- Курутія бразильська, Cranioleuca muelleri (E)
- Spartonoica maluroides(інші мови)  NT
- Качолота рудочуба, Pseudoseisura cristata (E)
- Качолота сірочуба, Pseudoseisura unirufa
- Качолота чорночуба, Pseudoseisura lophotes
- Мочарник жовтогорлий, Certhiaxis cinnamomeus
- Мочарник річковий, Certhiaxis mustelinus
- Пію білочеревий, Mazaria propinqua
- Периліо, Schoeniophylax phryganophilus
- Пію вохристощокий, Synallaxis scutata
- Пію сірочеревий, Synallaxis cinerascens
- Пію гаянський, Synallaxis gujanensis
- Пію вохристогрудий, Synallaxis albilora
- Пію іржастокрилий, Synallaxis hellmayri (E)
- Пію рудоголовий, Synallaxis ruficapilla
- Пію багійський, Synallaxis cinerea (E)  NT
- Пію рівнинний, Synallaxis infuscata (E)  EN
- Пію бурий, Synallaxis macconnelli
- Пію масковий, Synallaxis cabanisi
- Пію бразильський, Synallaxis hypospodia
- Пію аргентинський, Synallaxis spixi
- Пію темноволий, Synallaxis albigularis
- Пію блідий, Synallaxis albescens
- Пію гайовий, Synallaxis frontalis
- Пію бранкійський, Synallaxis kollari  CR
- Пію темногузий, Synallaxis rutilans
- Пію рудогорлий, Synallaxis cherriei  NT

### Родина:Манакінові(Pipridae)

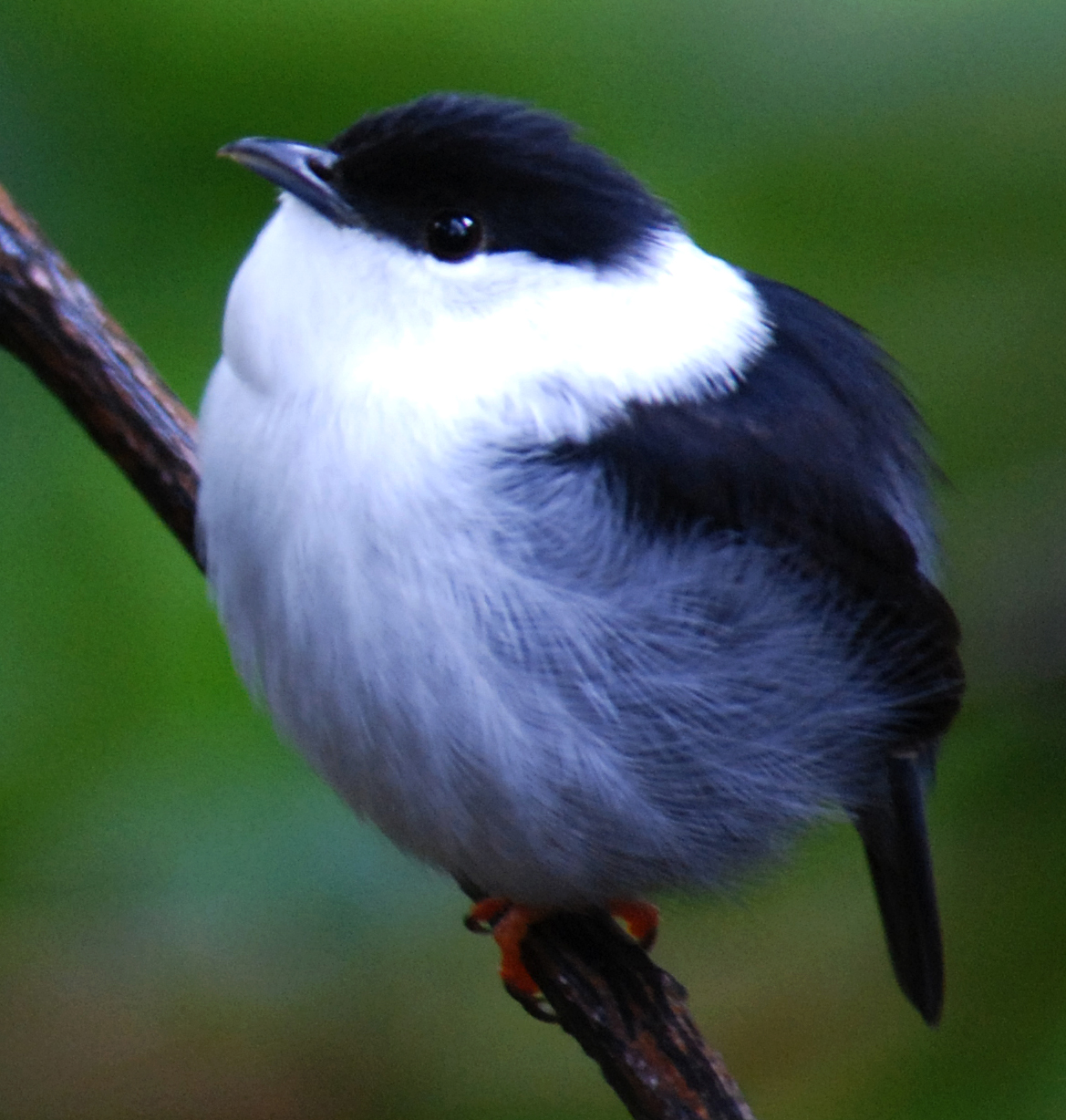
Манакін-короткокрил білочеревий (Manacus manacus)

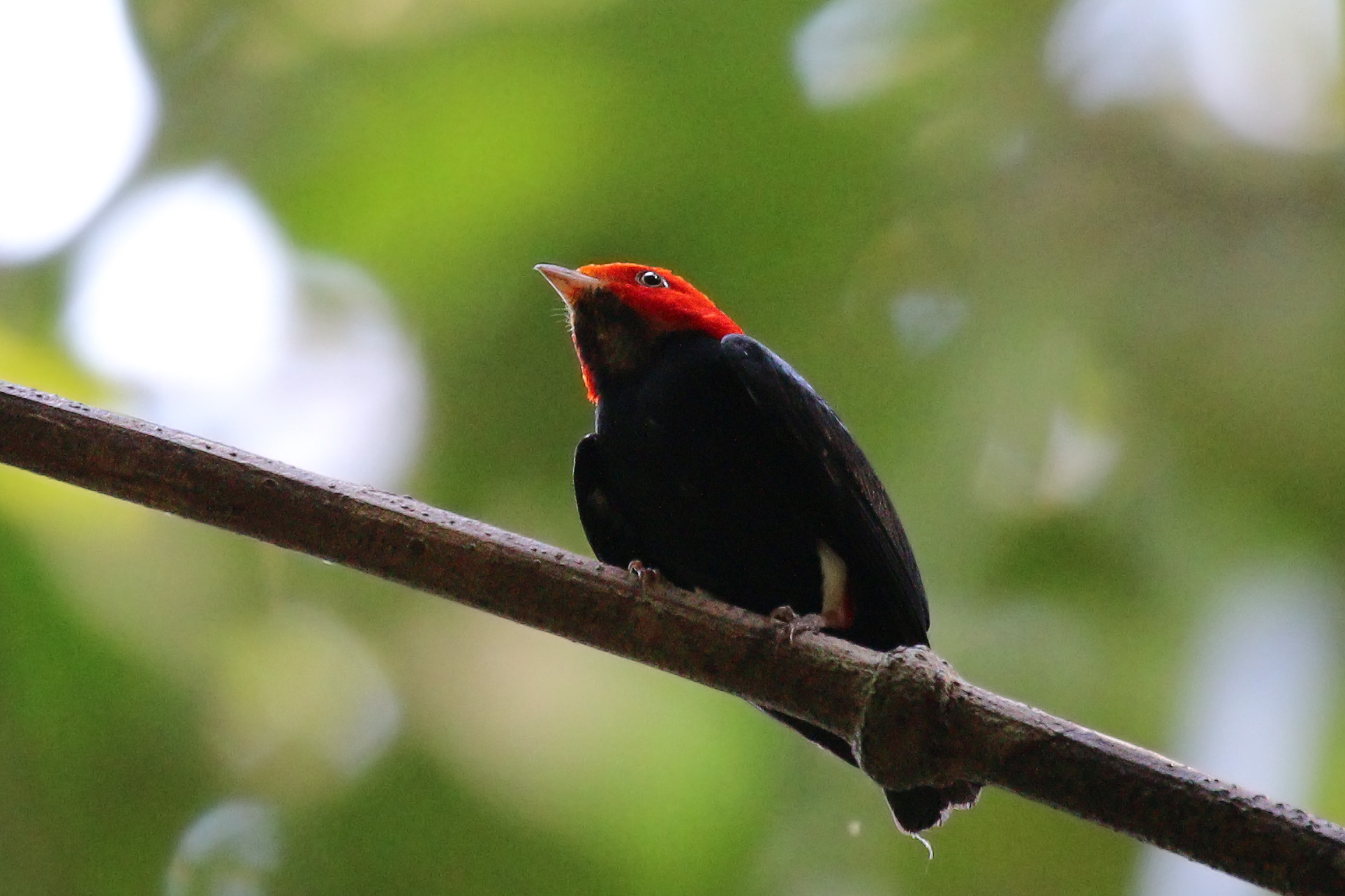
Манакін червоноголовий (Ceratopipra rubrocapilla)

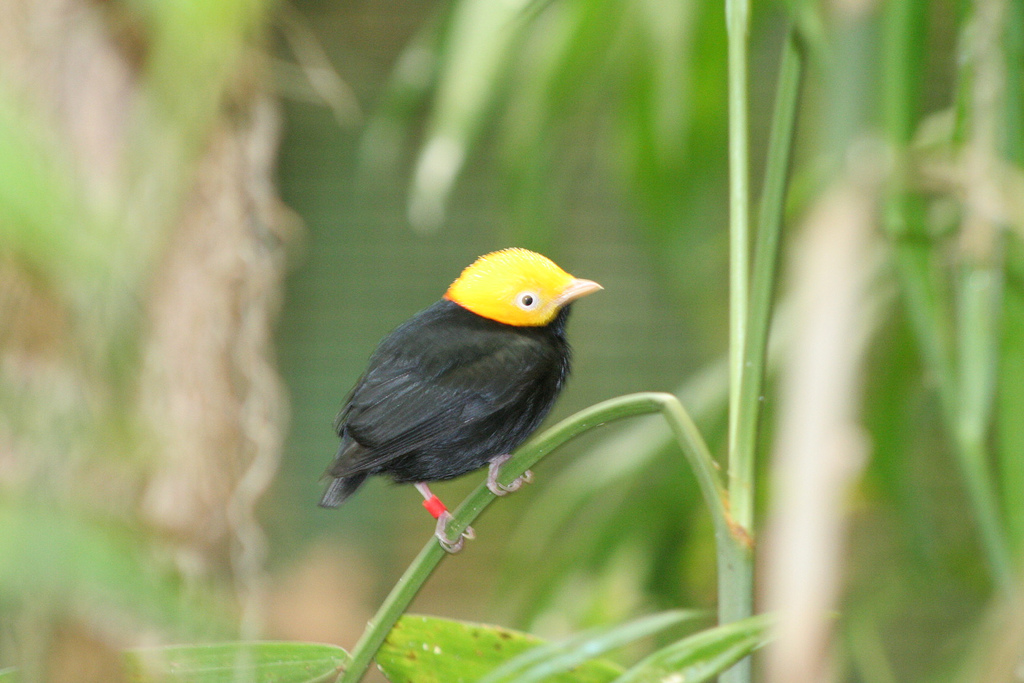
Манакін золотоголовий (Ceratopipra erythrocephala)

- Манакін-стрибун карликовий, Tyranneutes stolzmanni
- Манакін-стрибун крихітний, Tyranneutes virescens
- Манакін-вертун білочеревий, Neopelma pallescens
- Манакін-вертун золоточубий, Neopelma chrysocephalum
- Манакін-вертун золотолобий, Neopelma aurifrons (E)
- Манакін-вертун бамбуковий, Neopelma chrysolophum (E)
- Манакін-вертун жовточеревий, Neopelma sulphureiventer
- Манакін арарипський, Antilophia bokermanni (E)  CR
- Манакін малиновоголовий, Antilophia galeata
- Манакін-червононіг гвіанський, Chiroxiphia pareola
- Манакін-червононіг синій, Chiroxiphia caudata
- Манакін-шилохвіст, Ilicura militaris (E)
- Манакін-бородань бразильський, Corapipo gutturalis
- Манакін оливковий, Xenopipo uniformis
- Манакін чорний, Xenopipo atronitens
- Салтарин синьоголовий, Lepidothrix coronata
- Салтарин білогузий, Lepidothrix nattereri
- Салтарин бразильський, Lepidothrix vilasboasi (E)  VU
- Салтарин сріблистоголовий, Lepidothrix iris (E)
- Салтарин венесуельський, Lepidothrix suavissima
- Салтарин білолобий, Lepidothrix serena
- Манакін еквадорський, Heterocercus aurantiivertex (H)
- Манакін венесуельський, Heterocercus flavivertex
- Манакін вогнистоголовий, Heterocercus linteatus
- Манакін-короткокрил білочеревий, Manacus manacus
- Манакін малиновий, Pipra aureola
- Манакін ниткохвостий, Pipra filicauda
- Манакін смугохвостий, Pipra fasciicauda
- Манакінчик вогнеголовий, Machaeropterus regulus (E)
- Манакінчик пломенистий, Machaeropterus pyrocephalus
- Салтарин білоголовий, Pseudopipra pipra
- Манакін рогатий, Ceratopipra cornuta
- Манакін золотоголовий, Ceratopipra erythrocephala
- Манакін червоноголовий, Ceratopipra rubrocapilla
- Манакін широкохвостий, Ceratopipra chloromeros

### Родина:Котингові(Cotingidae)

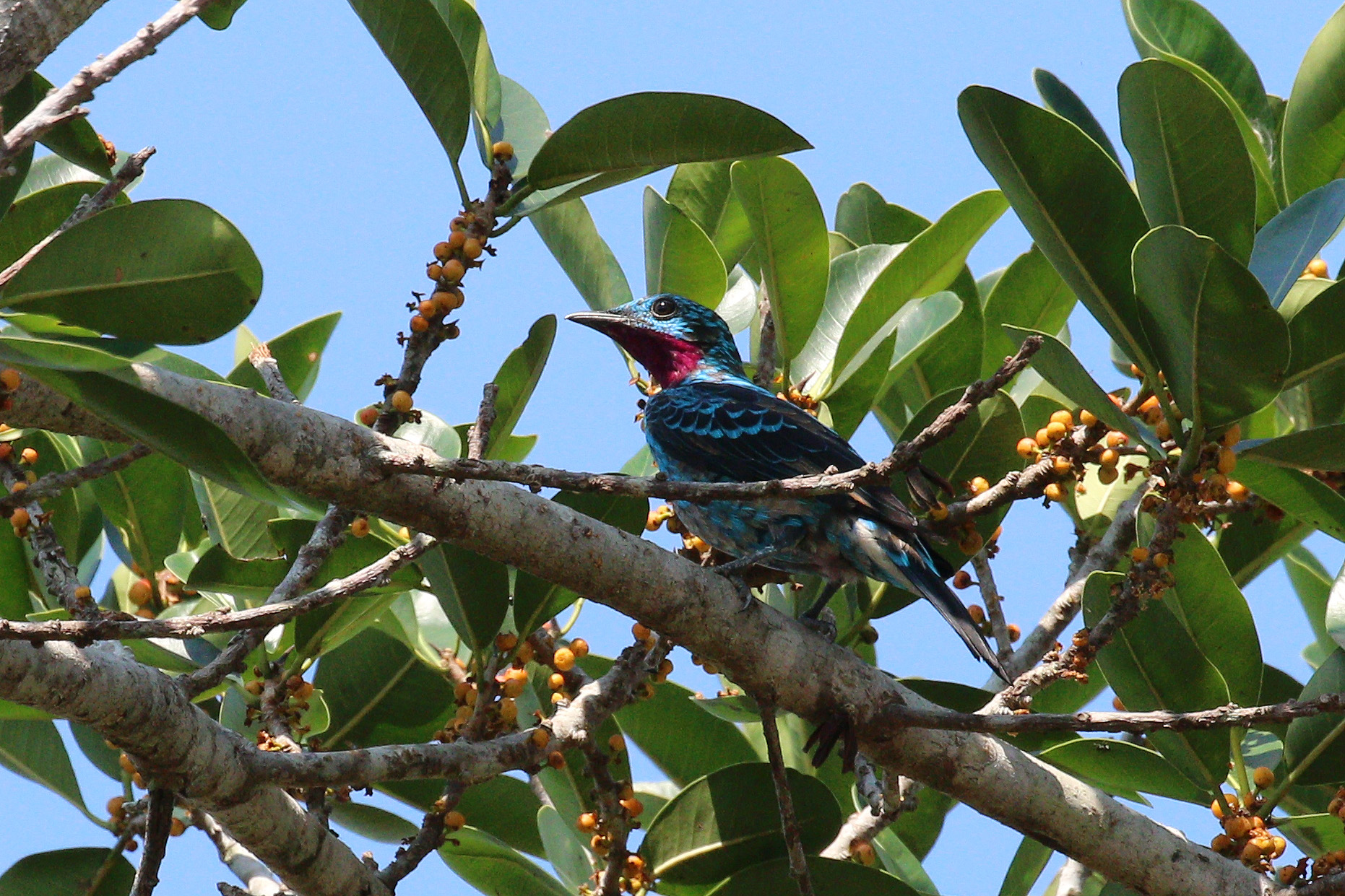
Котинга бірюзова (Cotinga cayana)

- Ягодолюб жовточеревий, Carpornis cucullata (E)  NT
- Ягодолюб червоноокий, Carpornis melanocephala (E)  VU
- Плодоїд золотобровий, Pipreola whitelyi (H)
- Рара червоновола, Phytotoma rutila (V)
- Котинга вилохвоста, Phibalura flavirostris  NT
- Кармінник східний, Phoenicircus carnifex
- Кармінник західний, Phoenicircus nigricollis
- Гребенечуб гвіанський, Rupicola rupicola
- Плодоїд малиновий, Haematoderus militaris
- Плодоїд пурпуровий, Querula purpurata
- Плодоїд рубінововолий, Pyroderus scutatus
- Красочуб білоокий, Cephalopterus ornatus
- Котинга-капуцин, Perissocephalus tricolor
- Котинга жовтоока, Cotinga maynana
- Котинга пурпурова, Cotinga cotinga
- Котинга смугастовола, Cotinga maculata (E)  CR
- Котинга бірюзова, Cotinga cayana
- Пига рожевошия, Lipaugus streptophorus
- Пига гаянська, Lipaugus vociferans
- Пига бразильська, Lipaugus lanioides (E)  NT
- Косовець золотокрилий, Lipaugus ater (E)
- Косовець оливковий, Lipaugus conditus (E)  VU
- Арапонга біла, Procnias alba
- Арапонга чорнокрила, Procnias averano
- Арапонга голошия, Procnias nudicollis  VU
- Котинга білочерева, Porphyrolaema porphyrolaema
- Котинга-білокрил амарантова, Xipholena punicea
- Котинга-білокрил бразильська, Xipholena lamellipennis (E)
- Котинга-білокрил південна, Xipholena atropurpurea (E)  VU
- Плодоїд голошиїй, Gymnoderus foetidus
- Котинга чорнощока, Conioptilon mcilhennyi

### Родина:Бекардові(Tityridae)

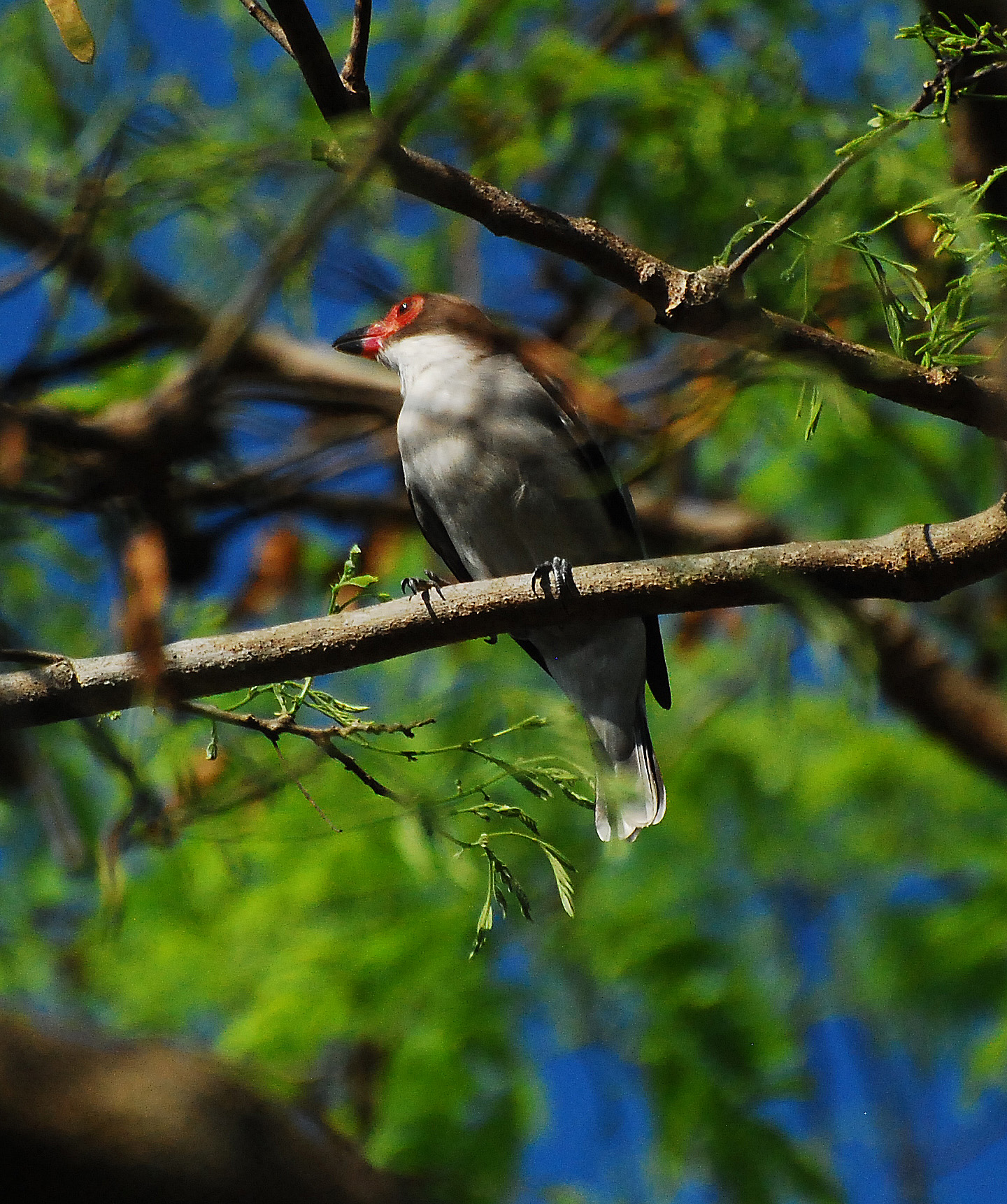
Бекарда маскова (Tityra semifasciata)

- Бекарда чорноголова, Tityra inquisitor
- Бекарда велика, Tityra cayana
- Бекарда маскова, Tityra semifasciata
- Манакін-свистун рудий, Schiffornis major
- Лорон оливковий, Schiffornis olivacea
- Манакін-свистун бурий, Schiffornis turdina
- Манакін-свистун зелений, Schiffornis virescens
- Аулія сіра, Laniocera hypopyrra
- Котингіта білоброва, Iodopleura isabellae
- Котингіта чорноголова, Iodopleura fusca
- Котингіта жовтогорла, Iodopleura pipra (E)  EN
- Котингіта смугаста, Laniisoma elegans  NT
- Бекард білоголовий, Xenopsaris albinucha
- Бекард зелений, Pachyramphus viridis
- Бекард сірий, Pachyramphus rufus
- Бекард каштановий, Pachyramphus castaneus
- Бекард рябокрилий, Pachyramphus polychopterus
- Бекард чорноголовий, Pachyramphus marginatus
- Бекард білочеревий, Pachyramphus surinamus
- Бекард рожевогорлий, Pachyramphus minor
- Бекард чубатий, Pachyramphus validus
- Пікоагудо, Oxyruncus cristatus
- Мухоїд королівський, Onychorhynchus coronatus
- Віялочуб бразильський, Onychorhynchus swainsoni (E)
- Москверито рудохвостий, Terenotriccus erythrurus
- Тиранка жовтогуза, Myiobius barbatus
- Тиранка чорнохвоста, Myiobius atricaudus

### Родина:Тиранові(Tyrannidae)
- Ірличок оливковий, Piprites chloris
- Ірличок пломенистий, Piprites pileata
- Calyptura cristata(інші мови) (E)
- Москверито рудий, Neopipo cinnamomea
- Лопатодзьоб бурощокий, Platyrinchus saturatus
- Лопатодзьоб білогорлий, Platyrinchus mystaceus
- Лопатодзьоб золотоголовий, Platyrinchus coronatus
- Лопатодзьоб білоголовий, Platyrinchus platyrhynchos
- Лопатодзьоб рудокрилий, Platyrinchus leucoryphus
- Тиран-щебетун північний, Corythopis torquatus
- Тиран-щебетун південний, Corythopis delalandi
- Ореджеріто оливковий, Pogonotriccus chapmani
- Ореджеріто білобровий, Pogonotriccus eximius
- Тиранчик оливкововолий, Phylloscartes ventralis
- Тиранчик жовтощокий, Phylloscartes kronei (E)
- Тиранчик багійський, Phylloscartes beckeri (E)
- Тиранчик гвіанський, Phylloscartes virescens
- Тиранчик чорнолобий, Phylloscartes nigrifrons
- Тиранчик алагоаський, Phylloscartes ceciliae (E)
- Тиранчик рудолобий, Phylloscartes roquettei (E)
- Тиранчик малий, Phylloscartes paulista
- Тиранчик санта-катаринський, Phylloscartes oustaleti (E)
- Тиранчик ріо-грандський, Phylloscartes difficilis (E)
- Тиранчик світлоокий, Phylloscartes sylviolus
- Тиранчик-мухолюб вохристий, Mionectes oleagineus
- Тиранчик-мухолюб рудогузий, Mionectes macconnelli
- Тиранчик-мухолюб сіроголовий, Mionectes rufiventris
- Тиран-інка буроголовий, Leptopogon amaurocephalus
- Мухолов чорночубий, Taeniotriccus andrei
- Мухоїд великий, Cnipodectes subbrunneus
- Мухоїд рудий, Cnipodectes superrufus
- Пікоплано оливковий, Rhynchocyclus olivaceus
- Мухоїд світлогорлий, Tolmomyias sulphurescens
- Мухоїд оливковолий, Tolmomyias assimilis
- Мухоїд сіроголовий, Tolmomyias poliocephalus
- Мухоїд жовтий, Tolmomyias flaviventris
- Мухоїд прибережний, Tolmomyias viridiceps
- Аруна східна, Myiornis auricularis
- Аруна короткохвоста, Myiornis ecaudatus
- Тиранчик-чубань перуанський, Lophotriccus vitiosus
- Тиранчик-чубань бразильський, Lophotriccus eulophotes
- Тиранчик-чубань гаянський, Lophotriccus galeatus
- Тиранчик жовтоокий, Atalotriccus pilaris
- Тітіріджі амазонійський, Hemitriccus minor
- Тітіріджі акреський, Hemitriccus cohnhafti
- Тітіріджі вохристий, Hemitriccus flammulatus
- Тітіріджі сіроволий, Hemitriccus diops
- Тітіріджі бамбуковий, Hemitriccus obsoletus
- Тітіріджі гаянський, Hemitriccus josephinae
- Тітіріджі білоокий, Hemitriccus zosterops
- Тітіріджі блідий, Hemitriccus griseipectus
- Тітіріджі оливковий, Hemitriccus orbitatus (E)
- Тітіріджі жовточеревий, Hemitriccus iohannis
- Тітіріджі рябогорлий, Hemitriccus striaticollis
- Тітіріджі східний, Hemitriccus nidipendulus (E)
- Тітіріджі білочеревий, Hemitriccus margaritaceiventer
- Тітіріджі бразильський, Hemitriccus inornatus
- Тітіріджі малий, Hemitriccus minimus
- Тітіріджі жовтогрудий, Hemitriccus mirandae (E)
- Тітіріджі санта-катаринський, Hemitriccus kaempferi (E)
- Тітіріджі вохристоголовий, Hemitriccus furcatus (E)
- Мухолов чорнокрилий, Poecilotriccus albifacies
- Мухолов строкатий, Poecilotriccus capitalis
- Мухолов сіроголовий, Poecilotriccus senex (E)
- Мухолов рудоволий, Poecilotriccus russatus
- Мухолов рудогорлий, Poecilotriccus plumbeiceps
- Мухолов сірощокий, Poecilotriccus fumifrons
- Мухолов рудолобий, Poecilotriccus latirostris
- Мухолов сизоголовий, Poecilotriccus sylvia
- Мухолов-клинодзьоб плямистий, Todirostrum maculatum
- Мухолов-клинодзьоб узлісний, Todirostrum poliocephalum (E)
- Мухолов-клинодзьоб сірий, Todirostrum cinereum
- Мухолов-клинодзьоб біловусий, Todirostrum pictum
- Мухолов-клинодзьоб жовтобровий, Todirostrum chrysocrotaphum
- Hirundinea ferruginea(інші мови)
- Тиран-малюк жовтогрудий, Zimmerius chicomendesi (E)
- Тиран-малюк елегантний, Zimmerius gracilipes
- Тиран-малюк гвіанський, Zimmerius acer
- Каландрита мала, Stigmatura napensis
- Каландрита велика, Stigmatura budytoides
- Інезія сіроголова, Inezia inornata
- Інезія буроголова, Inezia subflava
- Інезія вохристовола, Inezia caudata
- Тиранчик-рудь білочеревий, Euscarthmus meloryphus
- Тиранчик-рудь білогорлий, Euscarthmus rufomarginatus
- Тиран-карлик амазонійський, Ornithion inerme
- Тиранчик-тонкодзьоб південний, Camptostoma obsoletum
- Еленія жовточерева, Elaenia flavogaster
- Еленія сіровола, Elaenia spectabilis
- Еленія сірогорла, Elaenia ridleyana (E)
- Еленія чилійська, Elaenia chilensis
- Еленія короткодзьоба, Elaenia parvirostris
- Еленія оливкова, Elaenia mesoleuca
- Еленія бура, Elaenia pelzelni
- Еленія чубата, Elaenia cristata
- Еленія мала, Elaenia chiriquensis
- Еленія рудоголова, Elaenia ruficeps
- Еленія тепуйська, Elaenia olivina
- Еленія велика, Elaenia dayi
- Еленія паранайська, Elaenia sordida
- Тиран жовтоголовий, Tyrannulus elatus
- Тиранець лісовий, Myiopagis gaimardii
- Тиранець сірий, Myiopagis caniceps
- Тиранець суринамський, Myiopagis flavivertex
- Тиранець зелений, Myiopagis viridicata
- Suiriri suiriri(інші мови)
- Тиранчик жовтий, Capsiempis flaveola
- Тиран-крихітка сірощокий, Phyllomyias burmeisteri
- Тиран-крихітка парагвайський, Phyllomyias virescens
- Тиран-крихітка бразильський, Phyllomyias reiseri
- Тиран-крихітка світлогорлий, Phyllomyias fasciatus
- Phyllomyias griseiceps
- Тиран-крихітка сіроголовий, Phyllomyias griseocapilla (E)
- Тиранчик бурий, Phaeomyias murina
- Тиранчик-довгохвіст білогорлий, Mecocerculus leucophrys
- Тачурі-сірочуб темногорлий, Polystictus pectoralis
- Тачурі-сірочуб бразильський, Polystictus superciliaris (E)
- Тиранчик гострохвостий, Culicivora caudacuta
- Дорадито чубатий, Pseudocolopteryx sclateri
- Дорадито андійський, Pseudocolopteryx acutipennis
- Дорадито аргентинський, Pseudocolopteryx dinelliana (H)
- Дорадито очеретяний, Pseudocolopteryx flaviventris
- Тираник річковий, Serpophaga hypoleuca
- Тираник темний, Serpophaga nigricans
- Тираник сіроголовий, Serpophaga subcristata
- Тираник білочеревий, Serpophaga munda
- Тираник аргентинський, Serpophaga griseicapilla
- Атіла південний, Attila phoenicurus
- Атіла амазонійський, Attila cinnamomeus
- Атіла жовточеревий, Attila citriniventris
- Атіла білоокий, Attila bolivianus
- Атіла сіроголовий, Attila rufus (E)
- Атіла золотогузий, Attila spadiceus
- Тиран-розбійник, Legatus leucophaius
- Тиран-плоскодзьоб малий, Ramphotrigon megacephalum
- Тиран-плоскодзьоб рудохвостий, Ramphotrigon ruficauda
- Тиран-плоскодзьоб темнохвостий, Ramphotrigon fuscicauda
- Pitangus sulphuratus(інші мови)
- Пітанга мала, Philohydor lictor
- Пікабуї, Machetornis rixosa
- Tyrannopsis sulphurea(інші мови)
- Пітанга-великодзьоб, Megarynchus pitangua
- Тиран жовточеревий, Myiodynastes luteiventris (V)
- Тиран смугастий, Myiodynastes maculatus
- Бієнтевіо рудокрилий, Myiozetetes cayanensis
- Бієнтевіо червоноголовий, Myiozetetes similis
- Бієнтевіо сіроголовий, Myiozetetes granadensis
- Бієнтевіо малий, Myiozetetes luteiventris
- Конопа жовтогорла, Conopias parvus
- Конопа оливкова, Conopias trivirgatus
- Empidonomus varius(інші мови)
- Туквіто чорноголовий, Griseotyrannus aurantioatrocristatus
- Тиран білогорлий, Tyrannus albogularis
- Тиран тропічний, Tyrannus melancholicus
- Тиран вилохвостий, Tyrannus savana
- Тиран королівський, Tyrannus tyrannus
- Тиран сірий, Tyrannus dominicensis (V)
- Планідера сіра, Rhytipterna simplex
- Планідера світлочерева, Rhytipterna immunda
- Іржавець західний, Casiornis rufus
- Іржавець східний, Casiornis fuscus (E)
- Тиран-свистун білогузий, Sirystes albocinereus
- Тиран-свистун суринамський, Sirystes subcanescens
- Тиран-свистун чорноголовий, Sirystes sibilator
- Копетон темноголовий, Myiarchus tuberculifer
- Копетон неотропічний, Myiarchus swainsoni
- Копетон чорнодзьобий, Myiarchus ferox
- Копетон блідий, Myiarchus tyrannulus
- Colonia colonus(інші мови)
- Курета руда, Myiophobus roraimae
- Курета іржаста, Myiophobus fasciatus
- Guyramemua affinis(інші мови)
- Тиранчик-короткодзьоб амазонійський, Sublegatus obscurior
- Тиранчик-короткодзьоб південний, Sublegatus modestus
- Pyrocephalus rubinus(інші мови)
- Віюдита ряба, Fluvicola pica
- Віюдита чорноспинна, Fluvicola albiventer
- Віюдита біла, Fluvicola nengeta
- Віюдита білоголова, Arundinicola leucocephala
- Ятапа-стернохвіст, Gubernetes yetapa
- Heteroxolmis dominicanus
- Alectrurus tricolor(інші мови)
- Alectrurus risora(інші мови) (V)
- Негрито патагонський, Lessonia rufa
- Смолик, Hymenops perspicillatus
- Ада береговий, Knipolegus orenocensis
- Ада рудохвостий, Knipolegus poecilurus
- Ада амазонійський, Knipolegus poecilocercus
- Ада бразильський, Knipolegus franciscanus (E)
- Ада чубатий, Knipolegus lophotes
- Ада короткочубий, Knipolegus nigerrimus (E)
- Ада сизодзьобий, Knipolegus cyanirostris
- Ада бурий, Knipolegus striaticeps (V)
- Ада білокрилий, Knipolegus aterrimus (V)
- Ада аргентинський, Knipolegus hudsoni (V)
- Сатрапа, Satrapa icterophrys
- Muscisaxicola fluviatilis(інші мови)
- Дормілон масковий, Muscisaxicola maclovianus (V)
- Дормілон рудочеревий, Muscisaxicola capistratus (V)
- Xolmis velatus(інші мови)
- Монжита біла, Xolmis irupero
- Монжита чорновуса, Nengetus cinereus
- Монжита чорноголова, Neoxolmis coronatus
- Пепоаза, Neoxolmis rufiventris (V)
- Монжита іржастаNeoxolmis rubetra (V)
- Гохо світлочеревий, Agriornis micropterus (V)
- Гохо малий, Agriornis murinus (V)
- Ochthornis littoralis
- Москверо бурий, Cnemotriccus fuscatus
- Москверо бронзовий, Lathrotriccus euleri
- Піві-малюк вільховий, Empidonax alnorum
- Піві північний, Contopus cooperi
- Піві сивий, Contopus fumigatus
- Піві лісовий, Contopus virens
- Піві сірий, Contopus cinereus
- Піві білогорлий, Contopus albogularis
- Піві еквадорський, Contopus nigrescens
- Тиран-ножицехвіст, Muscipipra vetula
- Тачурі, Tachuris rubrigastra

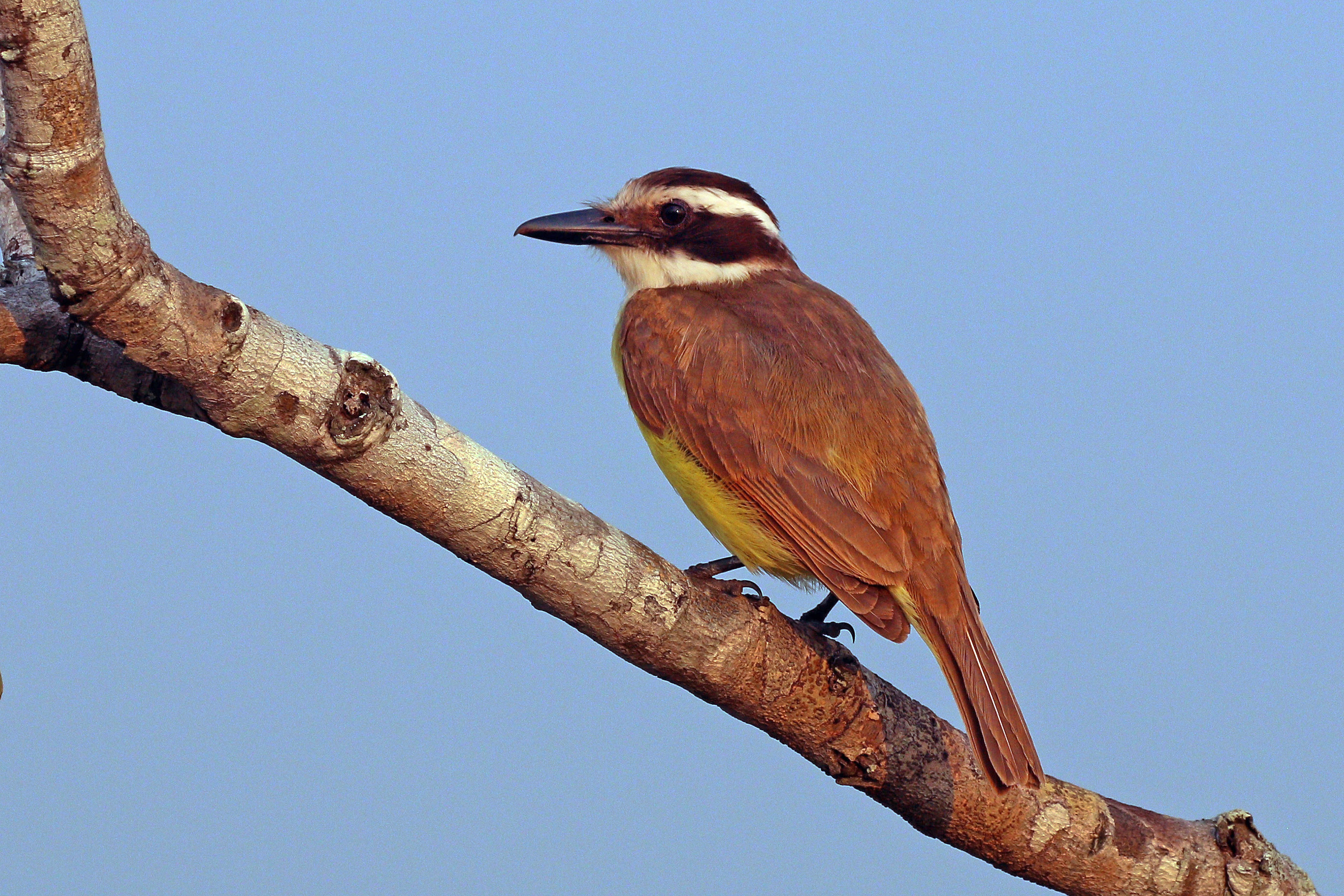
Пітанга велика(інші мови) (Pitangus sulphuratus)
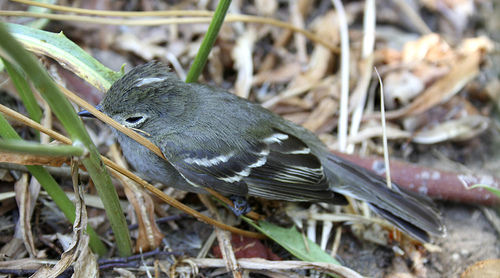
Еленія білочуба (Elaenia albiceps)
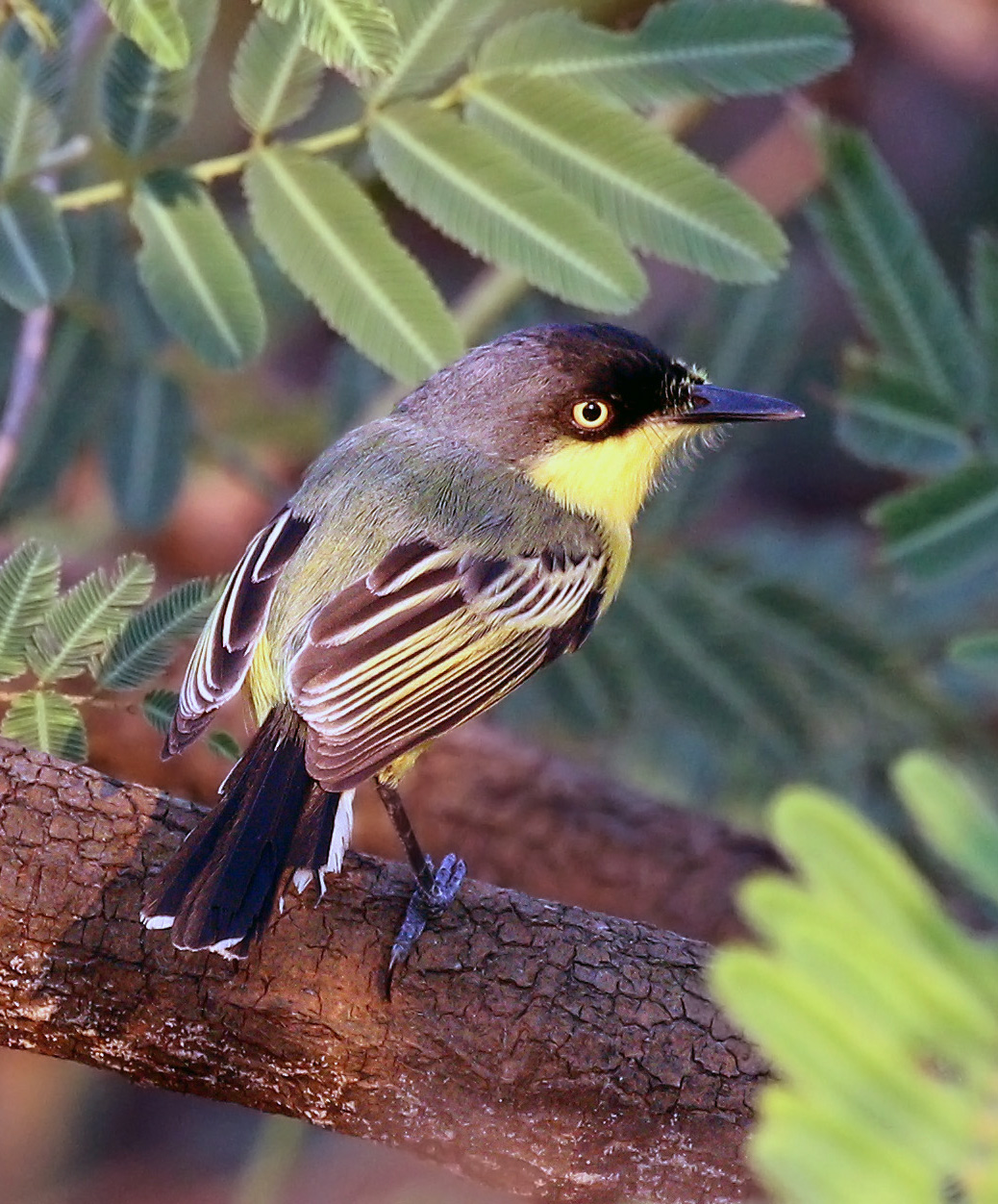
Мухолов-клинодзьоб сірий (Todirostrum cinereum)
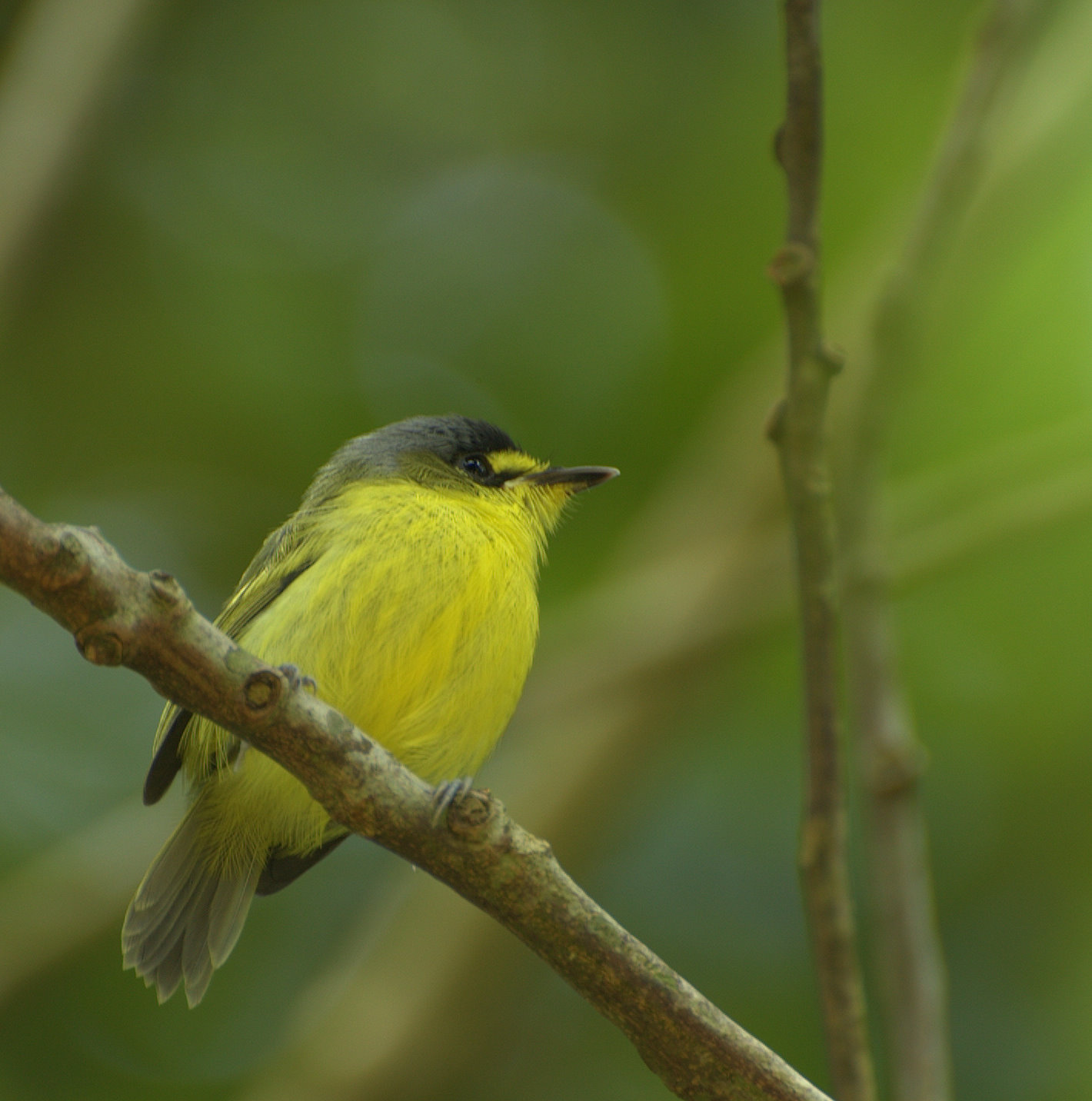
Мухолов-клинодзьоб узлісний (Todirostrum poliocephalum)
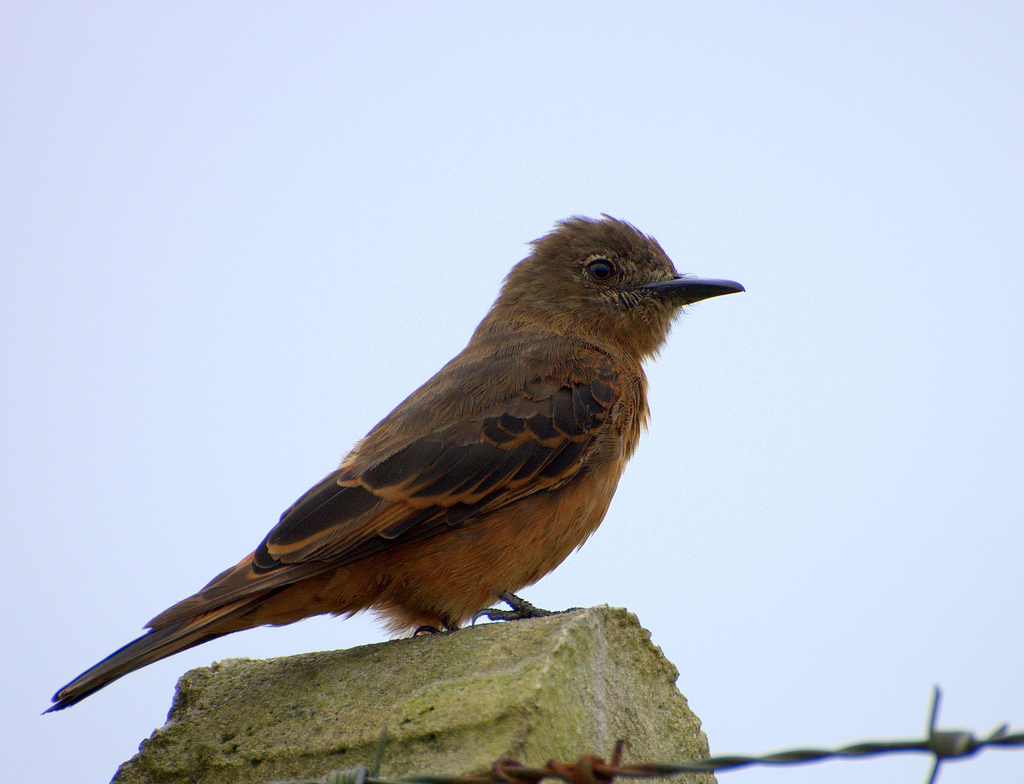
Біро великий(інші мови) (Hirundinea ferruginea)
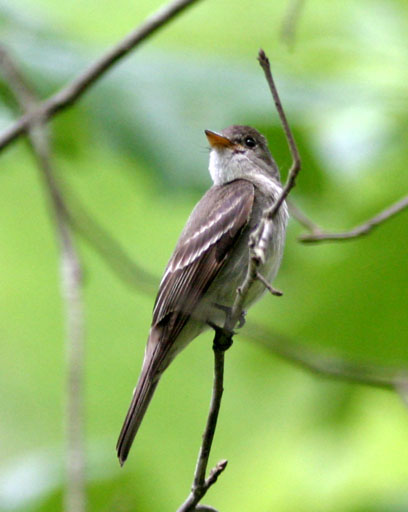
Піві лісовий (Contopus virens)
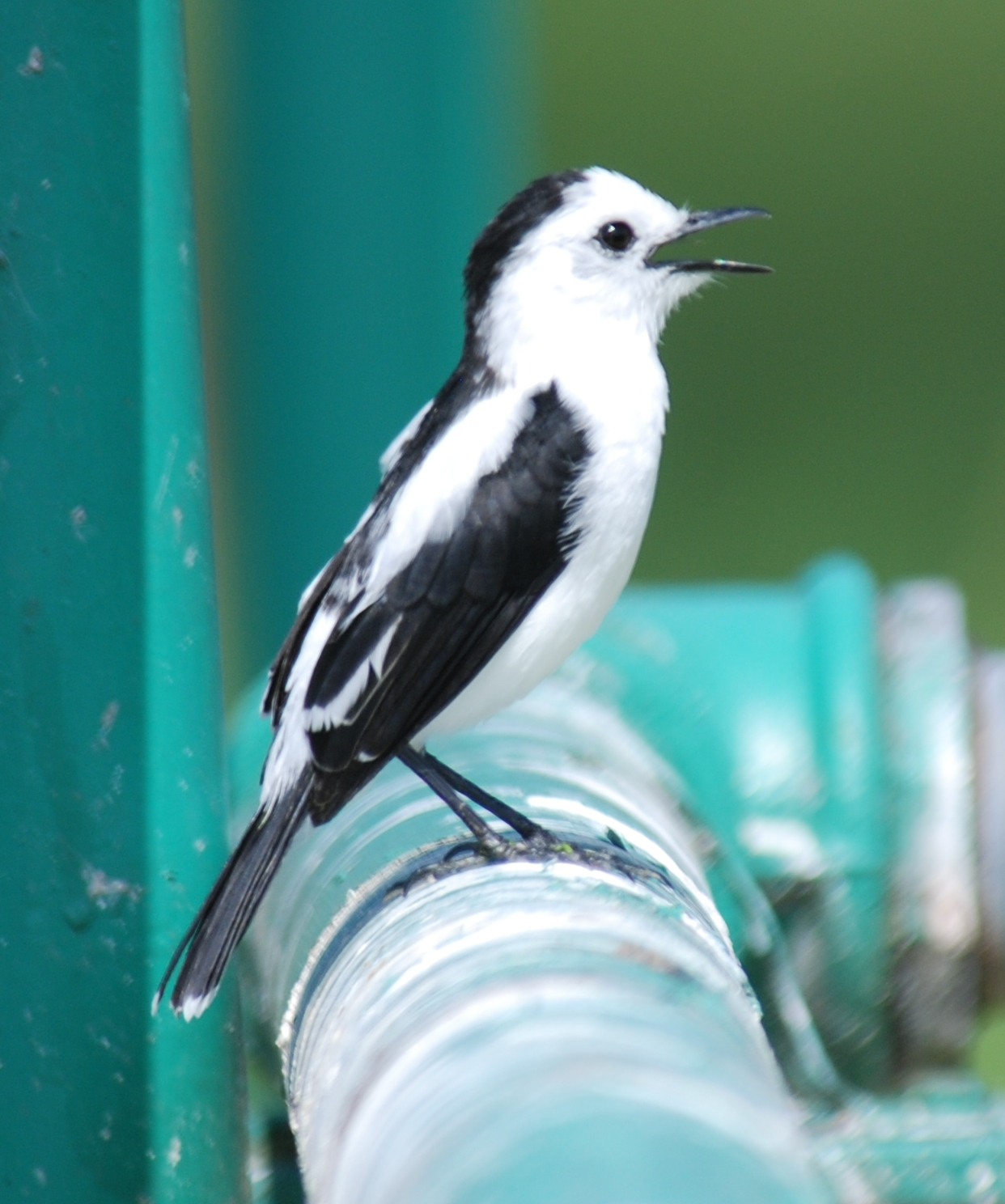
Віюдита ряба (Fluvicola pica)
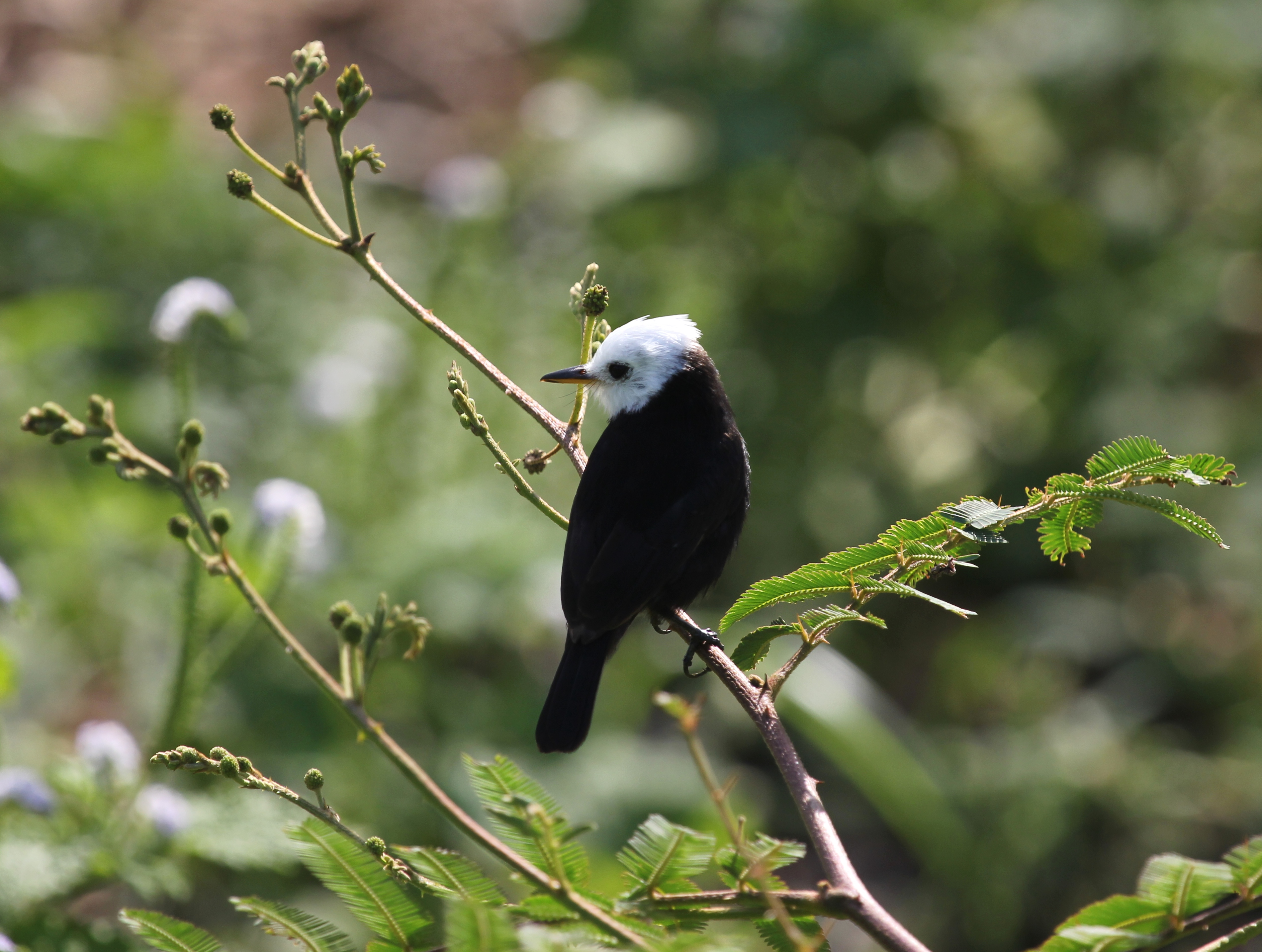
Віюдита білоголова (Arundinicola leucocephala)
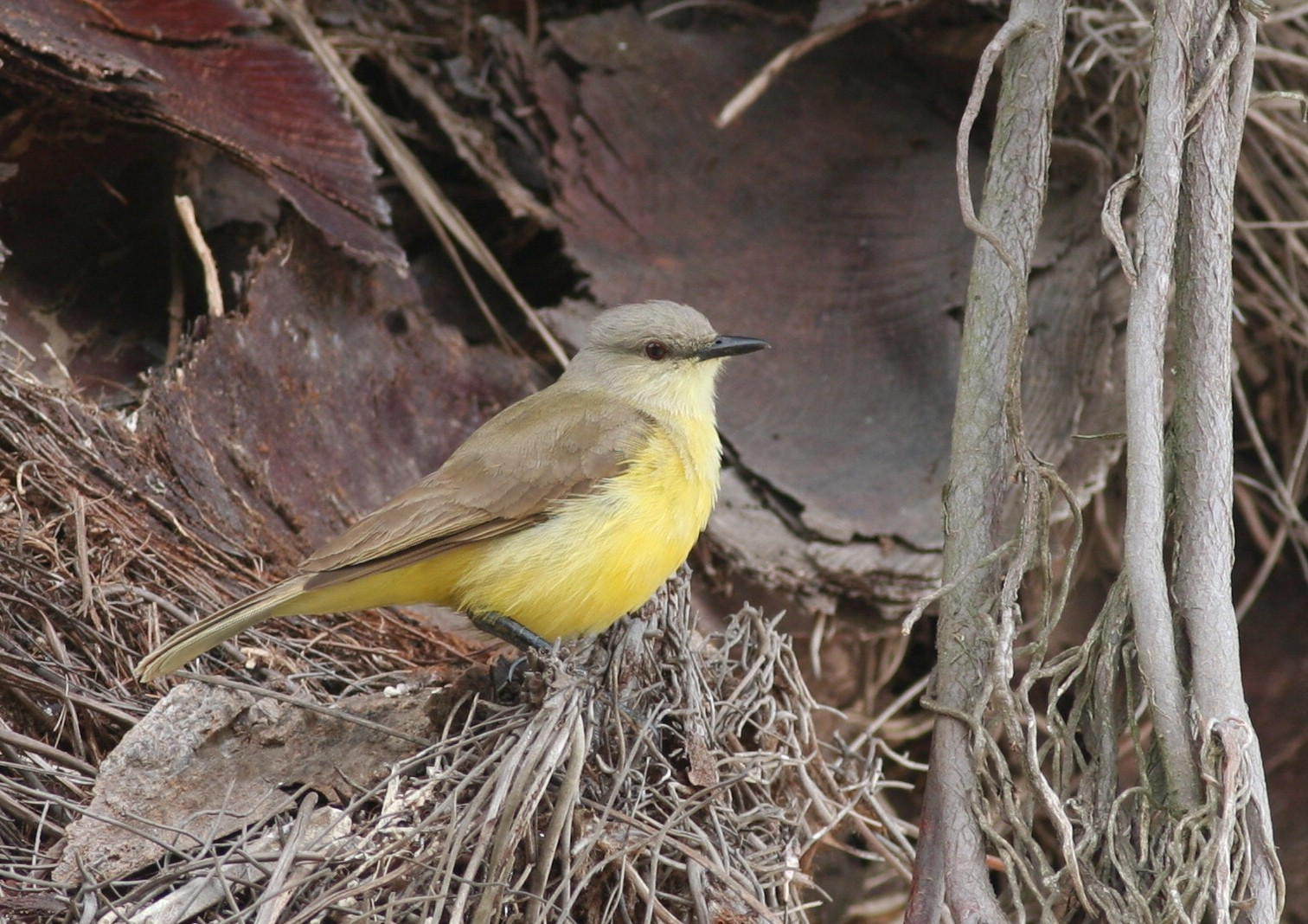
Пікабуї (Machetornis rixosa)
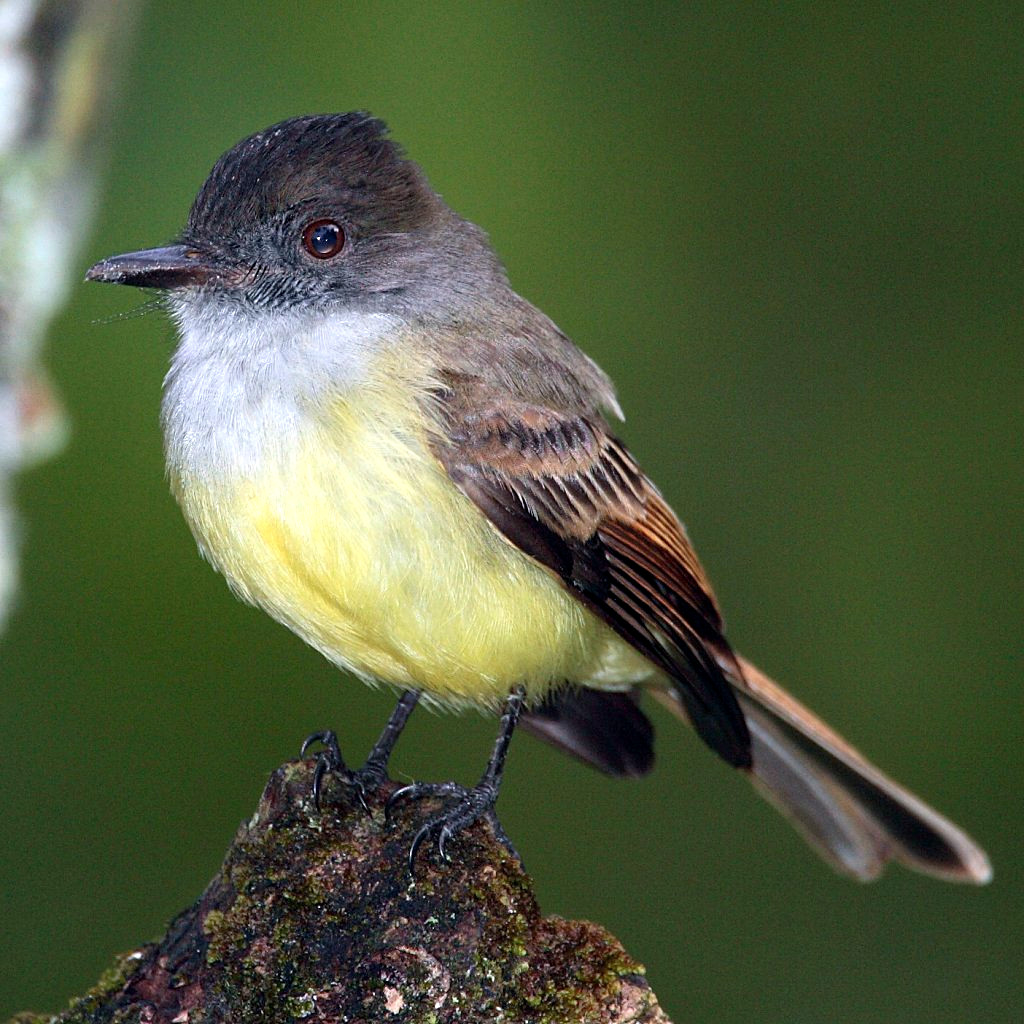
Копетон темноголовий (Myiarchus tuberculifer)
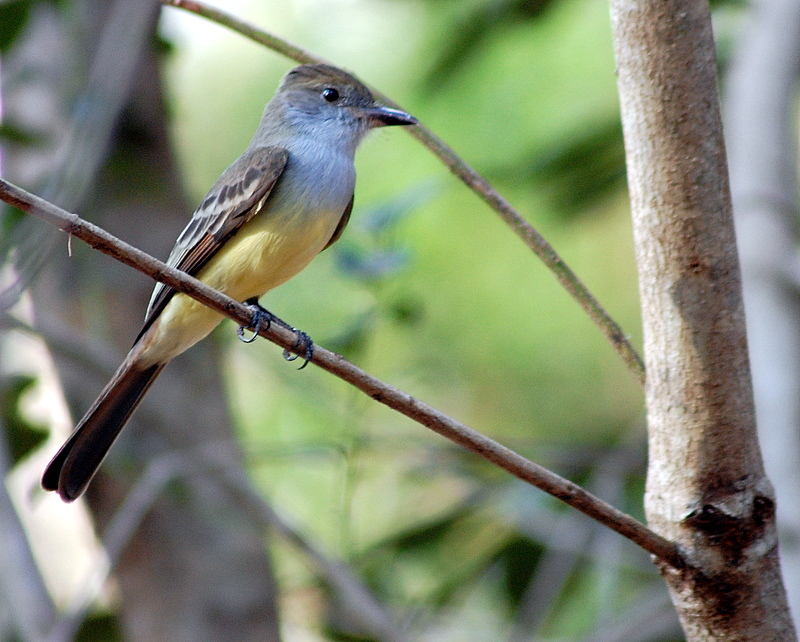
Копетон чорнодзьобий (Myiarchus ferox)
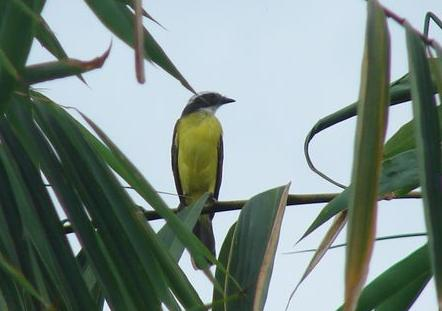
Бієнтевіо рудокрилий (Myiozetetes cayanensis)
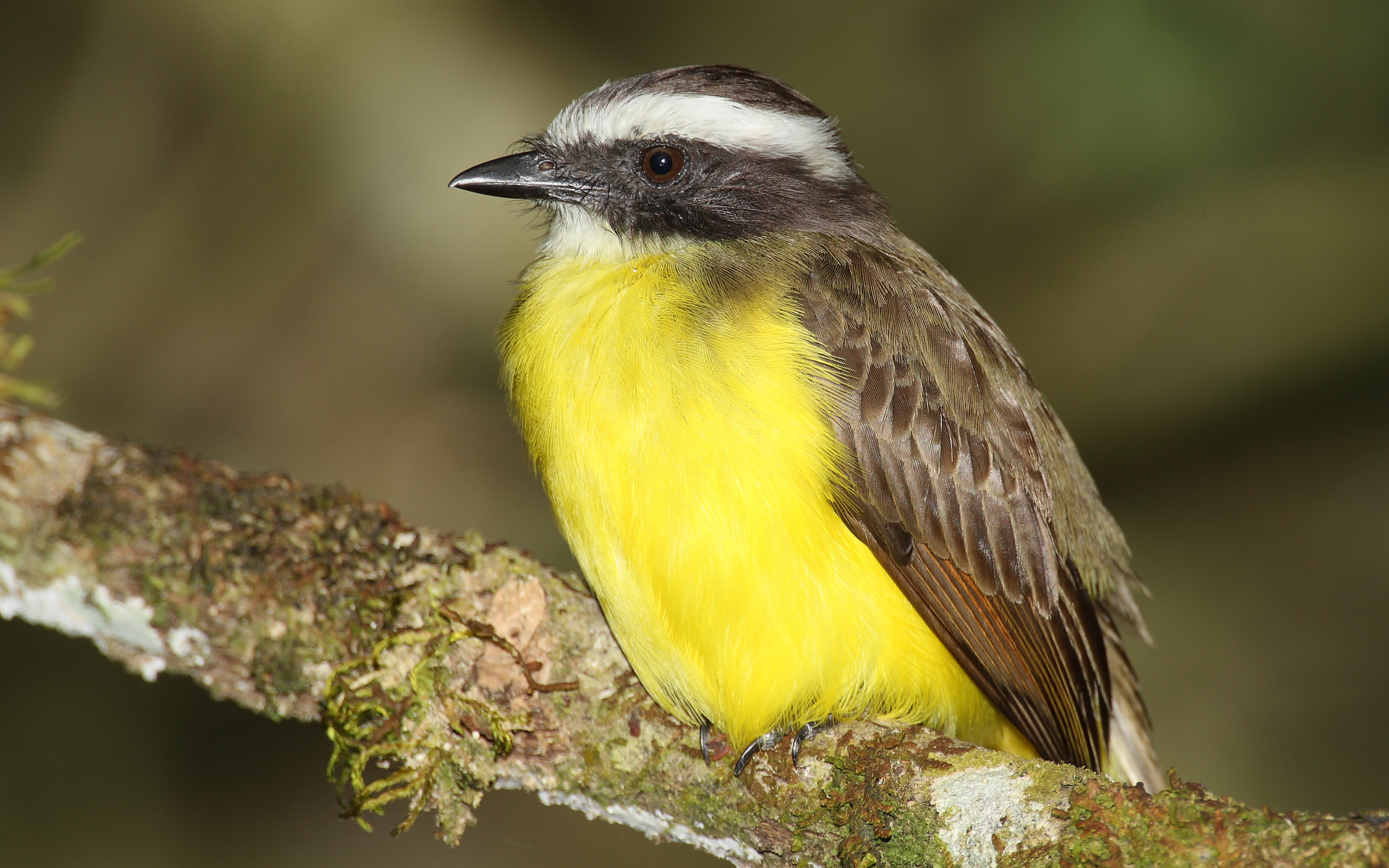
Бієнтевіо червоноголовий (Myiozetetes similis)
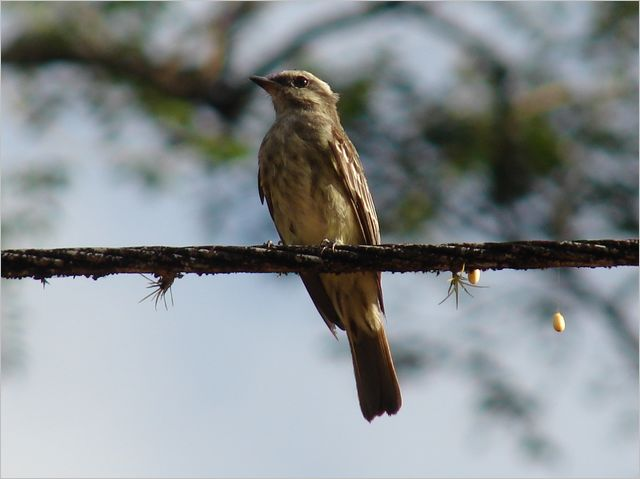
Тиран-розбійник (Legatus leucophaius)
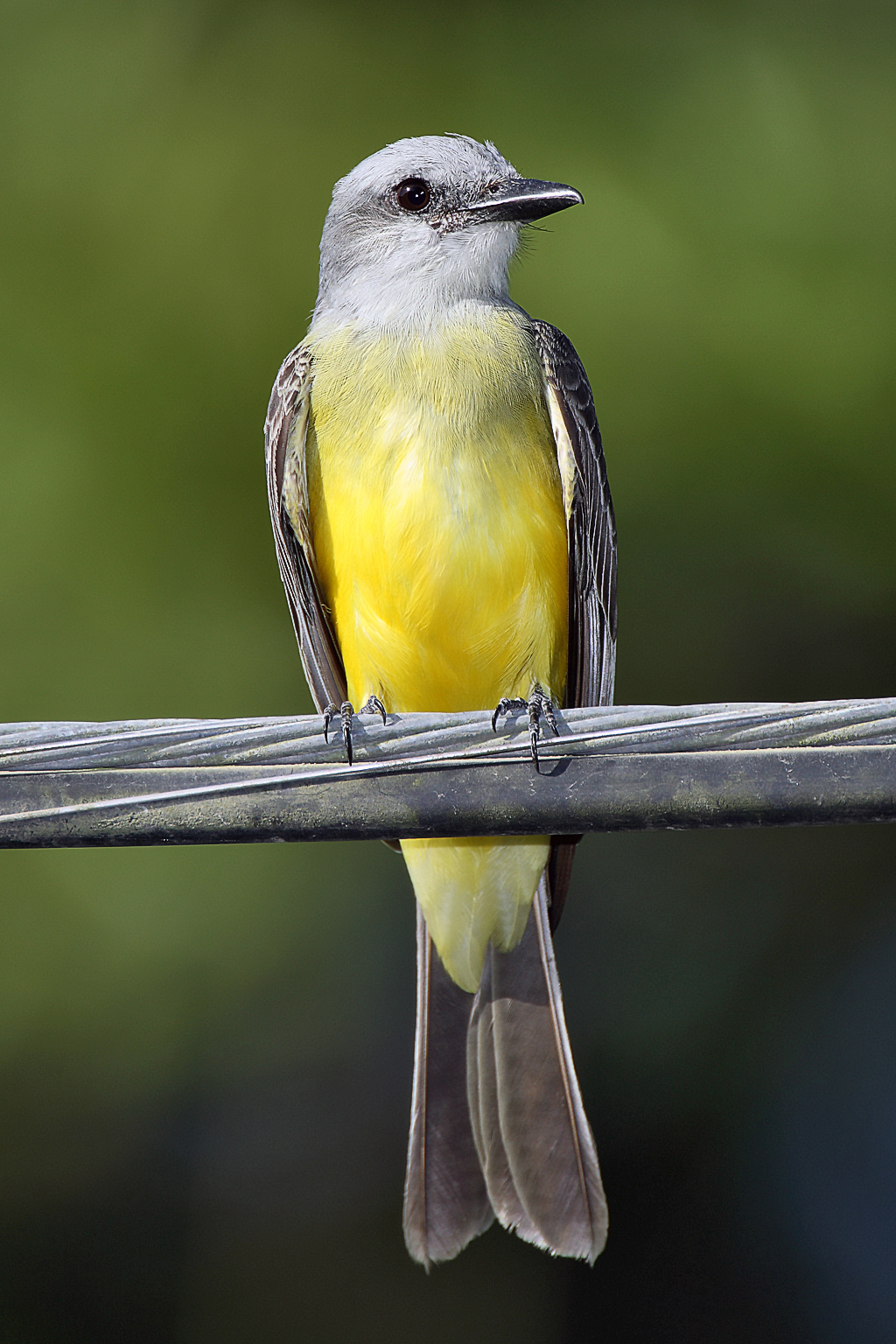
Тиран тропічний (Tyrannus melancholicus)
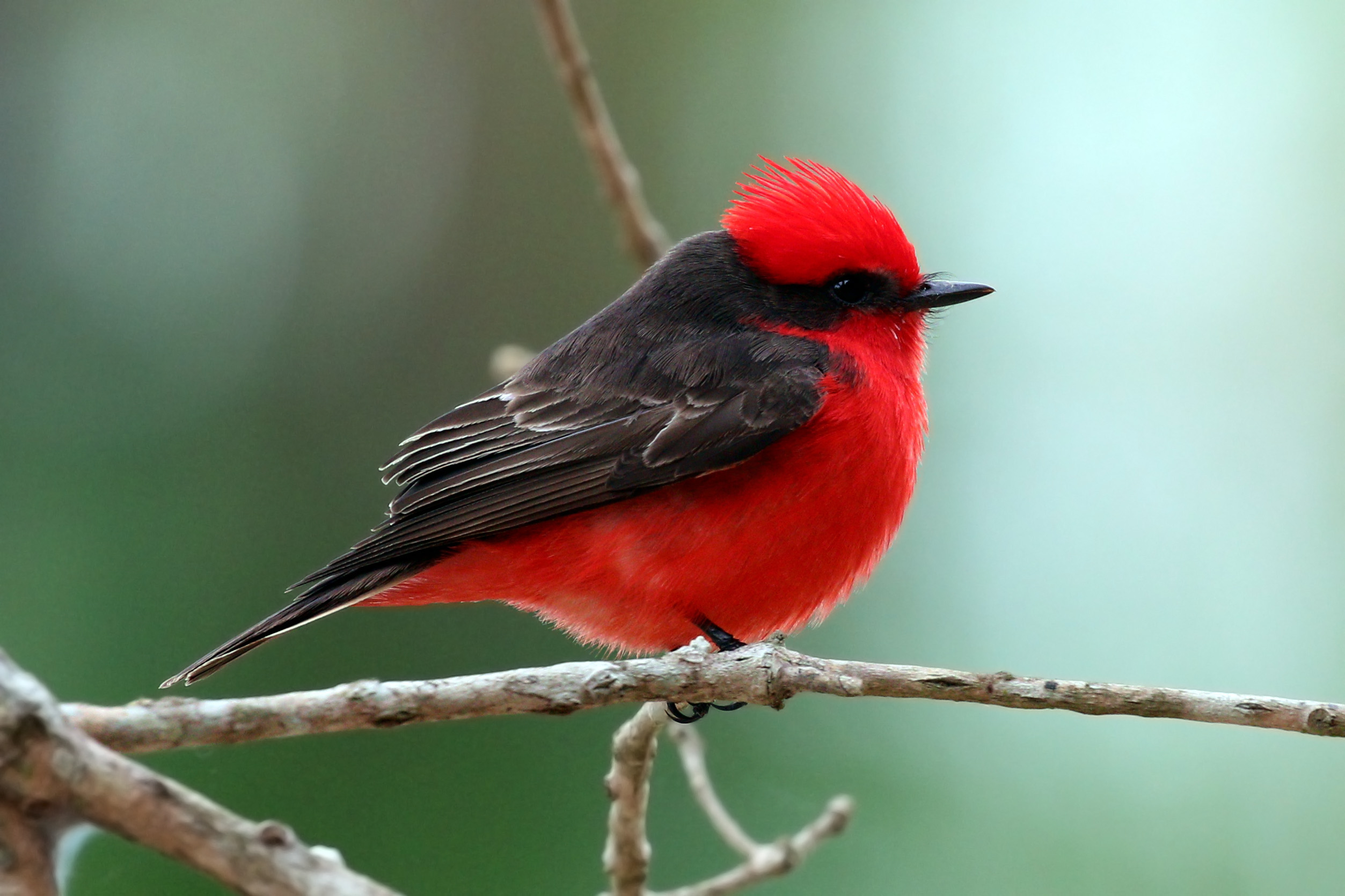
Москверо карміновий(інші мови) (Pyrocephalus obscurus)

### Родина:Віреонові(Vireonidae)

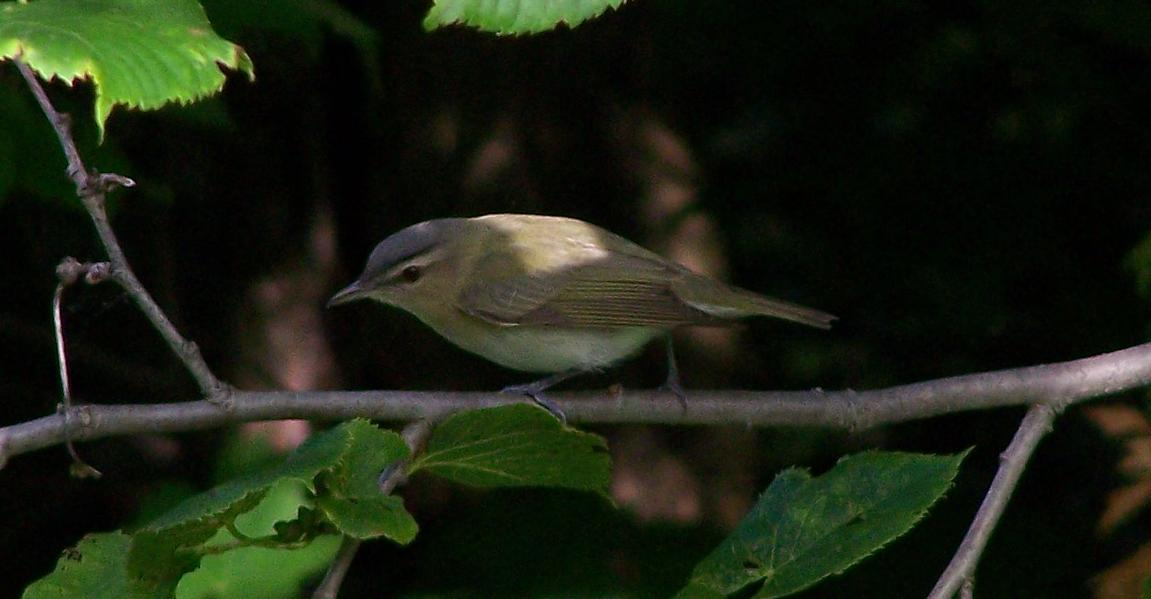
Віреон червоноокий (Vireo olivaceus)

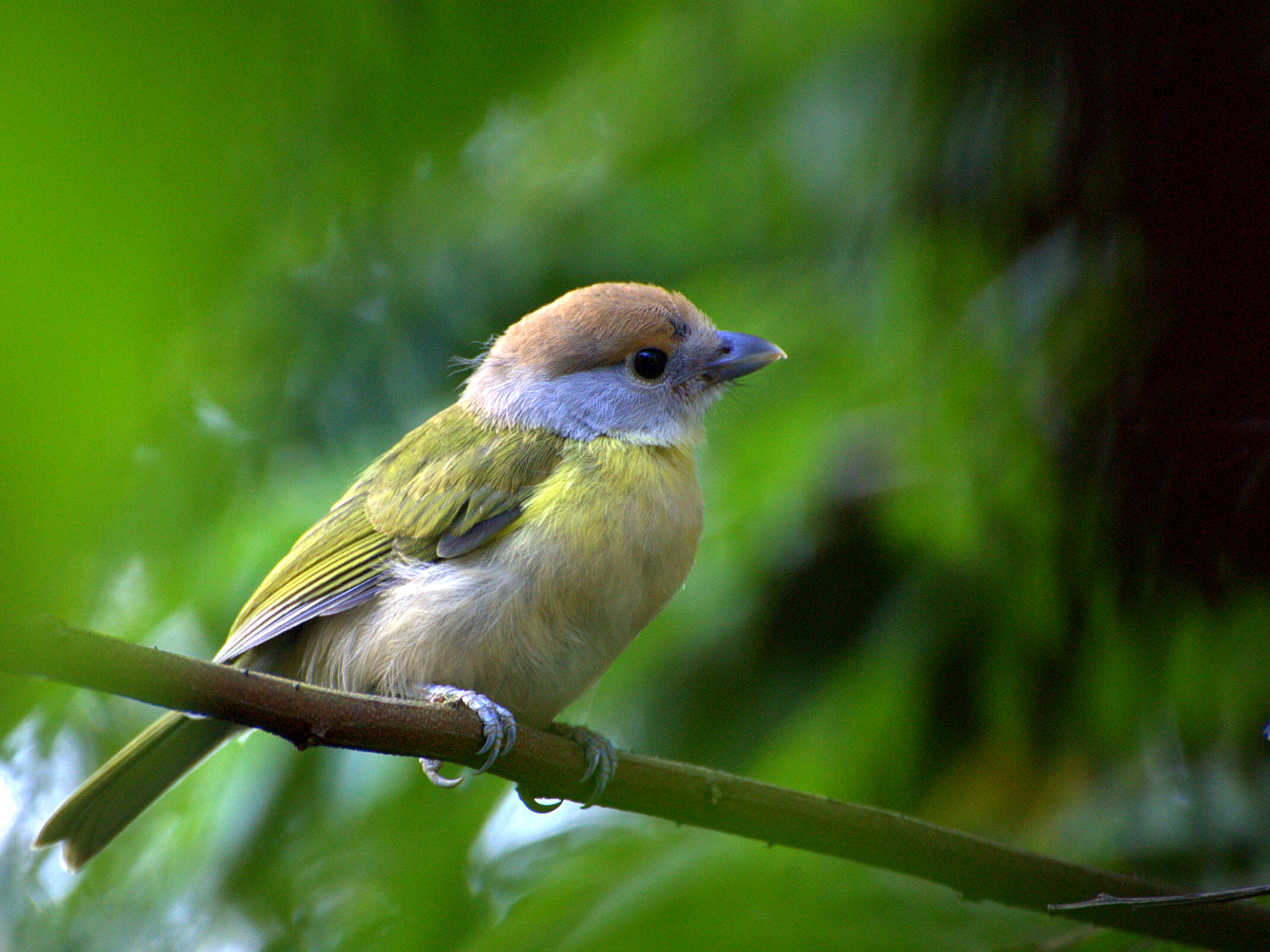
Віреон рудобровий (Cyclarhis gujanensis)

- Віреон рудобровий, Cyclarhis gujanensis
- Віреончик сіроокий, Hylophilus amaurocephalus
- Віреончик рудоголовий, Hylophilus poicilotis
- Віреончик гвіанський, Hylophilus pectoralis
- Віреончик сірошиїй, Hylophilus semicinereus
- Віреончик буроголовий, Hylophilus brunneiceps
- Віреончик жовтоволий, Hylophilus thoracicus
- Віреон сіроголовий, Vireolanius leucotis
- Віреончик рудолобий, Tunchiornis ochraceiceps
- Віреончик вохристий, Pachysylvia hypoxantha
- Віреончик вохристощокий, Pachysylvia muscicapina
- Віреончик сірокрилий, Vireo sclateri
- Віреон червоноокий, Vireo olivaceus
- Віреон білобровий, Vireo chivi
- Віреон норонгійський, Vireo gracilirostris (E)  NT
- Віреон білочеревий, Vireo flavoviridis
- Віреон чорновусий, Vireo altiloquus

### Родина:Воронові(Corvidae)

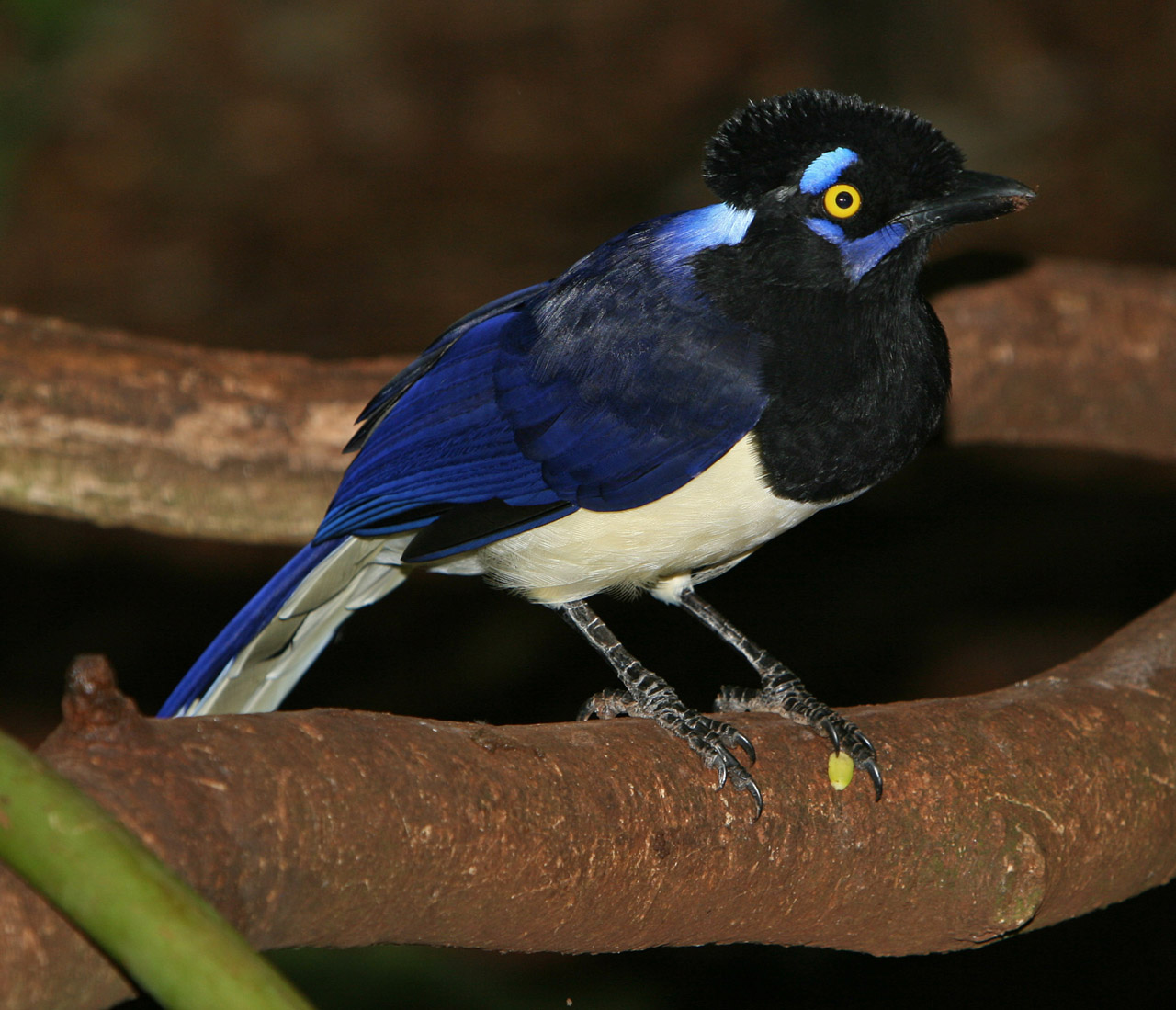
Пая круглочуба (Cyanocorax chrysops)

- Пая гіацинтова, Cyanocorax violaceus
- Пая пурпурова, Cyanocorax cyanomelas
- Пая лазурова, Cyanocorax caeruleus
- Пая бразильська, Cyanocorax cristatellus
- Пая білощока, Cyanocorax cayanus
- Пая венесуельська, Cyanocorax heilprini
- Пая круглочуба, Cyanocorax chrysops
- Пая білошия, Cyanocorax cyanopogon (E)

### Родина:Ластівкові(Hirundinidae)

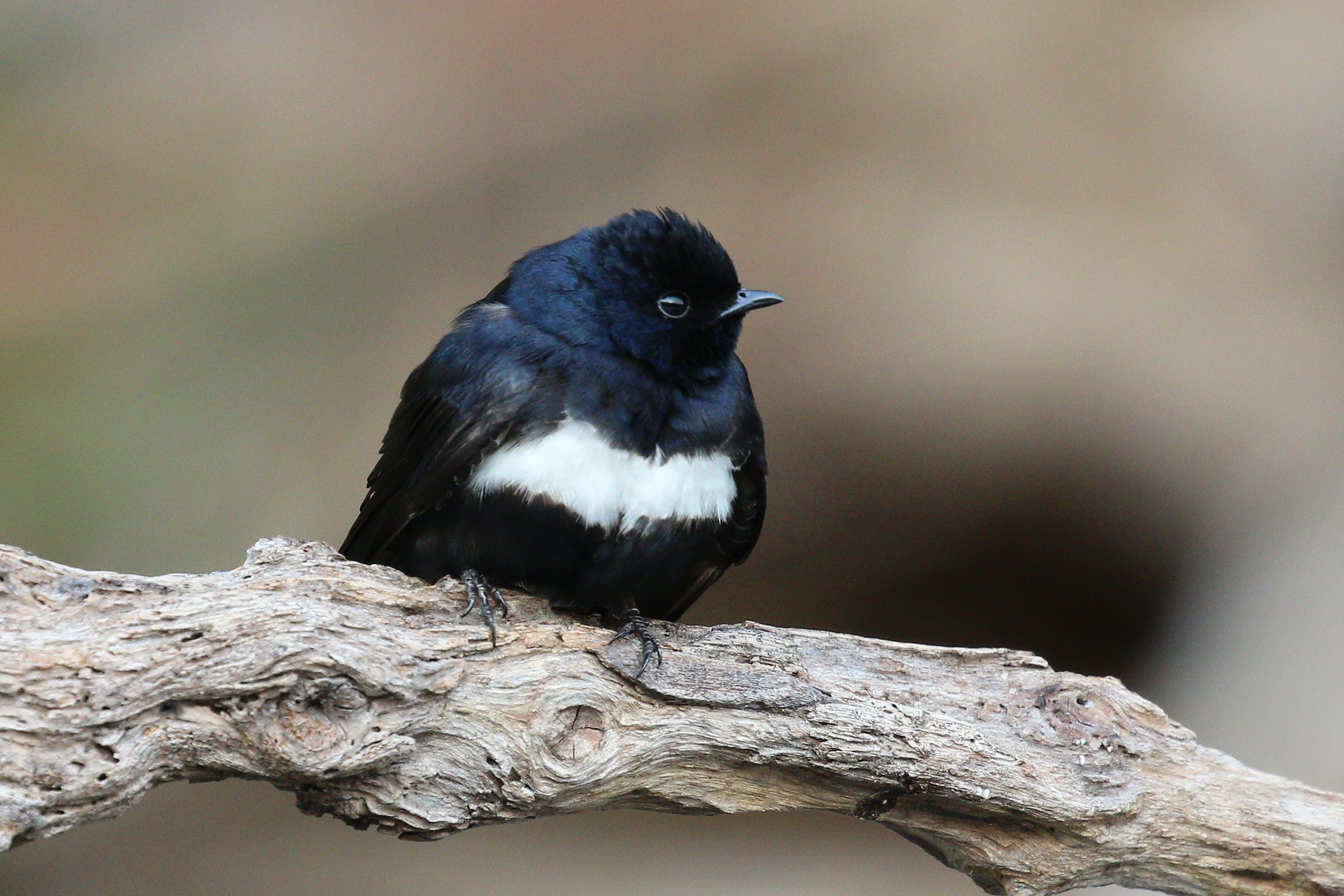
Ластівка білосмуга (Atticora fasciata)

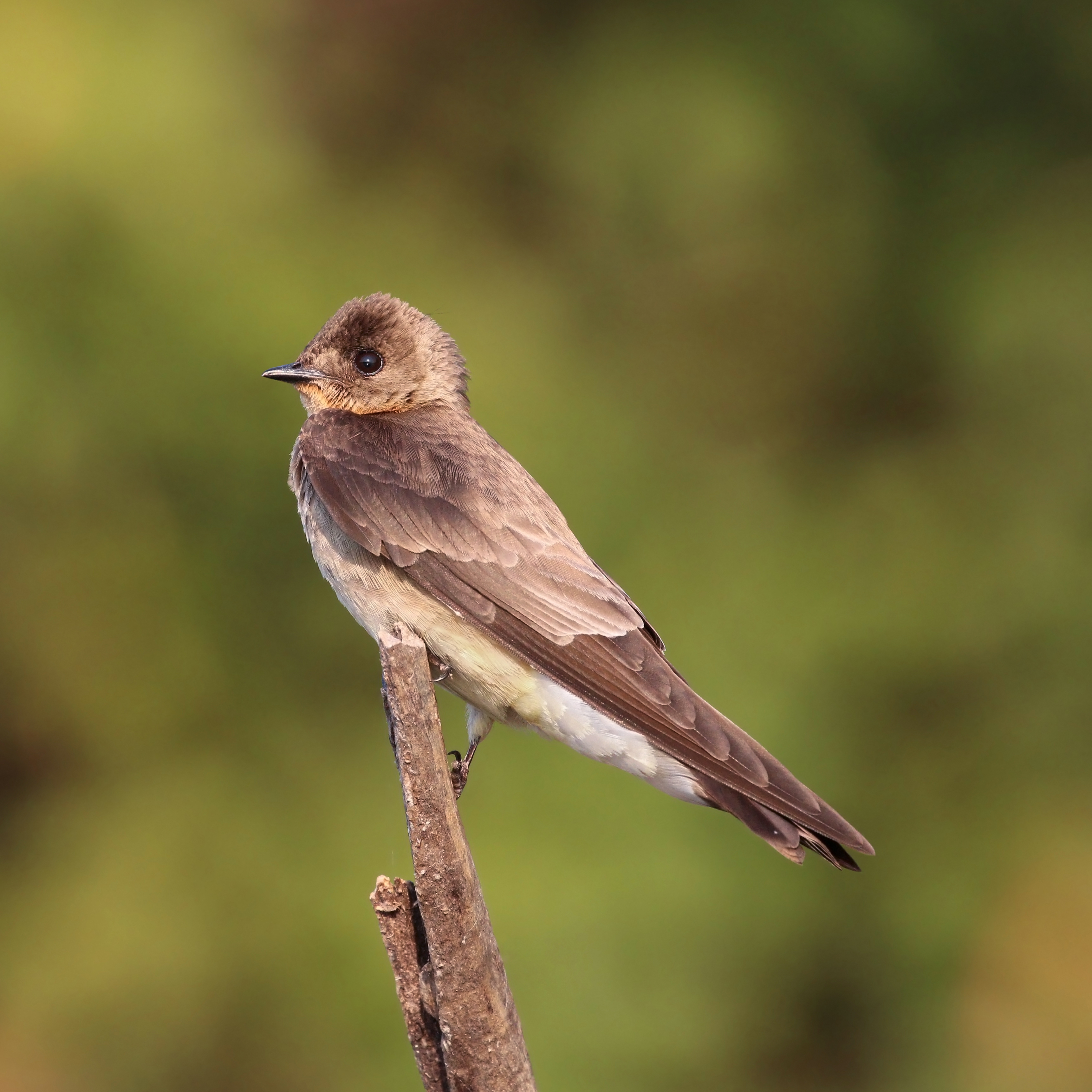
Ластівка пампасова (Stelgidopteryx ruficollis)

- Ластовиця патагонська, Pygochelidon cyanoleuca
- Ластівка чорношия, Pygochelidon melanoleuca
- Ластівка рудоголова, Alopochelidon fucata
- Ластівка білосмуга, Atticora fasciata
- Ластівка карликова, Atticora tibialis
- Ластівка пампасова, Stelgidopteryx ruficollis
- Щурик бурий, Progne tapera
- Щурик пурпуровий, Progne subis
- Щурик антильський, Progne dominicensis (V)
- Щурик сірогорлий, Progne chalybea
- Щурик південний, Progne elegans
- Білозорка білокрила, Tachycineta albiventer
- Білозорка лазурова, Tachycineta leucorrhoa
- Білозорка чилійська, Tachycineta leucopyga
- Ластівка берегова, Riparia riparia
- Ластівка сільська, Hirundo rustica
- Ясківка білолоба, Petrochelidon pyrrhonota

### Родина:Воловоочкові(Troglodytidae)

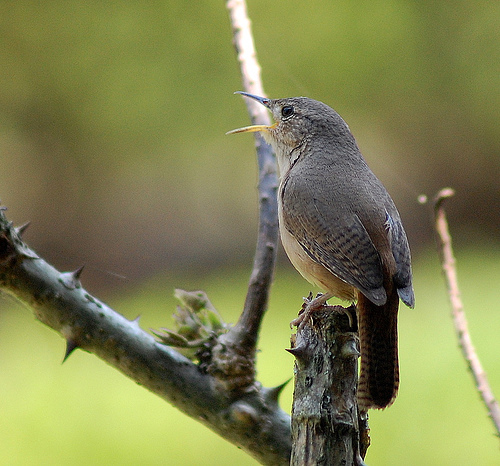
Волоочко співоче (Troglodytes aedon)

- Шпалюшок амазонійський, Microcerculus marginatus
- Шпалюшок каштановий, Microcerculus ustulatus
- Шпалюшок смугокрилий, Microcerculus bambla
- Царик сірий, Odontorchilus cinereus
- Волоочко співоче, Troglodytes aedon
- Волоочко венесуельське, Troglodytes rufulus
- Овад річковий, Cistothorus platensis
- Різжак білобровий, Campylorhynchus griseus
- Різжак дроздовий, Campylorhynchus turdinus
- Поплітник вусатий, Pheugopedius genibarbis
- Поплітник темнощокий, Pheugopedius coraya
- Поплітник амазонійський, Cantorchilus leucotis
- Поплітник довгодзьобий, Cantorchilus longirostris (E)
- Поплітник болівійський, Cantorchilus guarayanus
- Поплітник сірий, Cantorchilus griseus (E)
- Тріщук біловолий, Henicorhina leucosticta
- Тріскопліт рудолобий, Cyphorhinus arada

### Родина:Комароловкові(Polioptilidae)
- Комароловка білоброва, Microbates collaris
- Комароловка довгодзьоба, Ramphocaenus melanurus
- Комароловка бамбукова, Ramphocaenus sticturus
- Комароловка тропічна, Polioptila plumbea
- Комароловка венесуельська, Polioptila facilis
- Комароловка кремововола, Polioptila lactea  NT
- Комароловка каєнська, Polioptila guianensis
- Комароловка амазонійська, Polioptila paraensis
- Комароловка попеляста, Polioptila attenboroughi (E)
- Комароловка маскова, Polioptila dumicola

### Родина:Donacobiidae
- Мімик, Donacobius atricapilla

### Родина:Дроздові(Turdidae)

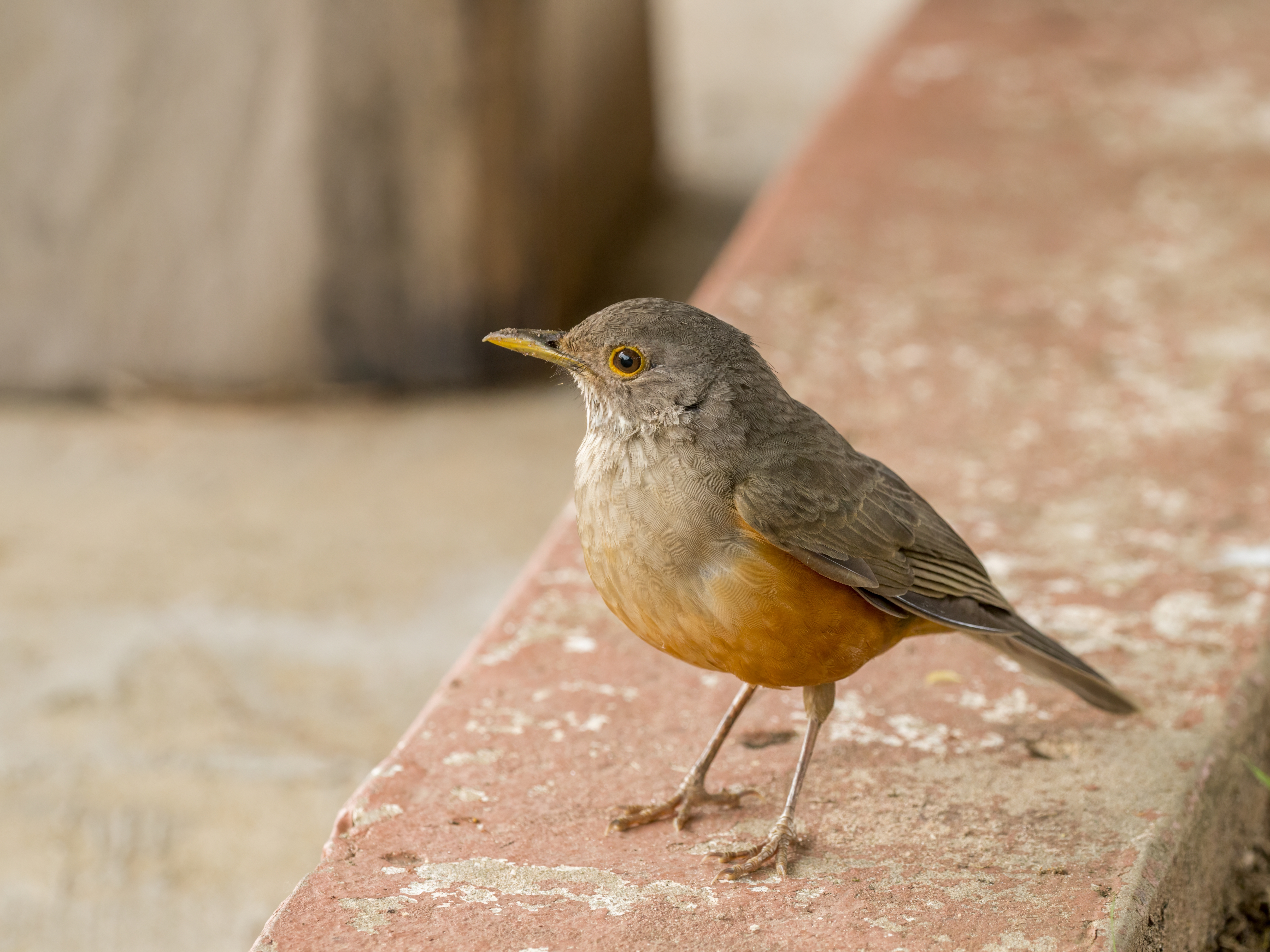
Дрізд рудочеревий (Turdus rufiventris)

- Дрізд-короткодзьоб бурий, Catharus fuscescens
- Дрізд-короткодзьоб малий, Catharus minimus
- Дрізд-короткодзьоб Свенсона, Catharus ustulatus
- Дрізд-самітник, Cichlopsis leucogenys
- Дроздик світлоокий, Turdus leucops
- Дроздик жовтоногий, Turdus flavipes
- Дрізд світлогрудий, Turdus leucomelas
- Дрізд рудий, Turdus fumigatus
- Дрізд амазонійський, Turdus hauxwelli
- Дрізд рудочеревий, Turdus rufiventris
- Дрізд голоокий, Turdus nudigenis
- Дрізд лучний, Turdus sanchezorum
- Дрізд брунатний, Turdus lawrencii
- Дрізд пантепуйський, Turdus murinus
- Дрізд кремововолий, Turdus amaurochalinus
- Дрізд чорнодзьобий, Turdus ignobilis
- Дрізд кампінаський, Turdus arthuri
- Дрізд капуциновий, Turdus olivater
- Дрізд бразильський, Turdus subalaris
- Дрізд білосмугий, Turdus albicollis

### Родина:Пересмішникові(Mimidae)
- Пересмішник сивий, Mimus gilvus

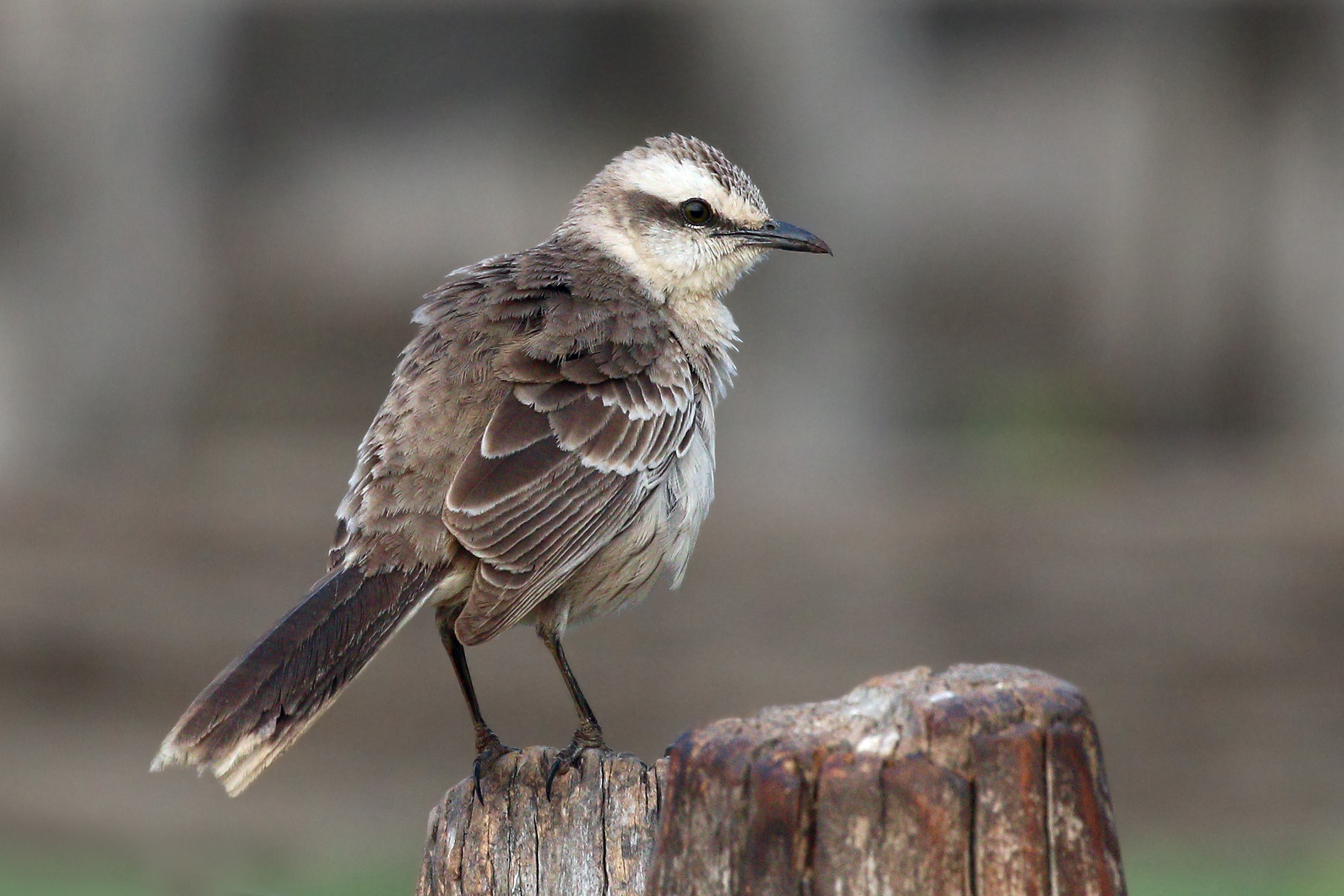
Пересмішник білобровий (Mimus saturninus)

- Пересмішник білобровий, Mimus saturninus
- Пересмішник білокрилий, Mimus triurus

### Родина:Шпакові(Sturnidae)
- Шпак звичайний, Sturnus vulgaris (I)

### Родина:Астрильдові(Estrildidae)

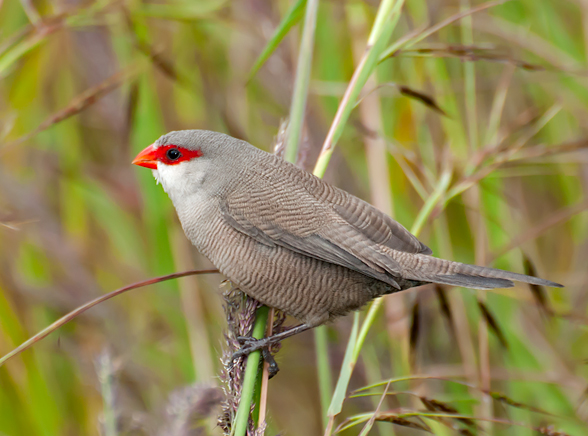
Астрильд смугастий (Estrilda astrild)

- Астрильд смугастий, Estrilda astrild (I)

### Родина:Горобцеві(Passeridae)
- Горобець хатній, Passer domesticus (I)

### Родина:Плискові(Motacillidae)
- Щеврик пампасовий, Anthus chii
- Щеврик короткодзьобий, Anthus furcatus
- Щеврик патагонський, Anthus correndera
- Щеврик вохристий, Anthus nattereri  VU
- Щеврик бурохвостий, Anthus hellmayri

### Родина:В'юркові(Fringillidae)

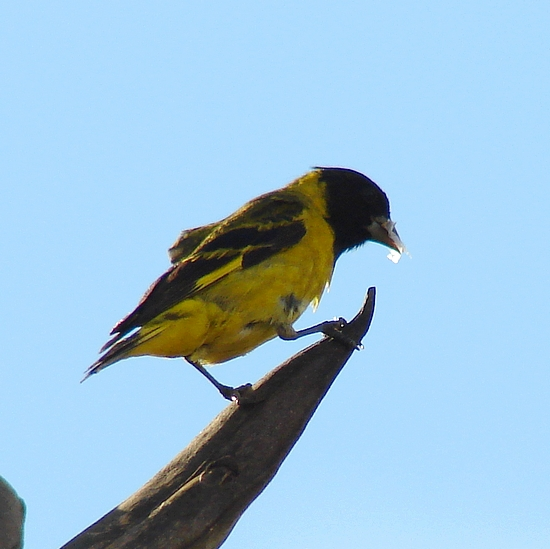
(Spinus magellanicus)

- Зеленяк звичайний, Chloris chloris (H)
- Щиглик звичайний, Carduelis carduelis, (I)
- Чиж бразильський, Spinus yarrellii (E)  VU
- Spinus magellanicus(інші мови)
- Гутурама темнощока, Chlorophonia cyanocephala
- Органіст синьошиїй, Chlorophonia cyanea
- Гутурама сіра, Euphonia plumbea
- Гутурама пурпуровоголова, Euphonia chlorotica
- Гутурама гаянська, Euphonia finschi
- Гутурама світлогорла, Euphonia chrysopasta
- Гутурама білогуза, Euphonia minuta
- Гутурама парагвайська, Euphonia chalybea  NT
- Гутурама фіолетова, Euphonia violacea
- Гутурама західна, Euphonia laniirostris
- Гутурама золотолоба, Euphonia xanthogaster
- Гутурама золотоплеча, Euphonia cayennensis
- Гутурама рудочерева, Euphonia rufiventris
- Гутурама іржасточерева, Euphonia pectoralis

### Родина:Passerellidae

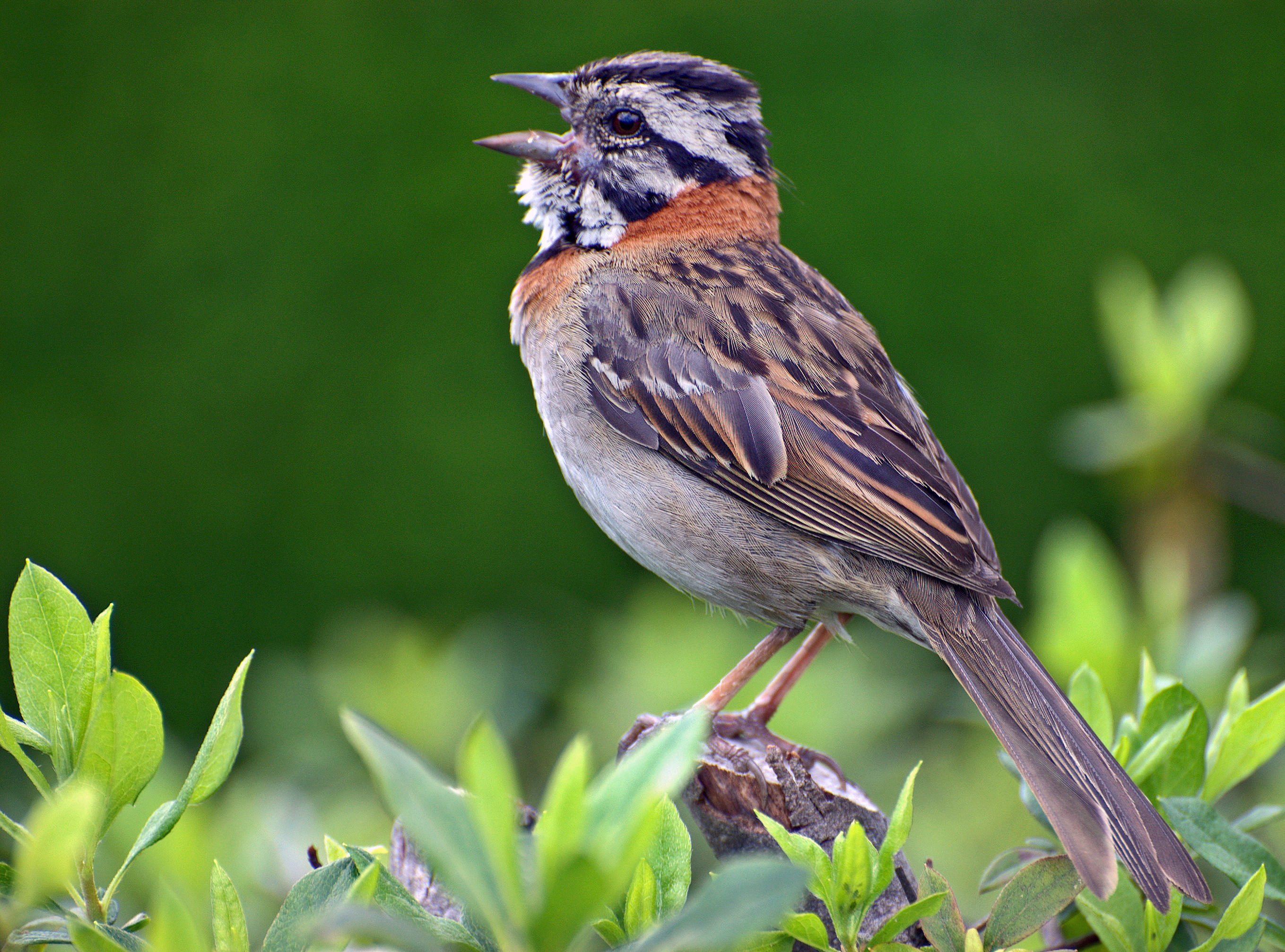
Бруант рудошиїй (Zonotrichia capensis)

- Багновець південний, Ammodramus humeralis
- Багновець жовтощокий, Ammodramus aurifrons
- Риджвея сивоголова, Arremonops conirostris
- Тихоголос амазонійський, Arremon taciturnus
- Тихоголос багійський, Arremon franciscanus (E)
- Тихоголос південний, Arremon semitorquatus (E)
- Тихоголос жовтодзьобий, Arremon flavirostris
- Бруант рудошиїй, Zonotrichia capensis
- Заросляк іржастоголовий, Atlapetes personatus

### Родина:Трупіалові(Icteridae)
- Гоглу, Dolichonyx oryzivorus
- Шпаркос східний, Sturnella magna
- Шпаркос савановий, Leistes militaris
- Шпаркос білобровий, Leistes superciliaris
- Шпаркос пампасовий, Leistes defilippii (V)  VU
- Конота іржаста, Psarocolius angustifrons
- Конота зелена, Psarocolius viridis
- Шапу, Psarocolius decumanus
- Конота бразильська, Psarocolius bifasciatus
- Касик чорний, Cacicus solitarius
- Касик золотокрилий, Cacicus chrysopterus
- Касик сельвовий, Cacicus koepckeae (H)
- Касик жовтохвостий, Cacicus cela
- Конота мала, Cacicus latirostris
- Касик червоногузий, Cacicus haemorrhous
- Конота еквадорська, Cacicus oseryi
- Трупіал пломенистий, Icterus croconotus
- Трупіал бразильський, Icterus jamacaii (E)
- Трупіал жовтоплечий, Icterus cayanensis
- Трупіал червоноплечий, Icterus pyrrhopterus
- Трупіал цитриновий, Icterus nigrogularis
- Вашер короткодзьобий, Molothrus rufoaxillaris
- Вашер великий, Molothrus oryzivorus
- Вашер синій, Molothrus bonariensis
- Гракл карибський, Quiscalus lugubris
- Трупіал танагровий, Lampropsar tanagrinus
- Потеліжник, Gymnomystax mexicanus
- Еполетик тепуйський, Macroagelaius imthurni
- Трупіал червоноголовий, Amblyramphus holosericeus
- Щетинкопер малий, Anumara forbesi (E)  VU
- Чопі, Gnorimopsar chopi
- Вашер рудокрилий, Agelaioides badius
- Вашер блідий, Agelaioides fringillarius (E)
- Варілеро однобарвний, Agelasticus cyanopus
- Варілеро золотоплечий, Agelasticus thilius
- Каруг рудоголовий, Chrysomus ruficapillus
- Каруг жовтоголовий, Chrysomus icterocephalus
- Тордо шафрановий, Xanthopsar flavus  VU
- Мочарець жовтогузий, Pseudoleistes guirahuro
- Мочарець бронзовий, Pseudoleistes virescens

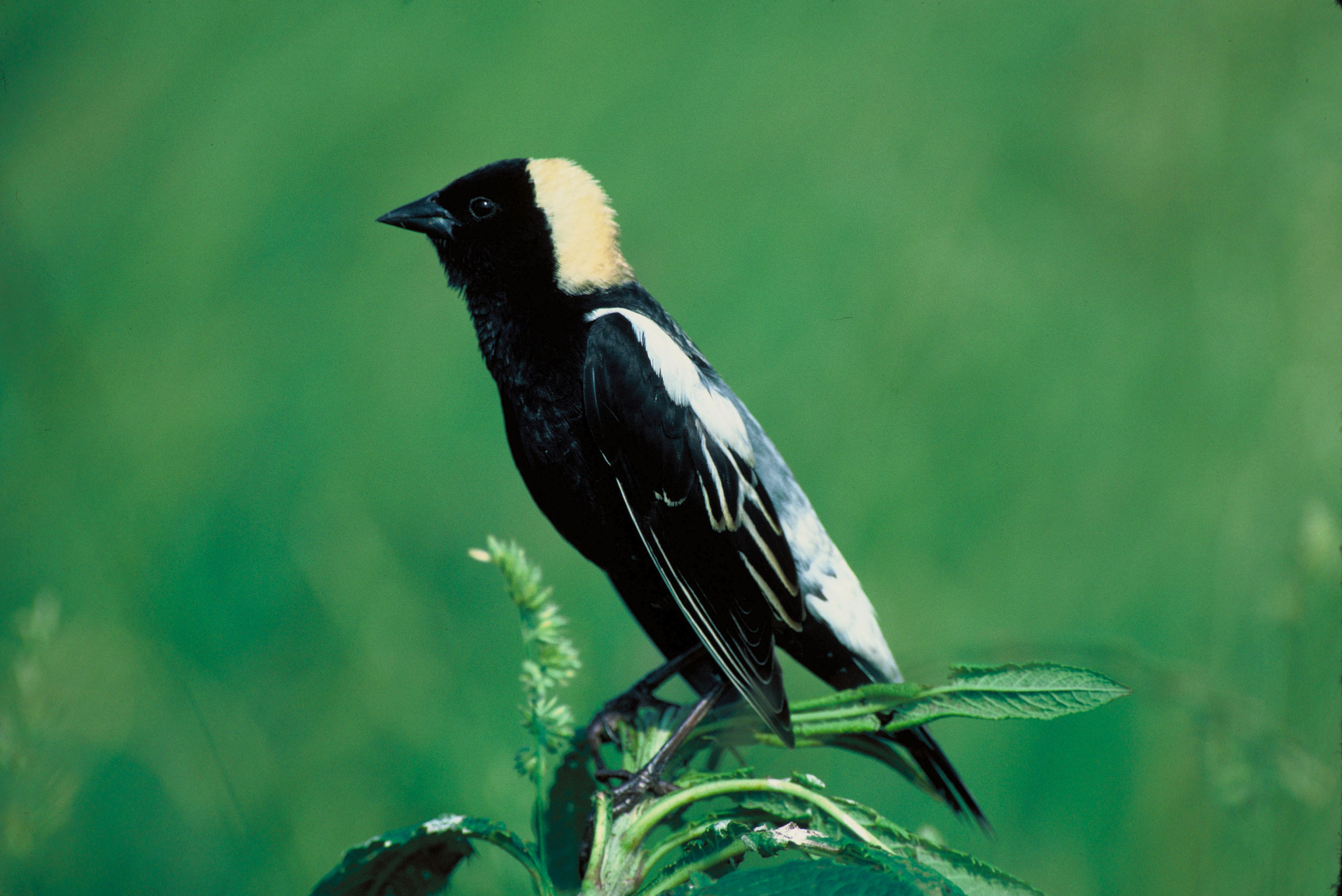
Гоглу (Dolichonyx oryzivorus)
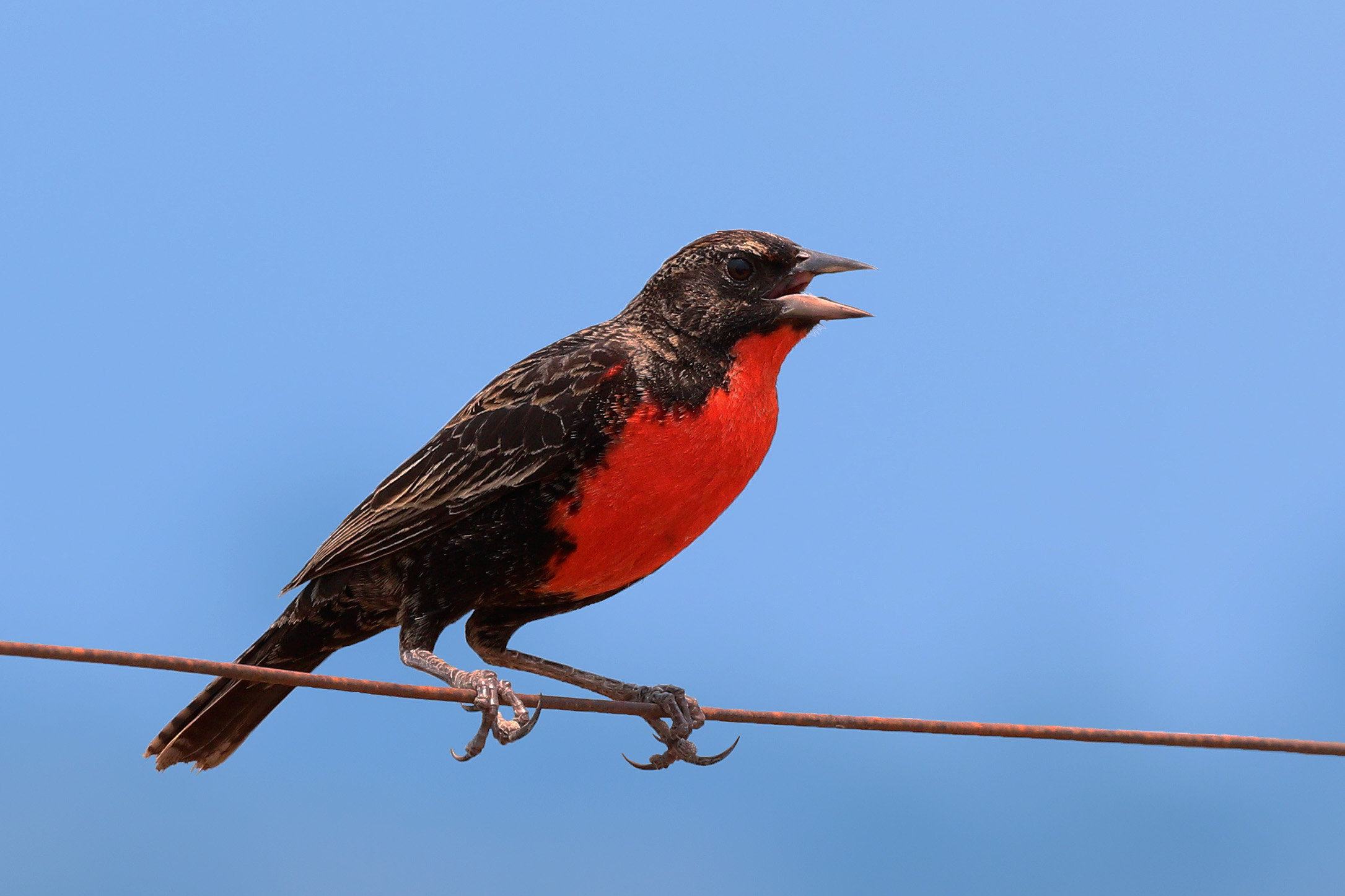
Шпаркос білобровий (Leistes superciliaris)
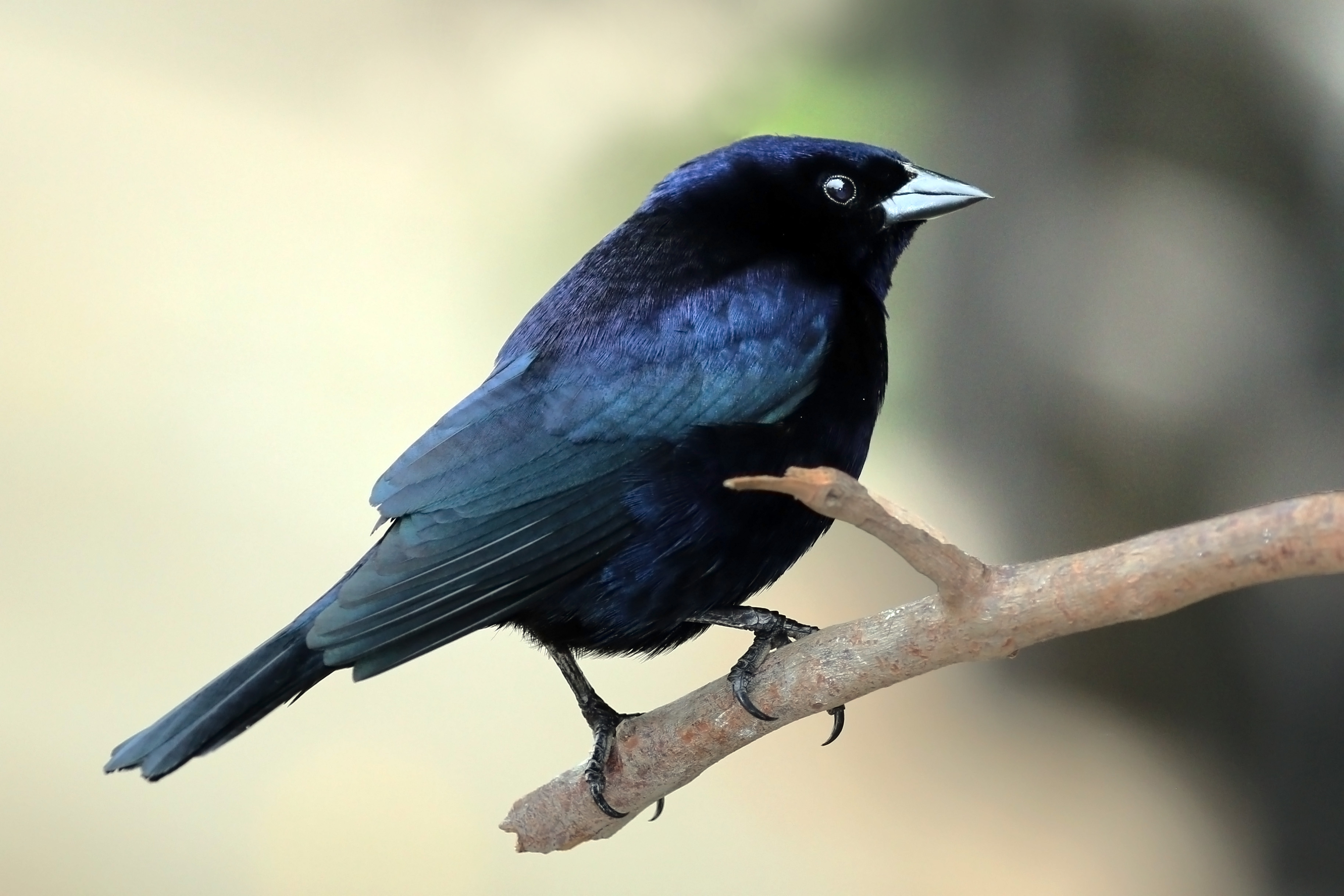
Вашер синій (Molothrus bonariensis)
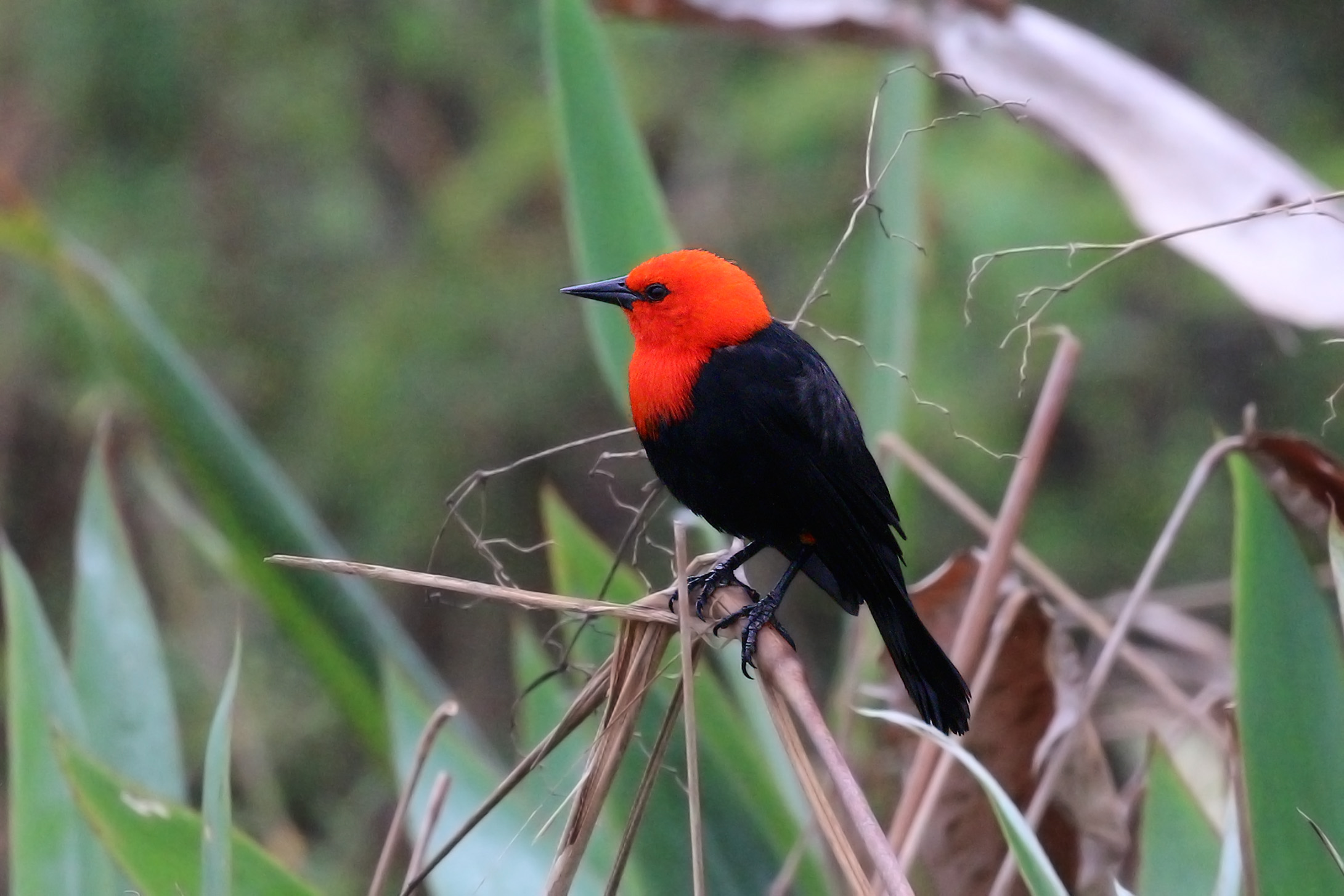
Трупіал червоноголовий (Amblyramphus holosericeus)
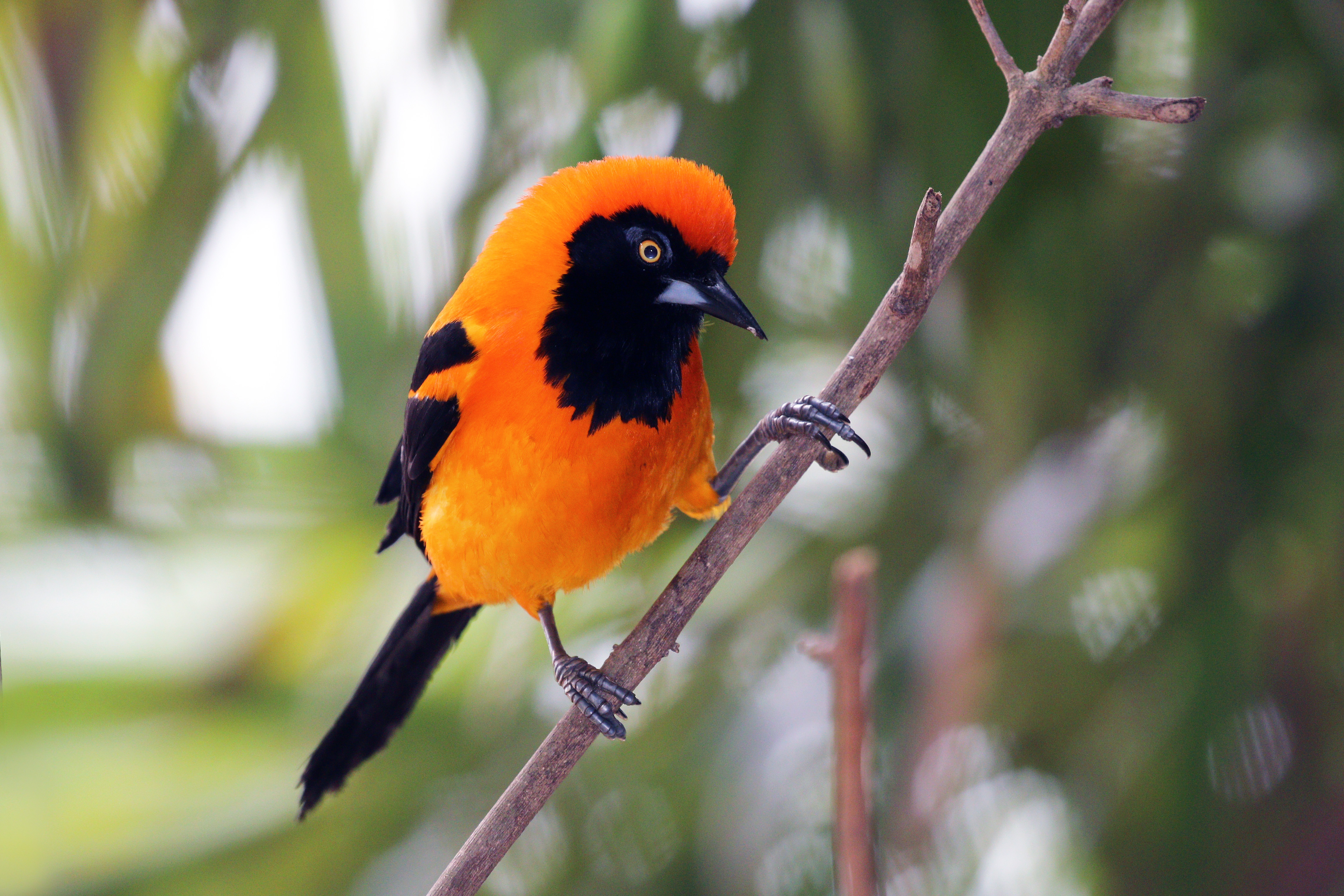
Трупіал пломенистий (Icterus croconotus)

### Родина:Піснярові(Parulidae)

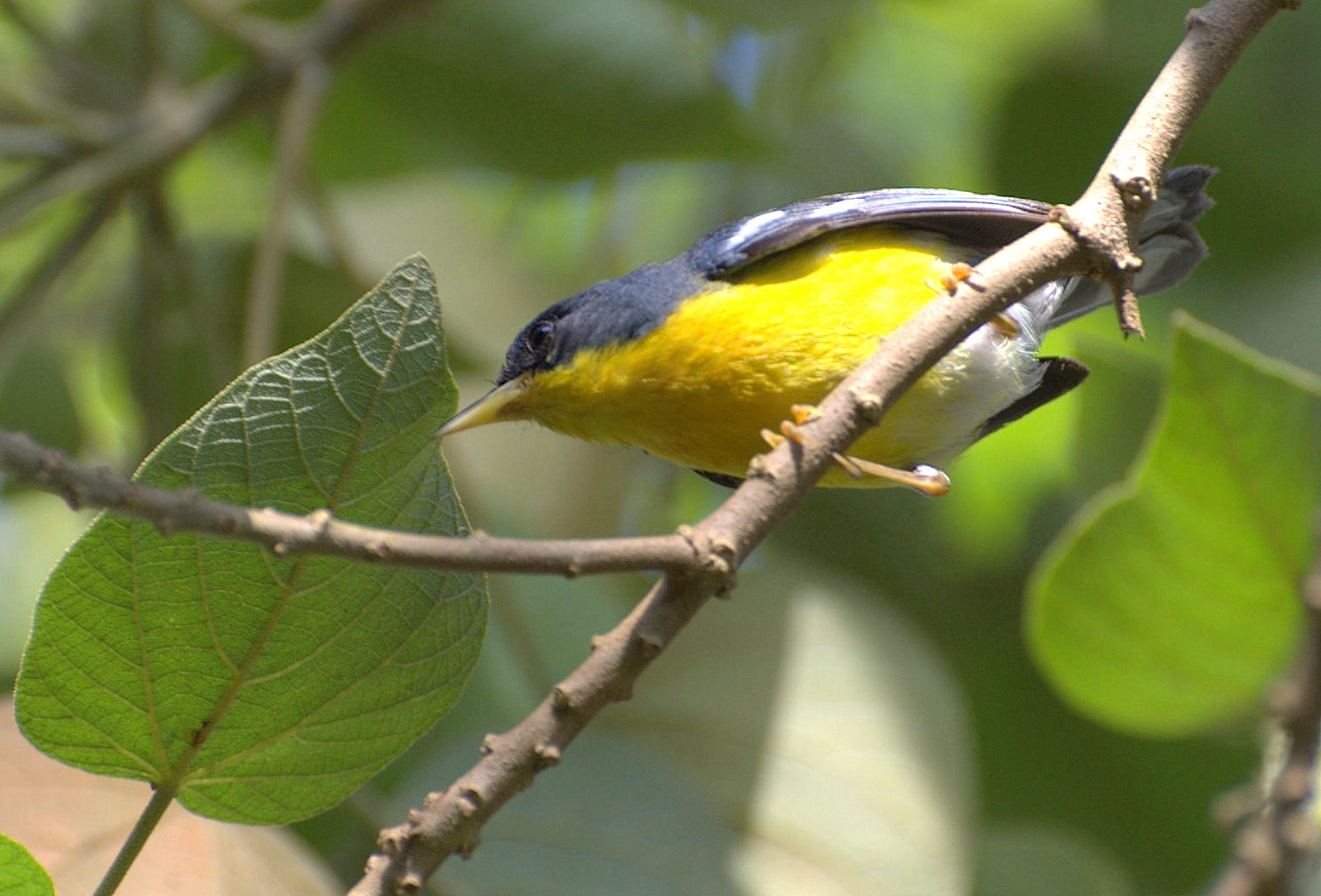
Пісняр тропічний (Setophaga pitiayumi)

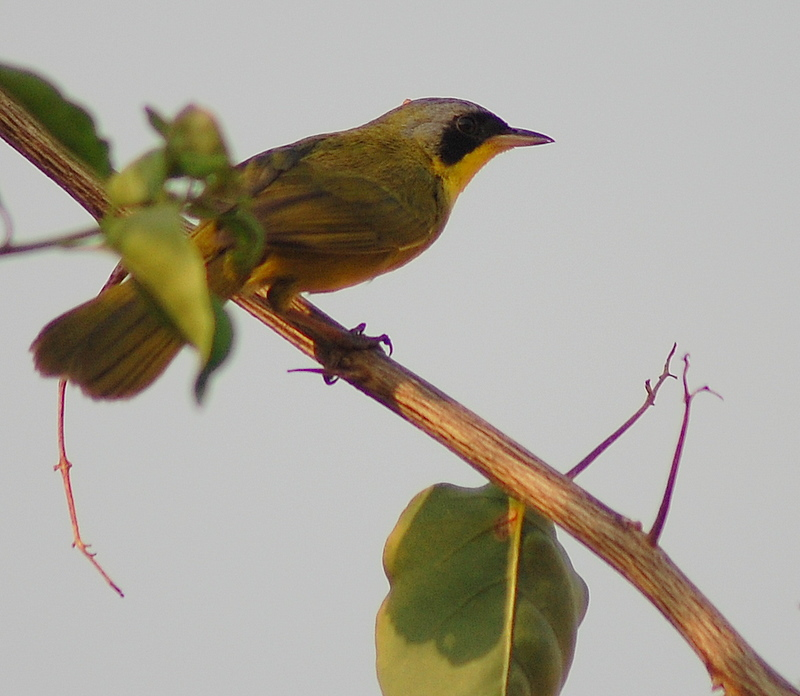
Жовтогорлик південний (Geothlypis aequinoctialis)

- Смугастоволець річковий, Parkesia noveboracensis (V)
- Пісняр жовтий, Protonotaria citrea (H)
- Цитринка сіровола, Oporornis agilis (V)
- Жовтогорлик південний, Geothlypis aequinoctialis
- Пісняр горихвістковий, Setophaga ruticilla (V)
- Пісняр-лісовик блакитний, Setophaga cerulea (H)
- Пісняр тропічний, Setophaga pitiayumi
- Пісняр-лісовик рудоволий, Setophaga fusca
- Пісняр-лісовик золотистий, Setophaga petechia
- Пісняр-лісовик білощокий, Setophaga striata
- Пісняр-лісовик чорногорлий, Setophaga virens (V)
- Коронник бразильський, Myiothlypis leucophrys (E)
- Коронник жовтий, Myiothlypis flaveolus
- Коронник сивоголовий, Myiothlypis leucoblephara
- Коронник блідий, Myiothlypis fulvicauda
- Коронник річковий, Myiothlypis rivularis
- Коронник цитриновий, Myiothlypis bivittatus
- Коронник малий, Basileuterus culicivorus
- Болотянка строкатовола, Cardellina canadensis (H)
- Чернітка чорногорла, Myioborus miniatus
- Чернітка тепуйська, Myioborus castaneocapillus

### Родина:Mitrospingidae
- Танагра-потрост оливкова, Mitrospingus oleagineus
- Танагра червонодзьоба, Lamprospiza melanoleuca
- Танагра зелена, Orthogonys chloricterus (E)

### Родина:Кардиналові(Cardinalidae)
- Піранга сонцепера, Piranga flava
- Піранга пломениста, Piranga rubra
- Піранга кармінова, Piranga olivacea
- Піранга білокрила, Piranga leucoptera
- Габія кармінова, Habia rubica
- Кардинал-довбоніс золоточеревий, Pheucticus aureoventris (V)
- Кардинал-довбоніс червоноволий, Pheucticus ludovicianus (V)
- Гранатела мала, Granatellus pelzelni
- Кардинал жовточеревий, Caryothraustes canadensis
- Кардинал червоно-чорний, Periporphyrus erythromelas
- Семілеро бразильський, Amaurospiza moesta
- Лускар синій, Cyanoloxia glaucocaerulea
- Лускар бірюзовий, Cyanoloxia rothschildii
- Лускар ультрамариновий (Cyanoloxia brissonii)
- Лускун, Spiza americana (V)

### Родина:Саякові(Thraupidae)

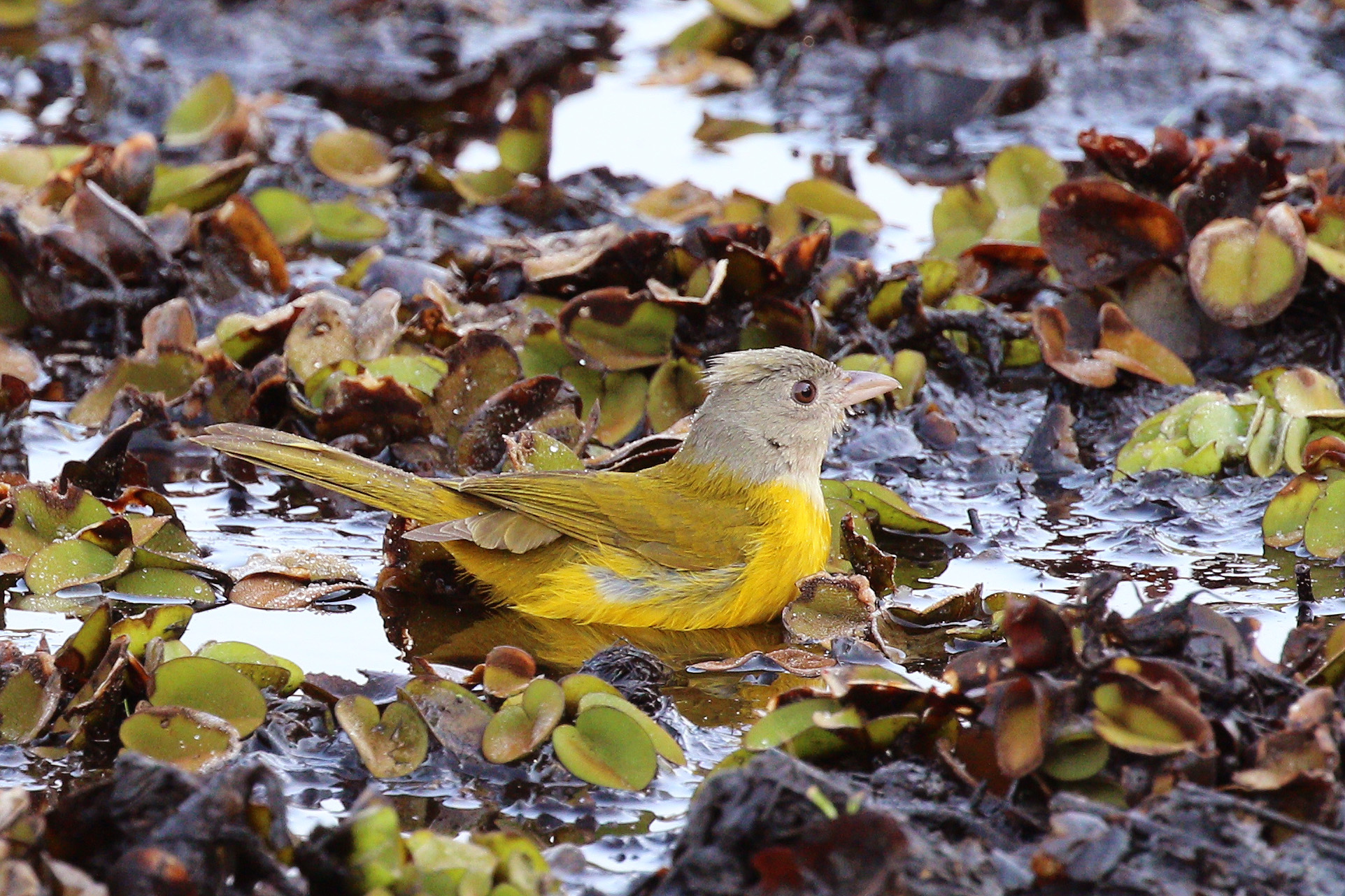
Танагра сіроголова (Eucometis penicillata)

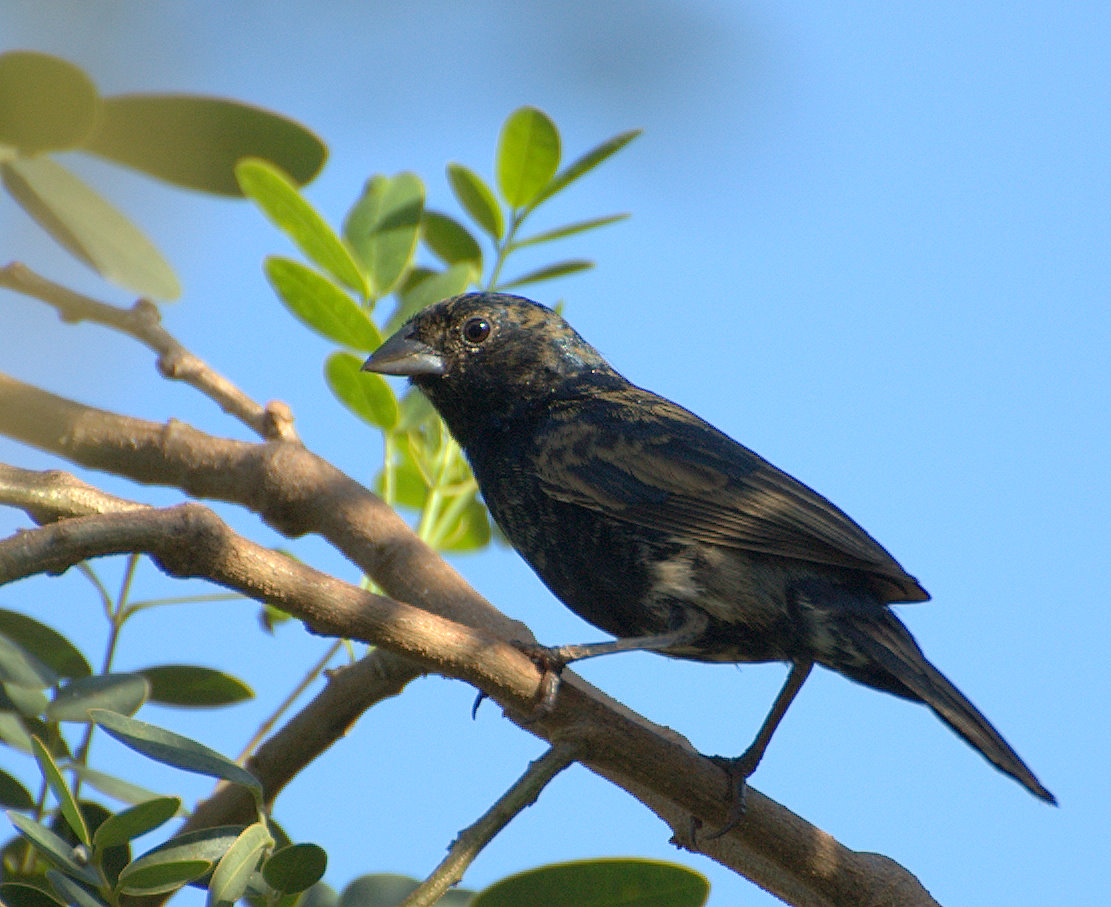
Якарина (Volatinia jacarina)

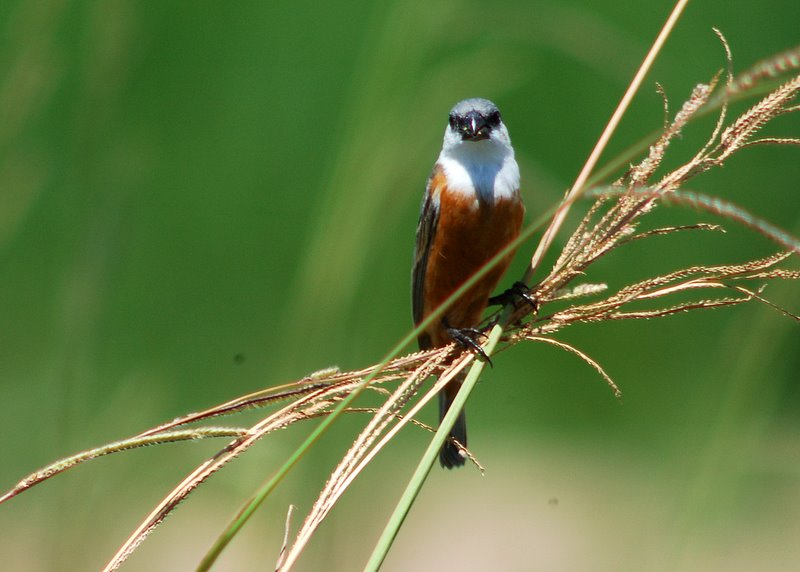
Зерноїд мальований (Sporophila caerulescens)

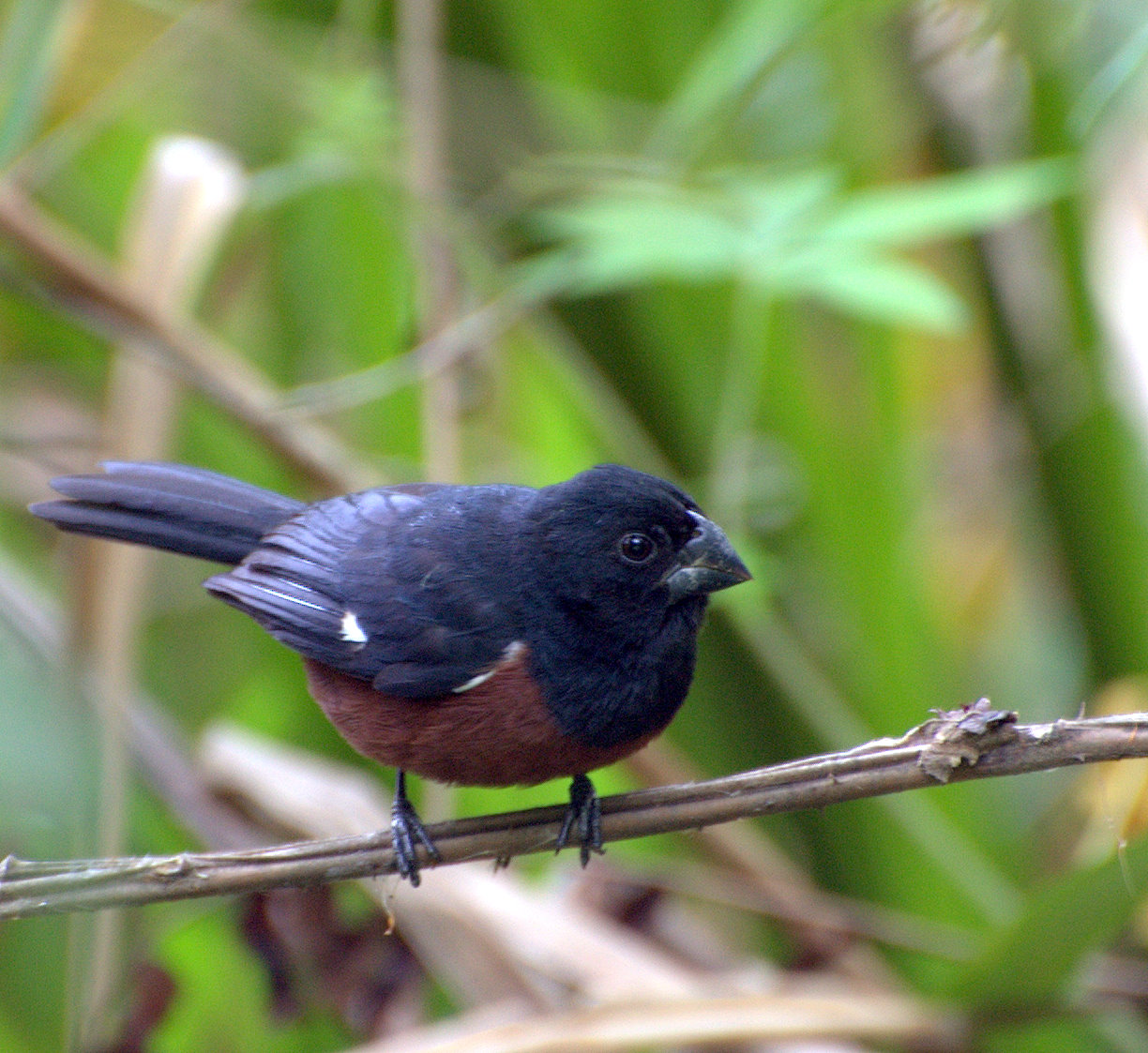
Рисоїд чорноголовий (Sporophila angolensis)

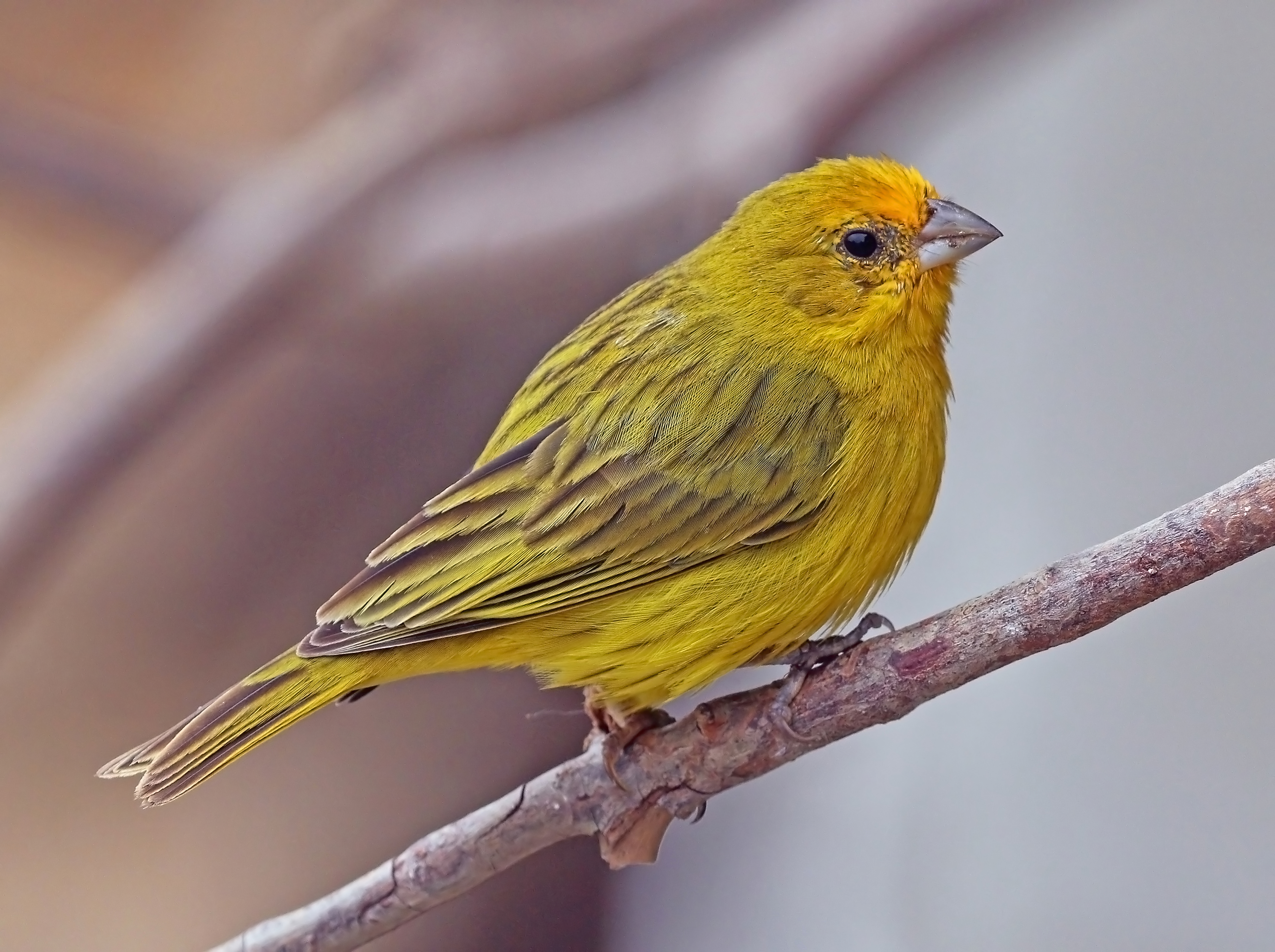
Посвірж золотоголовий (Sicalis flaveola)

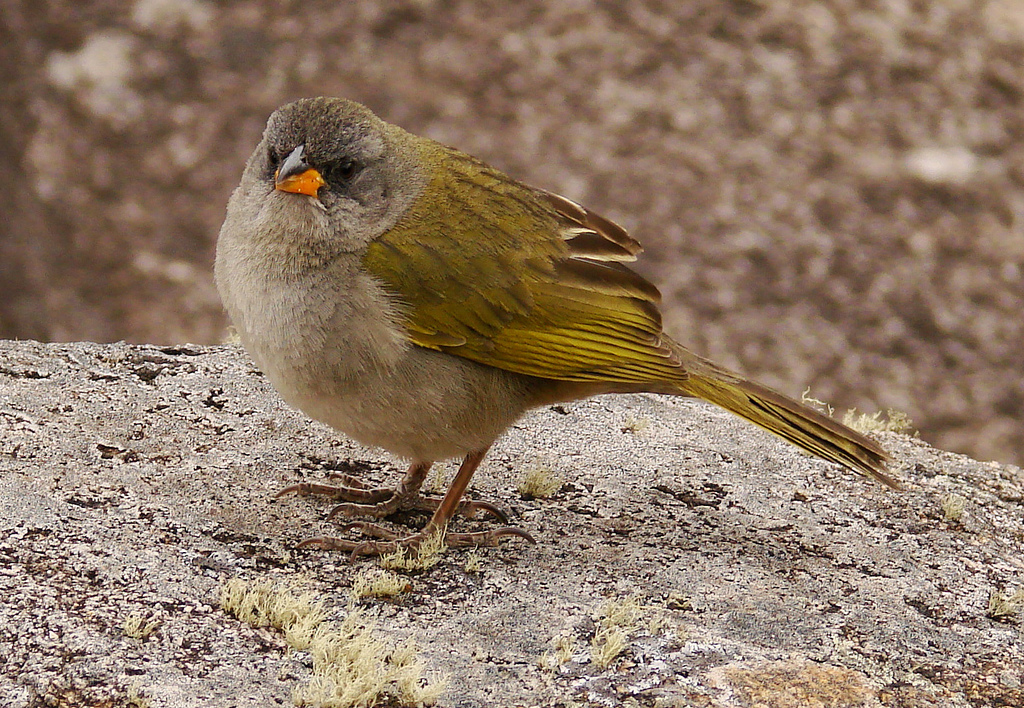
Пампасник великий (Embernagra platensis)

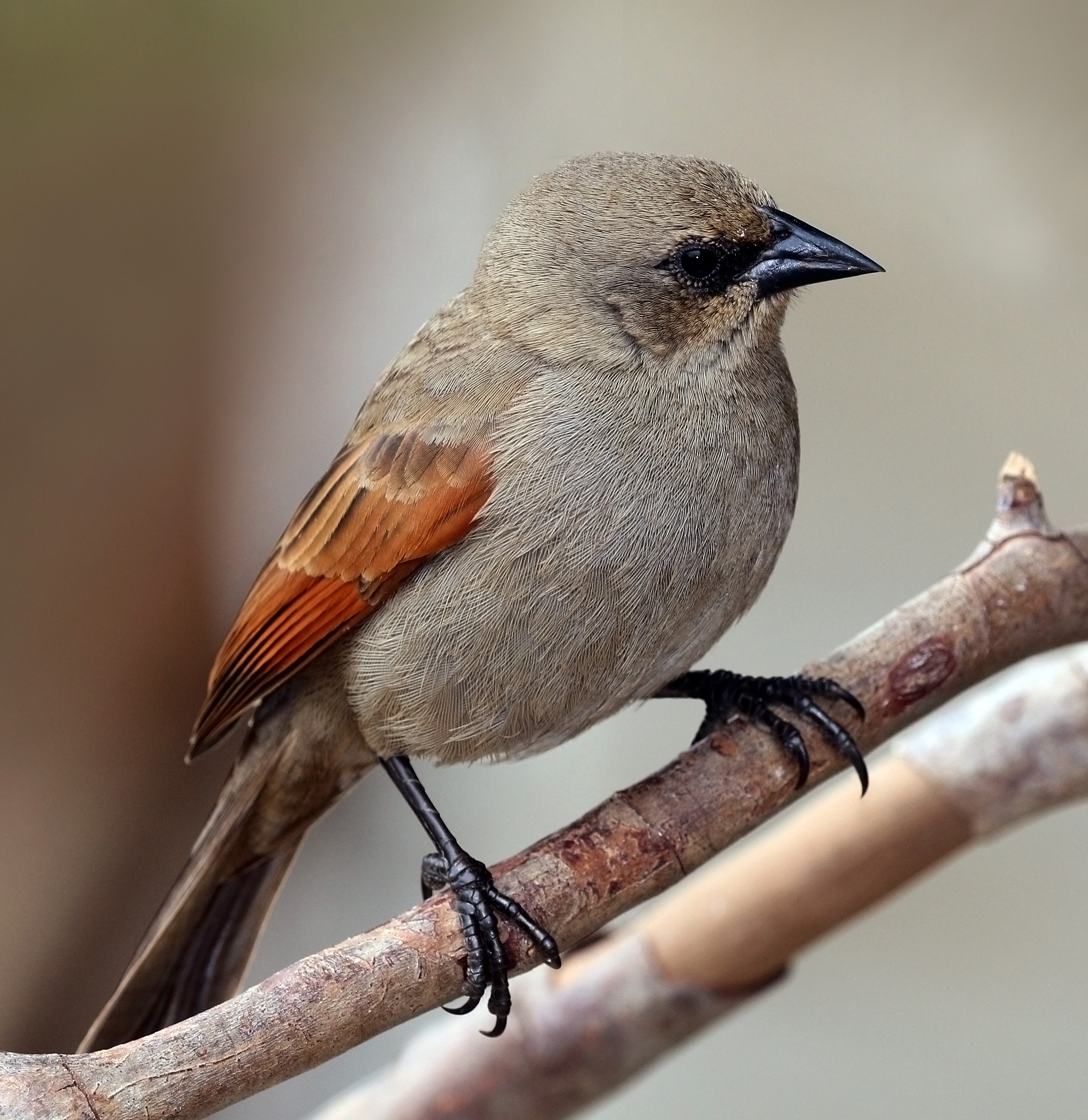
Зерноїд сивий (Sporophila plumbea)

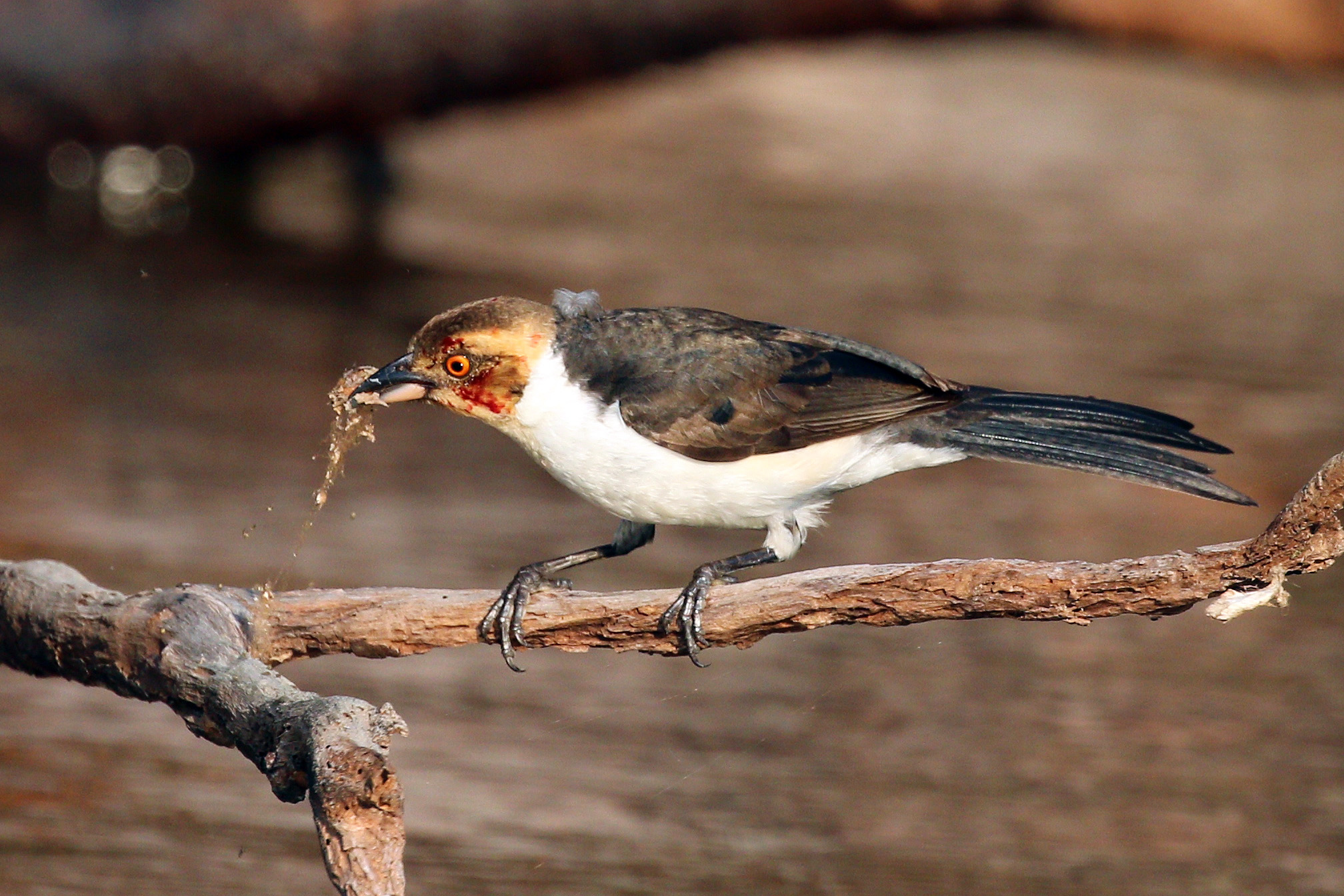
(Paroaria gularis)

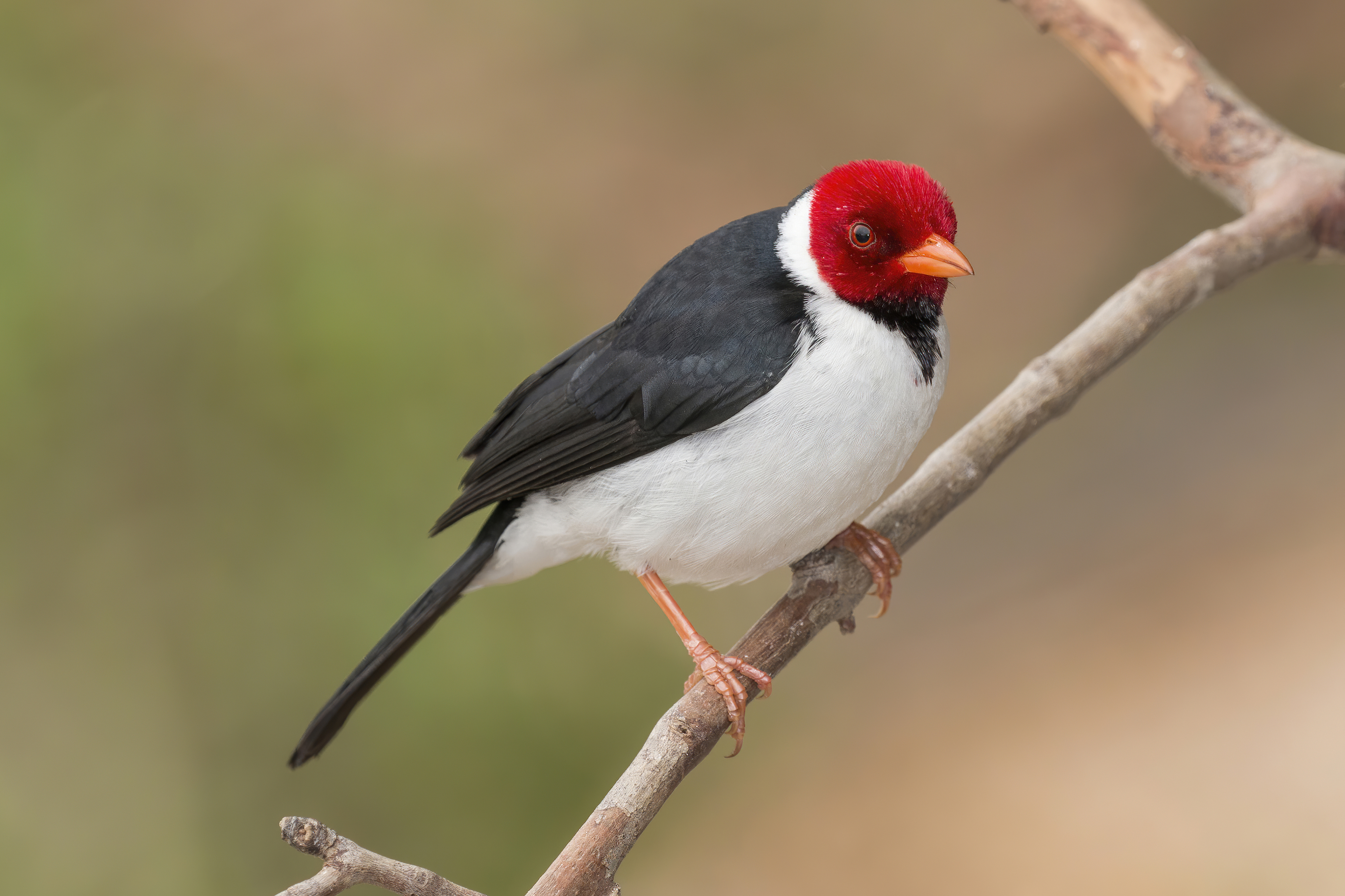
(Paroaria capitata)

- Танагра ультрамаринова, Cyanicterus cyanicterus
- Танагрець масковий, Nemosia pileata
- Танагрець рубінововолий, Nemosia rourei (E)  CR
- Тангар червоногорлий, Compsothraupis loricata (E)
- Тангар бурий, Orchesticus abeillei (E)  NT
- Кардинал рябогорлий, Parkerthraustes humeralis
- Саї великий, Chlorophanes spiza
- Танагрик чорнощокий, Hemithraupis guira
- Танагрик рудоголовий, Hemithraupis ruficapilla (E)
- Танагрик жовтогорлий, Hemithraupis flavicollis
- Тамаруго мангровий, Conirostrum bicolor
- Тамаруго амазонійський, Conirostrum margaritae
- Тамаруго рудогузий, Conirostrum speciosum
- Посвірж лимонний, Sicalis citrina
- Посвірж червонолобий, Sicalis columbiana
- Посвірж золотоголовий, Sicalis flaveola
- Посвірж короткодзьобий, Sicalis luteola
- Вівсянчик великий, Rhopospina fruticeti (V)
- Вівсянка синя, Porphyrospiza caerulescens
- Насіннєїд тонкодзьобий, Catamenia homochroa
- Квіткокол сизий, Diglossa duidae
- Квіткокол великий, Diglossa major
- Шиферка парагвайська, Haplospiza unicolor
- Якарина, Volatinia jacarina
- Тангарник строкатий, Conothraupis speculigera  NT
- Тангарник товстодзьобий, Conothraupis mesoleuca (E)  EN
- Танагра-жалібниця вогнисточуба, Loriotus cristatus
- Танагра-жалібниця вохристочуба, Loriotus rufiventer
- Танагра-жалібниця білоплеча, Loriotus luctuosus
- Танагра-жалібниця золоточуба, Tachyphonus surinamus
- Танагра-жалібниця червоночуба, Tachyphonus coronatus
- Танагра-жалібниця велика, Tachyphonus rufus
- Танагра-жалібниця червоноплеча, Tachyphonus phoenicius
- Танагра сіроголова, Eucometis penicillata
- Танагра амазонійська, Trichothraupis melanops
- Червоночубик сірий, Coryphospingus pileatus
- Червоночубик вогнистий, Coryphospingus cucullatus
- Тапіранга маскова, Ramphocelus nigrogularis
- Тапіранга пурпурова, Ramphocelus carbo
- Тапіранга бразильська, Ramphocelus bresilia
- Танагра-сикіт рудогуза, Lanio fulvus
- Танагра-сикіт білокрила, Lanio versicolor
- Чорночубик, Charitospiza eucosma  NT
- Танагра-медоїд короткодзьоба, Cyanerpes nitidus
- Танагра-медоїд пурпурова, Cyanerpes caeruleus
- Танагра-медоїд бірюзова, Cyanerpes cyaneus
- Терзина, Tersina viridis
- Цукрист білочеревий, Dacnis albiventris
- Цукрист масковий, Dacnis lineata
- Цукрист жовточеревий, Dacnis flaviventer
- Цукрист бразильський, Dacnis nigripes (E)  NT
- Цукрист блакитний, Dacnis cayana
- Зерноїд острівний, Sporophila bouvronides
- Зерноїд біловусий, Sporophila lineola
- Зерноїд білочеревий, Sporophila leucoptera
- Зерноїд рудочеревий, Sporophila castaneiventris
- Зерноїд малий, Sporophila minuta
- Зерноїд чорноспинний, Sporophila nigrorufa
- Зерноїд строкатоволий, Sporophila bouvreuil
- Зерноїд савановий, Sporophila pileata
- Зерноїд іржастий, Sporophila hypoxantha
- Зерноїд чорноволий, Sporophila ruficollis  NT
- Зерноїд болотяний, Sporophila palustris
- Зерноїд болівійський, Sporophila hypochroma  NT
- Зерноїд каштановий, Sporophila cinnamomea
- Зерноїд чорночеревий, Sporophila melanogaster (E)  NT
- Рисоїд чорноголовий, Sporophila angolensis
- Рисоїд білодзьобий, Sporophila maximiliani
- Рисоїд болотяний, Sporophila crassirostris
- Зерноїд золотодзьобий, Sporophila intermedia
- Зерноїд плямистокрилий, Sporophila americana
- Зерноїд колумбійський, Sporophila murallae
- Вівсянка білошия, Sporophila fringilloides
- Зерноїд чорнорябий, Sporophila luctuosa (V)
- Зерноїд чорнощокий, Sporophila nigricollis
- Зерноїд пампасовий, Sporophila ardesiaca (E)
- Зерноїд мальований, Sporophila caerulescens
- Зерноїд попелястий, Sporophila schistacea
- Зерноїд бразильський, Sporophila falcirostris  VU
- Зерноїд великий, Sporophila frontalis  VU
- Зерноїд сивий, Sporophila plumbea
- Зерноїд тропейровий, Sporophila beltoni (E)  VU
- Зерноїд масковий, Sporophila collaris
- Зерноїд білогорлий, Sporophila albogularis (E)
- Чако, Saltatricula multicolor (V)
- Зернолуск чорногорлий, Saltatricula atricollis
- Зернолуск великий, Saltator maximus
- Зернолуск сірий, Saltator coerulescens
- Saltator olivascens
- Зернолуск зеленокрилий, Saltator similis
- Зернолуск товстодзьобий, Saltator maxillosus
- Зернолуск золотодзьобий, Saltator aurantiirostris
- Зернолуск білогорлий, Saltator grossus
- Зернолуск бразильський, Saltator fuliginosus
- Вівсянка чорнощока, Coryphaspiza melanotis  VU
- Пампасник великий, Embernagra platensis
- Пампасник світлоголовий, Embernagra longicauda (E)
- Трав'янець гострохвостий, Emberizoides herbicola
- Трав'янець малий, Emberizoides ypiranganus
- Свертушка сіроголова, Castanozoster thoracicus (E)
- Свертушка біловуса, Poospiza nigrorufa
- Каптурник золотоголовий, Thlypopsis sordida
- Танагра вишневоголова, Thlypopsis pyrrhocoma
- Свертушка рудогуза, Microspingus lateralis (E)
- Свертушка сіровола, Microspingus cabanisi
- Свертушка чорноголова, Microspingus melanoleucus
- Свертушка сіра, Microspingus cinereus (E)
- Тангар рудогорлий, Cypsnagra hirundinacea
- Вівсянка довгохвоста, Donacospiza albifrons
- Цереба, Coereba flaveola
- Потрост бурий, Asemospiza obscura
- Потрост чорний, Asemospiza fuliginosa
- Тангар сивий, Neothraupis fasciata  NT
- Діука південна, Diuca diuca (V)
- Вівсянка жовта, Gubernatrix cristata  EN
- Paroaria coronata(інші мови)
- Paroaria dominicana(інші мови) (E)
- Paroaria gularis(інші мови)
- Paroaria baeri(інші мови) (E)
- Paroaria capitata(інші мови)
- Танагра діадемова, Stephanophorus diadematus
- Тангар чорнощокий, Schistochlamys melanopis
- Тангар рудощокий, Schistochlamys ruficapillus
- Тангар строкатий, Cissopis leverianus
- Блакитар вохристочеревий, Pipraeidea melanonota
- Саяка жовто-синя, Rauenia bonariensis
- Танагра синьокрила, Stilpnia cyanoptera
- Танагра бразильська, Stilpnia peruviana (E)  VU
- Танагра парагвайська, Stilpnia preciosa
- Танагра вохриста, Stilpnia cayana
- Танагра маскова, Stilpnia nigrocincta
- Танагра блакитношия, Stilpnia cyanicollis
- Танагра бірюзова, Tangara mexicana
- Танагра зеленоголова, Tangara chilensis
- Танагра червоночерева, Tangara velia
- Танагра гіацинтова, Tangara callophrys
- Танагра малахітова, Tangara seledon
- Танагра райдужна, Tangara fastuosa (E)  VU
- Танагра червоношия, Tangara cyanocephala (E)
- Танагра чорнолоба, Tangara desmaresti (E)
- Танагра чорногорла, Tangara cyanoventris (E)
- Гирола, Tangara gyrola
- Танагра золотогруда, Tangara schrankii
- Саяка блакитна, Thraupis episcopus
- Саяка синя, Thraupis sayaca
- Саяка лазурова, Thraupis cyanoptera (E)  NT
- Саяка бразильська, Thraupis ornata (E)
- Саяка пальмова, Thraupis palmarum
- Танагра гаянська, Ixothraupis varia
- Танагра цяткована, Ixothraupis guttata
- Танагра жовточерева, Ixothraupis xanthogastra
- Танагра дроздова, Ixothraupis punctata